# KV62
KV62 (KV als Akronym für Kings’ Valley) bezeichnet in der Ägyptologie das Grab des Tutanchamun im Tal der Könige in West-Theben. In der Reihenfolge der Entdeckungen der Gräber im Tal ist es das 62. altägyptische Grab und liegt im östlichen Bereich der Königsnekropole. KV62 wurde am 4. November 1922 im Auftrag seines Finanziers George Herbert, 5. Earl of Carnarvon, meist nur als Lord Carnarvon bezeichnet, durch den britischen Archäologen Howard Carter entdeckt.
Die Entdeckung erwies sich als Königsgrab, denn aufgrund der Kartusche (Namensring) mit dem Thronnamen Neb-cheperu-Re von Tutanchamun, die sich neben Abdrücken der königlichen Nekropole am vermauerten Grabeingang befand, konnte die Begräbnisstätte eindeutig diesem König der späten 18. Dynastie (Neues Reich: 1550 bis 1070 v. Chr., 18. bis 20. Dynastie) zugeordnet werden. KV62 war nur teilweise beraubt und bereits im Altertum zweimal wieder verschlossen worden.
Das Grab des Tutanchamun, der von ca. 1332 bis 1323 v. Chr. regierte, ist durch seine öffentlichkeits- und medienwirksame Entdeckung mit einem teilweise erhaltenen Grabschatz und der intakten Bestattung eines altägyptischen Königs weiterhin eine populäre Grabstätte in Ägypten. KV62 zog bereits während der gesamten Ausgrabungszeit tausende Besucher an. Die Räumung, Erfassung und Konservierung der Fundobjekte sowie die Säuberung des Grabes nahmen rund zehn Jahre in Anspruch. Der Ausgrabungszeitraum war nicht nur vom Tod Lord Carnarvons 1923 überschattet, sondern immer wieder von Auseinandersetzungen mit der Altertümerverwaltung (auch Antikenverwaltung – seinerzeit Service d’Antiquités) begleitet. Insgesamt wurden 5398 Objekte geborgen, die heute zum Teil im Ägyptischen Museum in Kairo ausgestellt sind oder seit der Grabentdeckung in den Magazinen des Museums lagern. Wenige Stücke sind im Luxor-Museum zu sehen. Im Zuge des Baus des Grand Egyptian Museum ist vorgesehen, den vollständigen Grabschatz dort nach entsprechender Restaurierung der Öffentlichkeit zu präsentieren. Die Mumie Tutanchamuns ist die einzige eines altägyptischen Königs, die seit ihrer Bestattung und auch nach ihrer Entdeckung im Tal der Könige verblieben ist. Sie ruhte ab 1926 im geschlossenen, äußeren vergoldeten Holzsarg im Sarkophag in der Grabkammer, der mit einer Glasplatte abgedeckt worden war. Heute ist die Mumie, bis auf Kopf und Füße bedeckt, in der Vorkammer des Grabes in einem klimatisierten Glaskasten zu sehen.
Howard Carters Notizen, Zeichnungen, Tagebucheinträge wurden nach dessen Tod 1939 von seiner Nichte, Phyllis Walker, 1946 an das Griffith Institute in Oxford übergeben und werden seitdem, wie ein Teil der Negativfilme des Fotografen Harry Burton, dort aufbewahrt. Die übrigen Negative befinden sich im Metropolitan Museum of Art in New York, für das Burton tätig gewesen war. Für die Archivierung und Aufbereitung für das Internet war der Ägyptologe Jaromír Málek verantwortlich. 95 % der Dokumentationen zur Ausgrabung sind auf Tutankhamun: Anatomy of an Excavation für jedermann frei zugänglich. Carters Grabungstagebuch befindet sich im Ägyptischen Museum in Kairo.

## Entdeckung

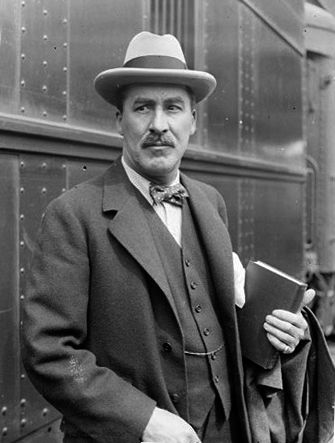
Howard Carter (1924)

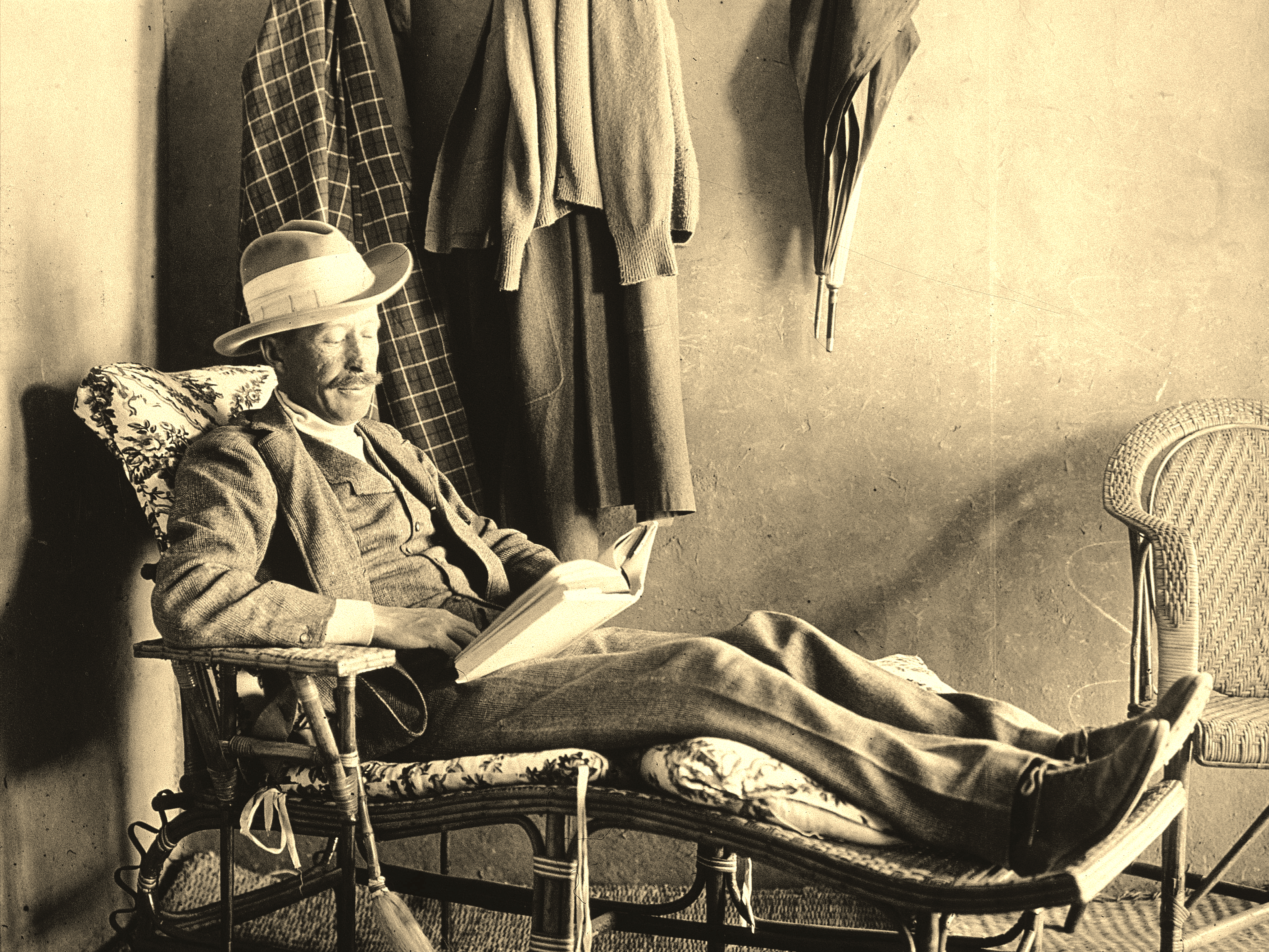
Lord Carnarvon, auf der Veranda von Carters Wohnsitz in Theben

### Vorgeschichte
Die Zusammenarbeit von Howard Carter und Lord Carnarvon, den Carter über Gaston Maspero kennengelernt hatte, begann 1907. Howard Carter war fest davon überzeugt, dass das Grab Tutanchamuns im Tal der Könige zu finden sei. Hierfür sprachen seiner Ansicht nach mehrere Indizien. Unter anderem hatte er während seiner Grabungskampagne von 1905 bis 1906 Artefakte mit den Kartuschen Tutanchamuns identifizieren können. Als weiteren Hinweis für eine Bestattung des Pharaos im Tal der Könige diente Carter außerdem ein 1905 von dem amerikanischen Rechtsanwalt Theodore M. Davis gefundener kleiner Fayencebecher mit dem Namen Tutanchamuns, sowie Einbalsamierungsmaterial aus dem ebenfalls von Davis 1907 entdeckten Grab KV54 („Balsamierungsdepot“). Davis selbst hielt dieses Depot für das Grab von Tutanchamun und ließ diese Schlussfolgerung als Ergebnis 1912 in The Tomb of Harmhabi and Touatânkhamanou veröffentlichen. Zudem konnten dem König und dessen Hofbeamten Eje aus dem 1909 ebenfalls unter Davis entdeckten Grab KV58 („Streitwagengrab“) Goldfolien zugeordnet werden. Auch der Name von Anchesenamun, der Großen königlichen Gemahlin Tutanchamuns, ist auf einer dieser Goldfolien lesbar.
Theodore M. Davis erklärte das Tal der Könige schließlich nach vielen erfolgreichen Jahren und einer weniger ergiebigen Grabung in seiner Publikation The Tomb of Harmhabi and Touatânkhamanou für archäologisch erschöpft: I fear that the Valley of the Tombs is now exhausted. Er gab in der Grabungssaison von 1913 bis 1914 nach über zwölf Jahren Arbeit im Tal der Könige seine Lizenz für das Gebiet zurück. Danach hatte Lord Carnarvon vom Service des Antiquités de l’Egypte, dem heutigen Supreme Council of Antiquities, die Erlaubnis erhalten, Ausgrabungen im Tal der Könige durchzuführen. Die Grabungslizenz wurde am 18. April 1915 von Georges Daressy und Howard Carter unterschrieben. Die Arbeiten im Tal der Könige konnten wegen des Ausbruchs des Ersten Weltkrieges 1914 erst 1917 aufgenommen werden. Carter hatte bis dahin alle bekannten Hinweise zu Tutanchamun verfolgt und begann seine systematische Suche nach dem Grab ab 1917. Die Ergebnisse der Grabungen von 1917 bis 1921 waren allerdings spärlich. Zwischen den Gräbern Ramses II. (KV7) und Ramses VI. (KV9) legte Howard Carter für Carnarvon eine Arbeitersiedlung frei und konzentrierte sich daraufhin auf die umliegenden Gebiete, als Lord Carnarvon sich 1921 für die Beendigung der Finanzierungsvereinbarung entschied. Carter bot an, die Grabung selbst zu finanzieren und eine mögliche Entdeckung Lord Carnarvon zuzuschreiben. Dieser stimmte schließlich einer letzten Grabungssaison ab dem folgenden Jahr zu.
Das Jahr, in dem Carter seine Arbeit für Lord Carnarvon für eine letzte Grabung im Tal der Könige fortsetzte, war zudem ein Umbruch in der Geschichte und Politik Ägyptens. Das Land erlangte 1922 seine Unabhängigkeit von Großbritannien als Königreich und stand nicht mehr unter britischer Herrschaft. Die ägyptische Altertümerverwaltung war seit der Gründung 1859 bis 1952 unter französischer und ab 1953 (Republik Ägypten) ausschließlich unter ägyptischer Leitung.

### Grab des Vogels
Die einheimischen Arbeiter gaben Grab KV62 den Namen „Grab des Vogels“ (Tomb of the Bird) oder auch „Grab des goldenen Vogels“. Diese Bezeichnung geht auf den Kanarienvogel zurück, den Howard Carter in dieser Grabungssaison von Kairo mit nach el-Qurna (Gurna) in sein Haus gebracht hatte. Carter war von dem Gesang des Vogels in einem Café in Kairo so angetan gewesen, dass er das Tier seinem Besitzer abkaufte. Die Frage, weshalb er ausgerechnet einen Vogel gekauft habe, beantwortete er: „Als Freund in der Einsamkeit der Wüste.“ Carter schreibt, dass, als er Theben erreichte, der Vogel am schönsten gesungen habe und er in diesem Moment dachte: „Das Grab eines Vogels!“ Seine Angestellten waren von dem Tier und dessen Gesang ebenfalls fasziniert und die Arbeiter bezeichneten es nach Entdeckung der ersten Stufen von KV62 als Glücksbringer.
Nach der Ankunft von Lord Carnarvon und Räumung aller Stufen soll der „Glücksvogel“ von einer Kobra gefressen worden sein. Das war für die am Grab beteiligten Arbeiter ein schlechtes Vorzeichen, da diese Schlange (Wadjet) Landesgöttin für Unterägypten, neben dem Geier (Nechbet), Landesgöttin für Oberägypten, ein Schutzsymbol eines altägyptischen Königs war. Später wurde der Tod des Kanarienvogels in den Fluch des Pharao mit eingebunden. Für Howard Carter war wichtig, seine Angestellten und Arbeiter zu beruhigen und ihnen zu versichern, dass dieses Ereignis auf keinen Fluch zurückzuführen sei. Er erklärte ihnen, der Vogel würde zurückkommen. Nach einem Telegramm brachte Lady Evelyn, Lord Carnarvons Tochter, schließlich am 24. November 1922 einen weiteren Kanarienvogel mit nach Theben.

### Der Fund

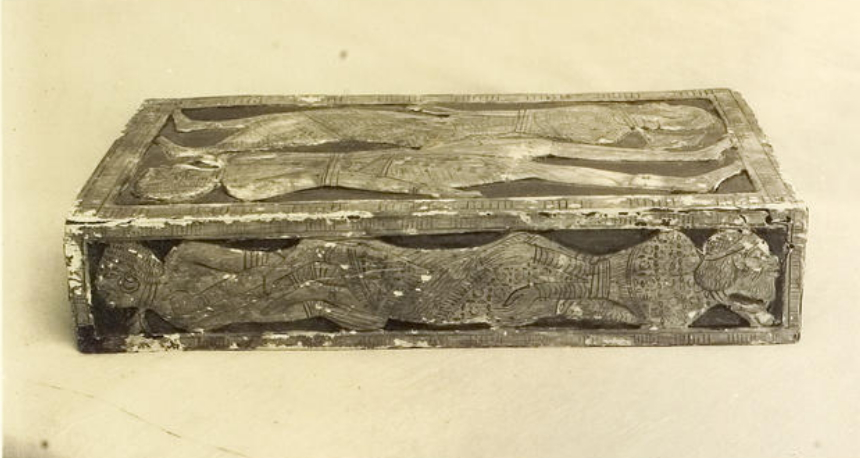
Die Neun Bogen, hier in Gestalt von liegenden Gefangenen auf einem Fußschemel aus dem Grab Tutanchamuns

Howard Carter schrieb seinerzeit zu der Suche nach dem Grab Tutanchamuns: „Unter dem Risiko, dass man mich einer post factum Vorhersage beschuldigt, möchte ich sagen, dass wir definitiv die Hoffnung hatten, das Grab eines ganz bestimmten Königs zu finden, und zwar das von Tut-ankh-Amen.“
Carter traf am 28. Oktober 1922 in Luxor ein, die Ausgrabungssaison sollte am 1. November beginnen. Am 4. November 1922 stieß ein Arbeiter im Grabungsareal auf eine Treppenstufe. Nach der Entdeckung der obersten Treppenstufe wurde das Gelände von Geröll befreit. Im oberen Bereich einer vermauerten Wand fand Carter mehrere intakte Siegel. Diese „Stempelabdrücke“, meist als Siegel (Seal Impressions) bezeichnet, haben die Form einer Kartusche. Darin ist der Gott Anubis als liegender Schakal über neun Gefangenen, den sogenannten Neun Bogen (Feinde Ägyptens), abgebildet. Dieses Siegel der Nekropole war ein Zeichen für die Unversehrtheit eines Grabes, das die verantwortlichen Aufseher der „Totenstadt“ nach der Bestattung angebracht hatten. Es wurde außerdem nach einer Grabplünderung oder Restaurierung verwendet, wenn das Grab wieder verschlossen worden war. Carter schickte daraufhin ein Telegramm an Lord Carnarvon:

At last have made wonderful discovery in Valley a magnificent tomb with seals intact recovered same for your arrival congratulations.

„Habe endlich wunderbare Entdeckung im Tal gemacht. Prächtiges Grab mit intakten Siegeln. Bis zu Ihrer Ankunft wieder zugeschüttet. Gratulation.“

Bis zur Ankunft von Lord Carnarvon wurde der freigelegte Zugang erneut mit Schutt verfüllt. Der Lord und dessen Tochter Lady Evelyn Herbert trafen am 23. und 24. November in Luxor ein.

### Der Junge, der das Grab fand

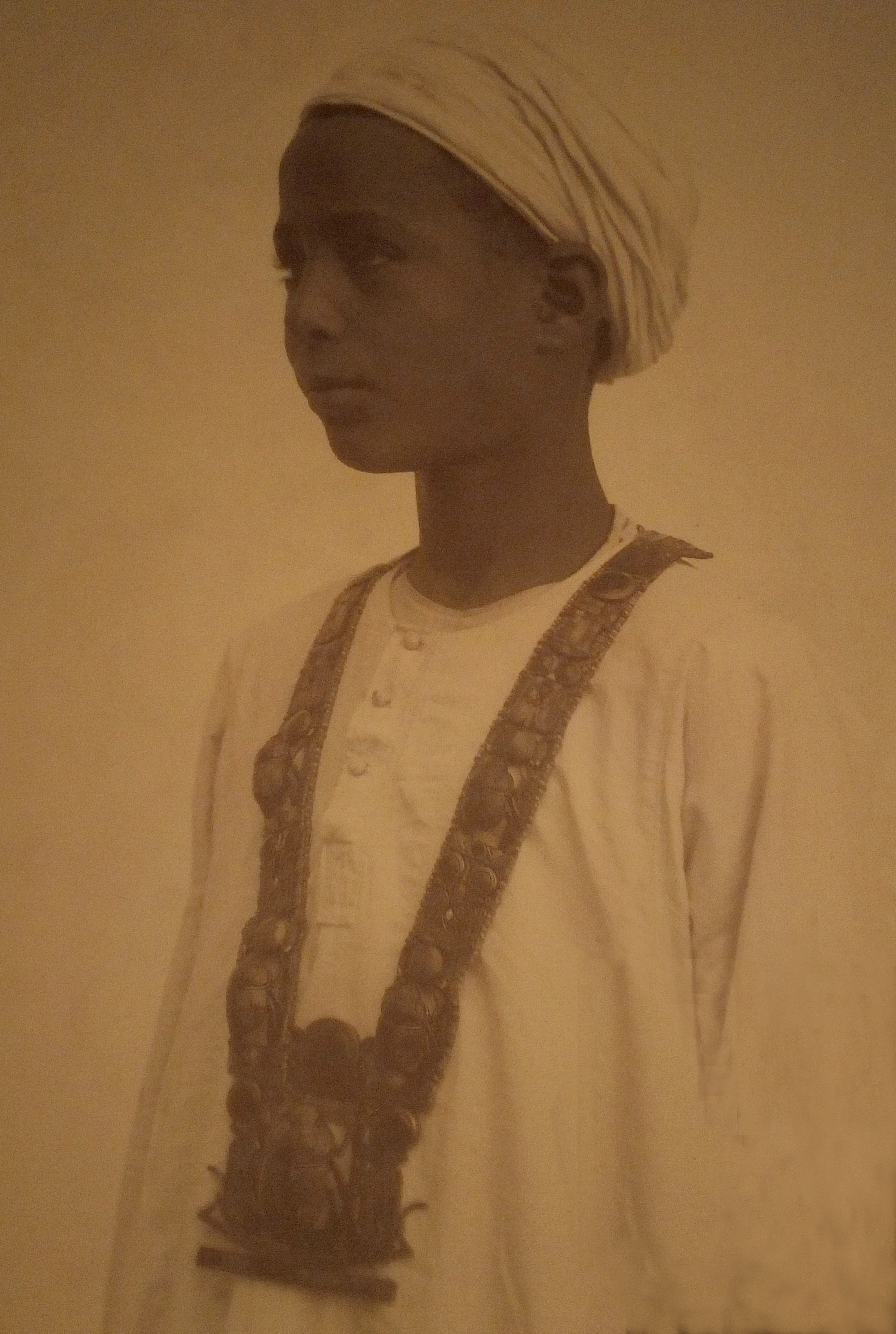
Hussein Abdel-Rassoul, Fotografie von Harry Burton (um 1925)

Der „Arbeiter“, der das Grab fand, war ein Kind, das den Arbeitern und dem Grabungsteam Wasser zur Ausgrabungsstelle brachte. Damit ein Wasserkrug aus Ton festen Stand im Sand- und Geröllboden hatte, musste dieser „Wasserjunge“ eine Mulde bilden, um ihn hineinzusetzen. Dabei stieß er auf Stein und entdeckte damit die erste Treppenstufe. Harry Burton fotografierte 1925 den jungen Hussein Abd el-Rassul mit einer mit Skarabäen und Sonnenscheiben versehenen breiten Kette (JE 61896), die in der Schatzkammer gefunden worden war. Dem ehemaligen Generalsekretär der ägyptischen Altertümerverwaltung Zahi Hawass zufolge war dies ein Privileg, das ausschließlich Howard Carter gewähren konnte, der dies tat, um dem Jungen für die Entdeckung seine Anerkennung auszusprechen.

## Tutanchamun

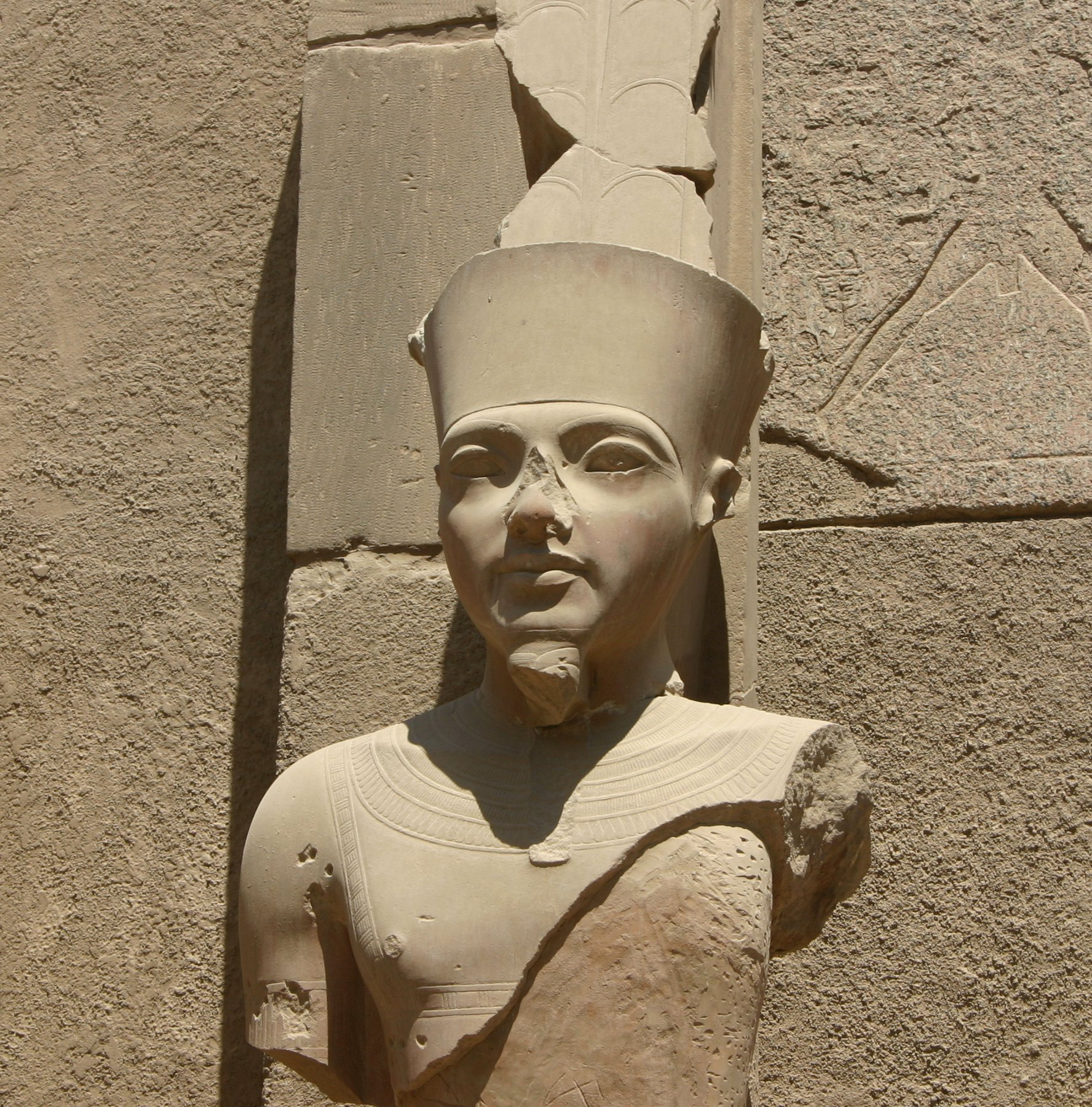
Tutanchamun in Karnak

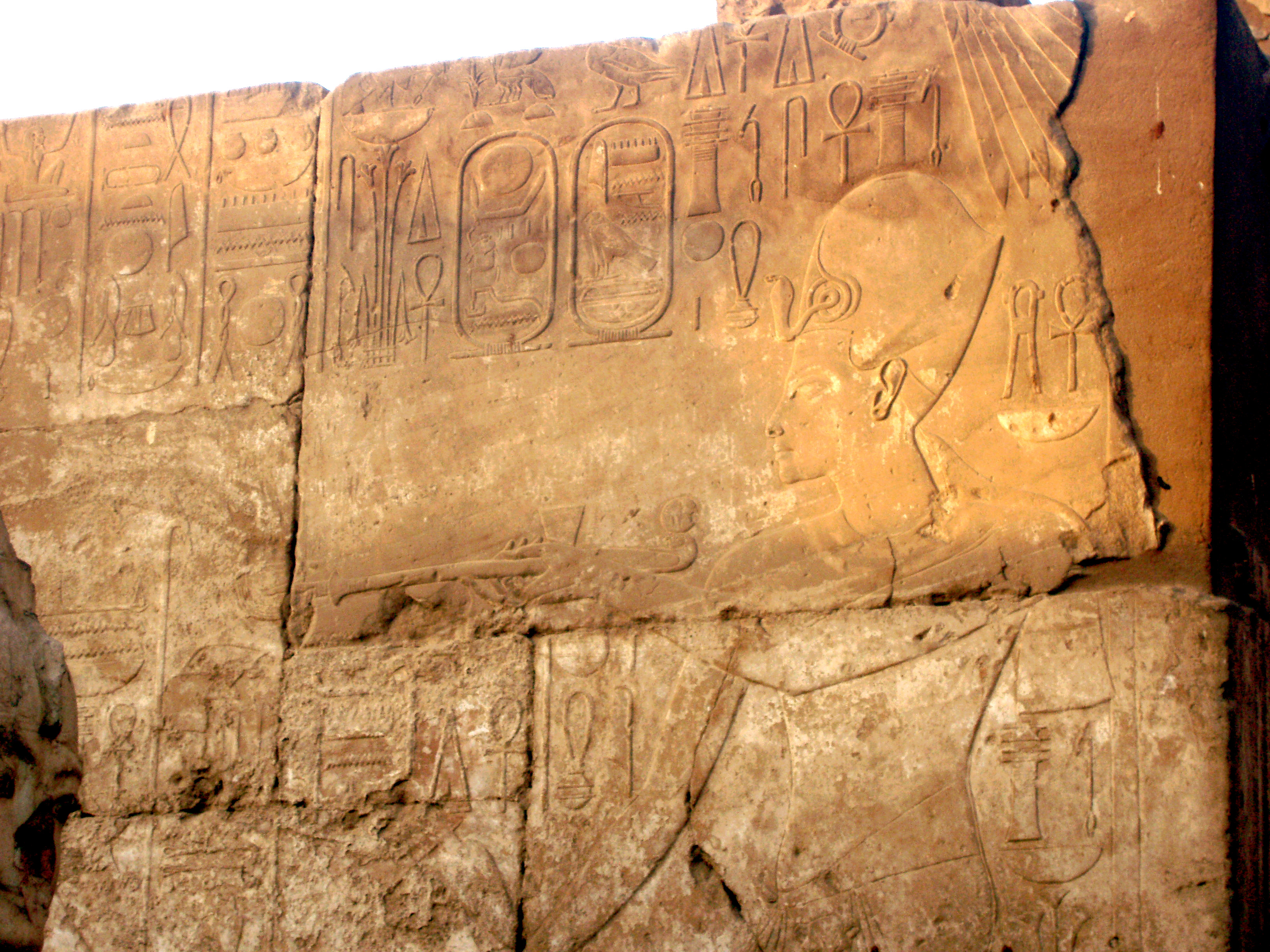
Von Haremhab usurpierte Darstellung Tutanchamuns

Tutanchamun war aufgrund verschiedener Funde vor der Entdeckung von KV62 kein unbekannter König. Die bisherigen archäologischen Belege ließen jedoch kaum Rückschlüsse auf sein Leben und Wirken als Herrscher zu. Erwähnt wurde ein König namens Amentuanch erstmals 1845 von Christian Karl Josias von Bunsen in Ägyptens Stelle in der Weltgeschichte. Henri Gauthier ordnete Tutanchamun 1912 in der Königsfolge nach Semenchkare und vor Eje am Ende der 18. Dynastie ein. Er regierte etwa von 1332 bis 1323 v. Chr. und wurde in Achet-Aton („Horizont des Aton“), der von Echnaton neu gegründeten Hauptstadt, geboren. Aufgrund seines kindlichen Alters bei der Thronbesteigung (8–10 Jahre alt) und jungen Sterbealters (17–19 Jahre) wird er meist als „Kindkönig“ (Boy King) bezeichnet.

### Tutanchamuns Vorgänger
Tutanchamuns Vorgänger nach Echnaton waren Herrscher mit den Eigennamen Se-mench-ka-Re-djeser-cheperu („Gefestigt mit Ka-Kräften des Re (und) heiligen Erscheinungen“) und Nefer-neferu-Aton („Schön sind die Schönheiten des Aton“ / „Vollkommen ist die Vollkommenheit des Aton“). Beide Könige trugen denselben Thronnamen Anch-cheperu-Re („Lebend sind die Erscheinungen des Re“), die entweder alleine neben dem Eigennamen stehen oder von Epitheta (Beiwörtern), die eindeutig zu Echnaton gehören, begleitet werden:
1. Anch-cheperu-Re meri-wa-en-Re: Anch-cheperu-Re, geliebt vom Einzigen des Re (wa-en-Re ist Namensbestandteil des Thronnamens von Echnaton)
2. Anch-cheperu-Re meri-nefer-cheperu-Re: Anch-cheperu-Re, geliebt von Nefer-cheperu-Re (Nefer-cheperu-Re ist der Thronname Echnatons)

Bei identischen Thronnamen von Königen ist die Bestimmung eines altägyptischen Königs schwierig, wenn der Eigenname fehlt und sonst keine weiteren Hinweise für eine eindeutige Identifikation vorhanden sind. Derselbe Thronname existiert zudem für einen weiblichen Herrscher (Anchet-cheperu-Re), gekennzeichnet durch die weibliche T-Endung, mit identischen Epitheta zu Echnaton. Rolf Krauss sieht in dieser Person Echnatons und Nofretetes erstgeborene Tochter Meritaton. Die Reihenfolge der Könige vor Tutanchamun wird in den Chronologien unterschiedlich angegeben. Die Datierung nach Krauss berücksichtigt Meritaton vor Semenchkare ohne Neferneferuaton, andere nennen Meritaton in der Position eines Königs nicht und führen entweder Semenchkare vor Neferneferuaton oder beide zusammen auf, oder Semenchkare nach Neferneferuaton.
Wird in Bezug auf Tutanchamuns Grabschatz von Semenchkare gesprochen, ist meist der Thronname Anch-cheperu-Re gemeint. Dieser findet sich, ebenso wie der Eigenname Neferneferuaton, rekonstruierbar auf Objekten aus KV62. Der Eigenname von Semenchkare ist nach Christian E. Loeben schlecht lesbar auf einer Vase aus Kalzit (Ägyptisches Museum Kairo, JE62172, Carter-Nr. 405) vorhanden. Ihm zufolge sind hier die Namen (Thron- und Eigenname) von Semenchkare und Echnaton zu lesen, während vorherige Namensrekonstruktionen, unter anderem von Howard Carter, von einer gemeinsamen Nennung von Echnaton und seinem Vater Amenophis III. ausgingen und damit die Frage nach einer Ko-Regentschaft von Vater und Sohn stellten.

### Der Name Tutanchamuns
Der ursprüngliche Eigenname von Tutanchamun, „Lebendes Abbild des Amun“ (Tut-anch-Amun – Twt-ˁnḫ-Jmn), war Tutanchaton, „Lebendes Abbild des Aton“ (Tut-anch-Aton – Twt-ˁnḫ-Jtn). Zu welchem Zeitpunkt die Namensänderung erfolgte, ist unbekannt, vermutlich jedoch vor dem Wechsel der Residenzstadt von Achet-Aton nach Memphis. Wie bei Echnaton wurde nur der Eigenname geändert, der Thronname (Neb-cheperu-Re – Nb-ḫprw-Rˁ) blieb bestehen.
Ein altägyptischer König führte eine sogenannte „Königstitulatur“. Diese bestand aus fünf Namen, die insgesamt eine Art „Regierungsprogramm“ des Herrschers darstellten. Den Eigennamen erhielt er bei der Geburt, den Horus-, Nebti-, Gold-, und Thronnamen bei der Thronbesteigung. Der Name (altägyptisch ren) einer Person oder von Dingen war im alten Ägypten von besonderer Bedeutung, da er das Dasein erst ermöglichte. Nur, was bei einem Namen genannt werden konnte, war tatsächlich existent und würde überdauern. Der Name war Wesensbestandteil einer Person und ebenso wichtig wie Ka, Ba und Ach. „Jemandem einen Namen zu geben bedeutet, seine Energie in Worte zu fassen.“ Für das Fortleben im Jenseits war der Name deshalb ebenfalls bedeutsam. Das Ziel von Namenstilgungen, wie z. B. bei Hatschepsut oder Echnaton geschehen, war, die Erinnerung an die Personen auszulöschen und damit ihre Unsterblichkeit und ewige Fortdauer zu verhindern. Ein solcher Vorgang wird als Damnatio memoriae („Verdammung des Andenkens“) bezeichnet. Auch die von Echnaton teilweise ausgeführte Auslöschung des Namens des Gottes Amun, selbst im Namen seines Vaters Amenophis III., oder in seiner späteren Regierungszeit außerdem die Tilgung der Pluralschreibung „Götter“ (nṯr.w – netjeru), die seiner Definition nach der von einem einzigen Gott (nämlich Aton) widersprach, verfolgte diese Absicht.
| N5 | G39 |

| N5 | G39 |

| M23 · X1 | L2 · X1 |

| M23 · X1 | L2 · X1 |

Eigenname des Königs mit Zusatz:
| G39 | N5 |

| G39 | N5 |

| M17 | Y5 · N35 | X1 | G43 | X1 | S34 | S38 | O28 | M26 |

| M17 | Y5 · N35 | X1 | G43 | X1 | S34 | S38 | O28 | M26 |

| G39 | N5 |

| G39 | N5 |

| M17 | Y5 · N35 | X1 | G43 | X1 | S34 | S38 | O28 | M26 |

| M17 | Y5 · N35 | X1 | G43 | X1 | S34 | S38 | O28 | M26 |

(S3 Rˁ Twt ˁnḫ Jmn ḥq3 Jwnw šmˁj – Sa Ra Tutanchamun heqa Iunu schemai), „Sohn des Re, Lebendes Abbild des Amun, Herrscher des südlichen Iunu (Heliopolis)“
Thronname des Königs:
| M23 · X1 | L2 · X1 |

| M23 · X1 | L2 · X1 |

| N5 | L1 | Z2 · V30 |

| N5 | L1 | Z2 · V30 |

| M23 · X1 | L2 · X1 |

| M23 · X1 | L2 · X1 |

| N5 | L1 | Z2 · V30 |

| N5 | L1 | Z2 · V30 |

(Njswt-bjtj Nb-ḫprw-Rˁ – Nisut-biti, Neb-cheperu-Re) „König von Ober- und Unterägypten, Herr an Gestalten, ein Re“
Auf den Wänden in der Grabkammer steht der Eigenname Tutanchamun nur auf der Nordwand, ansonsten sein Thronname Neb-cheperu-Re und, ebenfalls auf der Nordwand über seinem Ka die Hieroglyphen, die den Horusnamen „Starker Stier, mit vollkommenen Geburten“ einleiten, diesen selbst dort aber nicht nennen. Die Darstellung des Königs wird an dieser Stelle dadurch als sein Ka definiert. Die auf den vermauerten Durchgängen gefundenen Kartuschen als Zeichen der Versiegelung trugen wie die unversehrten Lehmsiegel von Schreinen oder Kisten ebenfalls nur den Thronnamen Neb-cheperu-Re („Herr an Gestalten, ein Re“) des verstorbenen Herrschers und nicht den Eigennamen Tutanchamun. Letzterer ist zusammen mit dem Thronnamen auf verschiedenen Objekten aus dem Grab lesbar.

## Ausgrabung
Am 24. November wurde die Treppe vollständig frei geräumt. 16 Stufen endeten vor einer vermauerten Blockierung, in deren oberem Bereich Carter bereits die Siegel der Nekropole („Totenstadt“) gesehen hatte. Nachdem die gesamte Vermauerung betrachtet werden konnte, fand sich im unteren Teil dieser Wand der in einer Kartusche geschriebene Thronname Tutanchamuns: Neb-cheperu-Re und nicht sein Eigenname Tutanchamun. Die Identifikation eines altägyptischen Herrschers ist über den Thronnamen einfacher und eindeutiger, da es häufig Namensdopplungen beim Eigen-/Geburtsnamen altägyptischer Könige, wie beispielsweise bei den Namen Thutmosis, Amenophis oder Ramses, gab. Eine Garantie, dass es sich um das Grab des „Kindkönigs“ handelte, war dies jedoch nicht, denn auf dem vermauerten Eingang zu Grab KV55 hatte sich ebenfalls der Thronname von Tutanchamun befunden, in dessen Regierungszeit diese Bestattung eingeordnet wird. Zwei Tage später war die Vermauerung zum Korridor entfernt und der dahinterliegende Gang ebenfalls von Geröll geräumt. Carter und sein Grabungsteam erreichten am späten Nachmittag des 26. November eine zweite, ebenfalls vermauerte und mehrfach mit Siegeln versehene Türblockierung, in die er ein Loch schlug und eine Kerze zur Prüfung auf eventuell entweichende Faulgase hinein hielt. Howard Carter beschrieb diesen Moment als einen der schönsten, den er erleben durfte. Seine häufig dazu zitierten Worte waren:

At first I could see nothing, the hot air escaping from the chamber causing the candle flame to flicker, but presently, as my eyes grew accustomed to the light, details of the room within emerged slowly from the mist, strange animals, statues, and gold – everywhere the glint of gold.

„Zuerst sah ich nichts, die aus der Kammer entweichende warme Luft ließ die Kerzenflamme flackern, aber dann, als sich meine Augen an die Lichtverhältnisse gewöhnt hatten, sah ich Details des Raums aus dem Staub erscheinen, seltsame Tiere, Statuen und Gold, überall schien der Glanz des Goldes.“

Situation zu Ausgrabungsbeginn
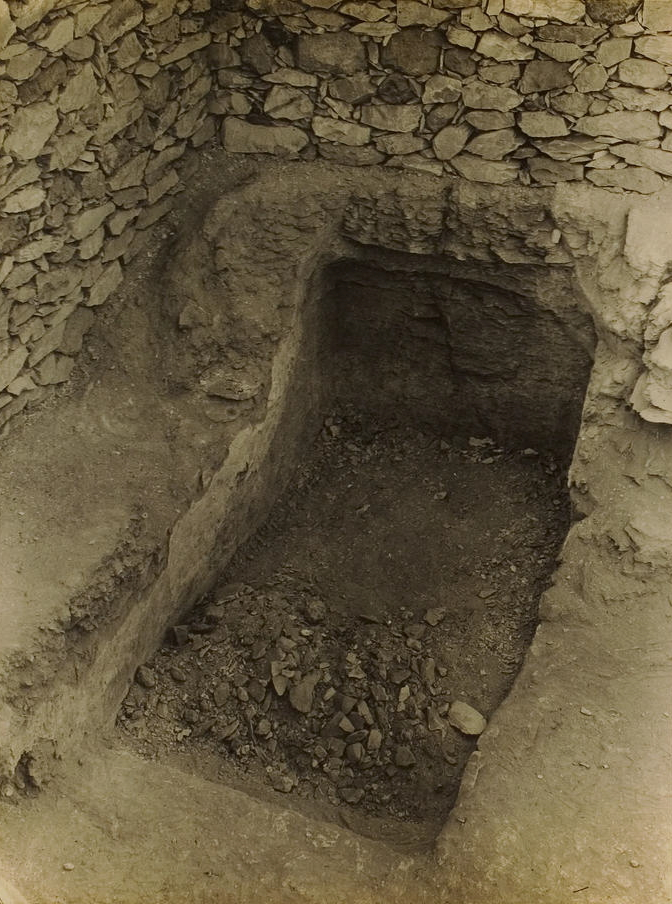
erste Stufe zu KV62
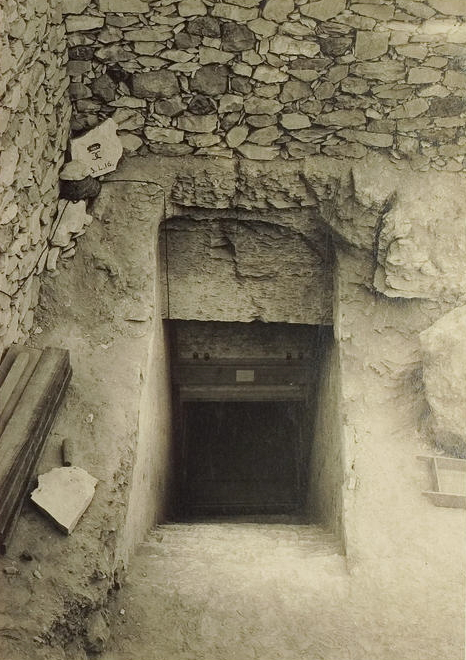
geöffneter Grabeingang
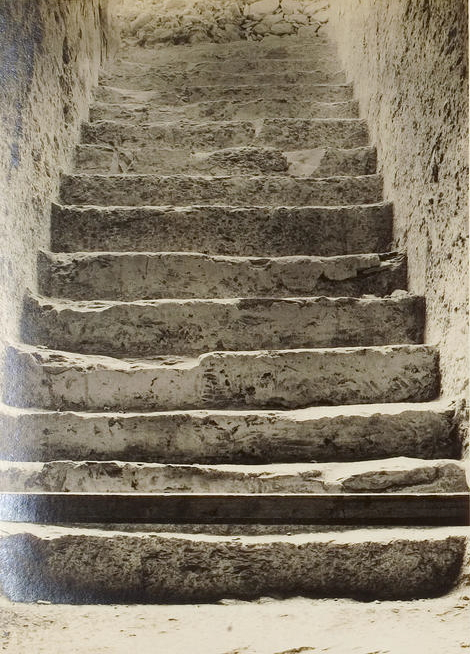
die 16 freigelegten Stufen
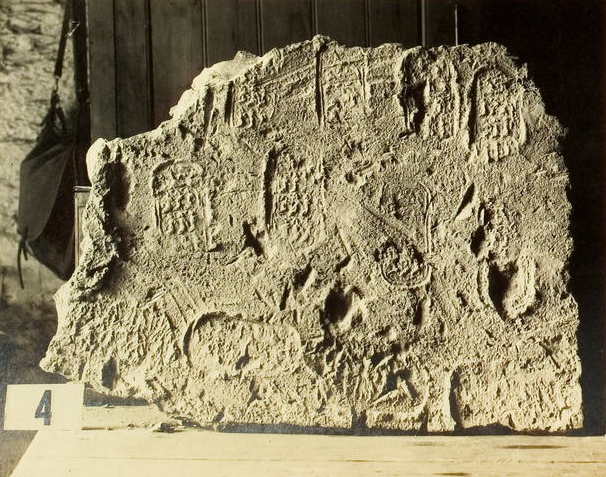
Teil der Vermauerung zum Korridor mit den Kartuschen der Nekropole
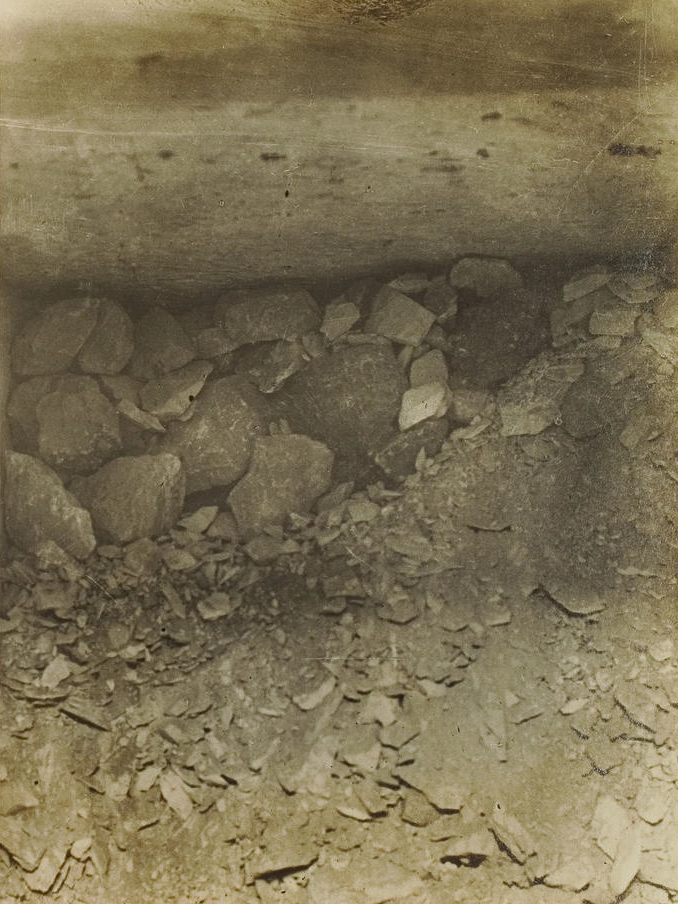
der mit Schutt verfüllte Korridor, oben links die Neuverfüllung nach dem zweiten Raub
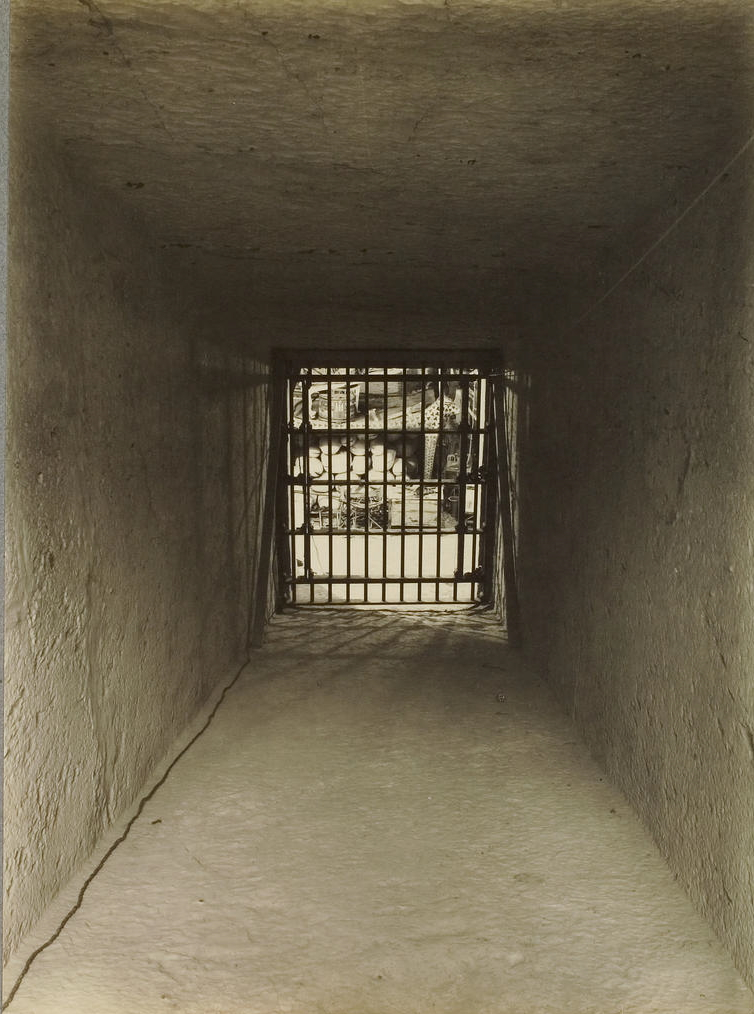
späteres Stahlgitter am Ende des Korridors und dem Eingang zur Vorkammer

### Grabungslizenz und Fundteilung

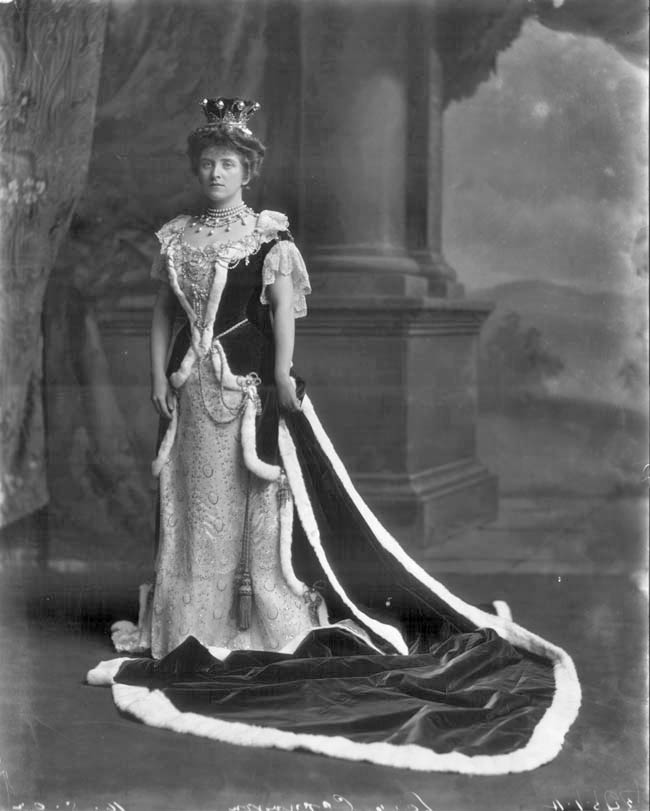
Lady Almina, Countess Carnarvon (1902)

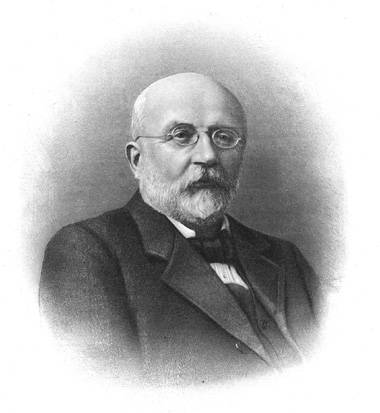
Gaston Maspero

Die Grabungslizenz (auch Grabungskonzession) umfasste insgesamt dreizehn Punkte, die maßgeblich für die Arbeit von Howard Carter im Tal der Könige waren. Die Konzession für Grabungen im Tal der Könige entsprach zu dieser Zeit jener, wie sie auch für die Ausgrabungen der Deutschen Orient-Gesellschaft in Tell el-Amarna unter Leitung von Ludwig Borchardt gegolten hatte. Der Lizenzinhaber musste unter anderem für alle Kosten aufkommen und trug die Verantwortung für jedwedes Risiko der Grabung. Howard Carter, der als Archäologe im Auftrag Carnarvons handelte, hatte während der gesamten Ausgrabungszeit anwesend zu sein. Die Ausgrabungsarbeiten standen unter Kontrolle und Aufsicht der Altertümerverwaltung (Service d’Antiquités). Diese hatte nicht nur das Recht, die Arbeit zu überwachen, sondern auch die Ausgrabungsweise zu ändern, wenn sie ihr erfolgversprechender als die des Ausgräbers erschien. Die Lizenz regelte außerdem, dass bei einer Entdeckung der Inspektor von Oberägypten in Luxor – eine Position, die Howard Carter von 1899 bis 1904 selbst innegehabt hatte – zu benachrichtigen sei. Zum Ausgrabungszeitpunkt von KV62 war dies Reginald Engelbach. Dem Ausgräber wurde das Vorrecht eingeräumt, als Erster ein geöffnetes Grab oder Monument zu betreten.
Die Punkte 8 bis 10 bestimmten die Verteilung der Funde. So war beispielsweise festgelegt, dass Mumien von Königen, Prinzen oder Hohepriestern mitsamt ihren Särgen und Sarkophagen Eigentum der Altertümerverwaltung sind. Gegenstände aus intakten, unberührten Gräbern sollten ohne eine Teilung mit dem Ausgräber an das Museum gehen. Falls es sich um ein Grab handelte, nach dem bereits gesucht worden war, beanspruchte die Altertümerverwaltung, abgesehen von Mumien, Gegenstände von besonderem Wert und von historischer sowie archäologischer Bedeutung für sich. Der Rest sollte mit dem Ausgräber geteilt werden. Er sollte ferner in einem solchen Fall für seine Auslagen und Mühen entschädigt werden.
Streitpunkt nach der Entdeckung war, ob es sich bei Grab KV62 um ein intaktes oder bereits beraubtes Grab handelte. Carter gab an, dass das Grab mindestens zwei Mal im Altertum beraubt worden und es deshalb nicht als unversehrt anzusehen sei, weil nachweislich Objekte der Grabausstattung fehlten. Die Altertümerverwaltung teilte diese Auffassung nicht. Für sie war das Grab mit den Siegeln der Nekropole und des Königs ein intaktes Grab, dessen vollständiger Inhalt Eigentum der Altertümerverwaltung war, weshalb es keine Fundteilung geben würde.
Nach dem Tod Lord Carnarvons am 5. April 1923 ging die Grabungslizenz an dessen Witwe Lady Carnarvon über, die Howard Carter weiterhin Unterstützung zusagte. Er beantragte in ihrem Namen eine Verlängerung der Lizenz, die bewilligt wurde. 1929 gab Lady Almina die Grabungslizenz auf. Die Familie Lord Carnarvons erhielt erst 1930 als Entschädigung eine Summe von 35.971 Pfund Sterling, die in etwa den insgesamt aufgewendeten Mitteln für die gesamte Grabungszeit entsprach. Howard Carter war von Lady Carnarvon etwa ein Viertel der Summe zugesagt worden, und er erhielt schließlich den Betrag von 8.012 £
Das Metropolitan Museum of Art in New York, das über den gesamten Ausgrabungszeitraum personell beteiligt war, erhielt von Ägypten keine Entschädigung für die entstandenen Auslagen, die sich für das Museum auf etwa 8.000 £ beliefen.
Pierre Lacau, seit 1914 Generaldirektor der Altertümerverwaltung und Nachfolger von Gaston Maspero, verfügte 1923 strengere Auflagen für die Ausgräber in Ägypten. Davon war die bisherige Praxis der Teilung von Funden ebenfalls betroffen. Die ursprüngliche Aufteilung „zu gleichen Teilen“ (à moitié exacte) für den Ausgräber und Ägypten war hinfällig. Obwohl es eine vage Zusage gegeben hatte, eventuell Gegenstände doppelter Ausfertigung zwischen dem Ausgräber und Ägypten zu teilen, waren schließlich alle Funde, unabhängig von der Fundsituation, von da an Eigentum des Landes Ägypten und die Ausfuhr von Altertümern vollständig untersagt. Dieser Umstand erklärt für Joyce Tyldesley beispielsweise, dass Flinders Petrie seine Arbeiten in Ägypten aufgab und mit Ausgrabungen in Palästina begann. Er war auf private Geldgeber angewiesen und konnte so keine Objekte mehr für Museen aus Ägypten ausführen.
1983 wurde die Regelung für die Teilung von Funden bei Ausgrabungen gelockert und sah 10 % der Objekte als Anteil für den Ausgräber vor. Zahi Hawass erwirkte 2010 eine Änderung des Gesetzes dahingehend, dass kein Ausgräber ein einziges Fundstück erhalten sollte, es sei denn, es wäre in vielfacher Form bereits in der Sammlung des Ägyptischen Museums in Kairo vorhanden und damit nur ein „Duplikat“ einiger Ausstellungsstücke.

### Grabbezeichnung und Folgegräber

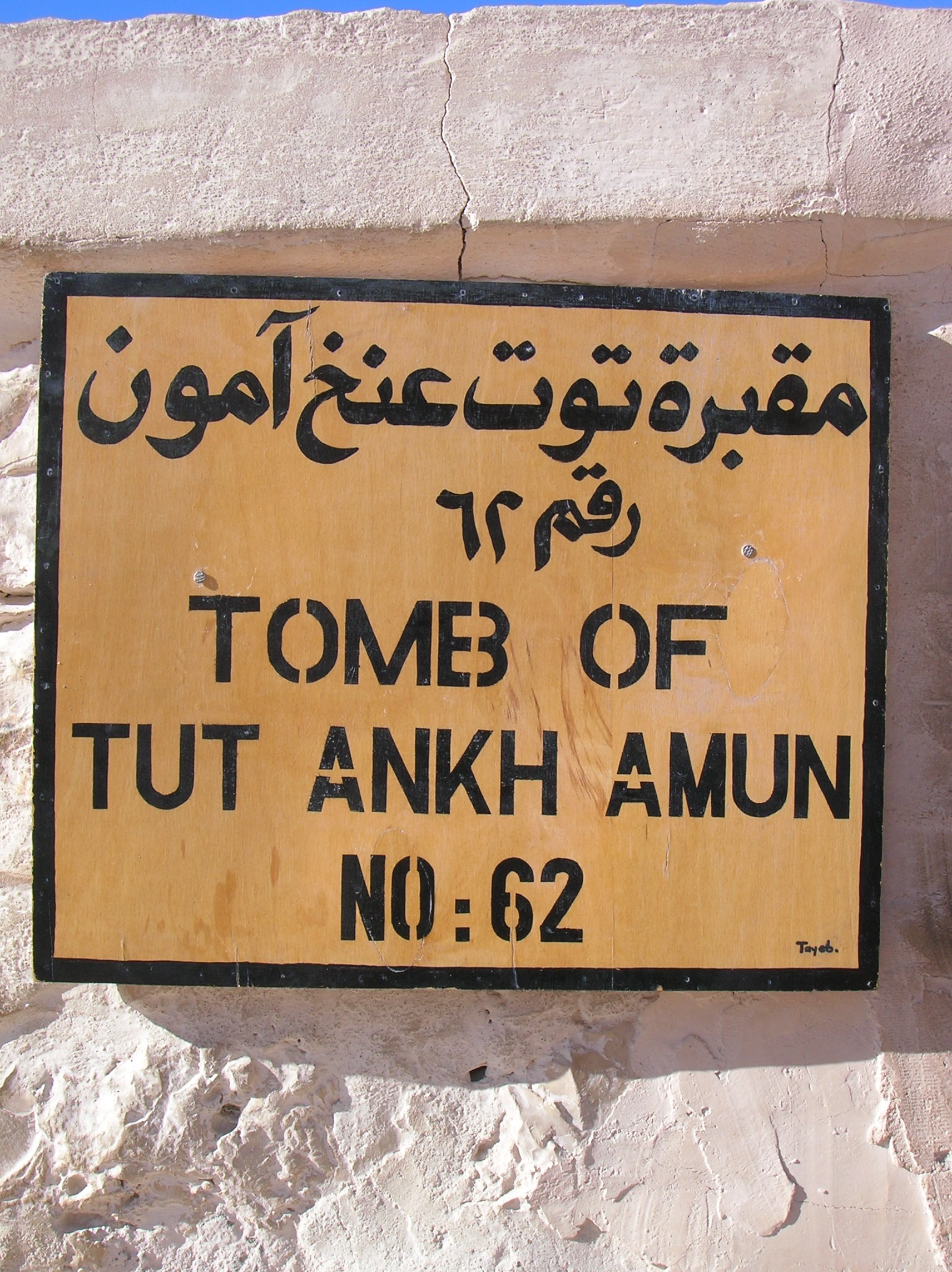
Schild am Grabeingang

Das Nummerierungssystem der Gräber im Tal der Könige geht auf John Gardner Wilkinson zurück, der Ägypten 1821 erstmals bereiste und während seiner Aufzeichnungen von Inschriften auch die bis zu diesem Zeitpunkt bekannten Königsgräber nummerierte. Zuvor gab es bereits Nummerierungen durch beispielsweise Richard Pococke, Jean-François Champollion, Carl Richard Lepsius oder Giovanni Battista Belzoni. Wilkinsons System wurde bis heute beibehalten. Allen Grabnummern im Tal der Könige geht das Kürzel KV (für King’s Valley) voraus, gefolgt von der Nummer des Grabes, wobei die Gräber im westlichen Tal sowohl mit KV als auch WV (für West Valley) bezeichnet werden. Analog werden die Privatgräber der Beamten oder Noblen in Theben beispielsweise vorwiegend mit TT (Theban Tomb – „Thebanisches Grab“) oder in Amarna mit TA (Tomb Amarna – „Grab Amarna“) und ebenfalls fortlaufender Nummer gekennzeichnet. Grab KV62 war 1922 das 62. Grab, das im Tal der Könige entdeckt worden war. Von Howard Carter selbst erhielt es die Nummer 433, in der Reihenfolge seiner seit 1915 gemachten Entdeckungen. KV62 ist keine alternative Bezeichnung, sondern neben dem allgemein verwendeten Begriff „Grab des Tutanchamun“ die in der Ägyptologie international verwendete für dieses Königsgrab im Tal der Könige.
Seit der Entdeckung von Tutanchamuns Grab 1922 wurden im Tal der Könige lediglich zwei weitere Gräber gefunden: KV63 (2005) unter der Leitung von Otto Schaden ehemals von der University of Memphis, und KV64 (2011) im Rahmen des 2009 begonnenen University of Basel Kings’ Valley Project von Ägyptologen der Universität Basel unter Leitung von Susanne Bickel. KV63 konnte keiner Person zugewiesen werden, wurde aufgrund der Funde jedoch in den Zeitraum der Regierungen von Amenophis III. bis Tutanchamun zugeordnet. KV64 gilt deshalb als ursprünglich in der 18. Dynastie angelegtes Grab, in dem es in der 22. Dynastie (Dritte Zwischenzeit) eine Zweitbestattung der Nehemes-Bastet, Tochter eines Priesters und „Sängerin des Amun“, gegeben hatte.

### Organisation und Ausgrabungsteam
Der Fund stellte Howard Carter insgesamt vor eine große organisatorische und logistische Herausforderung. Es hatte bisher keinen vergleichbaren Fund in Ägypten gegeben und es lag bei Howard Carter, ein System zu entwickeln, um den Grabschatz zu dokumentieren und zu bergen. Eine ähnliche Entdeckung machte 1925 George Andrew Reisner. Drei Jahre nach der Entdeckung des Tutanchamun-Grabes fand er das nur teilweise beraubte Grab der Hetepheres I. in Gizeh, der Mutter von König Cheops (4. Dynastie, Altes Reich). Dieses hatte neben einem leeren Sarkophag verschiedene Möbelstücke aus Holz, eine Kanopentruhe, Schmuck und andere Objekte beinhaltet. Ein vergleichbarer Fund wie der von KV62 war die Entdeckung des Grabes von Psusennes I. durch Pierre Montet, der dieses Grab ebenfalls unberaubt vorgefunden hatte.
Howard Carter beschrieb die Funde in KV62 als „eine Angelegenheit, die von einem Mann nicht zu bewältigen war.“ Die Anzahl der gefundenen Objekte überstieg jeden bisherigen „gewöhnlichen“ Fund in Ägypten. Es mussten nicht nur Arbeiter eingestellt werden, sondern auch Pläne für die allgemeinen Arbeiten, die Stromversorgung, die Katalogisierung und Bergung von im Grab gefundenen Objekten, deren Konservierung und der Transport nach Kairo erarbeitet werden. Weitere Punkte waren der Bedarf und die Beschaffung von verschiedenen Verpackungsmaterialien zum sicheren Transport sowie geeignetes und ausgebildetes Personal für die Handhabung und Bearbeitung der Objekte vor Ort. Nach der ersten Inspektion des Grabes war absehbar, dass die Arbeiten mehr als eine Saison benötigen würden. Tatsächlich beschränkte sich die Arbeitszeit während einer Saison aufgrund unterschiedlicher Umstände nur auf wenige Monate oder Wochen innerhalb eines Jahres. Zur Zeit der Grabentdeckung waren wissenschaftliche Mitarbeiter des Metropolitan Museum of Art in New York in Theben und Albert M. Lythgoe, Leiter der ägyptischen Abteilung des Museums, bot seine Unterstützung an. Das Ausgrabungsteam wurde vom 7. bis 18. Dezember 1922 mit seiner Hilfe zusammengestellt, zu dem neben Howard Carter und Lord Carnarvon schließlich gehörten:

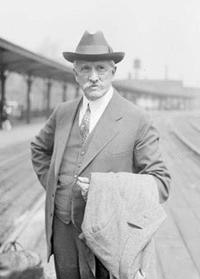
James Henry Breasted, 1928

- Arthur C. Mace, ehemaliger Assistant Curator und Konservator der Abteilung für ägyptische Antiquitäten im Metropolitan Museum of Art
- Alfred Lucas, Chemiker der Altertümerverwaltung (Département d’Antiquités beziehungsweise Service d’Antiquités)
- Harry Burton, Fotograf des Metropolitan Museum of Art
- Arthur R. Callender, Architekt und Ingenieur, langjähriger Freund von Howard Carter
- Percy E. Newberry, Professor für Ägyptologie an der University of Liverpool und Carters erster Mentor
- Alan Henderson Gardiner, Ägyptologe und Philologe
- James Henry Breasted, Gründer und Direktor des Oriental Institute der University of Chicago
- Walter Hauser, ehemaliges Mitglied der Ägyptischen Expedition des Metropolitan Museum of Art
- Lindsley Foote Hall, ehemaliges Mitglied der Ägyptischen Expedition des Metropolitan Museum of Art
- Richard Adamson, ehemaliger Sergeant, Wach- und Sicherheitsdienst

Während der zweiten Grabungssaison (1923–1924) war Richard Bethell, ein Mitglied der Egypt Exploration Society, Howard Carters Assistent. Zu weiteren Mitarbeitern zählten von 1922 bis 1932 unter anderem Douglas E. Derry und Saleh Bey Hamdi bei der Untersuchung der Königsmumie, Battiscombe George Gunn für die Bewertung von Ostraka, der Botaniker L. A. Boodle, H. J. Plenderleith vom British Museum zur analytischen Unterstützung, James R. Ogden für die Bewertung der Goldarbeiten im Grab sowie G. F. Hulme von Geological Survey of Egypt.
Das Grabungsteam wurde durch zahlreiche einheimische Arbeiter, denen die sogenannten „Reis“ (Vorarbeiter) vorstanden, zur Abtragung des Schutts und Gerölls und zum Transport von Materialien und der Objekte aus dem Grab unterstützt. Kinder hatten häufig die Aufgabe, Wasser zur Ausgrabungsstelle zu bringen.
Vor Ort waren außerdem Räumlichkeiten erforderlich, um die Funde nach dem Bergen aus dem Grab zu konservieren und zu lagern, bevor sie vom Westufer des Nils in der Höhe von Luxor nach Kairo transportiert werden konnten. Die Nutzung von bereits offenen Gräbern im Tal der Könige bot sich hierfür an, musste jedoch von der Altertumsverwaltung genehmigt werden. So diente das Grab Ramses XI. (KV4) als allgemeiner Lagerraum für „geringwertigere Funde“, das Grab Sethos II. (KV15) wurde als Konservierungslabor und Fotostudio genutzt, während das nicht weit von KV62 entfernte Grab KV55 von Harry Burton als Dunkelkammer verwendet wurde.

### Arbeitsmethoden und Dokumentation

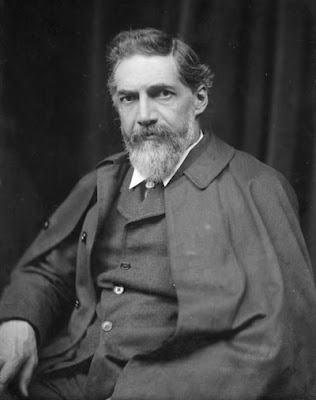
Flinders Petrie (1903)

Im Gegensatz zu der Vorgehensweise von beispielsweise Theodore M. Davis bei der Ausgrabung von Grab KV55 arbeiteten Howard Carter und sein Team sehr sorgfältig. Dies trug dazu bei, dass nicht nur der Grabschatz zum Großteil an sich erhalten blieb, sondern zudem aufgrund der Dokumentation noch viele Jahrzehnte nach der Grabentdeckung erforscht werden kann. Flinders Petrie (William Matthew Flinders Petrie), unter dem Howard Carter 1892 in Amarna gearbeitet hatte, bemerkte während der gemeinsamen Arbeit über den damals erst 18-jährigen:

Mr. Carter is a good-natured lad whose interest is entirely in painting and natural history … it is of no use to me to work him up as an excavator.

„Mr. Carter ist ein gutmütiger Junge, dessen Interesse vollständig der Malerei und Naturgeschichte gilt … es ist für mich nicht von Nutzen, ihn zum Ausgräber auszubilden.“

30 Jahre später äußerte sich Petrie zur Entdeckung des Königsgrabes: „Wir können von Glück sagen, dass all dies in den Händen von Carter und Lucas liegt.“ T. G. H. James zufolge war dies das größte Lob, das Carter jemals hätte bekommen können.
Howard Carters System sah vor, sämtliche Fundstücke an Ort und Stelle zu fotografieren, zu nummerieren und katalogisieren und zum Teil direkt im Grab durch Konservierungsmaßnahmen vor dem vollständigen Zerfall zu schützen, um sie überhaupt transportieren und später restaurieren zu können. Zu vielen Stücken fertigte Carter zudem detaillierte Zeichnungen beziehungsweise Skizzen an.

#### Nummerierungssystem
Die im Grab gefundenen Gegenstände wurden nach Objektgruppen in den Kammern nummeriert. Als „Räume“ zählten ebenfalls die vermauerten und versiegelten Türdurchgänge (auch Zwischenwände), die Treppe und der Korridor. Insgesamt gab es 620 Objektgruppen, deren Unterkategorien innerhalb der Gruppe durch Buchstaben alphabetisch gekennzeichnet waren. So war beispielsweise der zur Mumie (256) gehörige Schmuck und sonstige Beigaben der Gruppennummer 256 zugeordnet, von der goldenen Totenmaske mit Nummer 256a bis hin zur Nummer 256-4v (256vvvv), ein Amulett aus Eisen in Form einer Kopfstütze. Objekte im Zusammenhang mit dem Anubisschrein erhielten die Hauptnummer 261 (261–261r). Eine Ausnahme in der Erfassung bildet die Objektgruppe 620 aus der Seitenkammer (Annexe), die von 620:1 bis 620:123 durchnummeriert ist. Das vollständige Grabinventar wurde nach diesem System erfasst.

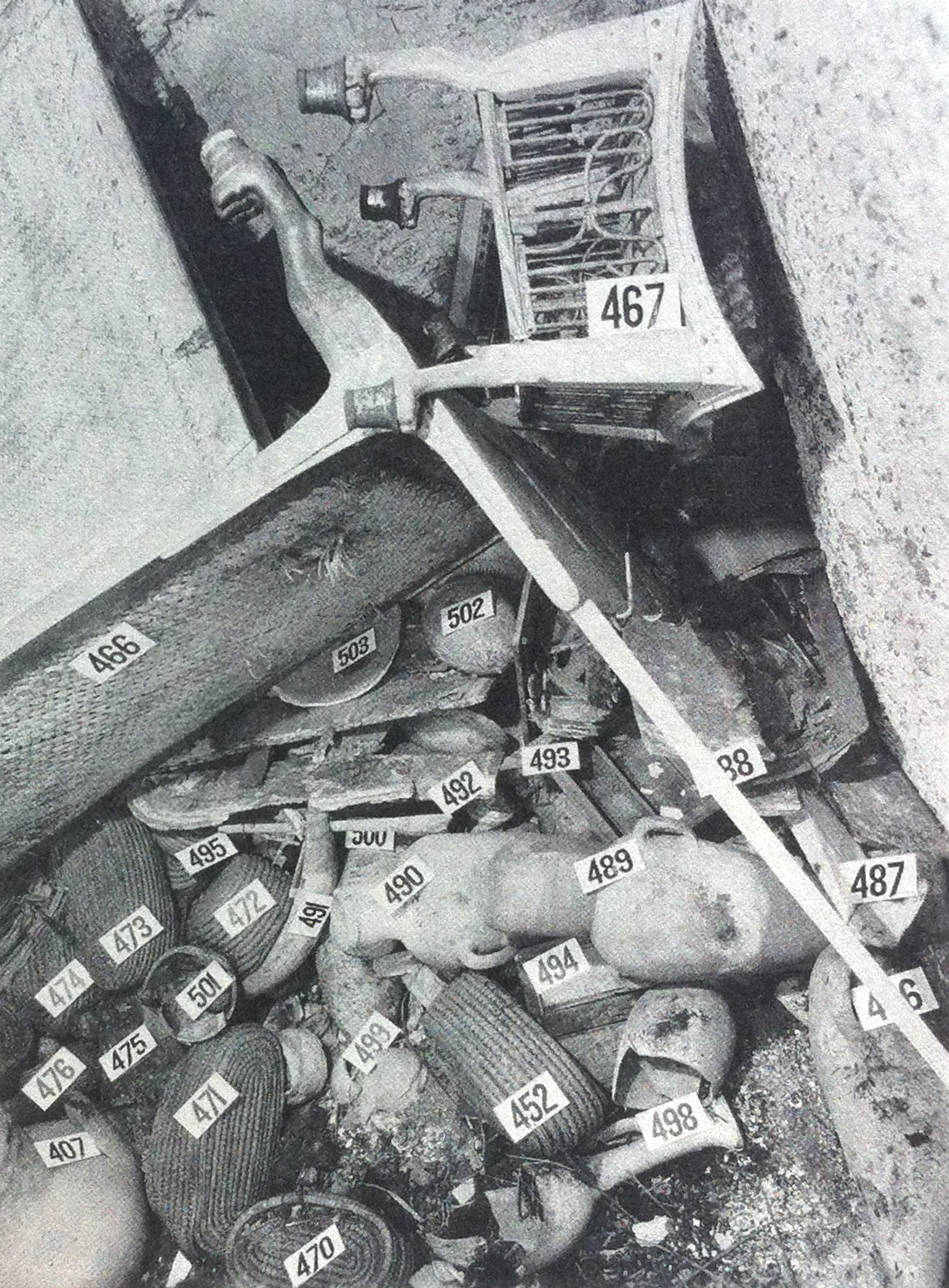
Beispiel zu den Nummerierungen in der Seitenkammer

| Kammer                                | Objektgruppennummer                  |
| ------------------------------------- | ------------------------------------ |
| Eingangstreppe                        | 1–3 (3 Objektgruppen)                |
| erste versiegelte Tür                 | 4                                    |
| Korridor                              | 5–12 (8 Objektgruppen)               |
| zweite versiegelte Tür                | 13                                   |
| Vorkammer                             | 14–27 und 29–170 (156 Objektgruppen) |
| vierte versiegelte Tür zur Grabkammer | 28                                   |
| Grabkammer                            | 172–260 (89 Objektgruppen)           |
| Schatzkammer                          | 261–336 (76 Objektgruppen)           |
| dritte versiegelte Tür zum Anbau      | 171                                  |
| Seitenkammer                          | 337–620 (284 Objektgruppen)          |

#### Dokumentation
Die Lageskizzierung einzelner Objekte in Fundsituation der Vorkammer erfolgte nicht nur fotografisch durch Harry Burton, sondern außerdem zeichnerisch durch die Architekten vom Metropolitan Museum of Art, Walter Hauser und Lindsley Foote Hall. Beide verließen das Grabungsteam nach den Abschlussarbeiten in der Vorkammer, da sie mit „dem aufbrausenden Temperament“ von Howard Carter nicht zurechtkamen. So zeichnete Howard Carter den Inhalt der Grabkammer vollständig nach. Für die Seitenkammer und die Schatzkammer wurden keine Zeichnungen angefertigt. Die Fotografien waren in der Verantwortung von Harry Burton, die Zeichnungen und Katalogisierung lagen bei Howard Carter und Arthur Callender, während der Chemiker Alfred Lucas von der Altertümerverwaltung und Arthur C. Mace, Konservator der Abteilung für ägyptische Antiquitäten am Metropolitan Museum of Art, für die chemischen Analysen, Konservierung und Restauration zuständig waren. Der Philologe und Ägyptologe Sir Alan Gardiner, bekannt für seine Arbeit mit Adolf Erman an der Erstellung eines Wörterbuchs der ägyptischen Sprache und unter anderem der in seiner ägyptischen Grammatik erschienenen Gardiner-Zeichenliste, war mit der Übersetzung und Analyse der im Grab auf den Gegenständen vorhandenen Inschriften befasst. Percy E. Newberry analysierte die im Grab gefundenen pflanzlichen Beigaben.
Durch diese sorgfältige Vorgehensweise waren die Gegenstände aus der Vorkammer beispielsweise erst nach etwa sieben Wochen aus dem Grab entfernt. Howard Carter beschrieb die Situation zur Vorkammer:

It was slow work, painfully slow, and nerve-racking at that, for one felt all the time a heavy weight of responsibility. Every excavator must, if he have any archaelogical concience at all. The things he finds are not his own property […] They are a direct legacy from the past to the present age […]

„Es war langsame Arbeit, schmerzlich langsam und nervenaufreibend zudem, weil man all die Zeit das schwere Gewicht der Verantwortung fühlt. Jeder Ausgräber sollte das, wenn er irgendein archäologisches Bewusstsein besitzt. Die Dinge, die er findet, sind nicht sein Eigentum […] Sie sind ein direktes Vermächtnis der Vergangenheit an die heutige Zeit […]“

Arbeiten im Grab
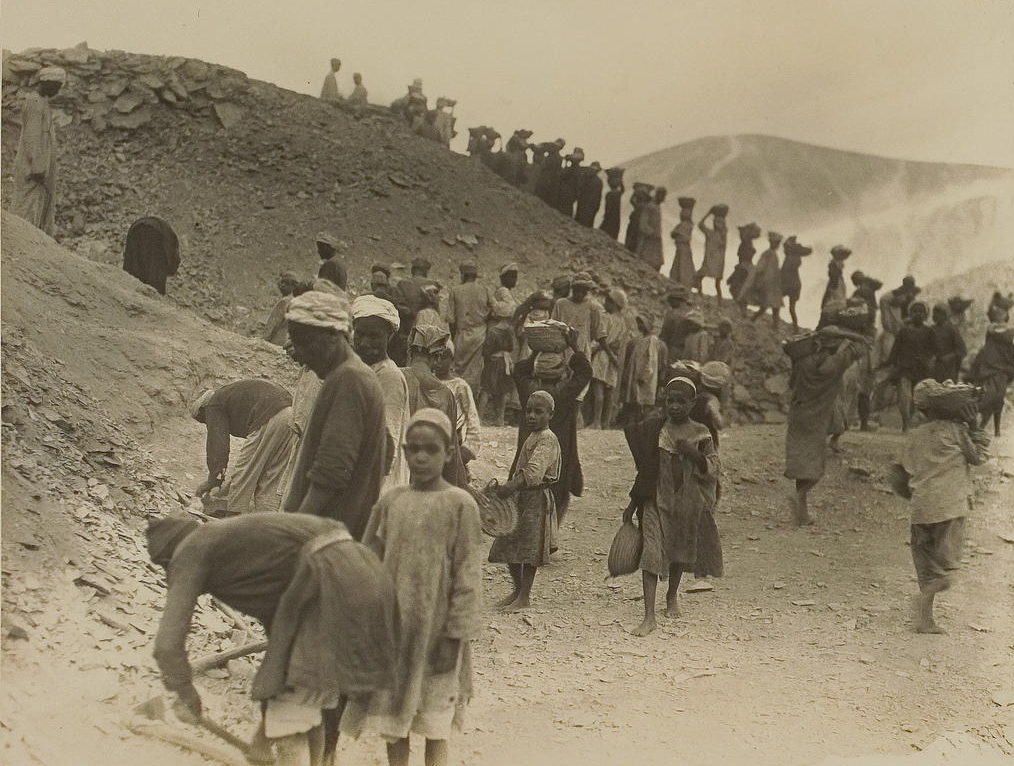
Arbeiter beim Ab- und Wegtragen von Geröll
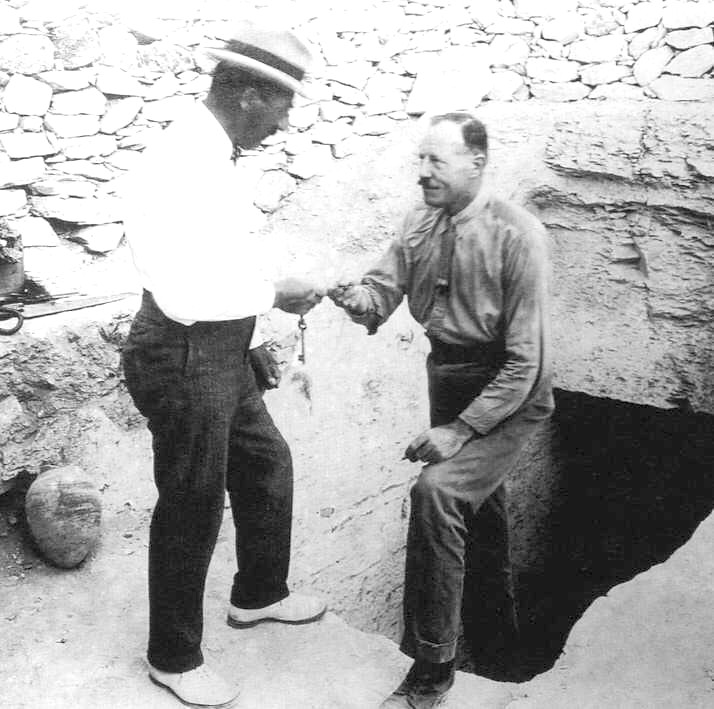
Howard Carter (links) und Lord Carnarvon (rechts)
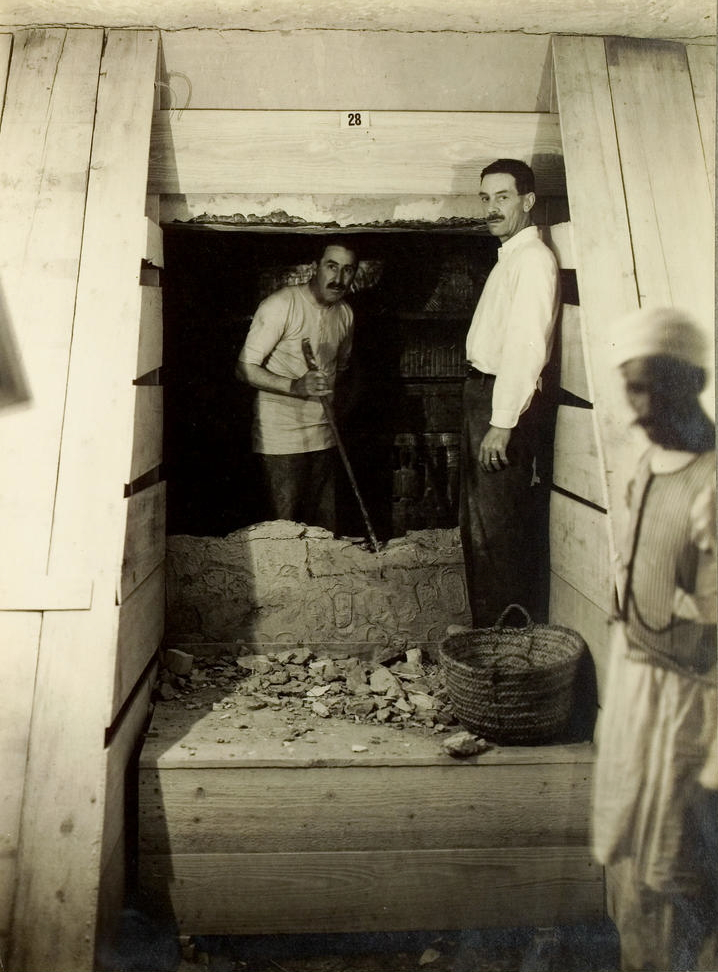
Howard Carter (links), Arthur C. Mace (rechts) und ein Arbeiter am Durchbruch zur Grabkammer
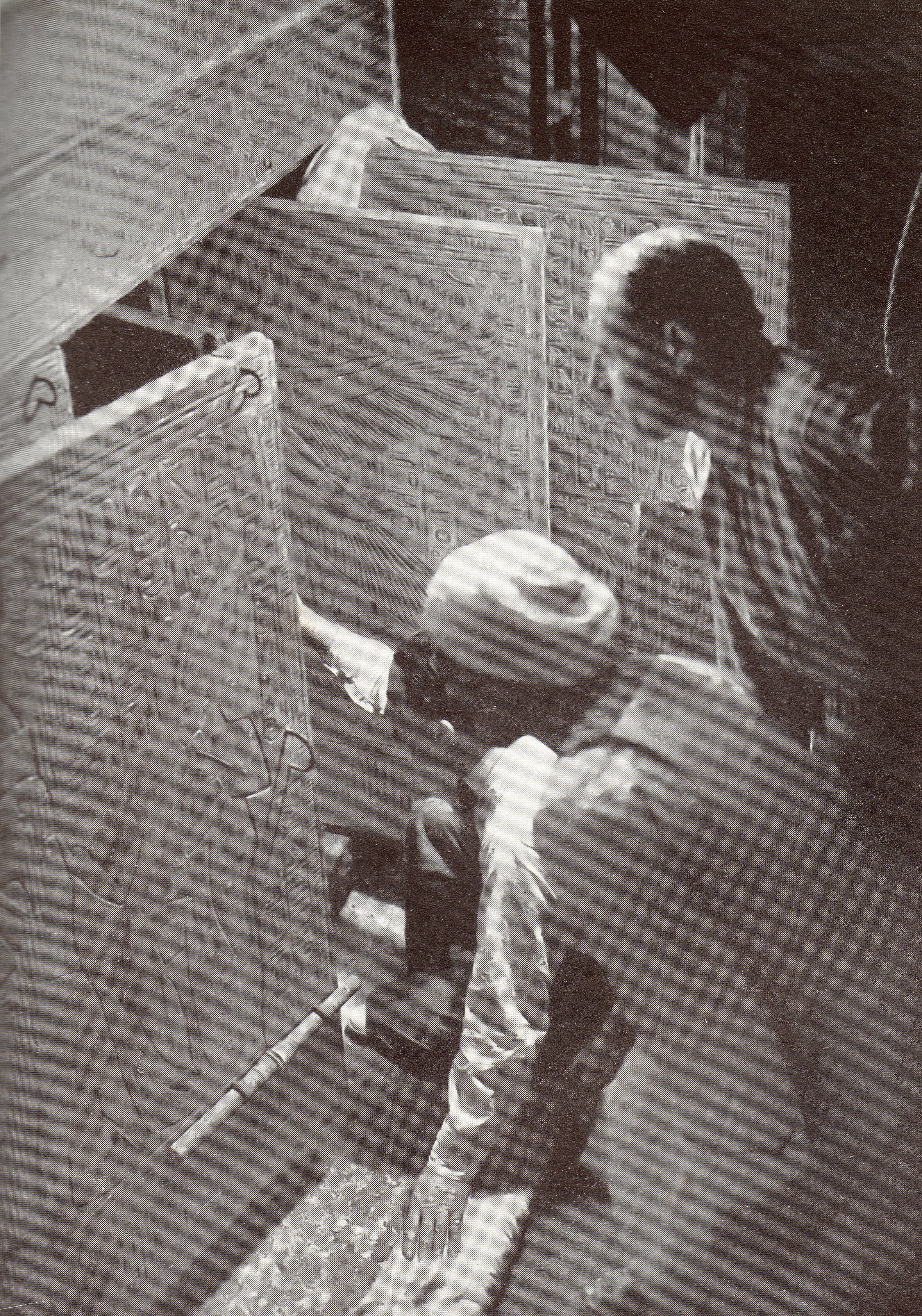
nach dem Öffnen aller Schreine mit Blick auf den Sarkophag (nachgestellte Szene): Howard Carter, dahinter Arthur R. Callender und ein Vorarbeiter
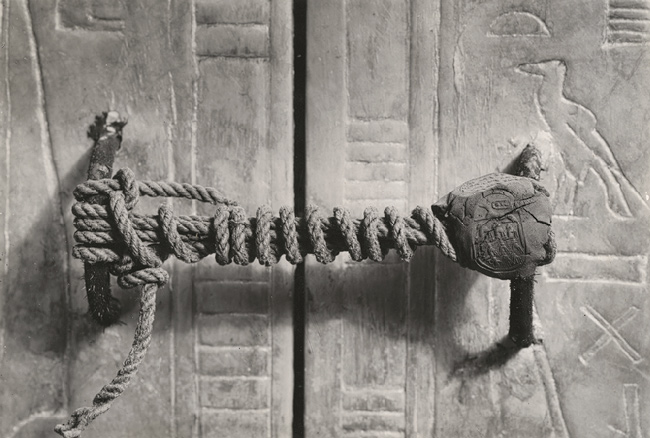
intaktes Seil mit unbeschädigtem Lehmsiegel der Nekropole (inklusive Thronname Tutanchamuns) des dritten, inneren Schreines
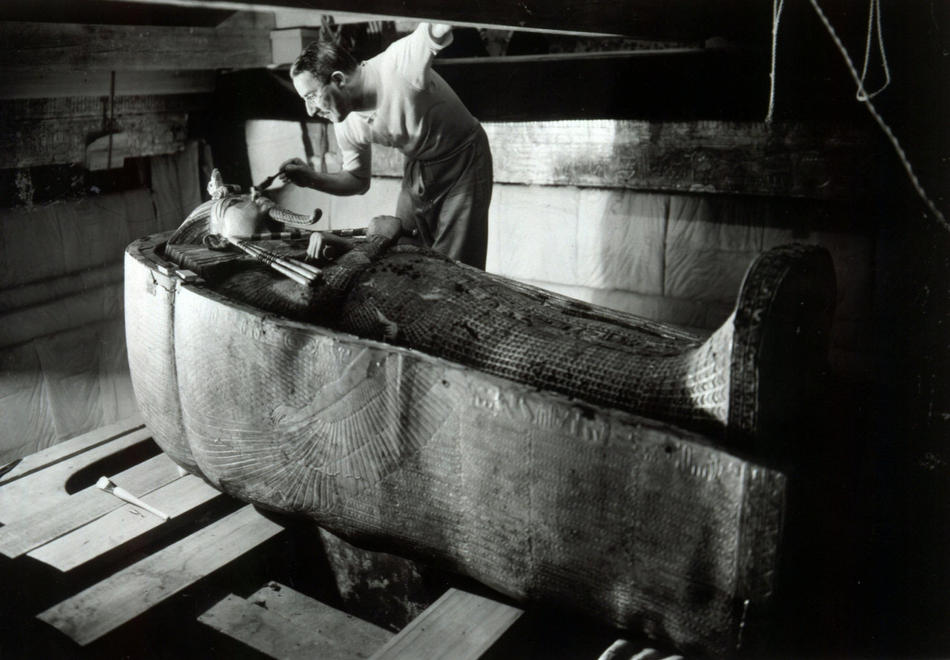
Howard Carter beim Säubern des zweiten, vergoldeten Holzsarges
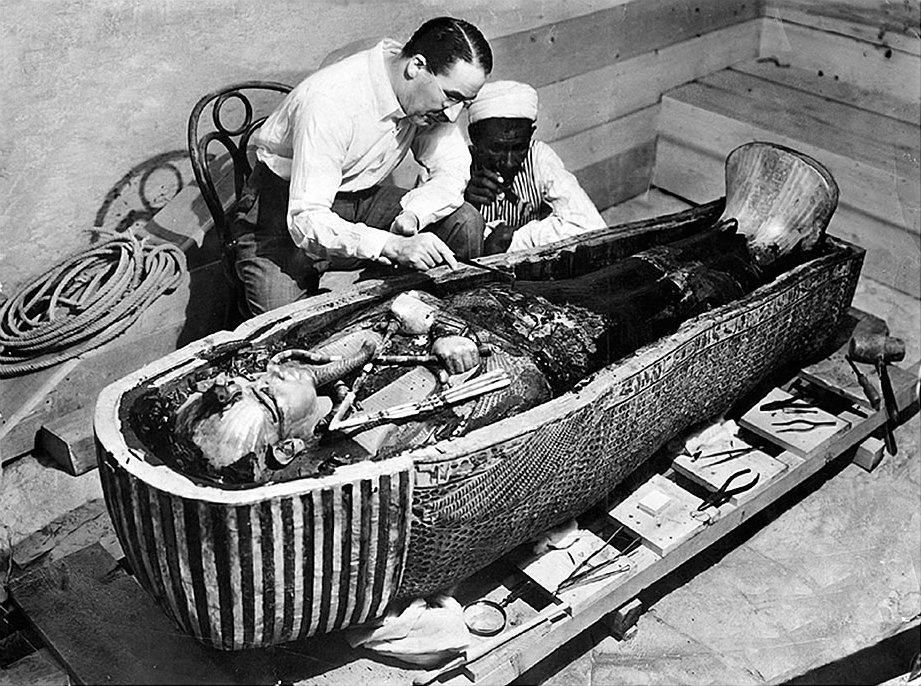
Howard Carter und ein einheimischer Arbeiter beim Untersuchen des dritten goldenen Sarges

Bei der Inventarisierung wurden die Objekte mit Schildern der entsprechenden Nummern versehen und von Harry Burton erneut fotografiert, damit später die Originalposition im Grab nachvollzogen werden konnte. Für Howard Carter war diese „beständige Sorgfalt“ notwendig, damit selbst kleinste Fundstücke nicht von ihren „Erkennungszetteln“ getrennt wurden. Am Ende einer Grabungssaison war dadurch die vollständige Fundgeschichte für jeden Gegenstand gegeben. Diese Vorgehensweise beinhaltete:
1. die Maße, Maßstabszeichnungen und archäologische Aufzeichnungen,
2. Aufzeichnungen über die Inschriften von Alan Gardiner,
3. Aufzeichnungen von Lucas über das angewendete Konservierungsverfahren,
4. ein Lichtbild, das die genaue Lage des Gegenstands im Grab wiedergab,
5. ein Maßstablichtbild oder eine Reihe Bilder, die den Gegenstand allein darstellten,
6. handelte es sich um Kästen, eine Reihe von Ansichten, die das Ausräumen in seinen verschiedenen Stadien zeigten.[47]

Die Dokumentation der Ausgrabung von KV62 umfasste abschließend insgesamt von Carter beschriebene 3200 Objektkarten (Karteikarten), zum Teil mit Zeichnungen. Manche Karten sind zudem mit Notizen von Alan Gardiner und Alfred Lucas versehen. Daneben außerdem etwa 1850 Fotografien von Harry Burton sowie zusätzlich das Grabungstagebuch Howard Carters und dessen persönliche Aufzeichnungen. Hinzu kam die dreibändige Publikation The tomb of Tut-Ankh-Amen (1923–1933) als Vorbericht. Weitere Kurzberichte finden sich in den Grabungstagebüchern von Arthur C. Mace für die erste und zweite Saison.

### Bergung und Transport

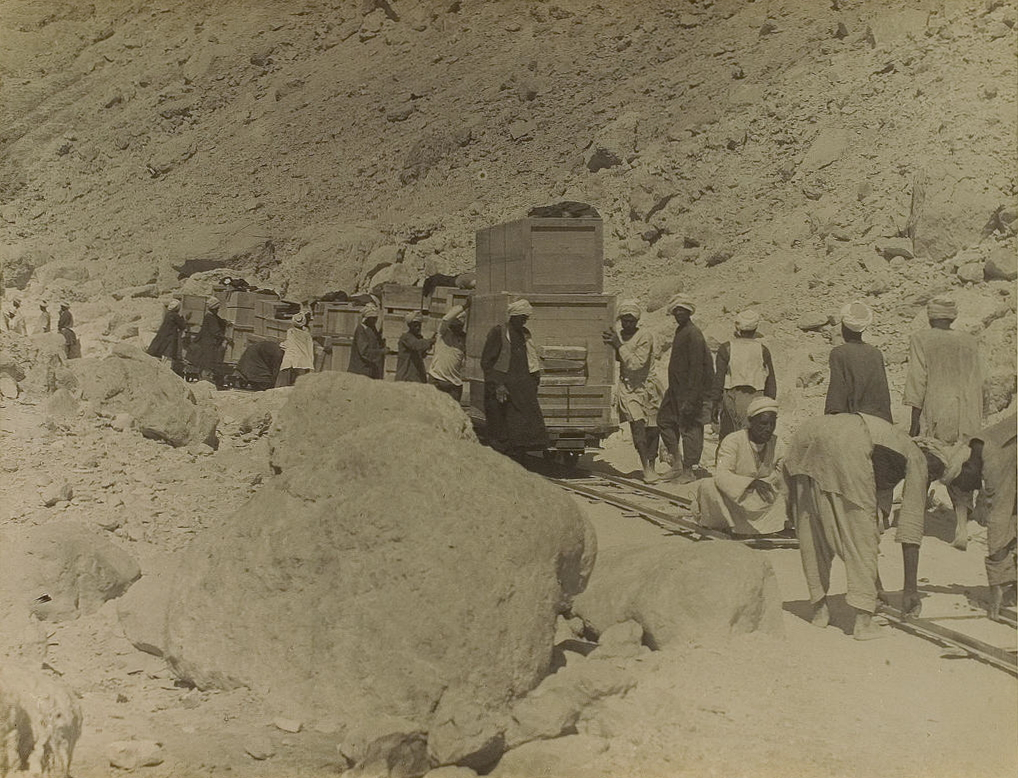
Transport mit Decauville-Feldbahn mit beladenen Loren vom Tal der Könige zum Nil

Abgesehen von der Bergung und Konservierung war die Vorbereitung für den Transport der Artefakte zu organisieren. Jedes Fundstück wurde einzeln verpackt. Allein für die Gegenstände aus der Vorkammer wurden außer für das Mobiliar beispielsweise 89 Schachteln und 1500 m Baumwollstoff zur Polsterung und Verpackung in 34 Holzkisten benötigt. Weitere verwendete Materialien zur Verpackung waren Watte und Binden. Es stand zwar ein Dampfschiff durch die Altertümerverwaltung nach Kairo zur Verfügung, aber es waren noch ca. 10 km vom Laboratorium im Tal der Könige, wo sich die verpackten Objekte befanden, zum Nilufer zurückzulegen. Dieser Weg verläuft relativ gerade, jedoch gab es Windungen und Steigungen, die den Transport erschwerten. Zum damaligen Zeitpunkt war der Weg in das Tal der Könige nicht asphaltiert und Automobile waren eine Seltenheit. Für den Transport aus dem Tal zum Nil gab es verschiedene Möglichkeiten: Esel, Kamele, Lastträger oder die Decauville-Feldbahn mit Güterloren. Die Entscheidung fiel auf diese sogenannte „tragbare Eisenbahn“. Während die einzeln beladenen Loren vorwärts geschoben wurden, wurden die Gleise der zurückgelegten Strecke abgebaut und dafür vor der Bahn neu verlegt. Die Hitze im Tal war dabei für die Arbeiter und Ausgräber eine große Belastung und die durch die Sonne extrem erhitzten Gleise waren zudem im Verlauf des Transports schwieriger zu verlegen. Das Nilufer zu erreichen dauerte 15 Stunden. Die Verschiffung nach Kairo nahm etwa eine Woche in Anspruch. Dort wurden die wertvollsten Objekte direkt ausgepackt und anschließend im 1902 eröffneten Museum in Kairo ausgestellt. Wenige Fundstücke, wie die goldene Maske Tutanchamuns oder der goldene Sarg wurden hingegen mit dem Zug nach Kairo transportiert, wofür ein Sonderwagen mit bewaffnetem Wachpersonal zur Verfügung gestellt wurde.

### Ausgrabungszeiträume und Ereignisse
Der Ausgrabungszeitraum umfasste insgesamt neun Grabungssaisons von unterschiedlicher Dauer:
1. Saison: 28. Oktober 1922 bis 30. Mai 1923
2. Saison: 3. Oktober 1923 bis 9. Februar 1924
3. Saison: 19. Januar bis 31. März 1925
4. Saison: 28. September 1925 bis 21. Mai 1926
5. Saison: 22. September 1926 bis 3. Mai 1927
6. Saison: 8. Oktober 1927 bis 26. April 1928
7. Saison: 20. September bis 4. Dezember 1928
8. Saison: 1929 bis 1930: keine Arbeiten am Grab
9. Saison: 24. September bis 17. November 1930

Ab dem 24. November 1922 wurde das Grab Tutanchamuns von Carter und seinem wissenschaftlichen Team ausgegraben. Die Ausgrabung dauerte mit allen abschließenden Konservierungsarbeiten bis 1932 an. Der Zeitraum einer Saison bedeutete jedoch nicht, dass während dieser Zeit ausschließlich an den Gegenständen im Grab gearbeitet wurde. So wurde KV62 beispielsweise in den ersten Jahren aus Sicherheitsgründen mit Saisonende wieder zugeschüttet und musste in der nächsten Grabungssaison erneut vom Schutt freigeräumt werden, um die Arbeiten weiterführen zu können. Hinzu kamen Reisen von Howard Carter von Luxor zurück nach Kairo, um mit der Altertümerverwaltung oder dem Ministerium für Öffentliche Angelegenheiten verschiedene Punkte zu klären oder die Konzession zu verlängern. Mit jeder Saison mussten neue Materialien für Verpackung und Transport sowie Chemikalien für die Konservierung organisiert und Arbeiter eingestellt werden. Der Dienstag war zum Beispiel ein arbeitsfreier Tag für die Arbeiter, da dies der Markttag war. Das Warten auf örtliche Handwerker, wie Steinmetze oder Schreiner, wirkte sich ebenfalls auf die Fortführung der Arbeiten aus. Howard Carter beklagte solche Verzögerungen in seinem Grabungstagebuch mehrfach. Die effektive Arbeitszeit verringerte sich durch diese verschiedenen Umstände. Ein weiterer Faktor, der sich negativ auf die Weiterarbeit auswirkte, war die häufige Anwesenheit von Besuchern und Pressevertretern im Grab.
Die Aufgabe der Grabungslizenz von Lady Carnarvon bedeutete für Howard Carter, keinen offiziellen Zugang mehr zum Grab zu haben und seine wissenschaftliche Arbeit nicht wie bisher fortsetzen zu können. Ab diesem Zeitpunkt stand er unter Beaufsichtigung durch Inspektoren der Altertümerverwaltung, die die Schlüssel zu Grab und Laboratorium hatten. Diese entschieden außerdem weiterhin darüber, wer für das Grab eine Besuchererlaubnis erhielt. Obwohl diese Umstände für Carter sehr unbefriedigend waren, arbeitete er bis Februar 1932 am Grab, im Zusammenhang mit den restlichen zu bergenden Gegenständen sowie im Labor. Die Finanzierung für die Arbeiten an der Ausgrabung lag ab 1930 bei Howard Carter selbst und Ägypten.

### Streik und Schließung des Grabes
Bereits im Dezember 1923 bestimmte ausschließlich die Altertümerverwaltung, wer das Grab besuchen und Mitglied im Grabungsteam von Howard Carter sein durfte.
In der zweiten Grabungssaison kam es im Februar 1924 zu einem Eklat, den Carter nicht in seinen Aufzeichnungen aufführt. Seine Vermerke enden vor den Ereignissen und nach Anhebung des Sarkophagdeckels am 12. Februar in Anwesenheit von geladenem Publikum. Auch in der Fortführung seiner Aufzeichnungen zur nächsten Saison bleibt der Vorfall unerwähnt.
Am 13. Februar war die Öffnung des Grabes für die Presse zur Besichtigung der Grabkammer und des Sarkophags vorgesehen. Im Anschluss daran sollten nach Carters Wunsch auch die Frauen der Archäologen den geöffneten Sarkophag sehen können. Der Besuch der Grabkammer wurde den Damen von der ägyptischen Regierung hingegen untersagt. In dem Howard Carter übermitteltem Schreiben hieß es: „Ich muss Ihnen zu meinem Bedauern mitteilen, daß ich vom Minister für öffentliche Arbeiten ein Telegramm erhalten habe. Seine innerhalb des Ministeriums getroffenen Absprachen gestatten es leider nicht, daß die Ehefrauen Ihrer Mitarbeiter morgen, am 13. Februar, das Grab besichtigen.“ Selbst Lady Almina Carnarvon, seit dem Tod ihres Mannes Inhaberin der Grabungslizenz und weiterhin Finanzier der Ausgrabung, war der Besuch damit verwehrt. Howard Carter betrachtete dies als persönlichen Affront gegen sich und die Lizenzinhaberin und sah nur eine Möglichkeit: die Arbeiter legten sofort ihre Arbeit nieder und er schloss das Grab. Die Situation verschärfte sich und Carter wurde mitgeteilt, dass „es nicht sein Grab sei“. Er erhielt ein weiteres Schreiben, das ihm und jeglichen Mitarbeitern des Ausgrabungsteams den Zugang zum Grab verbot. Lady Carnarvon wurde als Folge dessen am 20. Februar 1924 die Grabungslizenz entzogen. Die Arbeiten in KV62 wurden erst im Januar 1925 nach mühsamen Gesprächen über die weitere Vorgehensweise wieder aufgenommen. Die neue Konzession für Lady Carnarvon wurde am 13. Januar 1925 ausgestellt. Während dieses Zeitraumes hing der schwere und im Altertum gebrochene, aber gekittete, Sarkophagdeckel an Seilzügen über der Sarkophagwanne und den darin befindlichen Särgen, ein Umstand, den spätere Archäologen als unverantwortlich bezeichneten. Howard Carter kehrte schließlich, auch zur Erleichterung von Pierre Lacau, für die Arbeiten am Grab zurück. Herbert E. Winlock äußerte dazu, „dass es keine bessere Person gab, der diese wertvollen Fundstücke anvertraut werden konnten.“ Nicholas Reeves zufolge war dies „eine Arbeit, die niemand wirklich wollte“.

### Presse und Berichterstattung

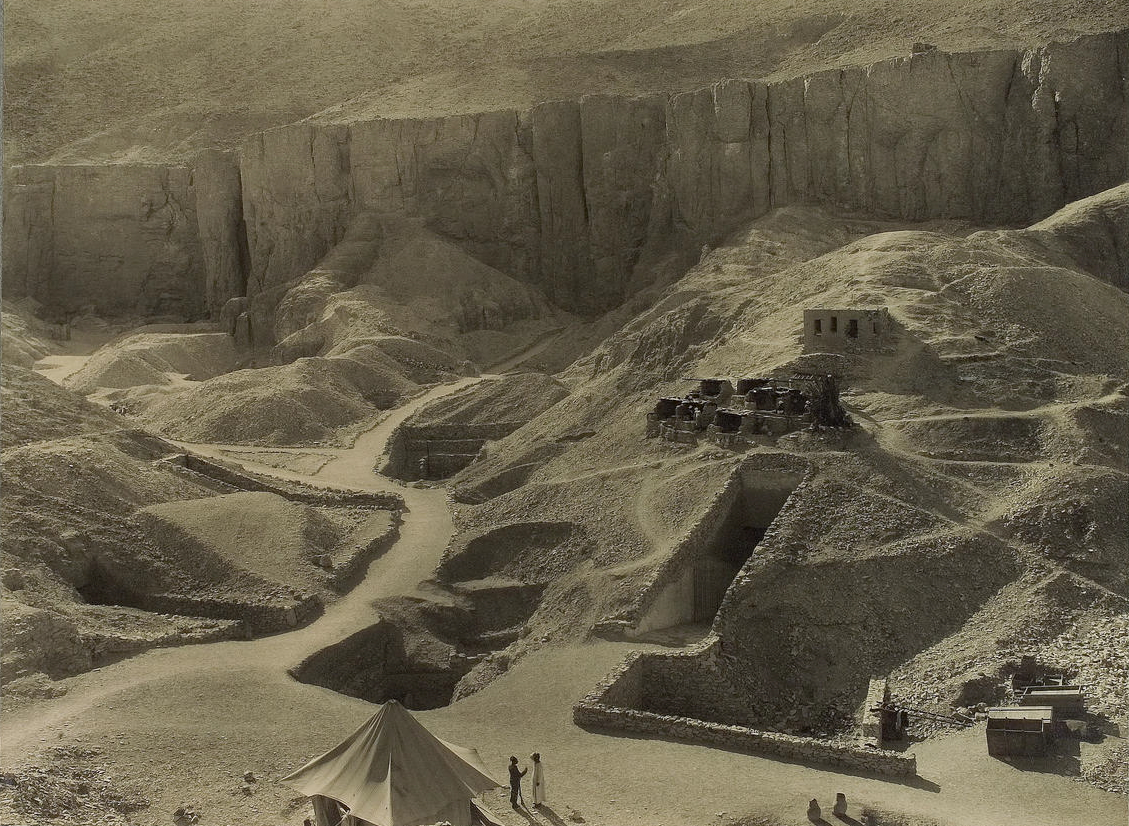
KV62 zur Zeit der Ausgrabung

Die Nachricht über die Entdeckung eines verschlossen vorgefundenen Königsgrabes im Tal der Könige verbreitete sich schnell in Ägypten. Ebenso zügig entstanden Gerüchte über unermessliche Schätze, obwohl der vollständige Grabinhalt noch unbekannt war. Es trafen zahlreiche Gratulationsschreiben und Hilfsangebote für Howard Carter ein. Die Presse bestürmte Lord Carnarvon und die Mitarbeiter seines Grabungsteams regelrecht. Das plötzliche und große Interesse der Weltöffentlichkeit an einem archäologischen Fund war für Carter ungewohnt und befremdlich, da dies bis zur Entdeckung von Grab KV62 nie vorgekommen war. Er betrachtete die unerwartete Aufmerksamkeit seitens Presse und Besuchern im Tal als „peinlich.“ Der erste Pressebericht zum Grab des Tutanchamun erschien am 30. November 1922 nach der offiziellen Graböffnung, der Vorkammer und Anbau betraf, in der Londoner Times. Die Entdeckung von Grab KV62 war die Erste, die eine derart stetige Berichterstattung zur Folge hatte.
Nach längerer Überlegung und Gesprächen mit Howard Carter und Alan Gardiner schloss Lord Carnarvon am 9. Januar 1923 einen Exklusivvertrag für eine Erstberichterstattung mit The Times ab, da sie die „beste Zeitung der Welt“ sei. Dies sollte dem Grabungsteam Entlastung bringen, denn mit diesem Vertragsabschluss mussten die Auskünfte zum Fortgang über die Arbeiten am Grab nur noch an eine Zeitung weitergegeben werden anstatt wiederholt an unzählige einzelne Pressemitarbeiter. Deshalb konnten alle anderen Zeitungen, auch die Ägyptischen, erst nach einer Veröffentlichung in der Times berichten. Der Abschluss dieses Vertrages sollte Carnarvon 5000 Pfund bringen, zuzüglich 75 % der Einnahmen von der Times durch den Verkauf der Meldungen an andere Zeitungen. Bereits im Juni desselben Jahres betrugen die Einnahmen durch die Berichterstattung 11600 Pfund. Arthur Merton, Mitarbeiter der Times, wurde von Carter als Mitglied in das Ausgrabungsteam berufen.
Diese Entscheidungen sorgten in den Presseagenturen für Unmut und Entrüstung. Große Zeitungen berichteten weltweit über den Vertrag und schrieben dazu unter anderem: „[…die Welt der Wissenschaft zur käuflichen Hure zu erniedrigen …]“ oder „[… den Ausverkauf der Archäologie und der Weltgeschichte zu betreiben.]“ Albert M. Lythgoe, seinerzeit Leiter der Ägypten-Expedition des Metropolitan Museums of Art, wies den Direktor des Museums, Edward Robinson, auf die besonderen Umstände hin, und dass das Museum in Bezug auf Informationen zum Grab vorsichtig sein solle. Robinson bemerkte dazu, dass zwar der „Löwenanteil“ an den Arbeiten in KV62 von Mitarbeitern des Metropolitan Museums of Art erbracht würde, das Grab sich jedoch in den Händen von Carnarvon und Carter befände und das Recht über öffentliche Bekanntmachungen deshalb bei ihnen läge.
Die Zeitungen nannten diese Umstände „skandalös“ und protestierten gegen den Vertrag mit der Times. Sie beklagten sich mit Fortgang der Ausgrabung zunehmend bei Pierre Lacau, dem Direktor der Altertümerverwaltung. Die ägyptischen Zeitungen beanstandeten, dass ihnen der Zugang zu einem altägyptischen Königsgrab verwehrt blieb. Lacau appellierte an Howard Carter, wenigstens einen Tag für Besuch von Persönlichkeiten und Presse im Grab freizuhalten. Dieser lehnte ab, „da ihn sein wissenschaftlicher Auftrag sehr in Anspruch nähme“ und er betonte, dass die Altertümerverwaltung aufgrund der Konzession „keinerlei Recht habe, eine solche Veranstaltung zu verlangen, die eine unzumutbare Unterbrechung der archäologischen Arbeiten bedeuten würde“. Besucher, ob von der Presse oder auf Empfehlung, verursachten sowohl vor und nach einer Besichtigung zusätzliche Arbeit: Die Zugangswege mussten gesichert sein, Stromkabel mussten anders verlegt werden, Werkzeuge und Arbeitsmaterialien entfernt und vor allem die noch im Grab befindlichen Objekte geschützt werden. Für das Grabungsteam waren die Tage, an denen nicht zügig weitergearbeitet werden konnte, „verlorene Tage“. Howard Carter notierte in seinem Grabungstagebuch wiederholt no work was done in the Tomb („keine Arbeit im Grab erledigt“) oder work progressing slowly („Arbeit geht langsam voran“).
Der seit langer Zeit gesundheitlich beeinträchtigte Lord Carnarvon verstarb am 5. April 1923 in Kairo, wenige Monate nach Entdeckung des Grabes und kurze Zeit nach Öffnung der Grabkammer. Seinem Tod folgte die Geschichte vom „Fluch des Pharao“, die von der Presse weltweit verbreitet, aber von Howard Carter heftig dementiert wurde. Carnarvons Tod stellte Carter außerdem vor die Schwierigkeit, als Ausgräber nun selbst mit den Besuchern und den Mitarbeitern der Presse des Grabes umzugehen. Der Vertrag mit der Times wurde zunehmend zur Belastung. Für Morcos Bey Hanna, seit Januar 1924 neuer Minister für Öffentliche Angelegenheiten und den Briten in Ägypten nicht zugetan, bezeichnete den Vertrag, der die ägyptische Presse direkt ausschloss, als Fehler. Carter versicherte, der Vertrag würde nach April 1924 auslaufen und es würde keinen Neuabschluss geben. Ab Dezember 1923 fanden die Besichtigungen durch die Presse und Berichte an die Pressemitarbeiter meistens montags, vor dem für die Arbeiter freien Tag, statt. Um die Presse mit Informationen zu versorgen, gab es schließlich Press Views, vergleichbar mit Pressekonferenzen vor Ort. Howard Carter vermerkte, dass die ägyptische Presse trotz Fall des Monopols der Times wenig Interesse am Grab zeigte.
Nach dem Erstbericht in der Times war der erste größere Beitrag zum Grab Tutanchamuns eine Woche später in einer Beilage zur Vossischen Zeitung am 7. Dezember 1922 zu lesen. Er erschien im Nachgang zu einem Vortrag von Ludwig Borchardt, unter dessen Leitung bei den Ausgrabungen der Deutschen Orient-Gesellschaft in Tell el-Amarna die Büste der Nofretete entdeckt worden war. Die Times veröffentlichte die ersten Fotos von Harry Burton am 30. Januar 1923. Die erste Farbfotografie eines Grabgegenstands war die des in der Vorkammer gefundenen goldenen Thrones am 10. November 1923. Die stetige, internationale Berichterstattung über die Ausgrabungsarbeiten in KV62 dauerte fast den vollständigen Bearbeitungszeitraum der Gegenstände aus dem Grab an.

### Besucher

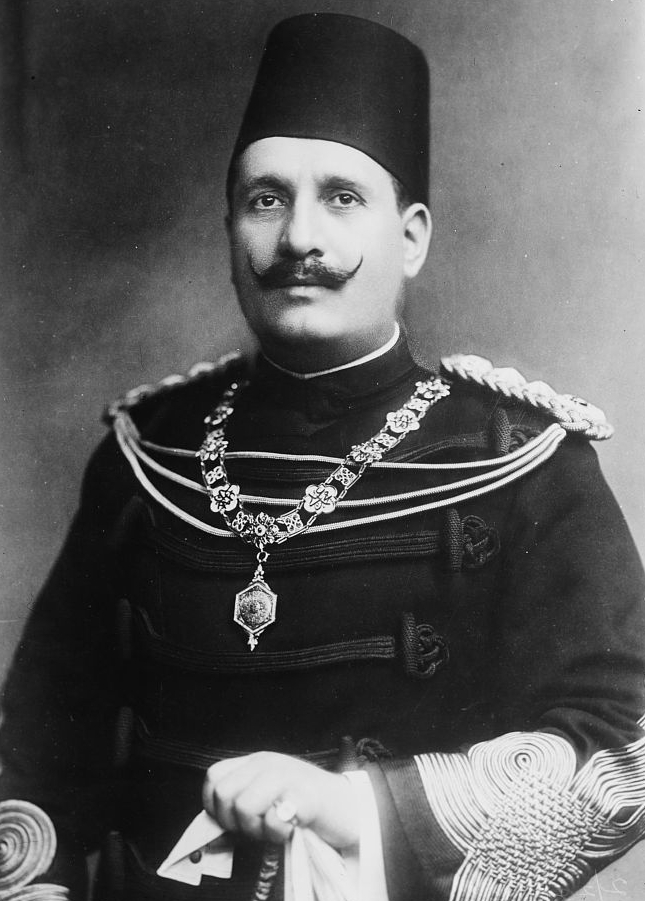
König Fu'ād I.

Nach der Entdeckung und während der gesamten Ausgrabungszeit zog das Grab nicht nur die internationale Presse an, sondern weckte auch die Neugier von zahlreichen Touristen und Einheimischen. Howard Carter beschrieb den Umgang mit Besuchern als „besondere Angelegenheit der Feinfühligkeit“. Es entwickelte sich ein regelrechter Tourismus zur Besichtigung des Tals der Könige und von Grab KV62. Besonders hochrangige und angemeldete Besucher erhielten Erlaubnis, das Grab und das Laboratorium (KV15) zu besichtigen, anfänglich von Carnarvon oder Carter selbst, später von der Altertümerverwaltung. Viele Besucher kamen aufgrund von Empfehlungsschreiben, die Carter zum Teil als fingiert betrachtete. Er war weder den Unterbrechungen durch Pressevertreter noch jenen durch Besucher zugetan, die sich für das Grab interessierten und über diese „Störungen“ sehr verärgert. In seinem Grabungstagebuch betont er, dass er „kein Touristenführer, sondern Archäologe sei“ Besucher jeglicher Art bedeuteten nicht nur Zeitverzögerungen bei der Konservierung und Bergung des Grabschatzes. Solange sich die zum Teil fragilen Objekte im Grab befanden, konnten sie durch Besucher direkt durch Berührung oder indirekt durch mitgebrachten und aufgewirbelten Sand beschädigt werden. Der von Touristen in das Grab getragene Sand ist auch heute noch eine Gefahr für die Wandmalereien in der Grabkammer.
Das hohe Besucheraufkommen während der Ausgrabung erwähnt Howard Carter unter anderem im Februar 1926 in einem Brief an seinen Onkel Henry William Carter. „Allein seit dem 2. Januar waren über 9000 Menschen gekommen, um das Grab Tutanchamuns zu sehen“. Nicholas Reeves beziffert die Anzahl der Besucher vom 1. Januar bis 15. März 1926 zum Höhepunkt der Hysterie zum Grab auf 12000. Nicht alle Touristen im Tal hatten das Grab selbst besucht, doch die Umgebung der Ausgrabungsstätte „belagert“. Carter gewährte trotz seiner Abneigung gegen Neugierige gelegentlich den anwesenden Schaulustigen einen Blick auf die gefundenen Artefakte, die er dann unverhüllt aus dem Grab bringen ließ. Dazu gehörten beispielsweise der Transport der Ritualbetten oder der „Kleiderpuppe“ Tutanchamuns.
Trotz der Einwände Carters gegen Besucher jeglicher Art war der Zeitraum in der ersten Grabungssaison vom 18. bis 25. Februar 1923 allein für Pressevertreter und Besucher des Grabes vorgesehen. Howard Carter hielt fest, dass während der Räumung der Vorkammer etwa ein Viertel der Zeit in der Grabungssaison nur für Besucher aufgewendet worden war. Für den 10. Februar 1925 vermerkte er in seinem Grabungstagebuch 40 Besucher für das Grab, die die ägyptische Regierung ausgewählt und eingeladen hatte. Zu seinem Bedauern zeigten wenige der Gäste wirkliches Interesse. Seitens der Pressevertreter war das Interesse ebenfalls gering und es gab keinerlei Fragen. Carter war zudem über die Abwesenheit der ägyptischen Presse verwundert, die sich ein Jahr zuvor darüber beschwert hatte, keinen Zugang zu diesem altägyptischen Königsgrab zu haben.
In seinem Grabungstagebuch führt Carter teilweise die Namen der Besucher von KV62 auf, zu denen nicht nur die Mitarbeiter der Altertümerverwaltung, der Inspektor für Oberägypten oder die Frauen der Mitarbeiter des Ausgrabungsteams gehörten. Darunter waren Persönlichkeiten des Adels und Mitglieder von Königshäusern. So besuchte im März 1923 die Königin der Belgier, Elisabeth Gabriele in Bayern, die ebenfalls bei der offiziellen Graböffnung am 18. Februar 1923 anwesend gewesen war das Laboratorium. König Fu'ād I., erster König des 1922 ausgerufenen Königreiches Ägypten (1922–1953), besuchte das Grab und Laboratorium 1926. 1927 folgte der König von Afghanistan, 1928 der Kronprinz Italiens und 1930 der Kronprinz von Schweden, Gustav Adolf Erbprinz von Schweden.

## Das Grab in der Antike

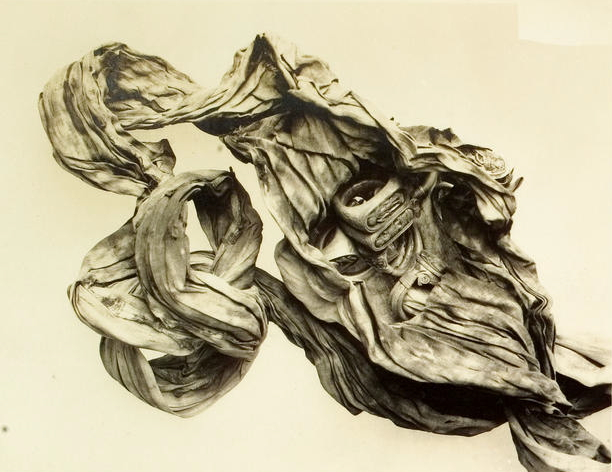
Geöffnetes Leinentuch mit Goldringen

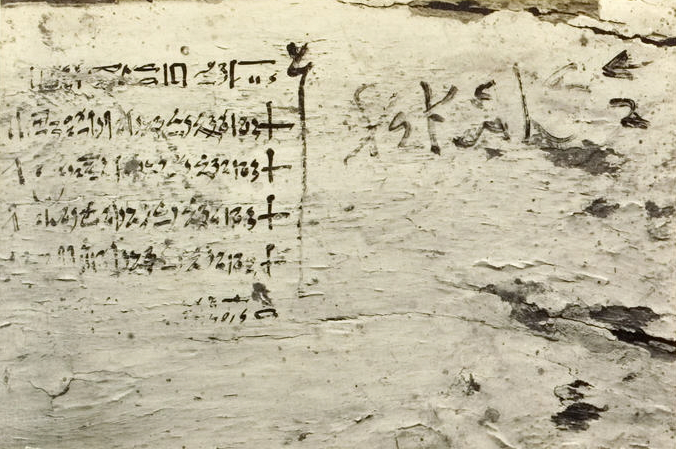
Inventarliste in hieratischer Schrift auf Holz von der Truhe, die Echnaton und Nefer-neferu-aton nennt (Fundnummer 001k, Burton-Fotografie p0167)

Verantwortlich für das Grab von Tutanchamun war vermutlich Maya gewesen, ein hoher Beamter mit dem Titel des Schatzhausvorstehers unter Tutanchamun, der später noch unter König Haremhab amtierte. Wer die Grabauswahl für Tutanchamun traf, ist unbekannt. Allgemein wird Eje, Tutanchamuns Nachfolger, als Auftraggeber vermutet. Von Maya finden sich Grabbeigaben für den König, die ihn als ergebenen Diener ausweisen. Der Name seines Gehilfen, Djehutimose, ist auf einer Kalzitvase geschrieben, die in der Seitenkammer gefunden wurde. Beide Personen stehen in Verbindung mit den Restaurierungsarbeiten von Grab KV43 (Thutmosis IV.), die in das 8. Regierungsjahr von Haremhab datieren., das 1903 von Howard Carter für Theodore M. Davis entdeckt worden war. In Frage kommt auch Nachtmin, ein ebenfalls hoher Würdenträger unter Tutanchamun.
Carter fand Hinweise, dass die Kammern von KV62 in alter Zeit unmittelbar nach dem königlichen Begräbnis mindestens zweimal beraubt worden waren. Davon zeugten nicht nur zwei unterschiedliche Siegel auf der freigelegten ersten Wandvermauerung am Grabeingang, sondern auch die derangiert gelagerten Gegenstände in der Vorkammer (I) und insbesondere im Anbau (Annex Ia) sprachen dafür. Ein weiterer Anhaltspunkt war, dass man beim Abgleichen verschiedener Inventarlisten von Truhen oder Kisten feststellte, dass etliche Artefakte fehlten, womit der Diebstahl einiger Objekte nachgewiesen werden konnte. Etwa 60 % des Schmuckes war aus den Truhen und Kisten in der Schatzkammer gestohlen worden, ebenso wie Gefäße aus kostbaren Metallen. In einer Truhe in der Vorkammer fand sich ein zusammengeknotetes Leinentuch, das aus massivem Gold gearbeitete Ringe enthielt. Hierbei handelte es sich anscheinend um Diebesgut, das den Grabräubern abgenommen und von den Nekropolenbeamten wieder zurückgelegt worden war, ohne dass sie dem Grab und seinen Inhalten weitere Aufmerksamkeit schenkten. Carter zufolge waren diese Aufräumarbeiten sehr nachlässig durchgeführt worden. Howard Carter notierte, dass die Diebe über die Grabkammer bis in die Schatzkammer vorgedrungen sein mussten, dabei aber den äußersten Schrein und somit insbesondere die vollständige königliche Bestattung unangetastet gelassen hatten. Zu den von den Grabräubern entwendeten Grabbeigaben zählten neben kostbarem Schmuck auch Leinenstoffe, Salben und Öle. Dies deutete Carter als Raub, der kurz nach der Bestattung stattgefunden haben musste, da beispielsweise Salben und Öle nicht lange haltbar und verwendbar waren. Zur Beraubung der Schatzkammer hielt er fest, dass trotz Beutezug kein größerer Schaden angerichtet worden war und nur bestimmte Truhen mit wertvollen Gegenständen geöffnet worden waren. Carter schloss daraus, dass die Grabräuber gut mit den Inhalten des Grabes vertraut gewesen sein mussten. Zum anderen schlussfolgerte er, „dass die besten und kostbarsten Stücke unwiederbringlich verloren waren und er es nun nur noch mit Überresten zu tun hatte.“ Vermutlich waren die Grabräuber am Begräbnis des Königs Beteiligte gewesen. Die Strafe für Grabräuber und Feinde des Staates war Pfählung.
Nach der ersten Beraubung der Vorkammer wurden Teile der im Korridor gefundenen und zurückgelassenen Beute in Grab KV54 („Balsamierungsdepot“) deponiert und der Zugang zur Vorkammer erneut verschlossen und mit Siegeln der Nekropole versehen. Der Korridor wurde bis zur Decke mit Geröll angefüllt und die Durchbruchstelle am Zugang verschlossen und versiegelt. Dadurch war das Grab schwieriger zugänglich, hielt jedoch spätere Grabräuber nicht davon ab, ein zweites Mal bis in die Schatzkammer vorzudringen. Nach Entdeckung der zweiten Beraubung wurden die Durchgänge zur Grabkammer und Vorkammer verschlossen, verputzt und versiegelt, der Gang erneut vollständig mit Geröll aufgefüllt, der Durchbruch im Zugang zum Grab abermals verschlossen und die Treppenstufen ebenfalls unter Geröll verborgen. Die abschließende Versiegelung des Grabes fand vermutlich unter der Herrschaft von Pharao Haremhab statt.
Da der Zugang von KV62 unterhalb der Eingangsrampe des später angelegten Grabes von Ramses VI. (KV9) liegt und der Abraum des ramessidischen Grabes und die darauf errichteten Arbeiterbehausungen den Zugang zu Tutanchamuns Grabstätte verdeckten, war diese über die Jahrtausende verborgen. Eine Beraubung des Grabes von Tutanchamun ist deshalb nicht während oder nach der Regierungszeit von Ramses VI. (1145–1137 v. Chr.) anzusetzen.

## Lage und Architektur

Grundriss von KV62 (Das Grab des Tutanchamun)

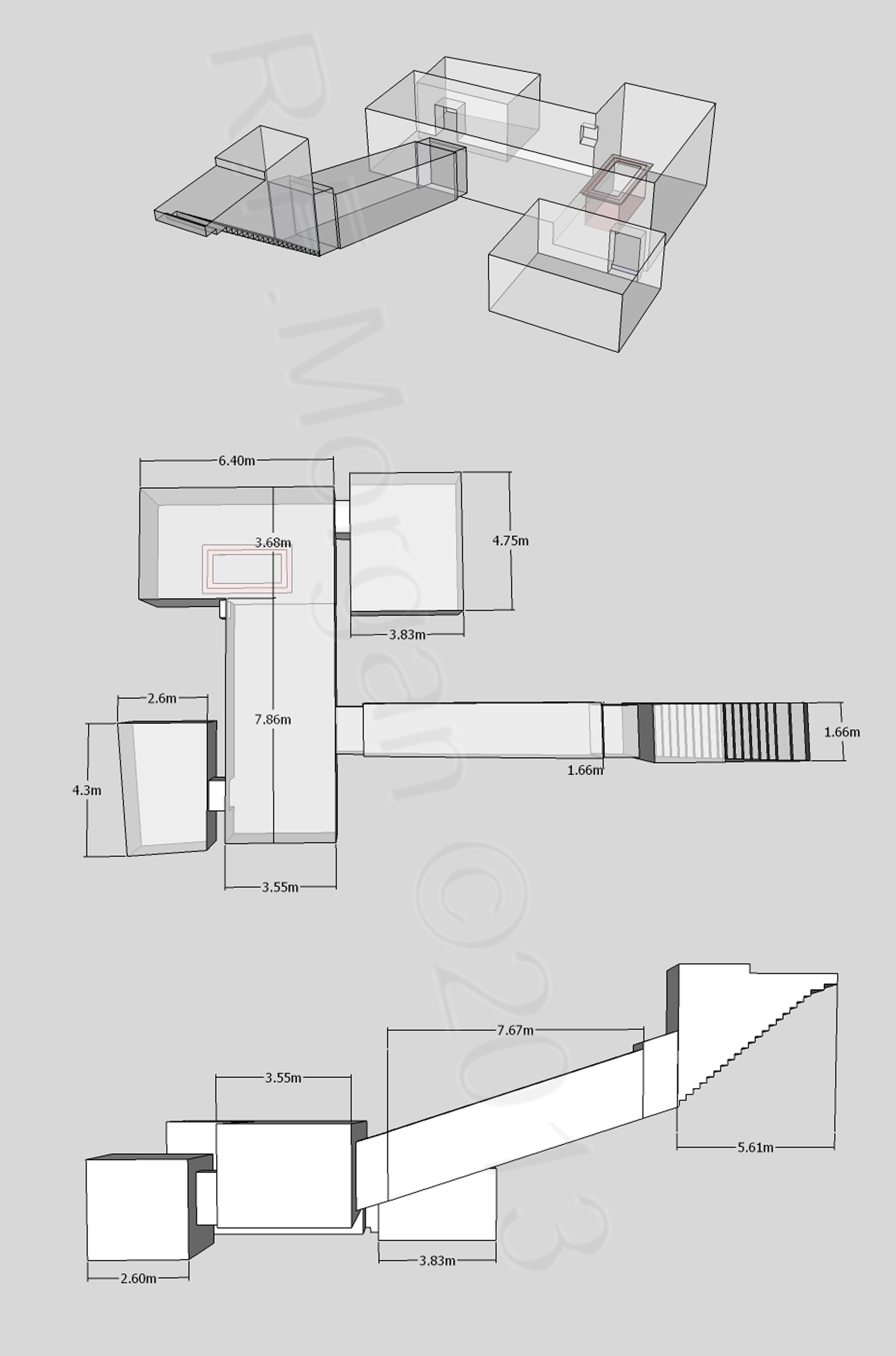
Isometrische Darstellung, Grundriss und Schnittzeichnung des Grabes

Topografisch gliedert sich das Tal der Könige (arabisch وادي الملوك, DMG Wādī al-Mulūk; Bibân el-Molûk) in West- und Osttal. Die meisten bisher gefundenen Gräber befinden sich im Osttal, so auch das Grab des Tutanchamun, das zentral am tiefsten Punkt im Hauptwadi des Osttals liegt. In der Nähe sind die Gräber KV9 (Ramses VI.), KV10, KV55, KV56 („Goldgrab“) und KV63 (Depot). Gesteinsbestandteile im Tal der Könige sind vorrangig Kalkstein von unterschiedlicher Qualität und Sedimentgesteine. KV62 wurde in weißen, amorphen Kalkstein geschlagen, der teilweise von Kalzitadern durchzogen ist.
Das Grab Tutanchamuns hat mit allen Kammern und Gängen eine Gesamtgröße von 109,83 m². Das Grab Sethos I. (KV17) ist vergleichsweise 649,04 m² groß, das Grab von Tutanchamuns Nachfolger Eje 212,22 m² und das Privatgrab von Tuja und Juja (KV46) mit einer Kammer, ebenfalls im Tal der Könige gelegen, hat 62,36 m².
Die Grabanlage hat trotz ihrer im Vergleich zu anderen Königsgräbern geringeren Größe eine mit den traditionellen Gräbern des Tals entsprechende Raumaufteilung. KV62 wurde nicht nach dem Königsellenmaß errichtet, sondern nach dem sogenannten „Privatellenmaß“. Im Grundplan und den Maßen ähnelt KV62 anderen Privatgräbern dieser Zeit, ist jedoch in dieser Ausführung einzigartig, da bisher kein ähnliches Privatgrab gefunden wurde. Entgegen der bisher allgemeinen Deutung, dass es sich um ein umgearbeitetes Privatgrab handelt, ist KV62 Nicholas Reeves zufolge durchaus mit anderen Königsgräbern vergleichbar. Dies wird seiner Auffassung nach, wie bereits von Howard Carter angenommen, deutlich, wenn der Plan des Grabes „im Geiste“ um 90 Grad gedreht wird.
KV62 besteht aus einem Zugangsweg (A) mit 16 Treppenstufen, die an einem vermauerten Zugang (B) mit den Siegeln der Nekropole und des verstorbenen Königs endete, dem ein weiter absteigender Korridor (B) folgt, der ebenfalls mit einer Vermauerung (Gate I) zur nächsten Kammer endete, der Vorkammer. An der Westwand der Vorkammer fand sich ein weiterer vermauerter, aber durchbrochener Eingang (Gate Ia), der zu einer anschließenden Seitenkammer (Sidechamber Ia), auch als Anbau (Annex) bezeichnet, führt. An die Vorkammer (I) schließt sich an der nördlichen Seite die Grabkammer (J) an, die von der Vorkammer durch einen vermauerten und ebenfalls mit Siegeln versehenen Zugang blockiert war (Gate J). Von der Grabkammer zweigt nach Osten hin eine weitere Seitenkammer (Ja) ab und ist, wie die Vorkammer, höher angelegt als die Grabkammer. Diese letzte Kammer wird als „Schatzkammer“ bezeichnet. Abgesehen von der Grabkammer ist das restliche Grab undekoriert.

## Kammern und Funde

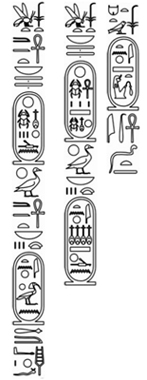
Inschriftenband von der Holztruhe aus dem Grabeingang: von rechts nach links zu lesen sind die Namen von Meritaton, Neferneferuaton mit Thronname darüber und Echnaton, ebenfalls mit Thronnamen

### Grabeingang
Die Treppe misst 5,61 m in der Länge und 1,66 m in der Breite. Beim Wegräumen des Schutts wurden verschiedene kleinere Objekte gefunden. Darunter Tonsiegel der Nekropole, ein Fragment aus Elfenbein, Scherben oder vollständig erhaltene Gefäße aus Stein oder Keramik, Holzfragmente, Inventarlisten zu Schmuck, Datierungen auf Weinkrügen und Tierknochen. Einige Funde konnten namentlich zugeordnet werden: ein Skarabäus von Thutmosis III., ein Knauf mit dem Thronnamen Tutanchamuns, Neb-cheperu-Re, Einlagen von einer Holztruhe mit dem Thron- und Eigennamen (Nefer-cheperu-Re-wa-en-Re) Echnatons und (Anch-cheperu-Re) Neferneferuaton sowie Echnatons und Nofretetes erster Tochter, Meritaton, die hier den Titel einer Großen königlichen Gemahlin trägt. Echnaton und Neferneferuaton sind hier beide als „König von Ober- und Unterägypten“ (nisut-biti) genannt. Das Fundstück erhielt von Howard Carter die Bezeichnung Wooden box of Smenkhkare („Hölzerne Kiste des Semenchkare“). Des Weiteren erwähnte Carter ein Fragment mit dem Namen von Amenophis III. Er war über diese Ansammlung an Objekten mit den Namen unterschiedlicher, der Amarna-Zeit zuzuordnenden Personen verwundert, da solche Gegenstände eher einer „Grube“ als einem Grabeingang eines Königsgrabes entsprechen würden. Zudem wurde festgestellt, dass von den 16 Stufen nur die ersten zehn in den Fels gehauen worden waren, die letzten sechs hingegen aus mit Mörtel verbundenen Steinen bestanden. Vermutlich waren ursprünglich alle 16 Stufen aus dem Felsgestein gearbeitet gewesen und die letzten sechs Stufen vor der ersten Vermauerung mussten entfernt werden, um große Grabbeigaben, wie beispielsweise die vergoldeten Schreine, in das Grab zu bringen. Nach der Bestattung wurden die entfernten Stufen durch neue aus einem Mörtel-Stein-Verbund ersetzt. Diese Stufen wurden 1930, in der 9. Grabungssaison, erneut abgetragen, um die Wände und Decken der letzten, seit der Öffnung der Grabkammer und in der Vorkammer des Grabes verbliebenen Teile der auseinandergenommenen Schreine in ihren Transportbehältnissen aus dem Grab bringen zu können.

### Korridor
Die erste Türvermauerung nach der 16-stufigen Treppe zum Korridor war etwa einen Meter dick. Der angrenzende Gang ist 7,67 m lang und, wie die Treppe, 1,66 m breit und war am Nachmittag des 26. November 1922 vollständig geräumt. Unter anderem wurden aus dem Schutt im Gang Holzsplitter, Fragmente von Truhen und Verschlüsse von verschiedenen Gefäßen, heile und zerbrochene Alabastergefäße, Tonsiegel, Fragmente von Elfenbein oder Elfenbeineinlagen, Einlagen aus Gold und Teile von Goldfolie geborgen. Ein Fund, den Howard Carter weder in seinen Notizen noch in der Inventarliste von Eingang und Korridor aufführte, zu diesem jedoch später den Korridor als Fundort angab, ist der „Kopf des Nefertem“ oder „Kopf auf der Lotosblüte“ (Ägyptisches Museum Kairo, JE 60723). Gefunden wurde diese Büste im März 1924 von Pierre Lacau, dem Leiter der Altertümerverwaltung, und Rex Engelbach, Inspektor von Oberägypten, bei einer Inventur von KV4, dem Grab Ramses XI., das als Lager benutzt wurde, während Howard Carter nicht in Ägypten war. Der „Kopf des Nefertem“ befand sich in einer Rotweinkiste zwischen Vorräten. Dieser Sachverhalt führte zu weiteren Unstimmigkeiten mit der Altertümerverwaltung. Carter erklärte, dass alles, was in KV4 gelagert wurde, im Eingangskorridor, vor Öffnung der Vorkammer, gefunden worden und bisher unter einer Gruppennummer und deshalb nicht als Einzelstück im Verzeichnis aufgeführt war.

### Die Vorkammer(Antechamber)
Der absteigende Gang (auch Korridor) endete vor einer ca. 90 cm dicken Türblockierung, hinter der sich die 28,02 m² große Vorkammer befindet. Die Wände dieser Kammer sind grob behauen und undekoriert. Neben der mit Gips verputzten und bemalten Grabkammer war die Nordwand der Vorkammer mit dem Durchgang zur Grabkammer die einzige sonst weitere verputzte Wand im Grab, die ebenfalls mit Siegeln versehen war. An der angrenzenden, zum Teil gemauerten Zwischenwand zur Grabkammer, mit ca. 1 m Dicke, finden sich an der Decke Markierungen von Meißeln, die darauf hindeuten, dass diese Kammer mindestens zwei Meter weiter Richtung Norden führte, bevor der Zugang zur dort angelegten Grabkammer durch eine Vermauerung verschlossen wurde.

#### Funde in der Vorkammer

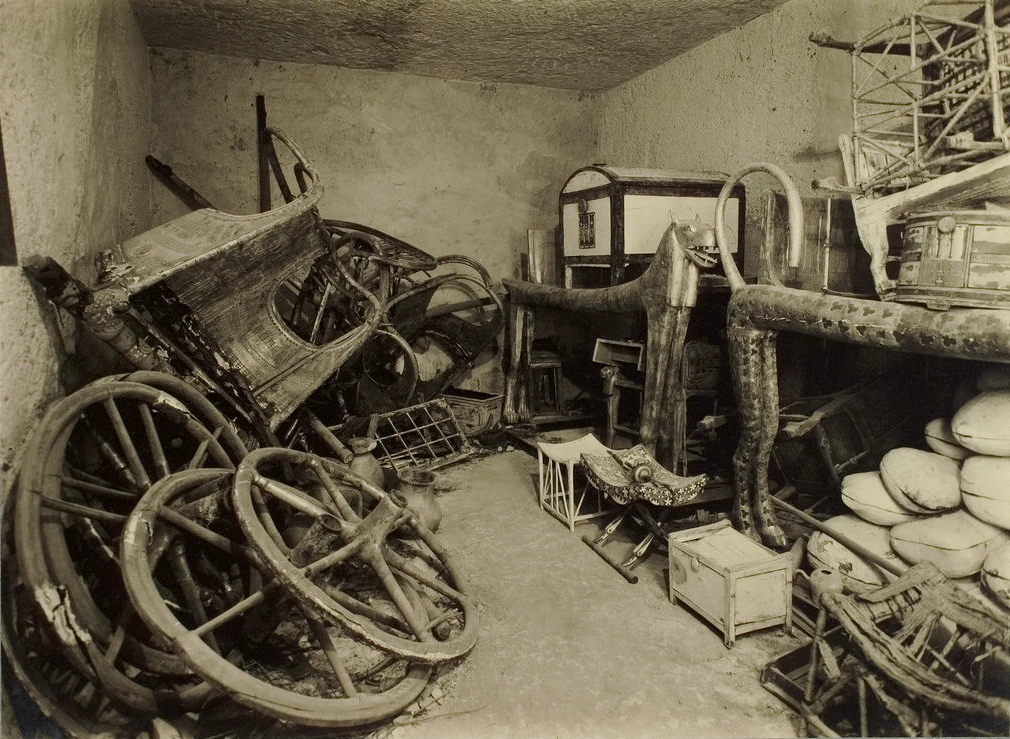
Blick in die Vorkammer

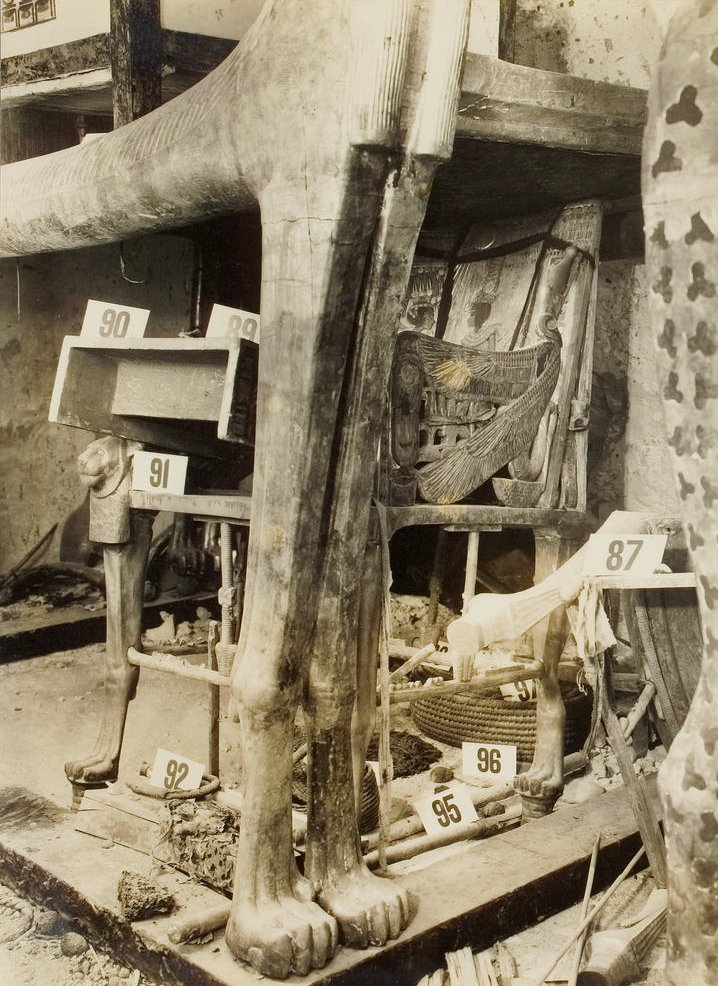
Goldener Thron in Fundsituation

Entlang der westlichen Wand waren hintereinander mit Ausrichtung zur Grabkammer drei Große Ritualbetten (auch Ritualbahren) aufgestellt. Unter dem Ritualbett der Ammit („Verschlingerin der Toten“ oder „Totenfresserin“) stand der aus Holz bestehende, vergoldete und mit Einlagen aus Fayence, Silber, Stein und buntem Glas verzierte Thron Tutanchamuns. Die vordere Lehnenseite zeigt eine Szene im Stil der Amarna-Kunst, in der die namentlich genannte Anchesenamun, die Große Königliche Gemahlin, dem sitzenden König Tutanchamun den Brustschmuck anlegt. Über dem Königspaar ist die Sonnenscheibe Aton, je links und rechts davon zwei Kartuschen mit dem „lehrhaften Namen des Aton“ in der neueren Fassung, die ab dem 9. Regierungsjahr von Echnaton verwendet wurde. Der Gott verleiht König und Königin, symbolisiert durch das Anch am Ende der Strahlen, die in Händen enden, Leben. Die Rückseite der Lehne des goldenen Throns ist hingegen mit dem eigentlichen Geburtsnamen des Königs, Tutanchaton, sowie dessen Thronnamen (Neb-cheperu-Re – „Herr an Gestalten, ein Re“) und dem ursprünglichen Namen seiner Gattin, Anchesenpaaton („Sie lebt durch Aton / Sie lebt für Aton“), aus der Amarna-Zeit versehen.
Unter dem mittleren Ritualbett der Göttin Isis-Mehtet, mit dem Erscheinungsbild einer stilisierten Kuh, waren etwa zwei Dutzend ovale Behälter mit einer gipsartigen Oberfläche gestapelt, die für die Jenseitsreise des Königs tierische Nahrungsmittel enthielten. Dieses Bett wurde aufgrund der Inschriften der Göttin Isis-Mehtet zugeordnet, obwohl diese eigentlich eine Löwengöttin ist und die Gestalt der Kuh eher Hathor oder Mehet-weret („Die großen nördlichen Wasser“) zugeordnet wird. Das vorderste Ritualbett zur Grabkammer hin ist das der Göttin Mehet-Weret, doch ist die gewählte Tiergestalt nicht die der Göttin entsprechende Kuh, sondern der Löwe. So sind die Gestalten und Inschriften der beiden Ritualbetten vertauscht: Die Bahre der Löwingöttin trägt die Inschrift zur Kuhgöttin und umgekehrt. Des Weiteren fanden sich eine große Anzahl an zusammengerollten Kleidungsstücken, wie Unterkleider oder Schurztücher, die Howard Carter bei seinem ersten Blick in die Kammer für Papyri gehalten hatte. Papyri mit Angaben zu historischen Ereignissen gehörten jedoch nicht zu einer traditionellen Grabausstattung, sondern das ägyptische Totenbuch oder kleine Papyri mit magischen Formeln und Sprüchen, die in die Leinenlagen einer Mumie eingearbeitet wurden. Letztere fanden sich später bei der Mumie Tutanchamuns, waren aber so fragil, dass sie bei Berührung auseinanderfielen und nicht gelesen werden konnten.
In der südöstlichen Ecke standen vier vollständig in Teile zerlegte Streitwagen. Zwischen den Statuen an der Nordwand war eine Truhe (Fundnummer 21) platziert, deren aufgemalte Szenen Tutanchamun bei der Jagd, sowie bei Feldzügen gegen Syrien und Nubien zeigen. In der Vorkammer befanden sich über 600 Objekte.

#### Besonderer Fund in der Vorkammer: Hölzerne Wächterstatuen

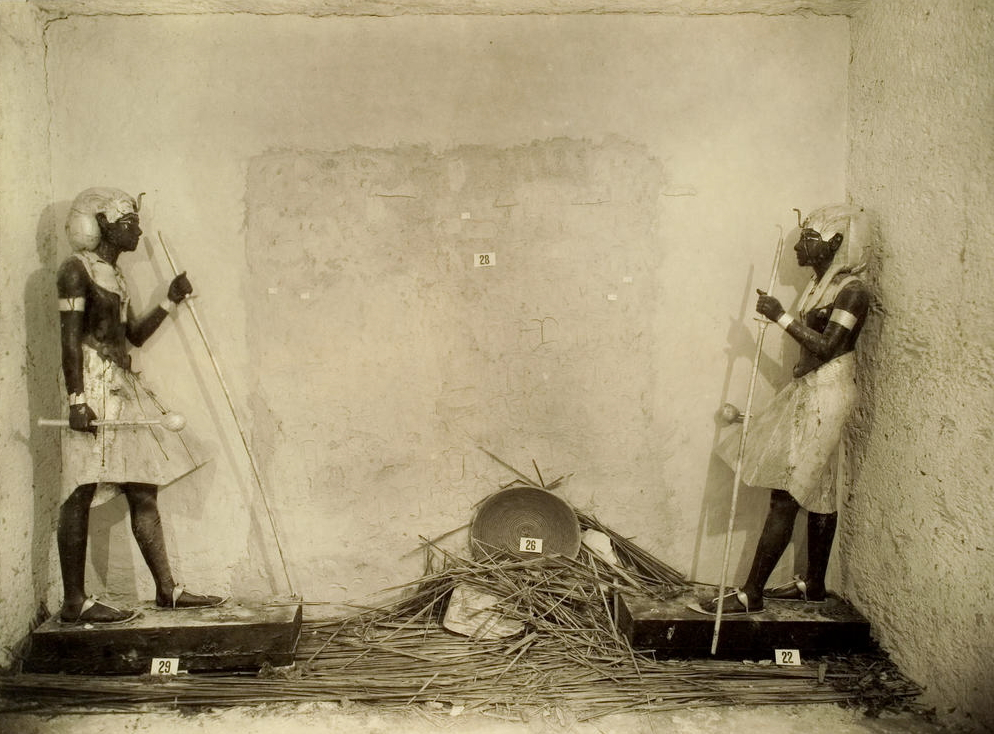
Wächterstatuen vor dem vermauerten Zugang zur Grabkammer

Der verschlossene Zugang zur Grabkammer (J), die Nordwand der Vorkammer, wurde links und rechts zur symbolischen Bewachung der Königsmumie von zwei schwarz bemalten und vergoldeten Holzstatuen flankiert, die je in ein zerfallenes Leinentuch gehüllt waren. Mit Sockel messen die „Wächterstatuen“, auch Ka-Statuen, etwa 1,90 m, die Figuren selbst haben eine Größe von ca. 1,72 m. Dies entspricht Douglas E. Derry zufolge, der die Mumie Tutanchamuns untersucht hatte, annähernd der Körpergröße des Königs. Die linksseitig des vermauerten Zugangs stehende Statue trägt eine sogenannte chat-Kopfbedeckung (auch: afnet), die Rechte das klassische Nemes-Kopftuch. Beide Figuren tragen die Uräus-Schlange an der Stirn und halten je einen langen Stab und eine Keule in den Händen. Um den Hals liegt jeweils ein achtreihiger Schmuckkragen. Die Inschrift der Statue mit chat weist diese als Ka des Königs aus: „Der gute Gott, vor dem man sich verbeugt, der Herrscher, auf den man stolz ist, das Ka von Harachte, der Osiris, der König. Herr der zwei Länder, Neb-cheperu-Re, dies ist gerechtfertigt.“ Nicholas Reeves sieht, mit Hinblick auf die Größe der Statuen, diese als die einzigen und wirklichen Porträts des jungen Königs im Grab. Die schwarze Hautfarbe der Figuren diente nicht der Abschreckung von Eindringlingen. Schwarz stand im alten Ägypten für „Erneuerung“ und die Farbe versinnbildlicht den osirianischen Aspekt des verstorbenen Königs und dessen Wiedergeburt. Für Marianne Eaton-Krauss ist die Positionierung der einander anblickenden Wächterstatuen an der Nordwand der Vorkammer ein unzweifelhaftes Indiz für die dahinter befindliche Grabkammer.
Es gibt nicht viele erhaltene, lebensgroße Darstellungen eines altägyptischen Königs, davon drei im British Museum in London. Bei einer dieser Figuren ist der Schurz hohl und war aufgrund der Größe des Hohlraumes vermutlich für eine Papyrusrolle gedacht. Nicholas Reeves vermutete, dass diese Figuren deshalb weniger Wächter der Grabkammer, sondern vielmehr die Hüter von Tutanchamuns letztem Geheimnis seien: „Dem Versteck seiner religiösen Texte.“ Eine eingehende Prüfung der Statuen im Hinblick auf diesen Hinweis wurde seitens der Altertümerverwaltung seinerzeit nicht durchgeführt. Im Rahmen radiologischer Untersuchungen an archäologischen Artefakten aus unterschiedlichen Materialien veröffentlichte ein japanisch-belgisches Forschungsteam 2005 auch die Untersuchungen an den Wächterstatuen in The Radiographic Examinations of the “Guardian Statues” from the Tomb of Tutankhamen in International Library of Archaeology. X-Rays for Archaeology. Ein Aspekt war, etwas über die Konstruktionsweise der Statuen zu erfahren und ob sich Papyri in den Statuen befinden oder befunden haben. Die bemalten Holzstatuen waren zu diesem Zeitpunkt in einem schlechten Erhaltungszustand und die nach der Entdeckung vorgenommenen Restaurierungsarbeiten waren noch erkennbar. Hinweise auf Papyri wurden keine gefunden. Es wurde vorgeschlagen, die anderen kleineren Figuren aus dem Grab ebenfalls zu untersuchen.

Fundstücke in der Vorkammer
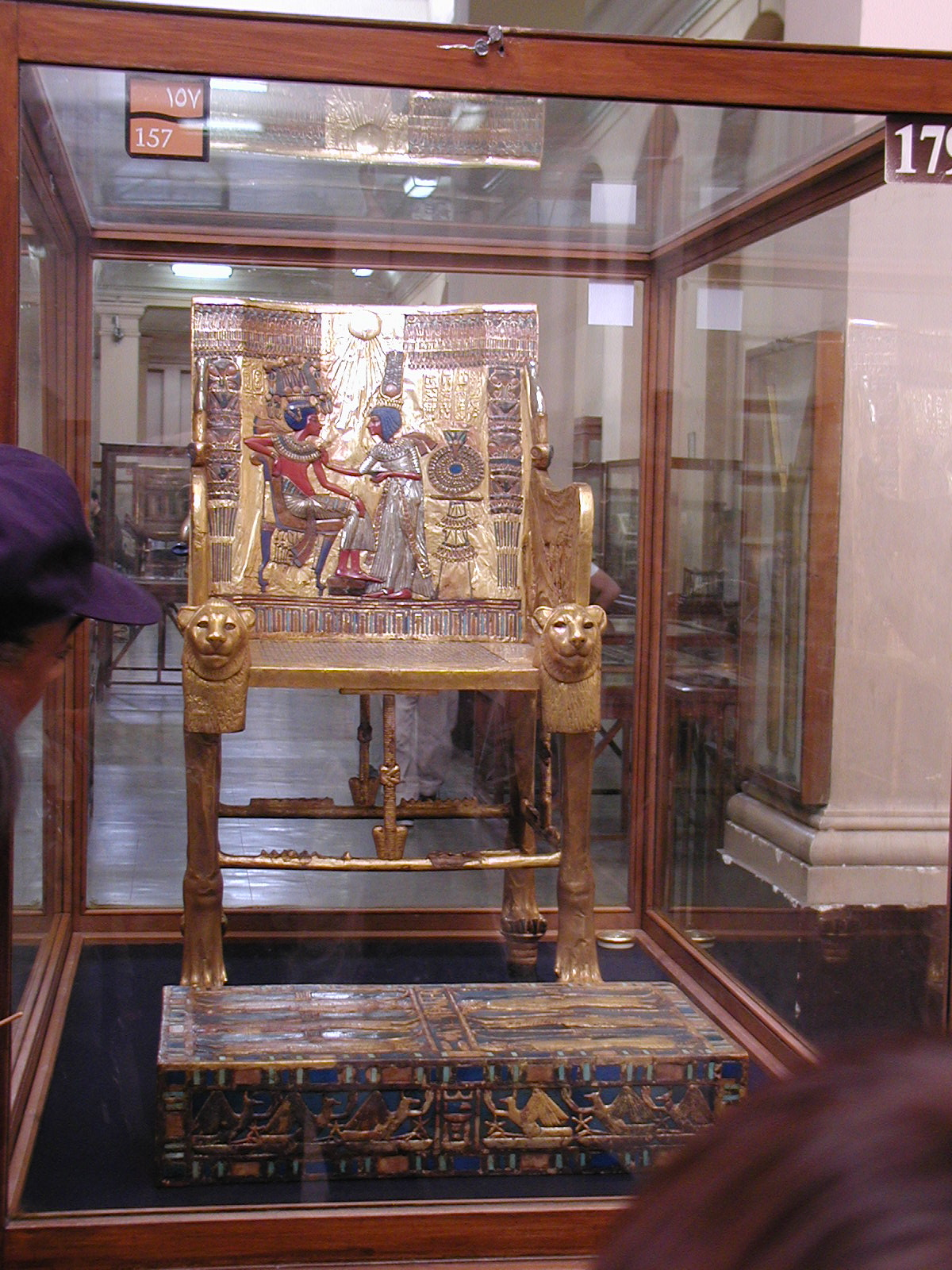
Thronsessel des Tutanchamun, Ägyptisches Museum, Kairo (JE 62028)
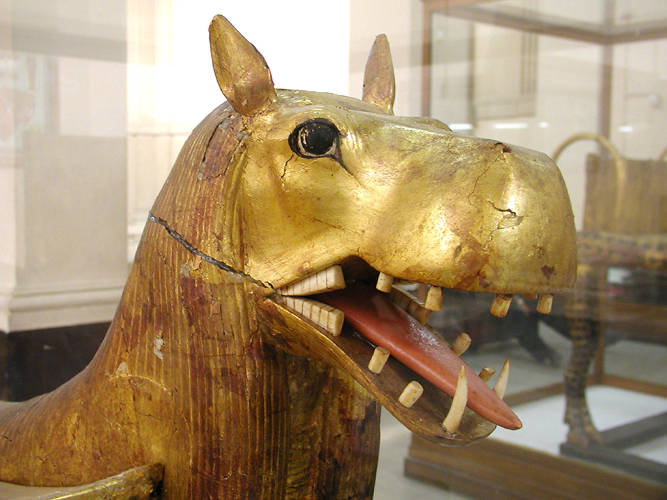
Ritualbett der Ammit, Ägyptisches Museum Kairo (JE 62012)
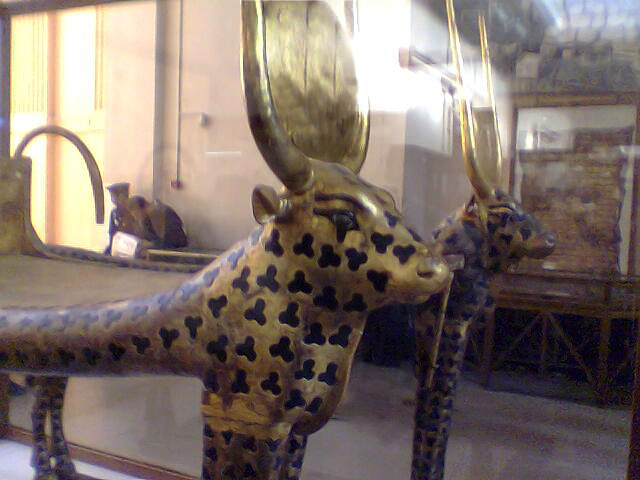
Ritualbett der Isis-Mehtet, Ägyptisches Museum Kairo (JE 62013)
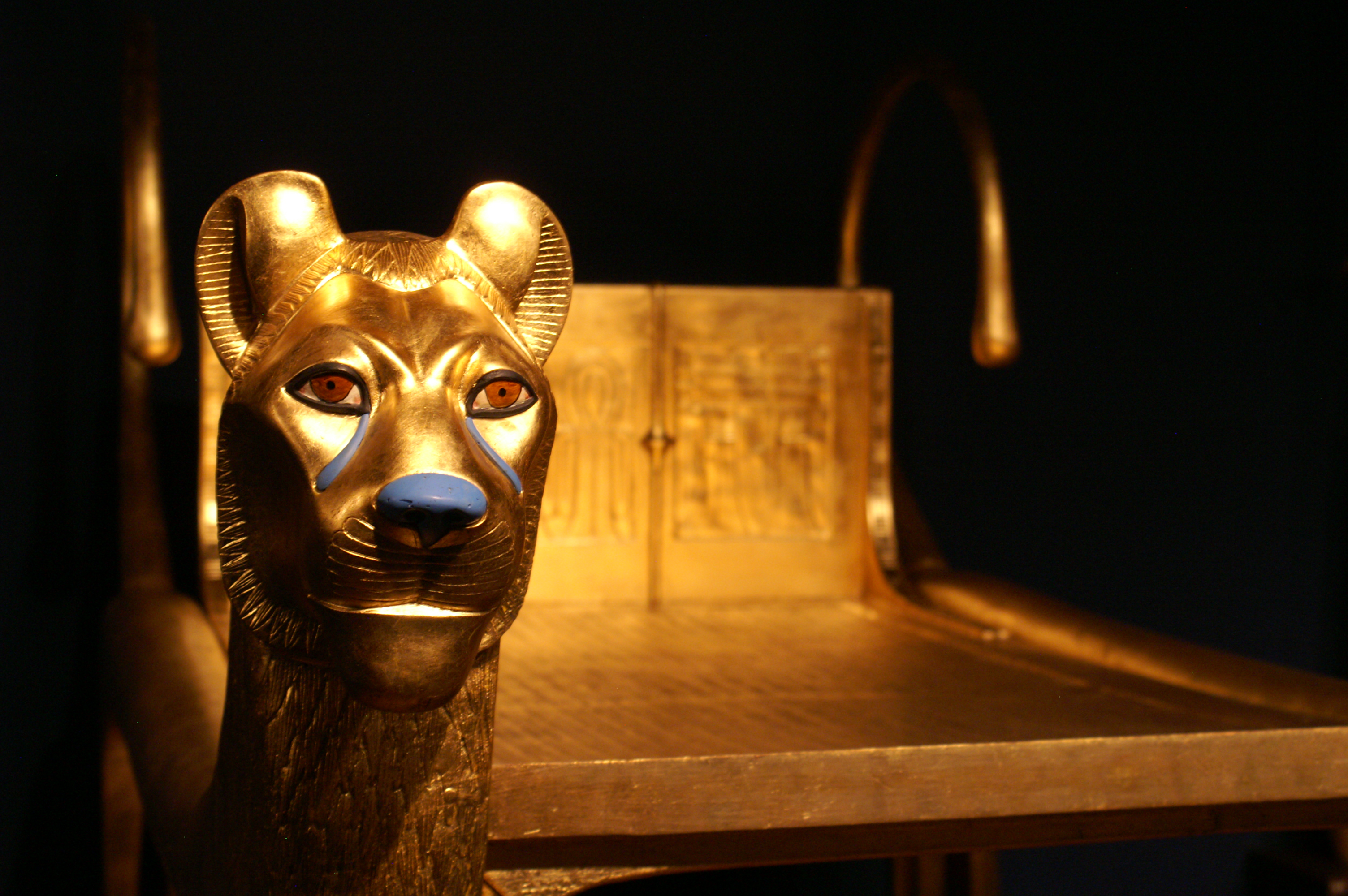
Ritualbett der Mehet-weret (Replikat), Original: Ägyptisches Museum Kairo (JE 62911)
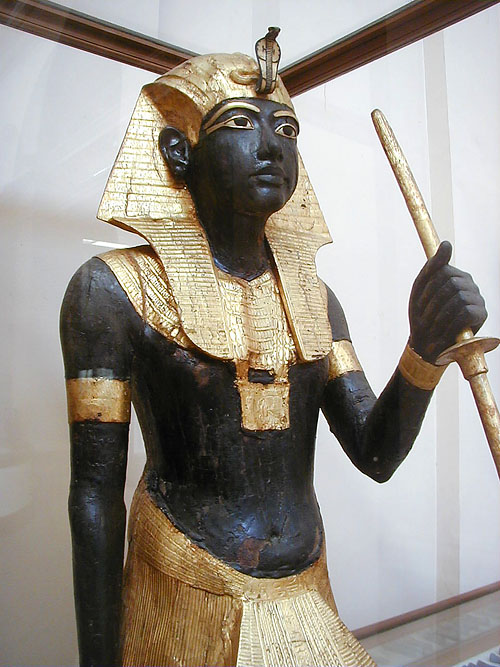
Wächterstatue mit Nemes-Kopftuch, Ägyptisches Museum Kairo (JE 60707)
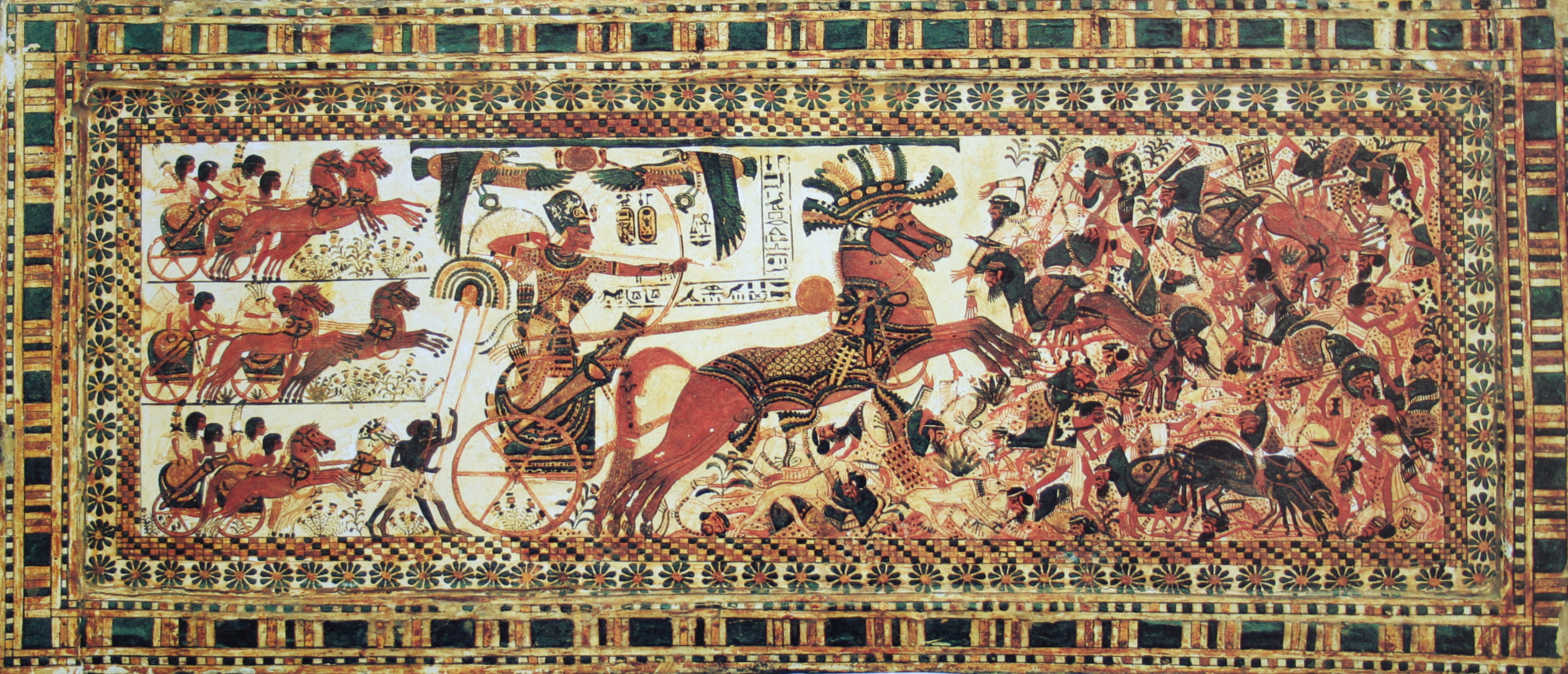
Detail der bemalten Truhe (Fundnummer 21), Ägyptisches Museum Kairo (JE 61467)
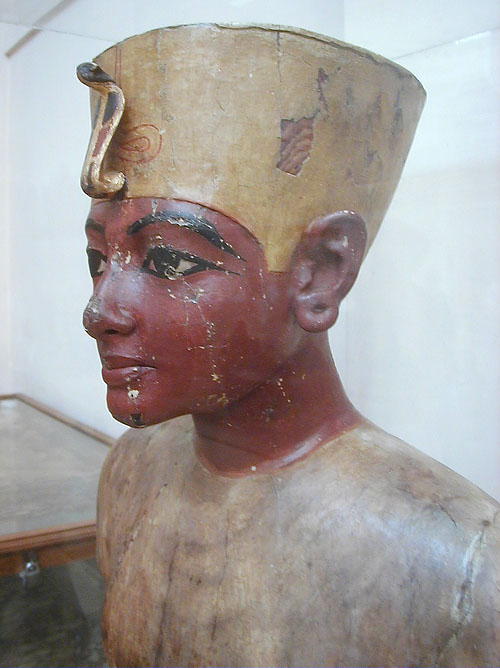
Kleiderbüste des Tutanchamun, Ägyptisches Museum Kairo (JE 60722)
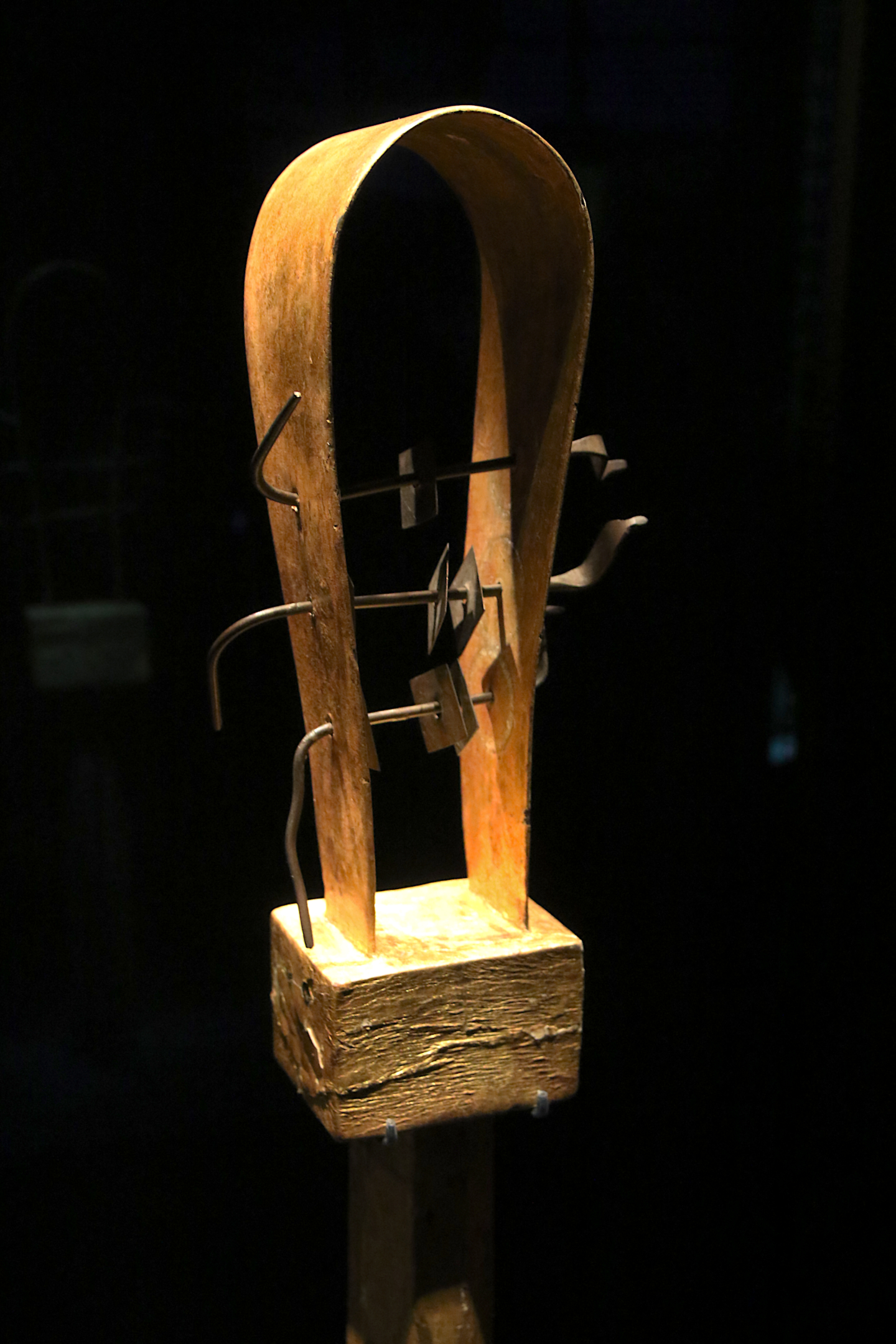
Eines der beiden Sistren (JE 62009 und JE 62010) aus Holz und Bronze

### Die Grabkammer(Burial Chamber)

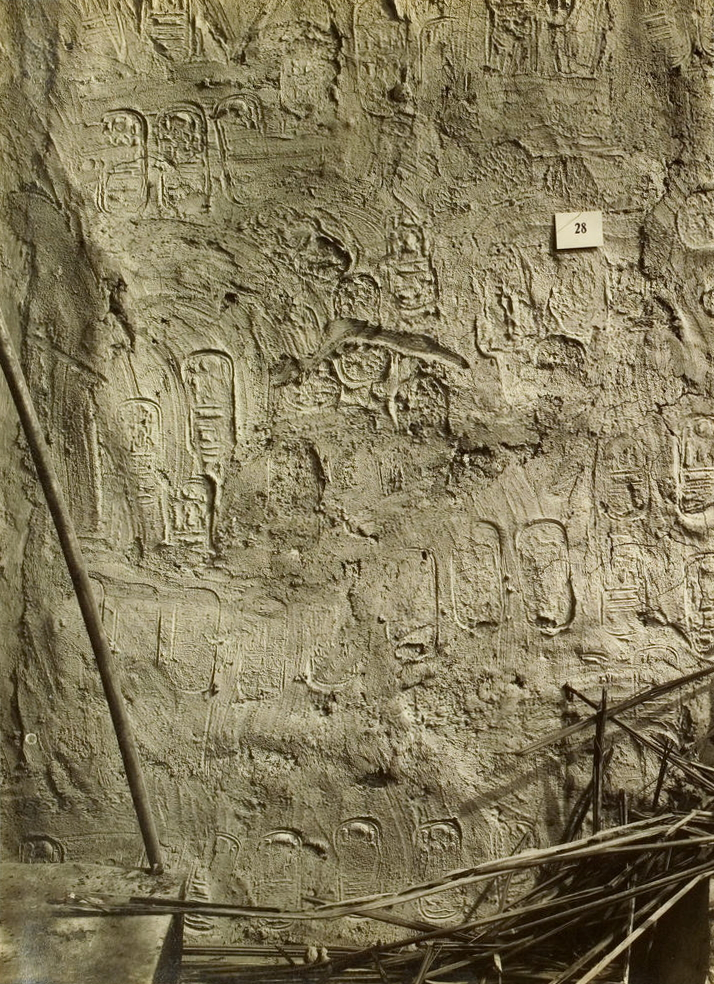
Kartuschen von der Vermauerung zur Grabkammer

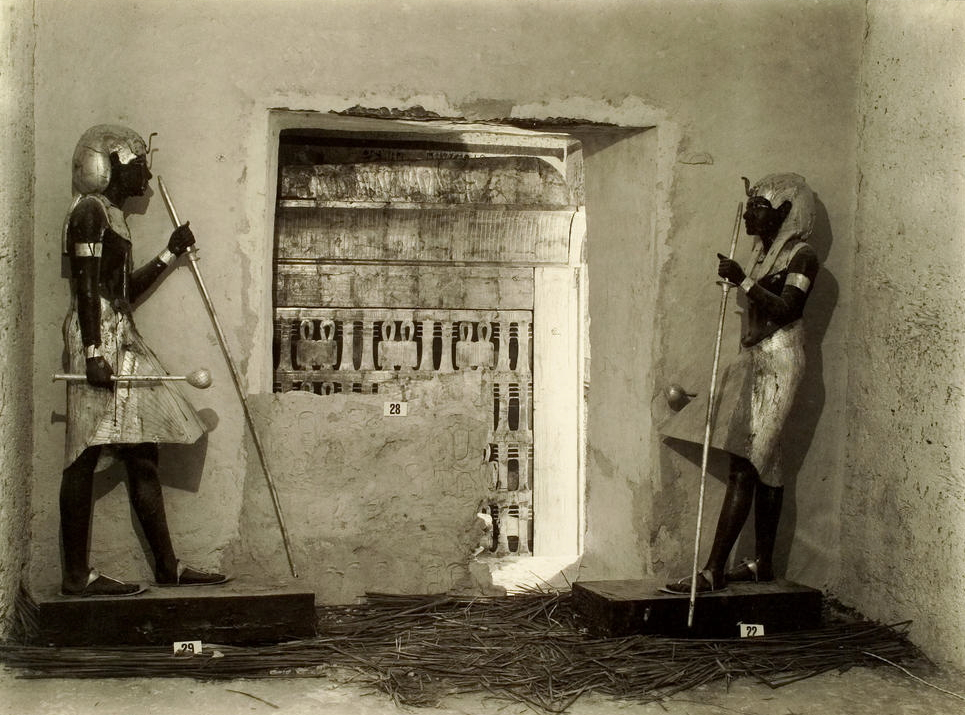
Durchbruch von der Vorkammer zur Grabkammer im Hintergrund der äußere, vergoldete Schrein

#### Allgemeines
Das Bodenniveau der 26,22 m² großen Grabkammer (auch Sargkammer) liegt annähernd einen Meter tiefer als das der etwas größeren Vorkammer. Sie wurde am 16. Februar 1923 in Anwesenheit von Beamten der Altertümerverwaltung, Lord Carnarvon und seiner Tochter sowie Mitgliedern des Grabungsteams und weiteren Gästen geöffnet, nachdem Tage zuvor die entsprechenden Maßnahmen vorgenommen worden waren: Die Siegel der Wand zu analysieren und Vorsichtsmaßnahmen für die Objekte hinter der Wand zu treffen. Im oberen Teil der vermauerten Zwischenwand befanden sich die Kartuschen des Thronnamens von Tutanchamun (Neb-cheperu-Re), während sich zum Boden hin ausschließlich das Siegel der Nekropole befand. Die Grabkammer war, mit ihren über 300 Einzelstücken, nach dem Öffnen und Zerlegen aller Schreine, nach etwa acht Monaten bis Mai 1925, vollständig geräumt.
Die behauenen Kammerwände sind verputzt und dekoriert. Sie haben zudem rechteckige kleine Nischen, die unterschiedlich groß sind. Die Größen liegen zwischen einer Höhe von 24 bis 27 cm, einer Breite von 16 bis 20 cm und einer Tiefe von 10 bis 18 cm in dem Gestein. Die kleinen Nischen waren mit einer Kalksteinplatte verschlossen, verputzt und bemalt worden. Jede Nische enthielt einen magischen Ziegel aus ungebranntem Ton, die alle, bis auf den Ziegel der Westwand, mit Abschnitten aus dem Ägyptischen Totenbuch (Spruch 151 – „die vier magischen Ziegel“) versehen waren. Sie hatten eine symbolische Schutzfunktion für die königliche Mumie. Zu jedem der Ziegel gehörte ein Grabamulett beziehungsweise eine magische Figur. Im Grab Tutanchamuns fanden sich diese in nicht typischer Anordnung nach den Himmelsrichtungen: eine kleine Osiris-Figur (Ostwand – Ausrichtung nach Süden), ein Djed-Pfeiler (Südwand – Ausrichtung nach Osten), dem Zeichen für Beständigkeit und Dauer, eine Anubis-Figur (Westwand – Ausrichtung nach Norden) und eine Uschebti-Figur (Nordwand – Ausrichtung nach Westen). Es galt für die Westwand üblicherweise ein Djed-Pfeiler, für die Ostwand ein Amulett in Gestalt des Anubis, für die Südwand eine Fackel aus Schilfrohr und für die Nordwand eine Uschebti-ähnliche Figur. Allerdings hält Howard Carter fest, dass es im Neuen Reich häufig Variationen in den Ausrichtungen der Figuren sowie in der Symbolik und in Textkopien des Totenbuchs selbst gab. Des Weiteren befand sich ein fünfter magischer Ziegel mit Miniaturfackel und Holzkohleresten in der Schatzkammer auf dem Boden vor dem Anubisschrein. Beides wurde an der Westwand durch die Osiris-Figur ersetzt. Howard Carter weist in seinen Aufzeichnungen explizit auf diesen fünften Ziegel und die Fackel hin. Zahi Hawass zufolge sollte dieser unübliche fünfte Ziegel vermutlich den Grabinhalt vor Räubern schützen, da der dazugehörige „Spruch 151 für den geheimen Kopf (Mumienmaske)“ aus dem Totenbuch, der zudem den Spruch für die vier magischen Ziegel beinhaltet, lautet:
„Ich bin es, der den Sand hindert, das Verborgene zu versperren, und der den zurückweist, der sich (selbst) zur Brandfackel der Wüste zurückweist. Ich habe die Wüste in Flammen gesetzt, ich habe den Weg (des Feindes) in die Irre geleitet. Ich bin der Schutz des N.N.“
Dieser Spruch wurde nach Lord Carnarvons Tod neben der Variante „Der Tod wird auf schnellen Schwingen zu demjenigen kommen, der die Ruhe des Pharao stört.“ zum Fluch des Pharao als eine weitere und in verkürzter Form in der Presse wiedergegeben: „Ich verhindere, dass Sand die geheime Kammer füllt. Ich bin zum Schutze der Toten da.“

#### Funde in der Grabkammer
Nachdem Howard Carter ein Loch in der Zwischenwand zur Grabkammer geschlagen und mit einer Taschenlampe hinein geleuchtet hatte, sah er eine „Wand aus reinem Gold“, die sich nicht erklären ließ. Erst durch das Vergrößern der Öffnung offenbarte sich diese „Wand“ als ein Schrein, der den Raum somit als Grabkammer auswies. Der äußerste Schrein füllte die Grabkammer fast vollständig aus: Vom Schreindach bis zur Decke betrug der freie Raum knapp über 90 cm und zur Nord- und Südwand hin unter 90 cm. Da der Sarkophag nicht mittig in der Kammer steht, ist der Abstand der darüber errichteten Schreine zur Westwand hin kleiner als zur Ostwand. Im großen, äußeren vergoldeten Holzschrein befanden sich drei weitere vergoldete Holzschreine, über denen ein Katafalk aus Holz stand. Darüber lag ein mit aus Bronze gefertigten Margeriten verziertes Leinentuch. Ein solches Tuch sowie die sogenannten „Sargtuchrosetten“ waren bereits von Theodore M. Davis in Grab KV55 gefunden worden. Das Tuch in KV62 hatte unter dem Gewicht der Verzierungen erheblich gelitten und war, wie jenes aus KV55, deshalb zerfallen und fragil. Herabhängende Teile davon bedeckten die Beigaben zwischen dem äußeren und dritten Schrein. Die ineinander geschachtelten Schreine enthielten schließlich den steinernen Sarkophag mit den drei Särgen und der Mumie. Zwischen Wand und äußerstem Schrein und innerhalb der Schreine befanden sich zahlreiche weitere Objekte.

##### Schreine
Von allen vier vergoldeten Holzschreinen waren der erste und letzte (von außen nach innen betrachtet) lediglich mit einem Holzbolzen in den entsprechenden Halterungen verschlossen, während der zweite und dritte Schrein mit einem geknoteten Seil und intakten Lehmversiegelungen vorgefunden worden war. Die unversehrten Siegel der Totenstadt (Nekropole) zeigten innerhalb einer großen Kartusche den Gott Anubis in Gestalt eines liegenden Caniden über den Neun Bogen, den Feinden Ägyptens, und darüber den Thronnamen Tutanchamuns Neb-cheperu-Re in einer kleineren Kartusche innerhalb der Großen. Diese Versiegelungen waren bei den beiden Schreinen ein eindeutiges Indiz dafür, dass kein Grabräuber bis zur Mumie des Königs vorgedrungen war.
Alle vier Schreine, auch Sargschreine oder Grabkapellen genannt, weisen unterschiedliche Dächer auf. Das des Ersten und Äußeren ähnelt und entspricht dem traditionellen Schrein Oberägyptens, per-wer. Auch der Kanopenkasten aus Alabaster und verschiedene Holztruhen wiesen diese Form des Deckels auf. Der vierte und letzte Schrein hingegen zeigt das Dach des prädynastischen und unterägyptischen Palastschreines per-nu („Haus der Flamme“).

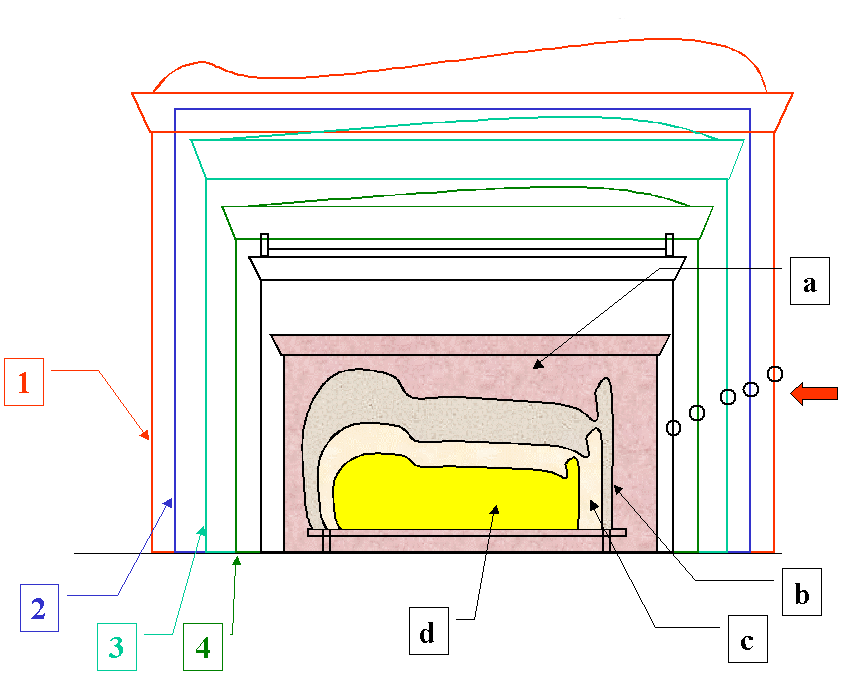
Anordnung Schreine, Sarkophag und Särge: 1) äußerster Schrein (rot), 2) Katafalk (blau) mit Leinentuch und Rosetten, 3) zweiter Äußerer Schrein (türkis), 4) mittlerer Schrein (grün), schwarz: innerster Schrein; a) Sarkophag, b) erster Sarg, c) zweiter Sarg, d) dritter Sarg aus Gold mit Mumie
Die vier Schreine und der Sarkophag von der Seite (Replikate)
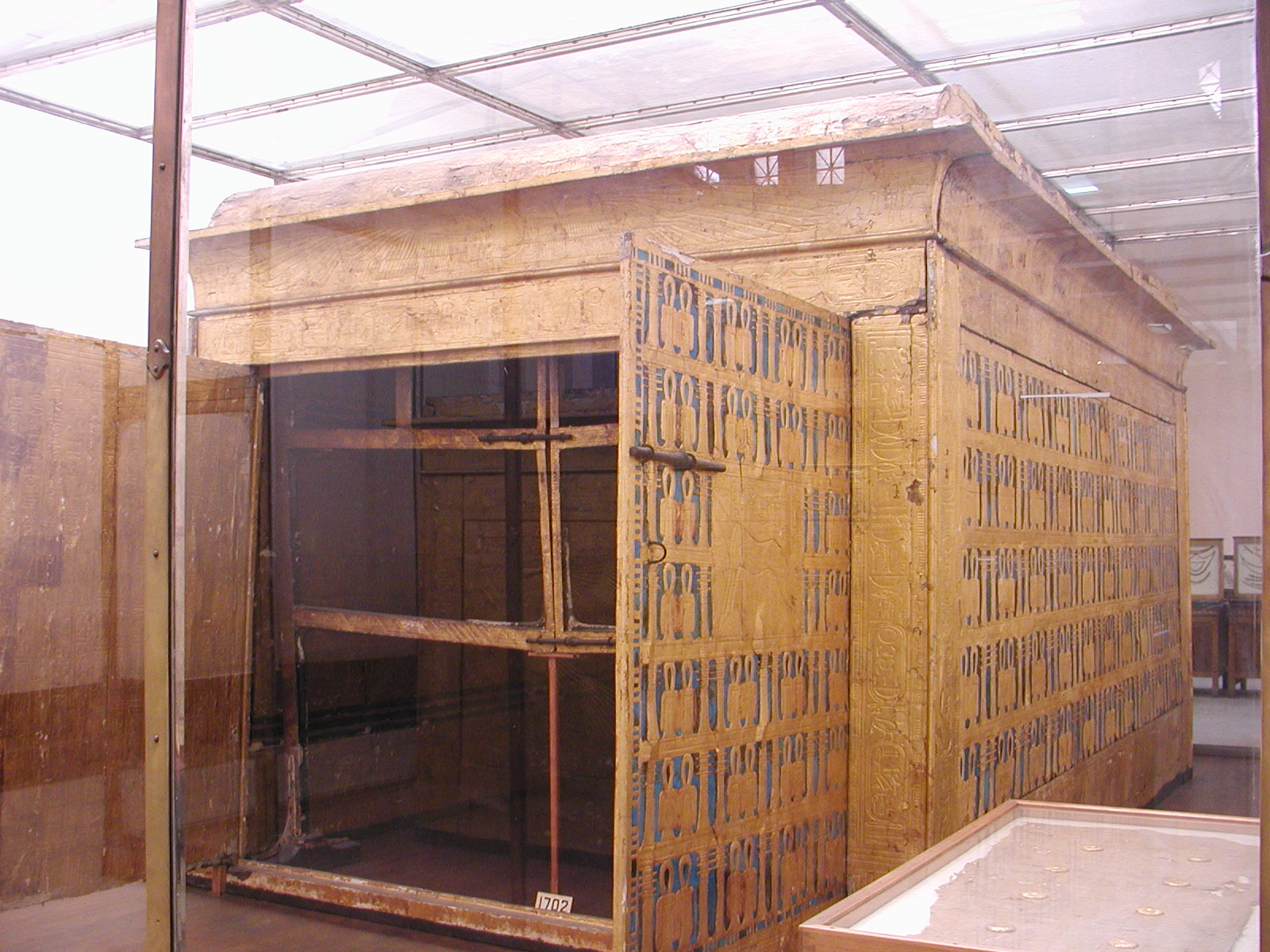
Der äußere der vier vergoldeten Schreine mit darin befindlichem Katafalk, Ägyptisches Museum, Kairo (JE 60664)
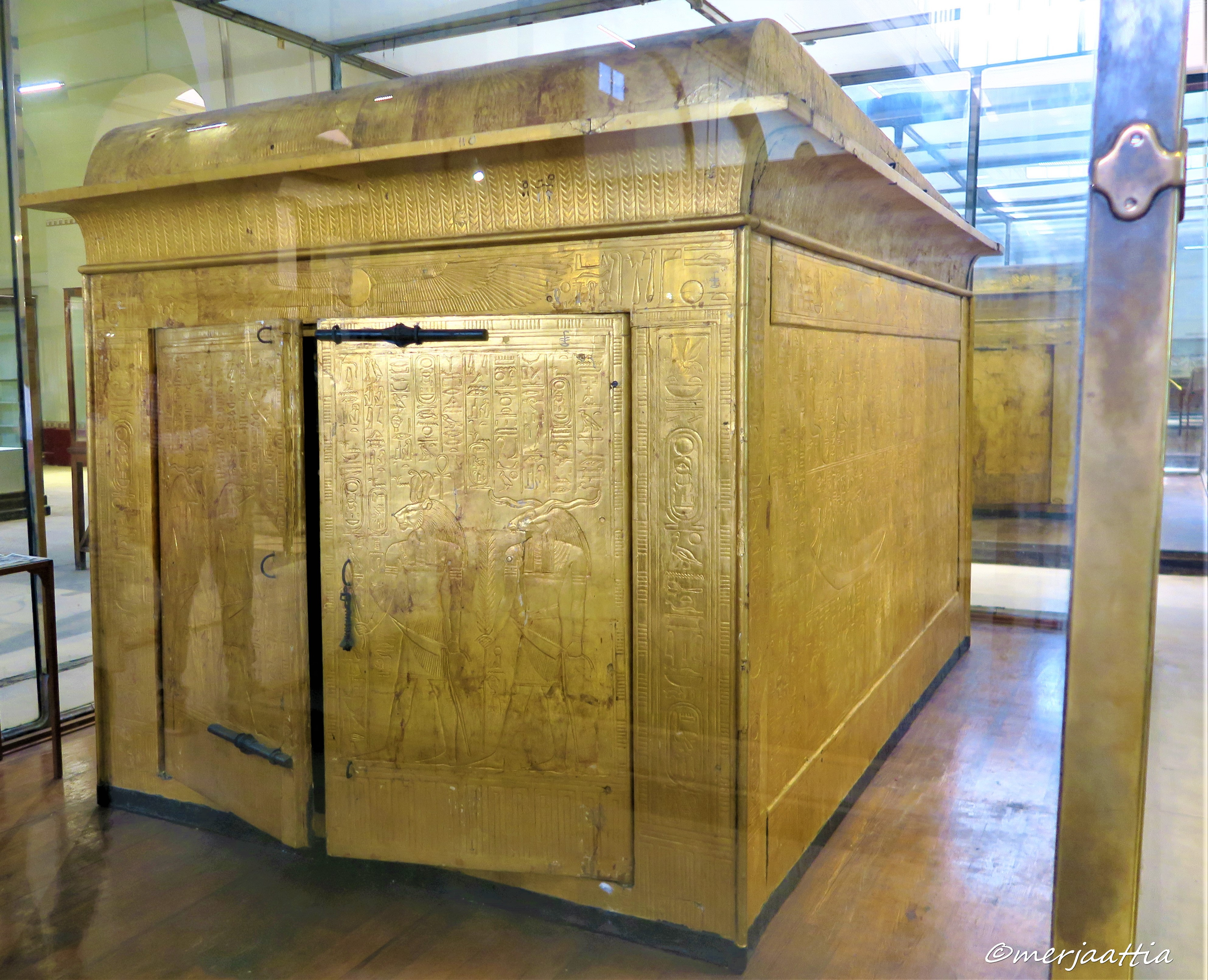
Der dritte innere Schrein
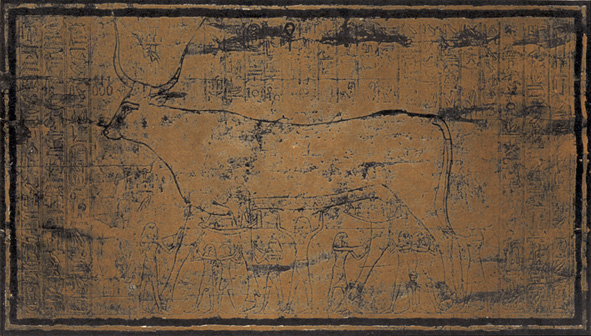
„Buch von der Himmelskuh“ (erster, äußerster Schrein), Ägyptisches Museum Kairo, JE 60664
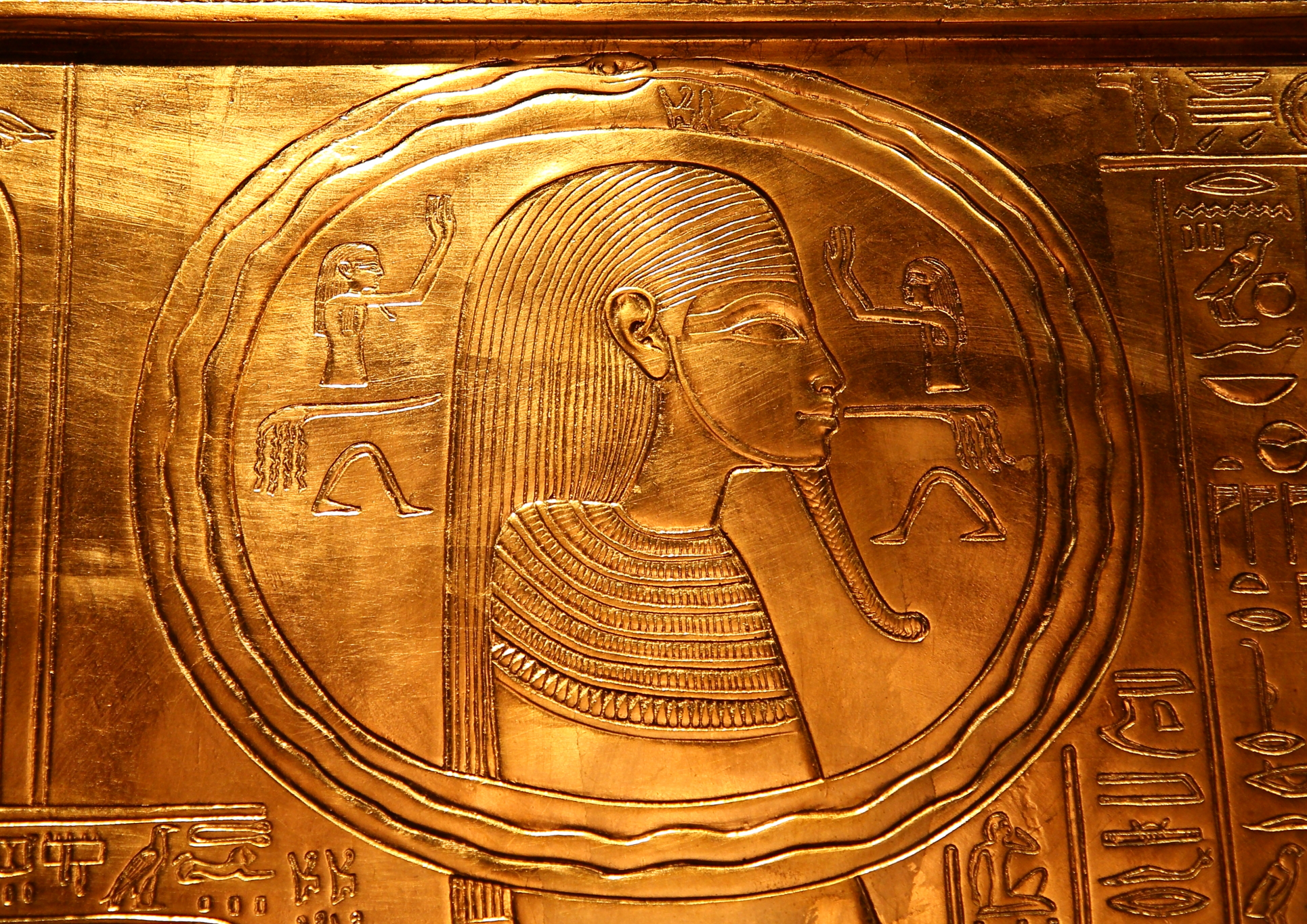
Detail der Ouroboros-Darstellung, zweiter, innerer Schrein (Replikat), Original Ägyptisches Museum Kairo, JE 60660

Die Benennungen von erstem, zweiten, dritten und vierten Schrein gehen auf die Reihenfolge in der Fundsituation zurück, das heißt der äußere Schrein wurde beispielsweise mit der Nr. 1 beziffert. Den Inschriften auf den Schreinen zufolge beginnt die Lesung der Inhalte mit dem innersten, dem vierten Schrein von innen nach außen, mit dem Anfang des Weges des Königs zu seiner Unsterblichkeit. Die vier Schreine sind sowohl auf allen Außen- als auch allen Innenwänden beschriftet. Gewöhnlich waren die Wände in einem Königsgrab der 18. Dynastie mit religiösen Texten und Darstellungen dekoriert, die es dem Toten ermöglichen sollten, „bei Nacht durch die Unterwelt zu gelangen und sich in der Morgendämmerung mit dem Sonnengott zu vereinen.“ Das für Tutanchamun aufgrund des unerwarteten Todes des jungen Königs genutzte Grab war hingegen zu klein, um dieses vollständige „Programm“ darzustellen. Hierfür dienten die vier Schreine mit Texten aus dem Ägyptischen Totenbuch, Auszügen aus den Pyramidentexten aus dem Alten Reich sowie dem Amduat („Das, was in der Unterwelt ist“). Der erste Schrein enthält zudem das „Buch von der Himmelskuh“ mit dem Inhalt der Vernichtung der Menschheit wie es sich beispielsweise erst später an der Wand einer Seitenkammer in Grab (KV17) Sethos I. findet und in Grab KV62 zum ersten Mal mit Text in einem Königsgrab belegt ist. Obwohl diese Inhalte auf den Schreinen Parallelen zu herkömmlichen Wandmalereien und Inschriften der 18. Dynastie aufweisen, sind dennoch einige davon schwer zu deuten. Der zweite, innere Schrein zeigt zudem die älteste bekannte Abbildung eines Ouroboros, einer Schlange, die sich in ihr eigenes Schwanzende beißt und damit einen Kreis bildet. Diese Darstellung findet sich einmal um den Kopf und einmal um die Füße der Darstellung Tutanchamuns als mumifizierter Osiris. Die abgebildete Schlange ist Mehen, deren Name übersetzt „die Einhüllende“ bedeutet.
Howard Carter hielt fest, dass am zweiten, von außen betrachteten Schrein Veränderungen an den Kartuschen vorgenommen worden waren und folgerte, dass diese aus der Amarna-Zeit stammten. So war unter dem Namen Tutanchamun ursprünglich ein Name vorhanden gewesen, der auf -aton endete. Er vermerkte hierzu, dass die Darstellungen dennoch nicht im „Kunst-Stil von Amarna“ gehalten waren.
Die Türen aller Schreine öffneten sich nach Osten hin, wodurch sie von Westen nach Osten und nicht, wie korrekterweise beim Sarkophag, von Osten nach Westen, auf das Totenreich, ausgerichtet waren. Die Demontage der Schreine war teilweise schwierig, da sie erstens entgegen der Markierungen zusammengesetzt und zweitens dabei wenig Sorgfalt aufgewendet und sie zum Teil „gewaltsam“ zusammengesetzt worden waren. So fanden sich bei zwei Schreinen beispielsweise noch massive Spuren durch die Bearbeitung mit einem Hammer und einige Partien der Goldverkleidungen waren abgeplatzt. Grund für diese Aufstellung in der Grabkammer ist vermutlich, dass sich die Türen bei korrekter Ausrichtung nur geringfügig oder gar nicht hätten öffnen lassen, da zur Ostwand hin in der Grabkammer mehr Platz vorhanden war.
Das Arrangement von ineinander geschachtelten Schreinen war den Ausgräbern zwar von einem Plan zum Grab (KV2) von Ramses IV. bekannt, der sich auf dem Papyrus Turin 1885 befindet, jedoch waren diese Sargschreine in KV62 die ersten, die so in ihrer Ausführung vollständig vorgefunden worden waren. Carter schrieb in seinen Grabungsnotizen, dass es laut Plan zu Grab KV2 fünf Schreine hätten sein müssten, anstatt vier. Ein vergleichbarer Schrein, der jedoch zerlegt und stark beschädigt gewesen war, wurde 1907 von Edward R. Ayrton für Theodore M. Davis in Grab KV55 gefunden. Dieser, ebenfalls aus Holz und mit Blattgold verzierte Schrein, zeigt neben Echnaton seine Mutter Königin Teje, der der Schrein durch die Inschriften zugeordnet werden konnte. Wenige Teile davon sind heute im Ägyptischen Museum in Kairo im „Amarna-Raum“ ausgestellt.

##### Sarkophag

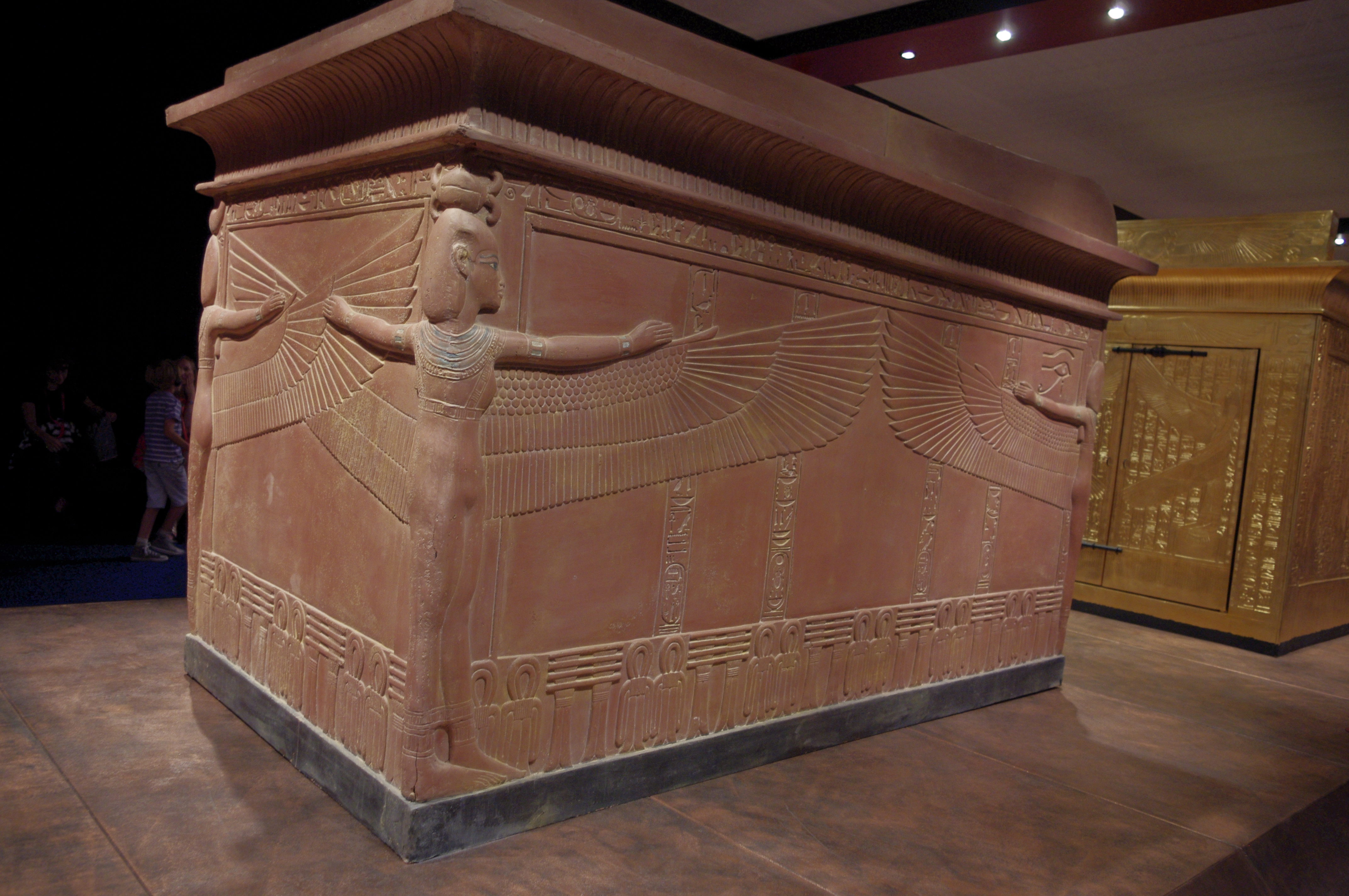
Sarkophag des Tutanchamun (Replikat); im Vordergrund die Göttin Neith

Die Arbeiten an dem nach Westen ausgerichteten Sarkophag (Fundnummer 240) begannen am 12. Februar 1924. Der Sarkophag ist 2,75 m lang, 1,33 m breit und 1,49 m hoch. Er ist aus einem einzigen Block aus gelbem Quarzit gearbeitet, der an den Ecken mit Alabaster ergänzt wurde. Der Deckel ist hingegen aus Rosengranit gefertigt und bemalt worden, um ihn der Sarkophagwanne anzugleichen. Möglich ist, dass der eigentliche Deckel zum Zeitpunkt des Begräbnisses noch nicht fertig gestellt war. Marianne Eaton-Krauss gibt als Material der Sargwanne hingegen roten Granit an. Der Deckel weist in der Mitte einen massiven Riss auf, der vermutlich in antiker Zeit bei seiner Anpassung an das Behältnis entstanden war. Der Riss war zwar mit Gips verschlossen worden, stellte die Ausgräber aber dennoch vor die Schwierigkeit, dass der Deckel mit einem Gewicht von 1250 kg beim Anheben vielleicht vollständig durchbrechen und dadurch den Inhalt des Sarkophags schädigen könnte.
Der Sockel des Sarkophags ist schwarz bemalt. Darüber sind als unteres Dekor im Wechsel Djed-Pfeiler, das Zeichen für Beständigkeit und Dauer, sowie Isisknoten, ein Symbol der Göttin Isis dargestellt. Diese Zeichen finden sich ebenfalls auf dem ersten und äußeren Schrein, dem Anubisschrein und dem Kanopenschrein und sollen den Verstorbenen umfangreich schützen. An den Ecken sind die Göttinnen Isis, Nephthys (Richtung Westen), Selket und Neith (Richtung Osten) als erhabenes Relief eingearbeitet, die mit ihren Flügeln den Toten umfangen und damit ebenfalls Schutz geben. Der obere Rand des Sarkophags ist mit einer umlaufenden Hieroglyphen-Inschrift abgeschlossen, die Längsseiten weisen je vier Kolumnen mit Inschriften auf. Das nach Westen ausgerichtete „Kopfende“ mit den Göttinnen Isis und Nephthys, ist vollständig mit Inschriften versehen, die von mittig nach links und rechts zu lesen sind und die Göttinnen betreffen. Das nach Osten gerichtete Fußende mit den Göttinnen Selket und Neith hat keine dazugehörigen Inschriften. Am Kopfende des Sarkophagdeckels Richtung Westen befindet sich die geflügelte Sonnenscheibe und der zu Behdeti (eine Nebenform des Gottes Horus) gehörige Hieroglyphentext in den Kolumnen darunter, der einzigartig für einen königlichen Sarkophag der 18. Dynastie ist. In der mittleren Kolumne wird Tutanchamun mit seinem Thronnamen als „Osiris“ bezeichnet. Die Form des Deckels entspricht der des zweiten Schreins und des Kanopenkastens und dem traditionellen Schrein Oberägyptens (per-wer – „Großes Haus“).
Marianne Eaton-Krauss hatte den Sarkophag eingehend untersucht und festgestellt, dass dieser mindestens 10 Jahre vor Tutanchamun angefertigt worden sein musste. Des Weiteren ist eine Umarbeitung für die Bestattung Tutanchamuns nachweisbar. Die Kartuschen wurden mit den Namen Tutanchamuns überschrieben, jedoch ist der ursprüngliche Name nicht mehr rekonstruierbar. Sie vermutet, dass es sich um den Sarkophag von Neferneferuaton handelt und dieser aufgrund der politischen und religiösen Umwälzung nicht für diesen König verwendet wurde. Ferner stellte Eaton-Krauss fest, dass nicht nur ca. 3 mm der Außenfläche des Sarkophages abgetragen worden war, um die Originalinschriften zu entfernen, sondern auch die Flügel der Göttinnen an den vier Ecken nachträglich aufgebracht worden waren.
Die Position des Sarkophages ist seit der Entdeckung 1922 unverändert. Wie der äußerste vergoldete Holzsarg und die Mumie des Königs, ist er seit der Entdeckung in Grab KV62 verblieben.

##### Särge

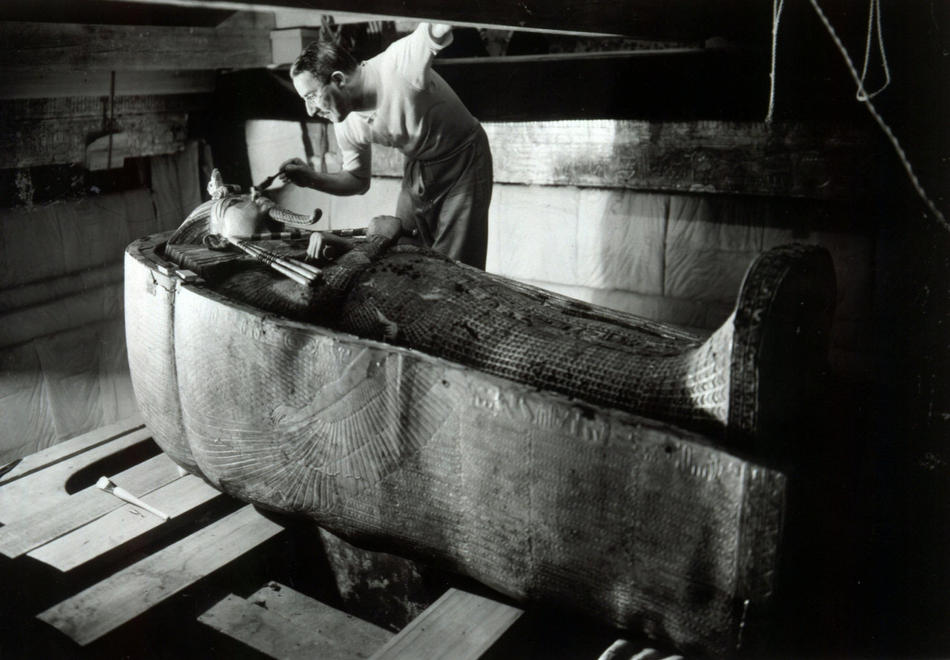
Howard Carter beim Reinigen des zweiten, vergoldeten Sarges (Ägyptisches Museum Kairo, JE 60670) innerhalb des äußeren Sarges

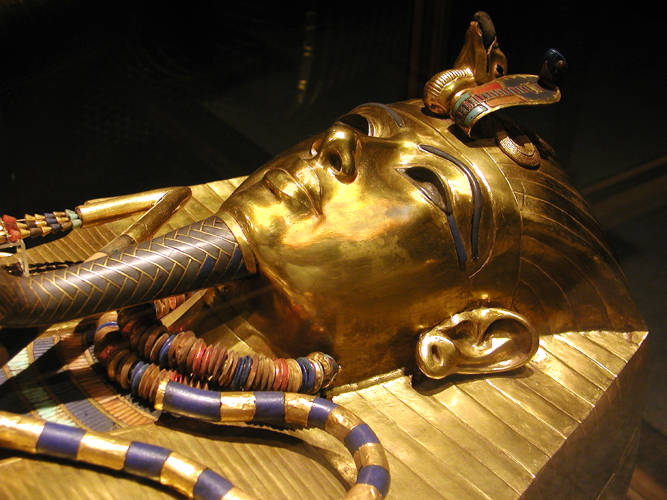
Innerster, goldener Sarg Tutanchamuns (Ägyptisches Museum Kairo, JE 60671)

Innerhalb des Sarkophages entdeckte Carter nacheinander drei anthropomorphe Särge. Diese standen, wie nach Bergung des letzten Sarges festgestellt werden sollte, alle auf einer niedrigen, vergoldeten Holzbahre innerhalb des Sarkophages. Die Bahre ist mit Löwenköpfen verziert und hatte seit der Bestattung des Königs das Gewicht aller drei Särge mit insgesamt „25 mal 50 Zentnern“ über die Jahrtausende unbeschadet getragen. Über jedem der Särge lag ein Leinentuch, das entweder mit künstlichen Appliken oder mit Blumenschmuck verziert war. Die Höhe der Särge wird jeweils mit Höhe der Fußpartie gemessen.
Der äußerste der Särge misst etwa 224 Zentimeter und besteht aus vergoldetem Zypressenholz. Damit dieser in den Sarkophag passte, musste die obere Fußpartie abgehobelt werden, um den Sarkophag schließen zu können. Die Späne fand Carter am Sarkophag, neben einem Djed-Amulett. Der zweite Sarg, mit einer Länge von 204 cm, besteht ebenfalls aus mit Blattgold überzogenem Holz und ist, wie alle Särge Tutanchamuns, im „Federmuster-Dekor“ (Rischi-Sarg) gearbeitet. Im Vergleich zum äußeren Sarg ist der mittlere Sarg mit Einlagen aus Glas und Schmucksteinen versehen. Das farbige Glas stand für Lapislazuli, Türkis und Karneol. Die gleiche Gestaltung weisen sowohl die Miniatursärge für die Eingeweide des Königs als auch der vergoldete Holzsarg aus Grab KV55 auf. Der zweite Sarg unterscheidet sich in den Gesichtszügen des Königs vom äußeren und inneren Sarg. Er ist deshalb ursprünglich wohl nicht für Tutanchamun angefertigt worden, sondern vermutlich für dessen Vorgänger mit dem Thronnamen Anch-cheperu-Re. Der letzte und innere Sarg ist aus massivem Gold gearbeitet. Seine Länge beträgt 187,5 cm und er hat, wie der mittlere Sarg, zum Teil dieselben gleichfarbigen Einlagen aus Schmucksteinen. Das Gewicht beträgt 110,4 Kilogramm und die Stärke der Goldwände variiert zwischen 2,5 mm bis 3,0 mm. T. G. H. James schreibt hierzu: „Er dürfte wohl der eindrucksvollste Sarg sein, der je entdeckt wurde […]“ Dieser Sarg enthielt die Königsmumie mit der goldenen Totenmaske.
Die Bergung beziehungsweise Trennung des mittleren vom inneren Sarg erwies sich als schwierig, da beide fast exakt ineinander passten, und die Zapfen, um den inneren Sarg herauszuheben, nicht einfach zugänglich waren. Ein weiteres Problem waren die reichhaltig über den inneren Sarg vergossenen Salböle und Harze, die sich im Laufe der Zeit zu einer pechartigen Masse verhärtet hatten und den letzten, goldenen Sarg regelrecht im Boden des mittleren Holzsarges festklebten. Das Übermaß an diesen Flüssigkeiten hat viele Schäden an den Einlegearbeiten des Sarges verursacht. So ist unter anderem das Weiß der aus Kalzit gearbeiteten Augen zerstört, die deshalb vollkommen schwarz sind.

##### Goldene Totenmaske

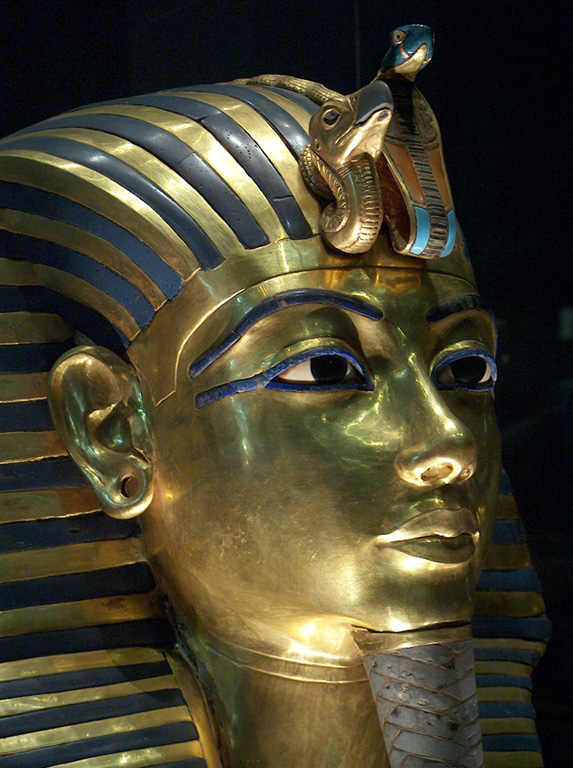
Goldene Totenmaske Tutanchamuns (Ägyptisches Museum Kairo, JE 60672)

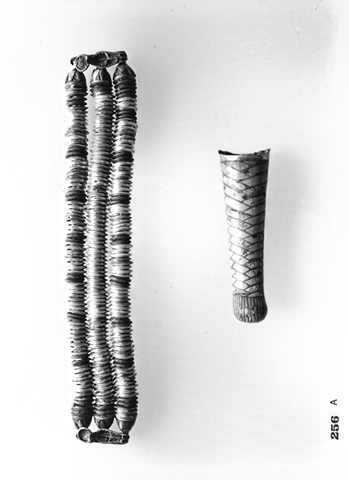
Halskette und Königsbart von der Totenmaske

Die goldene Totenmaske war aufgrund der verhärteten, pechartigen Substanz, wie sie Carter bezeichnete, zusammen mit der Mumie am Boden des letzten und goldenen Sarges festgeklebt gewesen. Bei der Prozedur, sie loszulösen, verblieben einige der Einlagen des Nemeskopftuches in den verhärteten Salbölen, die zum Teil einzeln geborgen werden mussten und wieder eingesetzt werden konnten.
Die Maske Tutanchamuns (Fundnummer 256a) ist von unbezahlbarem Wert und neben dem goldenen Thron das vermutlich weltweit bekannteste Stück aus dem Grabschatz des Königs. Sie zählt zu den bedeutendsten Kunstschätzen des alten Ägyptens. Die lebensgroße Maske ist vollständig aus getriebenem und poliertem Gold gearbeitet. Sie wiegt 11 kg, ist 54 cm hoch und 39,3 cm breit. Die Einlagen bestehen insgesamt aus blauem Glas, das Lapislazuli imitieren soll, Karneol, echtem Lapislazuli, Quarz, türkisblauem Glas, grünem Feldspat und Obsidian. In ihrer Verarbeitung ist die Totenmaske ein Meisterwerk der ägyptischen Goldschmiedekunst.
Die Maske stellt den jungen König als Osiris dar und ist im konventionellen Kunststil aus der Zeit Amenophis III. gearbeitet und nicht im Stil der Amarna-Kunst unter Echnaton. Lediglich die zwei Halsfalten sind eine Anlehnung an Darstellungen aus der Amarna-Zeit. Inwieweit die goldene Maske das wirkliche Gesicht des Königs zeigt, ist unklar. Das Bildnis ist, wie die Büste der Nofretete, vermutlich ein Idealbildnis und keine lebensnahe Darstellung. Der König trägt das Nemes-Kopftuch und einen Halskragen (wesech), der in Höhe der Schultern mit Falkenköpfen als Verschluss endet, sowie den Königsbart, der zu den pharaonischen Insignien gehört. An der Stirn befinden sich die Schutzgöttinnen des Königs und Symbole der Reichseinigung: Wadjet (Landesgöttin Unterägyptens), in der Gestalt einer Uräusschlange, und Nechbet (Landesgöttin Oberägyptens) in Gestalt eines Geiers. Auf der Schulterpartie steht auf der rechten Seite der Thronname Tutanchamuns, der Text über der Schulter ist von hinten nach vorne zu lesen und bezeichnet den König als Osiris (Usir-nisut – „Osiris-König“) und „wahr an Stimme (gerechtfertigt), dem Leben gegeben sei wie Re“. Auf der Rückseite der Maske ist ein Hieroglyphentext in zehn senkrecht verlaufenden Reihen. Sie geben das 531. Kapitel der Sargtexte aus dem Mittleren Reich (etwa 2137 bis 1781 v. Chr.) wieder, das später in das ägyptische Totenbuch zu Spruch 151 B übernommen wurde. Der Spruch soll den König in der Unterwelt vor vielfältigen Gefahren schützen. Im Totenbuch heißt es in Spruch 151 unter anderem, wie auch auf der Maske Tutanchamuns zu lesen ist:
Auszug aus Spruch 151 B: „Dein rechtes Auge ist die Nachtbarke, dein linkes Auge ist die Tagesbarke, und deine Augenbrauen sind die Götterneunheit. Dein Scheitel ist Anubis, dein Hinterkopf ist Horus, deine Finger sind Thot, deine Haarlocke ist Ptah-Sokar.“
Die einzelnen Partien des Kopfes werden dadurch mit den Göttern gleich gesetzt und „verleihen dem königlichen Haupt ewige Jugend“.
Die Maske wurde nach den Restaurierungsarbeiten anfänglich ohne den Königsbart, der sich beim Entfernen der Maske von der Mumie gelöst hatte, im Ägyptischen Museum in Kairo ausgestellt. Die erste Farbfotografie der Totenmaske erschien am 13. November 1926 in The Illustrated London News.

##### Die Mumie Tutanchamuns

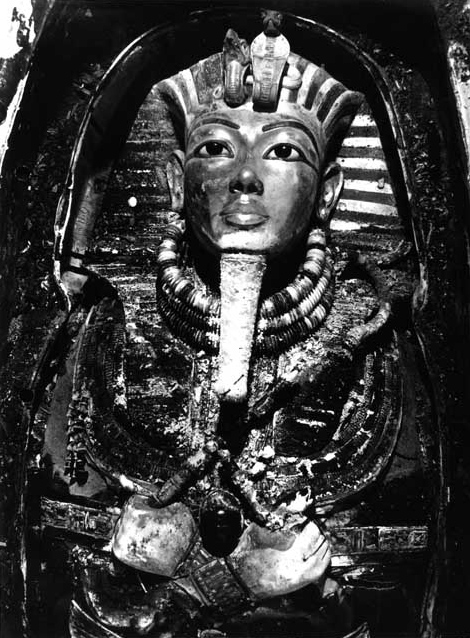
Nach Heben des Sargdeckels und Entfernen des Sargtuches: Links und Rechts der künstlichen, goldenen Hände sind die goldenen Mumienbänder erkennbar sowie der dazwischen liegende schwarze Skarabäus.

Howard Carter und sein Team fanden die Mumie des jungen Königs nach dem Öffnen des letzten, vollkommen aus Gold gearbeiteten Sarges am 28. Oktober 1925. Über ihr lag ein Leinentuch, das mit Blumengirlanden geschmückt war. Da sich die Mumie in situ fand, konnte sie dem jungen König eindeutig zugeordnet werden.
Der goldene Sarg mit der Mumie wurde am 1. November 1925 in das Grab Sethos II. (KV15) gebracht, da dort mehr Raum zur Verfügung stand. Die erste Untersuchung der Mumie Tutanchamuns fand am 11. November statt. Anwesend waren unter anderem Pierre Lacau, Direktor der Altertümerverwaltung, Douglas E. Derry, Professor für Anatomie an der Universität Kairo, Saleh Bey Hamdi, Howard Carter, Alfred Lucas, Harry Burton sowie weitere interessierte Personen.
Die Mumie mit Totenmaske und Leinenbinden füllte den Sarg fast vollständig aus. Sie lag leicht zur Seite geneigt. Wie beim goldenen Sarg war für die Mumie ein Übermaß an Salbölen verwendet worden. Diese waren Carter zufolge vor dem Einsargen über die Mumie gegossen worden, was aus der unterschiedlichen Höhe der verhärteten Öle an den Sargwänden geschlossen wurde. Die Leinenbinden waren an den Füßen beidseitig abgescheuert, was durch Reibung am Goldsarg verursacht worden sein musste. Carter schlussfolgerte, dass beides beim Absenken in den Sarkophag auf einen Stoß gegen die Sarkophagwände zurückzuführen sei.
Durch die übermäßige Verwendung an Salbölen waren die Leinenbinden nicht nur schwarz gefärbt, sondern auch extrem brüchig. Ferner hatten sich hier die Öle ebenfalls im Laufe der Zeit zu einer pechartigen Substanz verhärtet, wodurch die goldene Totenmaske und die Mumie vollständig am Sargboden festklebten und nicht einfach heraus gehoben werden konnten. Carter beschrieb, dass ein Herausnehmen der sterblichen Überreste Tutanchamuns nicht ohne erheblichen Schaden für die Mumie möglich war. Die Leinenlagen wurden mit erhitztem Paraffinwachs bestrichen und nach Aushärtung Stück für Stück aufgeschnitten, um die Mumie freizulegen. Howard Carters Befürchtungen über den Zustand bestätigten sich: Die Mumie selbst hatte unter der großen Menge an verwendeten Salbölen erheblich gelitten und befand sich in einem „furchtbaren Zustand“ und in Körpernähe waren die Bindenlagen am schwersten in Mitleidenschaft gezogen. Carter zufolge waren die Binden geradezu von den Ölen durchtränkt gewesen und er mutmaßte, dass sowohl über dem goldenen Sarg als auch über der Mumie annähernd „zwei volle Eimer an Salbölen“ gegossen worden sein mussten. Douglas E. Derry nahm an, dass die Binden bei der Beisetzung feucht gewesen waren und in Verbindung mit dem Zersetzungsprozess der in den Ölen enthaltenen Fettsäuren sowohl zu einem regelrechten Verkohlen der Binden als auch zu dem gleichartig schlechten Zustand der Mumie geführt hatten. Kopf und Füße waren weniger stark betroffen, da in diesen Bereichen weniger Salböl verwendet worden war.
Die Leinenlagen am Rücken der Mumie Tutanchamuns waren durch die „pechartige Masse“ so fest mit dem Sargboden verbunden, dass diese weggemeißelt werden musste, um die Mumie bergen zu können. Außerdem wurde die Mumie bei Herausnehmen geköpft, zudem wurde das Becken und die Gliedmaßen abgetrennt. Später wurde die Mumie auf einer Unterlage aus Sand wieder zusammengesetzt und die Gliedmaßen mit Harz miteinander verklebt. Die Totenmaske mit dem darin befindlichen Schädel konnte nicht vom Sargboden gelöst werden, so dass mit der Untersuchung der Mumie an den Füßen begonnen wurde. Für das Lösen der Goldmaske zeigte die zuvor erfolgreiche Methode durch Erhitzung der verhärteten Masse keine Wirkung und Carters Grabungsbericht zufolge wurden schließlich heiße Messer zum Loslösen der Maske eingesetzt. So galt die letzte Untersuchung dem Kopf der Mumie Tutanchamuns.
Es wurde festgestellt, dass der Körper sehr sorgfältig mit Leinenbinden umwickelt worden war, die Gliedmaßen zuerst einzeln für sich und danach mit dem Körper zusammen. Da ein „regelrechtes“ Auswickeln der einzelnen Bindenlagen aufgrund des Zustandes der Binden nicht möglich gewesen war, konnte über die Technik an sich keine genaueren Angaben gemacht werden. Insgesamt war nachweisbar, dass das Einwickeln der Mumie entsprechend ihrer Zeit, der 18. Dynastie, vorgenommen worden war. Die äußeren und inneren Leinenlagen erwiesen sich von höherer Qualität als die dazwischen liegenden. Die Mumie war zudem mit sogenannten goldenen „Mumienbändern“ versehen gewesen. Diese waren nachweislich für Tutanchamun angepasst und nach genauerer Untersuchung ursprünglich für König Semenchkare / Neferneferuaton angefertigt worden. Fragmente dieses Mumienbandes waren im Eingangsbereich zum Grab gefunden worden, was für Howard Carter irritierend war. Auf der äußersten Lage der Binden hielten künstliche Hände aus Blattgold in gekreuzter Haltung die königlichen Insignien Krummstab und Wedel.
In die einzelnen Schichten der Leinenbinden waren zahlreiche Schmuckstücke und Amulette, wie Djed-Pfeiler, Götterfiguren von Thot, Anubis oder Horus sowie Isisknoten, eingefügt worden, die den Verstorbenen schützen sollten. Die Königsmumie trug zudem Armreifen, Pektorale, Halskragen (wesech), Ketten und Ringe. Insgesamt wurden 143 Objekte (in 101 Objektgruppen unterteilt) an der mit 16 Lagen Leinenbinden umwickelten Mumie Tutanchamuns gefunden. Darunter zwei Dolche, von denen einer aus Gold, der andere aus Eisen gefertigt ist.
Die Arme des Königs waren leicht angewinkelt und nicht, wie auf allen drei Sargdeckeln zu sehen ist, über der Brust gekreuzt, mit Flagellum und Krummstab als königliche Insignien. Die Arme lagen auf dem Oberbauch, der linke Unterarm etwas höher als der rechte und die rechte Hand ruhte auf der linken Hüfte. Die Finger trugen goldene Fingerhülsen und an den Füßen fanden sich goldene Zehenhülsen und vergoldete Sandalen. Der Schädel war kahlgeschoren und außer mit einem „Stirnband“ aus Leinen noch mit einer „perlenbestickten Kappe“, die am Hinterkopf die zwei Kartuschen des Gottes Aton in seiner neueren Fassung (ab dem 9. Regierungsjahr Echnatons) trug, ausgestattet. Diese Kappe ließ sich nicht lösen ohne zerstört zu werden und verblieb Carters Notizen zufolge in situ nach den Untersuchungen weiterhin am Kopf der Mumie. Das Leinenband sowie die „Kappe“ sind heute nicht mehr vorhanden. Zahi Hawass führt dies auf die Untersuchungen durch Harrison und Iskander 1968 zurück. Die Mumie weist durchstochene Ohrläppchen auf. Douglas E. Derry stellte unter anderem fest, dass im Gegensatz zur sonstigen Balsamierung des Körpers, die Augen unbehandelt geblieben waren. Selbst die Wimpern, die er als „sehr lang“ beschrieb, waren erhalten geblieben. Seine Untersuchung der Mumie ergab seinerzeit ein Sterbealter des Königs von zwischen 17 und 19 Jahren. Die anhand der Gliedmaßen berechnete Körpergröße betrug nach Derry 1,68 m. Zu Howard Carters Bedauern ergab diese Untersuchung der Mumie keinen Aufschluss zur Todesursache Tutanchamuns.
Nach Abschluss der Untersuchung wurden die erheblich separierten sterblichen Überreste Tutanchamuns vollständig neu bandagiert. Die Wiederbestattung des jungen Königs in KV62 erfolgte am 23. Oktober 1926. Mit Ende aller Arbeiten am Grab lag die Mumie Tutanchamuns bis zur ersten röntgenologischen Untersuchung 1968 ungestört im äußeren Holzsarg im Sarkophag, der statt mit dem Sarkophagdeckel nun mit einer Glasplatte verschlossen worden war.
Howard Carter hat die jeweilige Lage der an der Mumie gefundenen Objekte zeichnerisch dokumentiert, so dass nachvollziehbar bleibt, in welcher Bindenschicht und welcher Position sich die Objekte befunden hatten.
Die Mumie Tutanchamuns war nie im Museum in Kairo ausgestellt oder in einem Magazin untergebracht. Sie ist die einzige Königsmumie, die seit einer Grabentdeckung bis heute in ihrem eigenen Grab verblieben ist. Über einen langen Zeitraum war sie für Besucher überhaupt nicht zu sehen. Während Restaurierungsarbeiten in der Grabkammer war die Mumie jedoch zeitweilig in der Vorkammer des Grabes in einem klimatisierten Glaskasten aufbewahrt. Der Glaskasten ersetzt seit 2007 den äußeren Holzsarg, da dieser selbst extrem restaurierungsbedürftig und zudem die Mumie des Königs aufgrund des wiederholten Heraushebens für verschiedene Untersuchungen seit der Grabentdeckung in schlechtem Zustand ist.
Der ehemalige Minister für Altertümer, Mamdouh el-Damaty, untersagte 2014 nach in den Jahren seit der Entdeckung vielfältig durchgeführten Untersuchungen der Mumie einen Transport für weitere Tests nach Kairo, da diese inzwischen stark zerfallen ist. Der Archäologe Ahmed Saleh, verantwortlich für nubische Monumente, bemerkte, dass die Mumie im Laufe der letzten drei Jahrzehnte durch Untersuchungen stärker gelitten habe als unter den Archäologen nach der Grabentdeckung. „Wenn es so weiterginge, wäre die Mumie Tutanchamuns seiner Meinung nach innerhalb der nächsten 50 Jahre vollständig zerstört.“

Zur Mumie Tutanchamuns
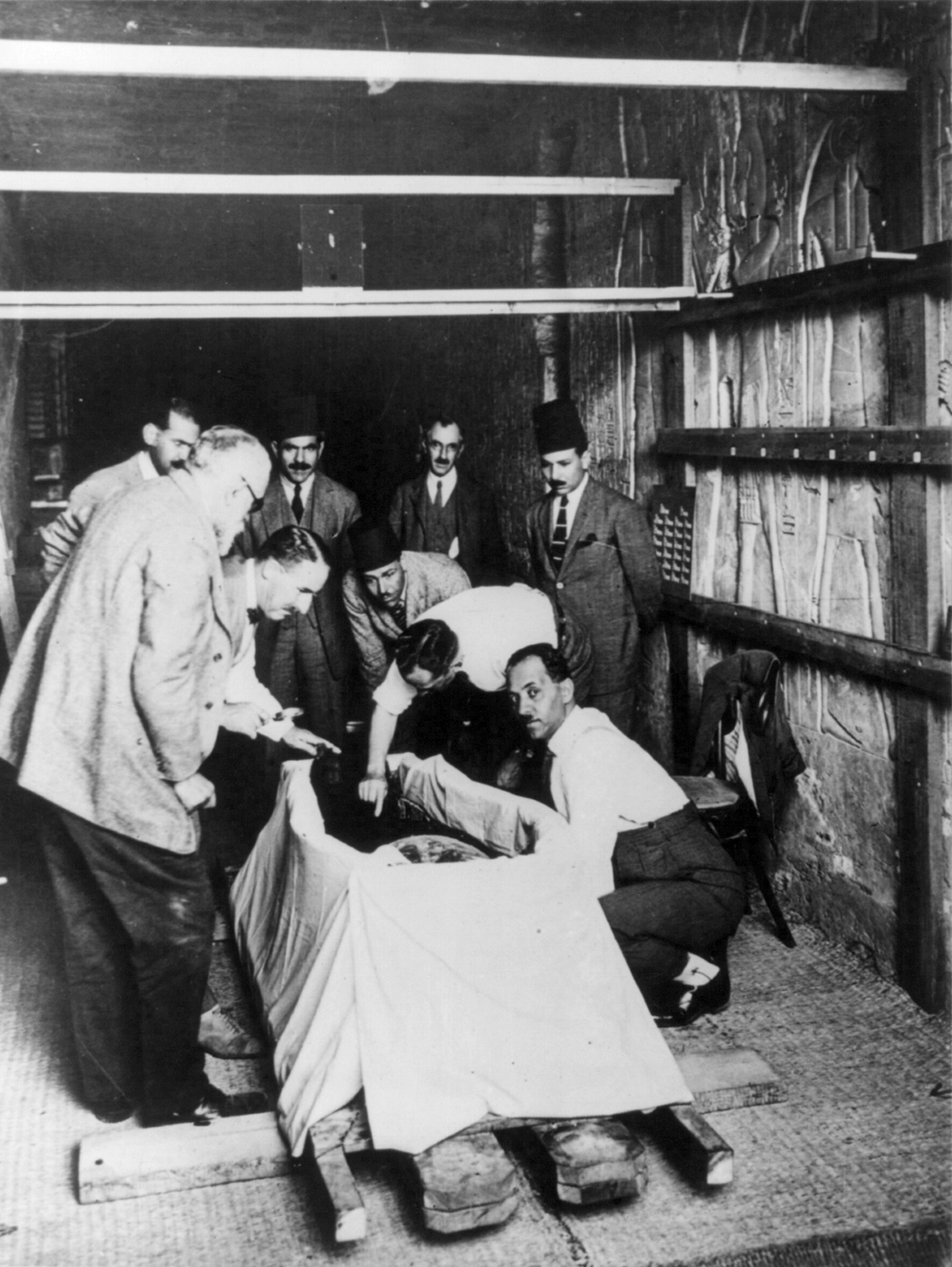
Beginn der Untersuchung der Mumie Tutanchamuns in KV15 (Grab Sethos II.)
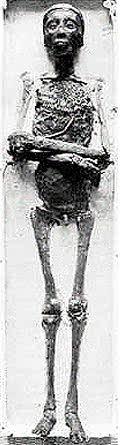
Nach dem Entfernen der Leinenbinden und der Untersuchung auf einem Untergrund aus Sand
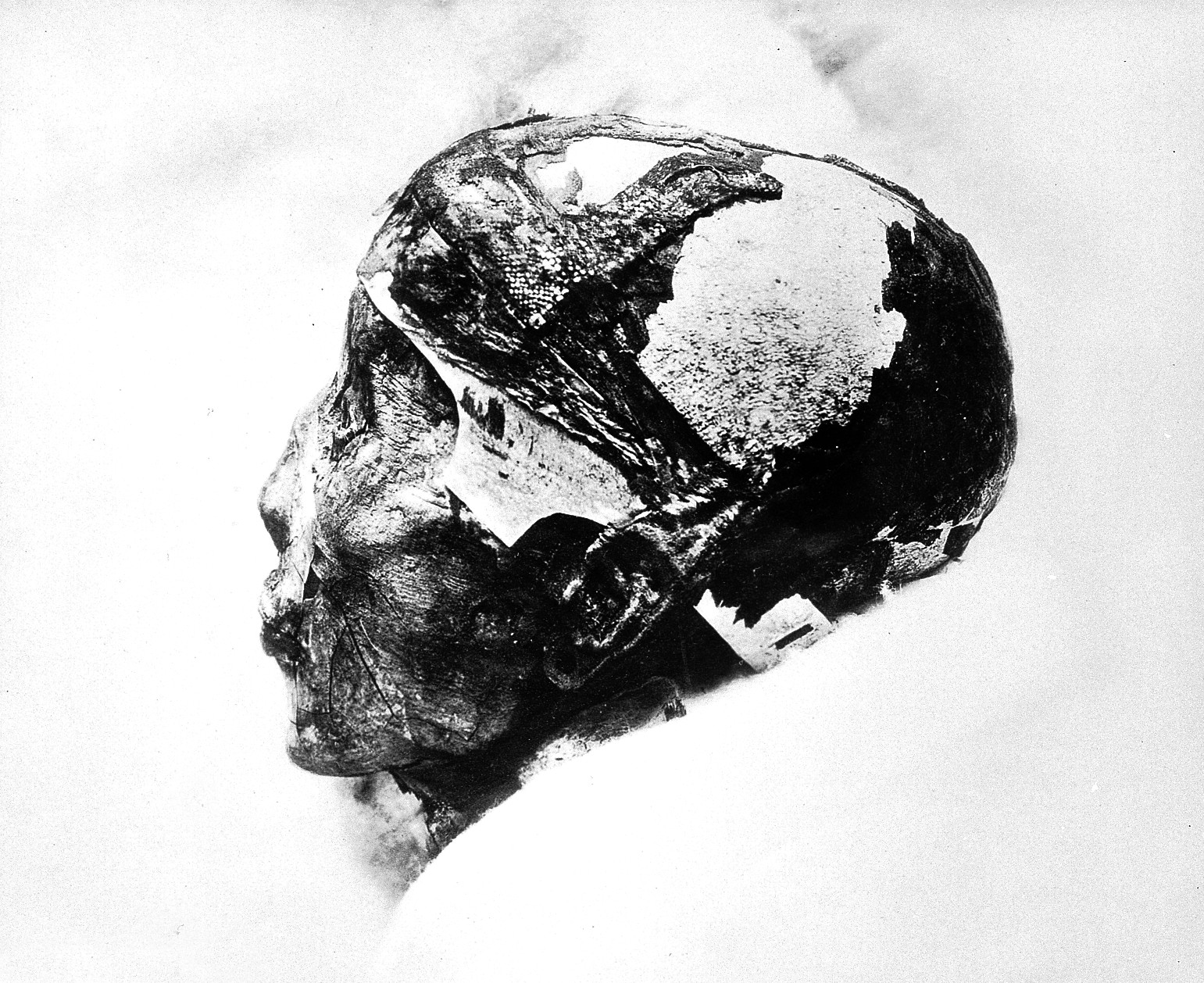
Seitenansicht des Schädels mit „perlenbestickter Kappe“ und Stirnband
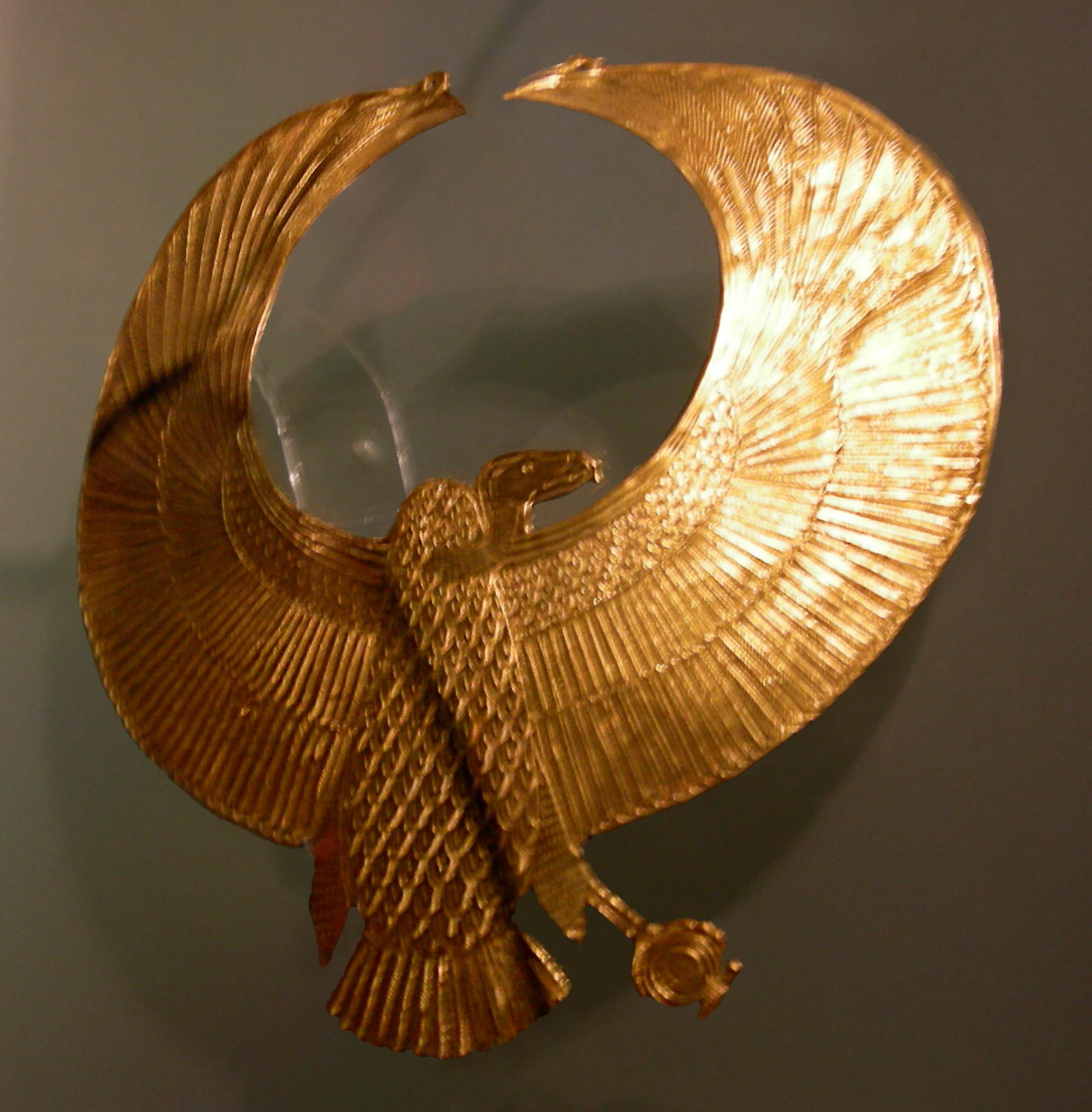
Goldener Geierkragen aus Grab KV55, wie er sich auch bei Tutanchamun fand
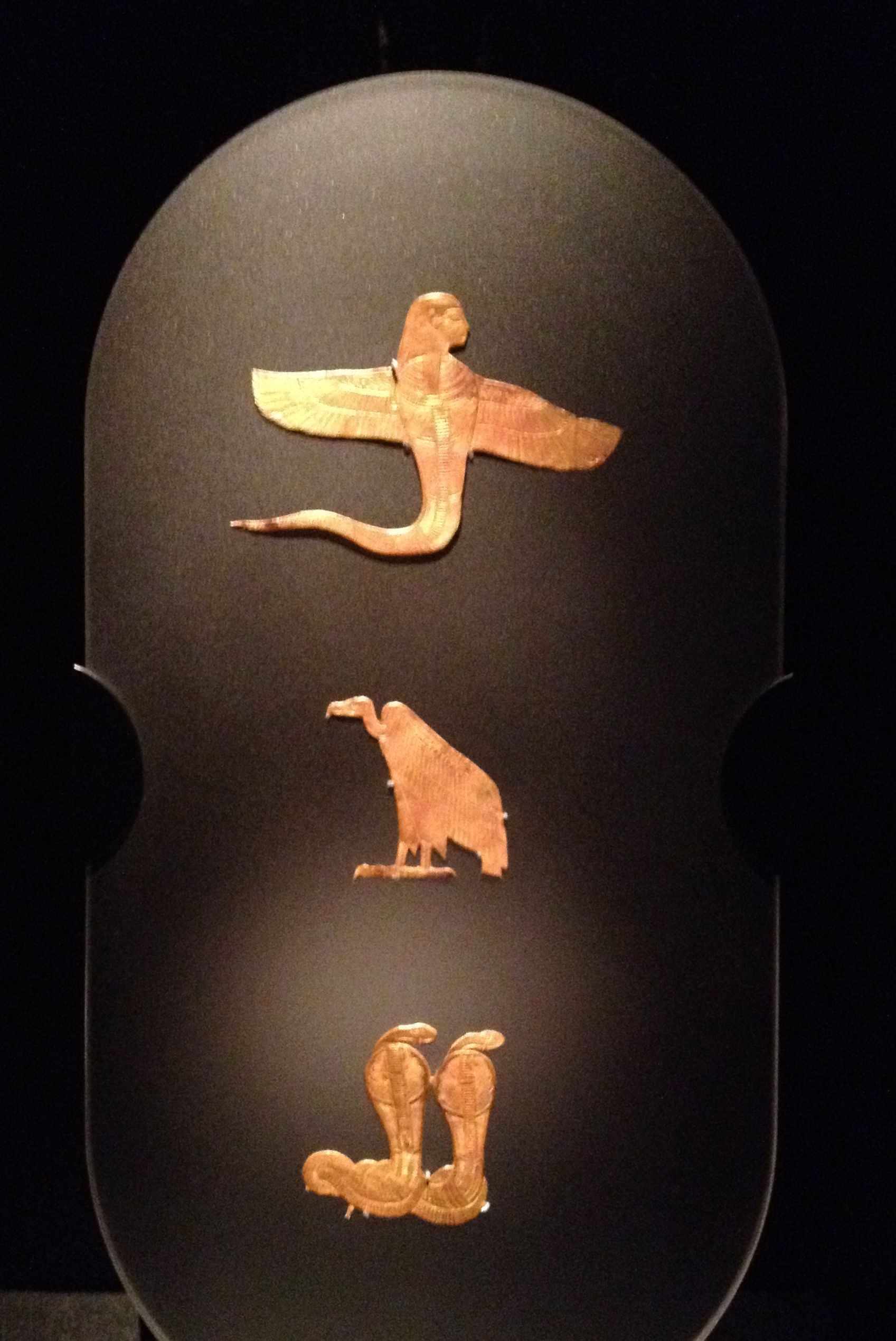
An der Mumie gefundene Amulette aus Goldblech
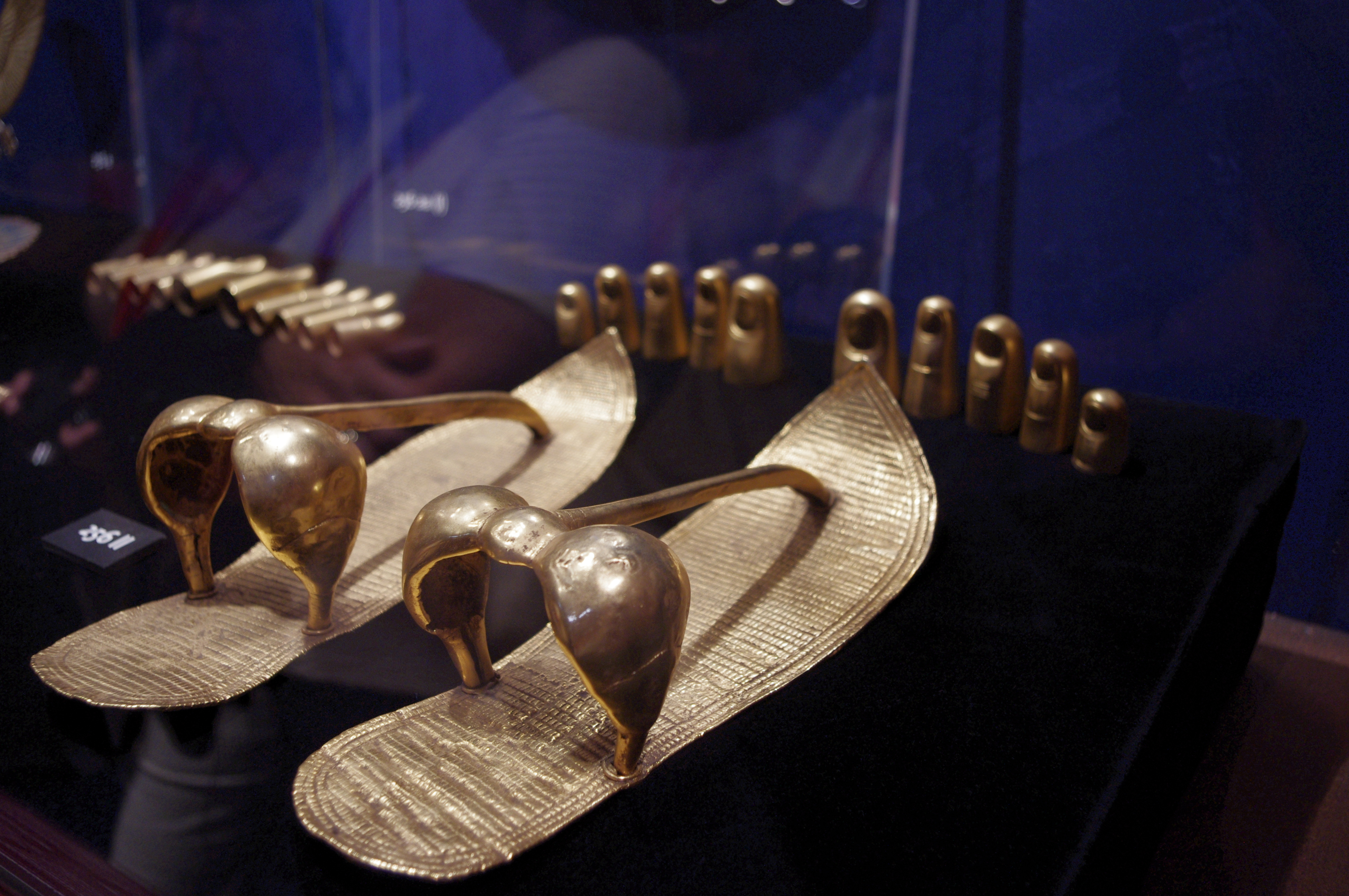
Sandalen und Zehenhülsen (Replikate)

##### Weitere Funde
Sowohl außerhalb als auch innerhalb der Schreine fanden sich weitere Grabbeigaben. Zwischen der äußeren Wand des Schreins zur Nordwand lagen mit Ausrichtung nach Westen insgesamt 11 hölzerne Ruder. Vor der Westwand stand je links und rechts ein Imiut, auch als „Emblem des Anubis“ oder Anubis-Fetisch bezeichnet, das der Wiederherstellung und Wiederbelebung des Toten dienen sollte. Zu weiteren Funden außerhalb der Schreine zählten unter anderem zwei Silbertrompeten (Scheneb), vergoldete Fächer, zum Teil noch mit Straußenfedern, und eine Öllampe aus Kalkstein. Zudem fanden sich insgesamt drei Wein-Amphoren mit Ausrichtung zur Ost-, West- und Südwand der Grabkammer. Diese beim Auffinden leeren Behältnisse hatten ursprünglich vermutlich rituellen Charakter mit Bezug auf Begräbnisrituale, die in der Grabkammer nach Beisetzung des Königs vollzogen wurden und zur Transformation des Königs beitragen sollten. Fraglich ist, wer diesen Wein während einer Zeremonie anstelle des Königs getrunken hat. Innerhalb der Schreine fanden Carter und sein Team viele weitere Beigaben, darunter eine Vase für Parfum und ein Kosmetikgefäß, jeweils aus Alabaster, sowie Gehstöcke, Bogen und Pfeile.

Weitere Fundstücke in der Grabkammer
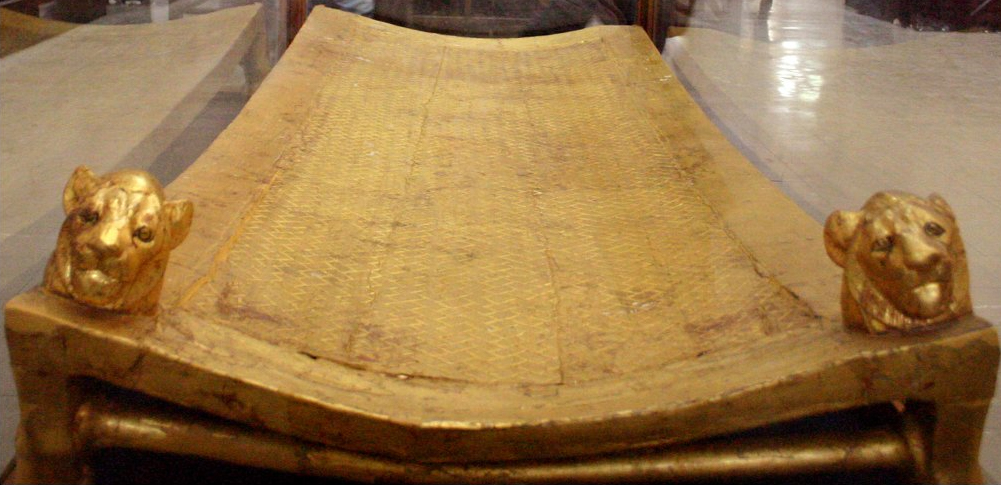
Löwenbahre, auf der innerhalb des Sarkophages alle drei Särge standen (JE 60669)
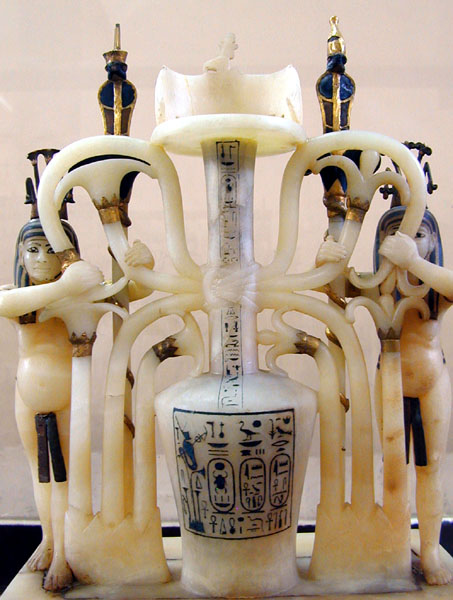
Ölvase aus Alabaster mit Nilgöttern (JE 62114)
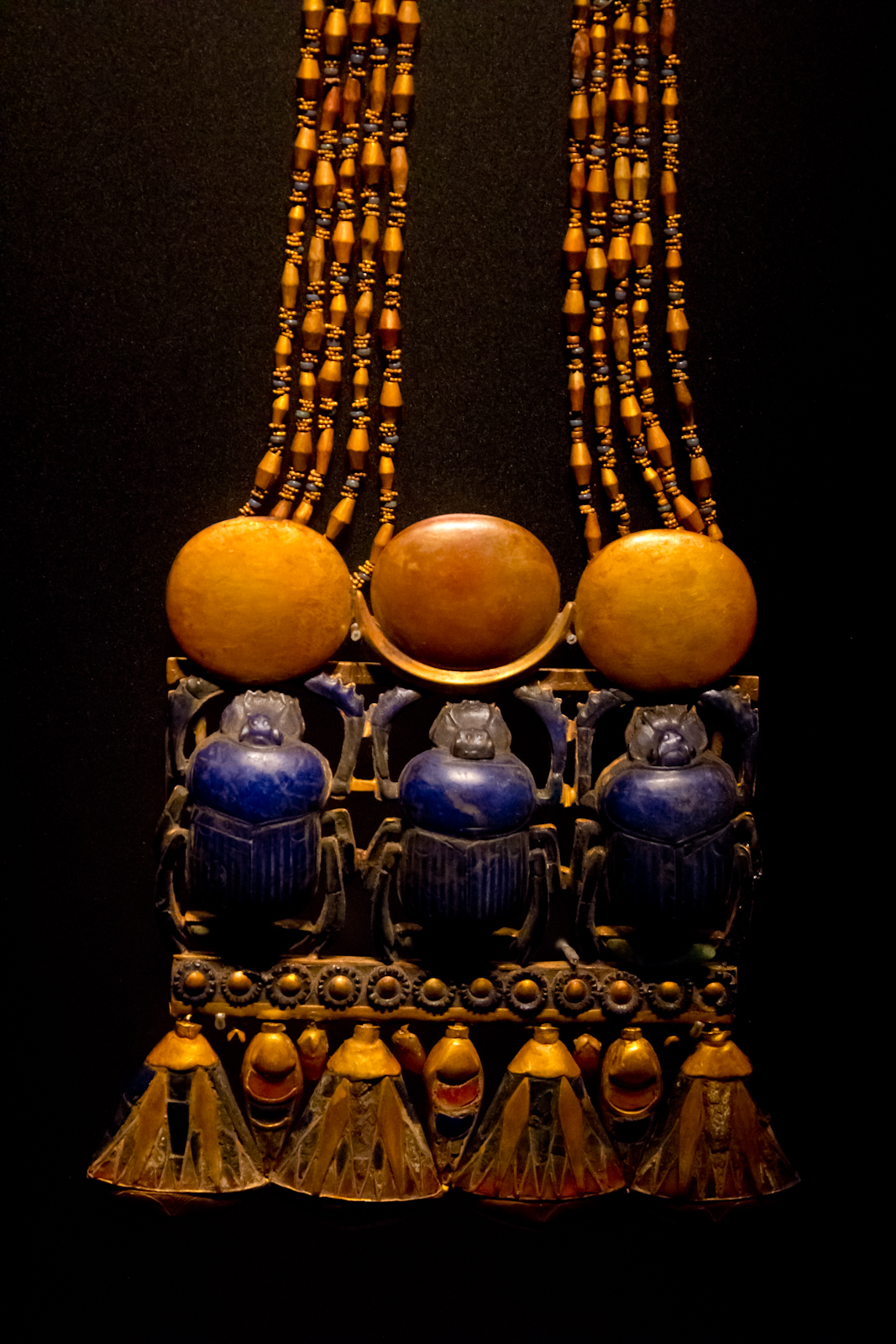
Kette mit drei Skarabäen, gefunden an der Mumie Tutanchamuns (JE 61900)
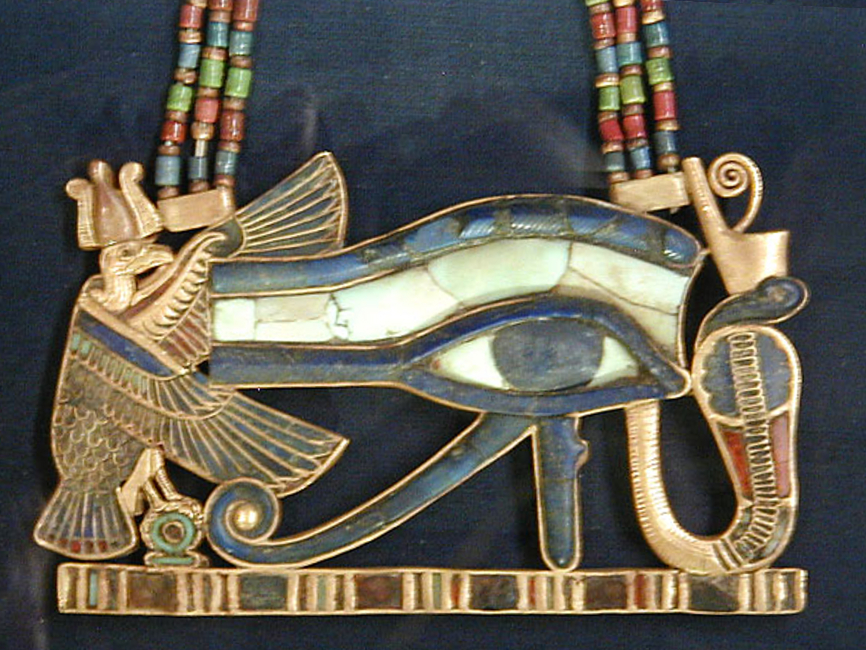
Kette mit dem Auge des Re und den Schutzgöttinnen Nechbet und Wadjet (JE 61901)
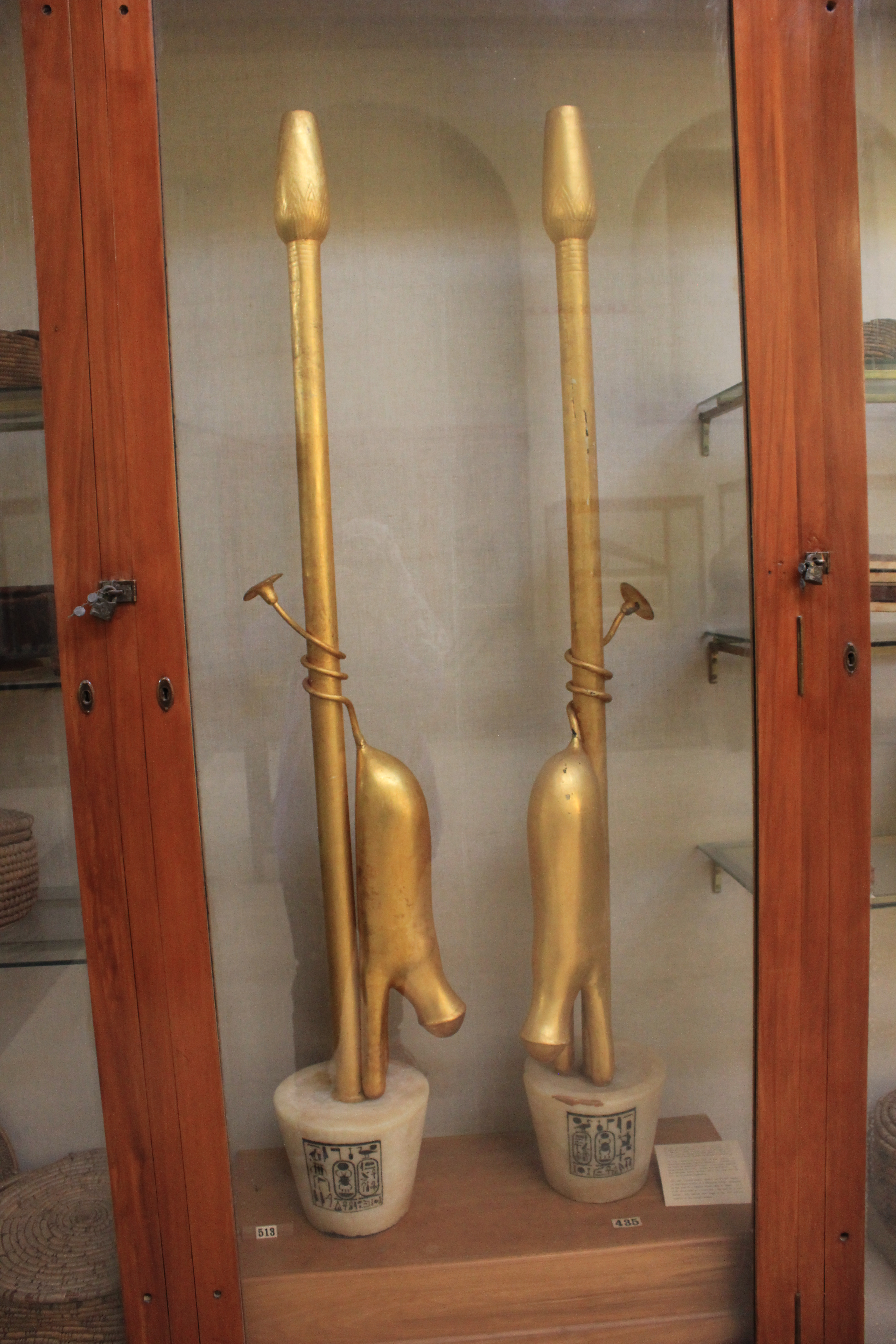
Imiuts, Embleme des Anubis (JE 61374 und JE 61375)
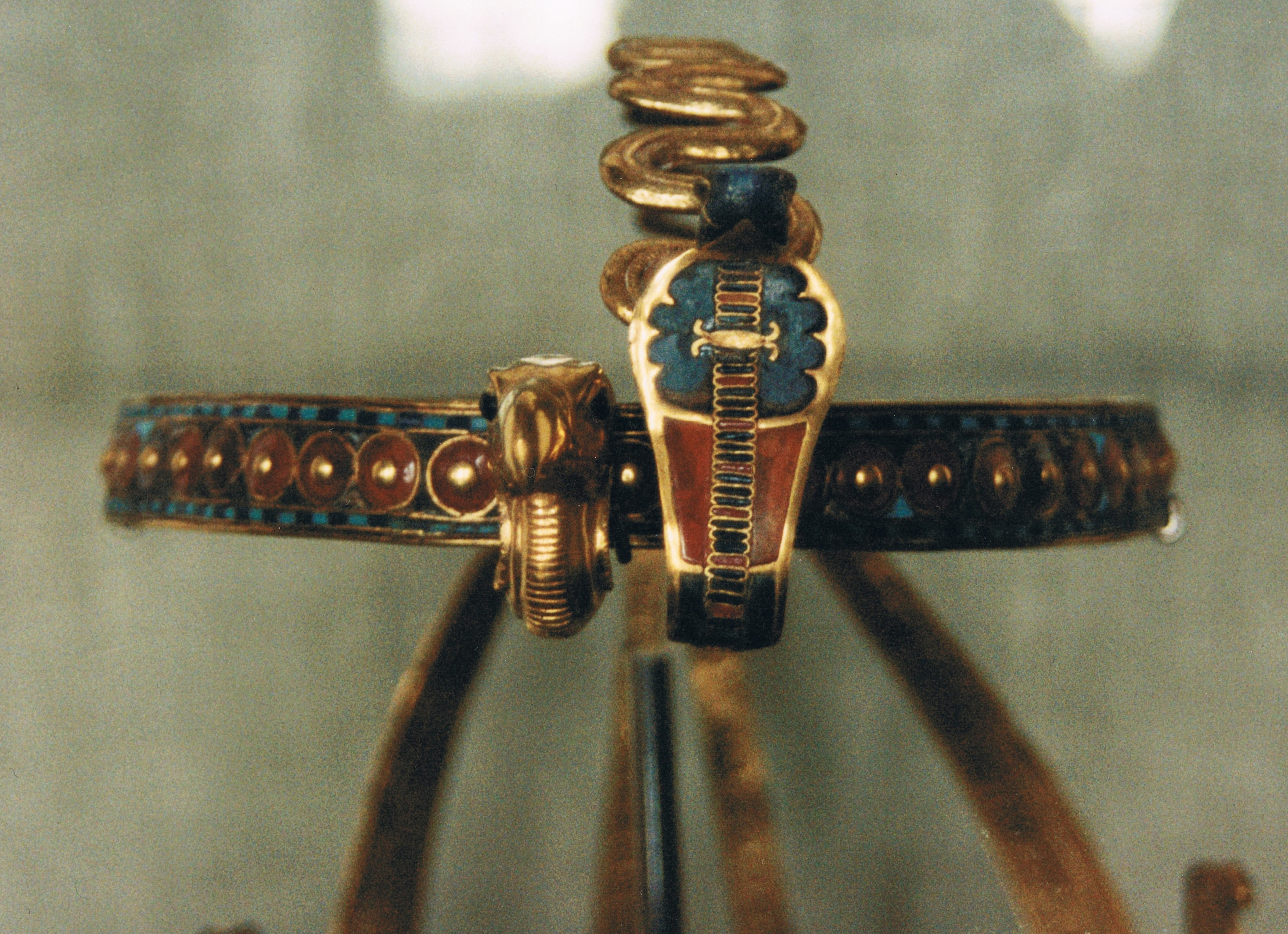
Diadem oder Krone von Tutanchamun (JE 60684)

### Die Schatzkammer(Treasury)

#### Allgemeines
Die an die Grabkammer nach Osten grenzende Seitenkammer, von Howard Carter als Treasury (Schatzkammer) bezeichnet, hat eine Größe von 18,06 m². Wie Vorkammer und Anbau ist der Raum nur grob behauen, nicht verputzt und undekoriert. Der Zugang zur Schatzkammer war offen. Sie liegt von der Höhe in etwa auf demselben Niveau wie die Vorkammer, allerdings gibt es hier eine Stufe im Eingang. Die Schatzkammer weist, wie der Anbau, aufgrund Platzmangels im Grab eine Vielzahl von nicht zusammengehörigen Gegenständen auf. Carter verweist dabei auf den Papyrus Turin 1885 zum Grab Ramses IV. Dort werden Angaben über die Kammern im Grab gemacht, wonach es neben einer „Krypta“ vier weitere Räume oder Schatzkammern gibt, sowie angrenzende Pfeilerhallen, einen Raum für Uschebtis, einen „Ruheplatz der Götter“, eine Schatzkammer und eine „Schatzkammer des Innersten Raumes“. In der Schatzkammer in KV62 sind all diese Räume zusammengelegt, was Carter zufolge die unterschiedlichen und regelrecht „zusammengepferchten“ Beigaben darin erklärt. Die Arbeiten in der Schatzkammer begannen am 24. Oktober 1926, in der fünften Grabungssaison.

#### Funde in der Schatzkammer

##### Kanopenschrein und Kanopenkasten

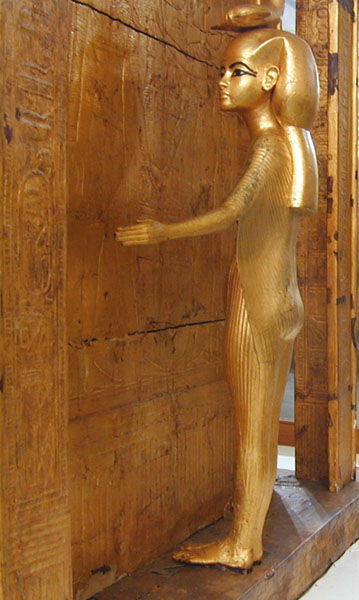
Selket, Ägyptisches Museum Kairo (JE 60686)

Als wichtigstes Fundstück der östlich an die Grabkammer angrenzenden Seitenkammer gilt der vergoldete und auf einem darüber angebrachtem Baldachin mit Uräusschlangen besetzte Kanopenschrein Tutanchamuns, der auf einem vergoldeten Holzschlitten stand. An den Seiten sind die vier Schutzgöttinnen Isis, Nephthys, Selket und Neith platziert worden. In ihren Proportionen sind die Göttinnen nach den Vorgaben der Amarna-Kunst gearbeitet, jedoch nicht mit der für sie üblichen Bekleidung dargestellt. Alle tragen das für die Amarna-Zeit typische eng anliegende, plissierte Gewand, wie beispielsweise Nofretete auf Reliefs oder Plastiken. Auch dies weist auf eine Entstehung während oder kurz nach der Amarna-Zeit hin. Eindeutig identifiziert werden sie durch die ihnen zugehörigen Embleme als Kopfschmuck.
Die vier Göttinnen waren für den Schutz der Horussöhne, auch Schutzgeister (Genii) genannt, verantwortlich, die über die mumifizierten Eingeweide wachen. Jedem Horussohn war eine Göttin zugeordnet. Die Ausrichtung sowohl der Göttinnen als auch der Horussöhne war nach den Himmelsrichtungen festgelegt. In KV62 waren die Göttinnen jedoch paarweise vertauscht: Selket stand im Süden (statt Westen) und Isis im Westen (statt Süden), Neith nach Norden (statt Osten) und Nephthys nach Osten (statt Norden). Dadurch schützten sie nicht den ihnen jeweilig zugehörigen Horussohn. Für Selket ist dies Kebechsenuef (Westen), für Isis Amset (Süden), für Neith Duamutef (Osten) und für Nephthys Hapi (Norden).
Der Schrein enthielt den aus Alabaster bestehenden Kanopenkasten, der beim Auffinden mit einem dunkel verfärbten Leinentuch bedeckt war. Der Kasten war auf jeder Seite durch geknotete Seile mit vier intakten Lehmsiegeln der Totenstadt verschlossen. Innerhalb des Kastens sind vier Fächer in ovaler Kanopenform in den Alabaster eingearbeitet, die mit vier menschenköpfigen Deckeln verschlossen waren. Diese kleinen Särge enthielten die aus dem Körper entfernten mumifizierten Eingeweide des Herrschers. Sowohl sie, als auch die aus Gold bestehenden und darin befindlichen Eingeweidesärge, weisen die Gesichtszüge eines Königs auf, unterscheiden sich aber von anderen Darstellungen Tutanchamuns. Genauen Untersuchungen zufolge waren die Miniatursärge für Tutanchamun umgearbeitet und seine Namen in die Kartuschen geschrieben worden. Diese enthielten ursprünglich den Thronnamen Anchcheperure von Tutanchamuns Vorgänger Neferneferuaton (Eigenname). Wie vermutlich der Kanopenkasten, waren auch die Miniatursärge für Neferneferuaton angefertigt worden.

##### Anubisschrein
Direkt am Eingang zur Kammer befand sich eine teilweise vergoldete und schwarz bemalte Statue des Anubis in Gestalt eines liegenden Caniden auf einem Schrein, der auf einem Schlitten mit Tragestangen stand. Davor lag am Boden ein magischer Ziegel mit einer kleinen Fackel aus Schilfrohr und Holzkohle. Die Anubis-Figur war in ein Hemd aus Leinen gehüllt, das der hieroglyphischen Inschrift aus Tinte zufolge aus dem 7. Regierungsjahr von König (Pharao) Echnaton stammt. Im Inneren des Schreins sind vier kleine Fächer und ein großes Fach eingearbeitet. Trotz Beraubung enthielten sie zahlreiche Objekte: Amulette, Gebrauchsgegenstände, Miniatur-Rinderschenkel, kleine Figuren in Mumiengestalt und Götterfiguren. Howard Carter vermutete in diesen Beigaben einen Zusammenhang mit Ritualen zur Mumifizierung. Die Pektorale hatten keine Ketten und kein Gegengewicht und waren in Leinen gewickelt und mit einem Siegel versehen. Bei einem der Pektorale, das die geflügelte Himmelsgöttin Nut zeigt, stellte Carter fest, dass dieses ursprünglich die Namen (Thron- und Eigenname) Echnatons enthalten hatte und für Tutanchamun umgearbeitet worden war. Hinter dem Anubisschrein und zwischen dem Kanopenschrein stand ein vergoldeter Kuhkopf, der Hathor symbolisiert.

##### Herzskarabäus
Ein weiteres der goldenen Pektorale aus dem Anubisschrein ist von Besonderheit: Hierin ist der aus grünem Feldspat bestehende Herzskarabäus Tutanchamuns mit stilisierten, geöffneten Flügeln zwischen die Göttinnen Isis und Nephthys eingearbeitet. Der Skarabäus fehlte beim Auffinden im Anubisschrein und wurde später in der kartuschenförmigen Truhe entdeckt und wieder in das Schmuckstück eingefügt. Über dem Skarabäus befindet sich die geflügelte Sonnenscheibe (auch Flügelsonne), ein Symbol des Gottes Horus. Die Rückseite trägt einen Spruch aus dem ägyptischen Totenbuch, der das Herz (jb – ib) des Königs warnt, falsches Zeugnis gegen ihn abzulegen.
Auszug aus Spruch 30 A: „Sprich nicht gegen mich: Er hat es getan – dementsprechend, was ich getan habe –, lass keine Anklage gegen mich entstehen vor dem Größten Gott des Westens“.
Auszug aus Spruch 30 B. „Sinne nicht auf Lüge gegen mich zur Seite Gottes, vor dem Großen Gott, dem Herrn des Westens! Siehe, erhoben bist du, so dass du gerechtfertigt (Maa-cheru) bist!“
Der Nachtrag zu Spruch 30B beschreibt, aus welchen Materialien der Herzskarabäus zu bestehen hat, über die der Spruch zu sprechen ist und wie das Amulett dem Verstorbenen anzulegen ist: „Zu sprechen über einem Käfer aus grünem Stein, eingefasst in Weißgold, sein Ring aus Silber. Werde gegeben dem Verstorbenen (Ach) an seinen Hals.“ Üblicherweise wurden diese Herzskarabäen beim Einwickeln der Mumie mit in die Leinenbinden auf dem Brustkorb, meist in Herznähe, eingefügt, da das Herz dem Leichnam nicht entnommen wurde. Bei der Mumie Tutanchamuns befand sich auf der äußersten Bindenschicht aufliegend zwischen den gekreuzten Händen aus Blattgold, die Zepter und Flagellum hielten, ein weiterer Herzskarabäus aus schwarzem Stein, der vermutlich den eigentlichen Herzskarabäus ersetzen sollte. Dieser Skarabäus wies stattdessen auf der Rückseite Spruch 29 B aus dem ägyptischen Totenbuch auf. Die Besonderheit des Auffindungsortes des eigentlichen Herzskarabäus in der Schatzkammer liegt darin, dass der Mumie Tutanchamuns das Herz fehlt.

##### Weitere Funde
Weitere Objekte sind kleine vergoldete Statuen des Königs und von Göttern sowie Truhen, Modellboote und Uschebtis.
In dieser Kammer fand sich ein Holzkasten, der zwei kleine anthropomorphe Särge mit zwei Föten enthielt. Diese sind hingegen der geläufigen Meinung kein Einzelfund, einige weitere Funde mumifizierter Föten sind bekannt. So entdeckte der italienische Archäologe Ernesto Schiaparelli 1903–1906 im Grab (QV 55) des Amuncherchepeschef, eines Sohnes Ramses III im Tal der Königinnen ebenfalls einen Fötus, vermutlich ein Kind Ramses III. Auch im Schacht unterhalb des Grabes von Haremhab wurde das Skelett eines späten Fötus oder einer Frühgeburt gefunden. Des Weiteren sind Bestattungen von Föten auf einem Friedhof römischer Zeit in der Oase Daleh bekannt.
Die beiden Föten wurden in kleinen Särgen, welche keine Namen der Kinder tragen, sondern sie lediglich als „Osiris“ (Usjr – Usir), einen Titel, den jeder Tote trug, bezeichnen, im Grab Tutanchamun gefunden. Sie werden heute unter den Inventarnummern „Carter 317a“ und „Carter 317b“ in der medizinischen Fakultät der Cairo University aufbewahrt.
317a ist der kleinere der beiden Föten und befand sich bei seiner Entdeckung in einem sehr guten Zustand, er wies sogar Reste der Nabelschnur auf. Der Körper wurde künstlich mumifiziert, so wurden in der Körperhöhle Spuren von mumifizierten Eingeweiden und im Schädel Spuren von Einbalsamierungsmaterial entdeckt. Die Hände des Fötus befinden sind auf die Innenseiten der Oberschenkel gelegt. Die Mumie befindet sich heute allerdings in einem so schlechten Zustand, dass kein Einschnitt zur Entnahme der Organe oder eine Beschädigung des Schädels zur Entnahme des Gehirns nachgewiesen werden konnten. Auch die aus früheren Untersuchungen stammende Angabe, der Fötus sei weiblich, kann heute nicht mehr bestätigt werden. Der Fötus ist 29,9 cm groß und wird auf ein Alter von 24,5 Wochen geschätzt.
Der größere Fötus 317b war bei der Entdeckung weniger gut erhalten, befindet sich heute aber in einem besseren Zustand als 317a. Er ist 36,1 cm groß und weist noch Haarflaum sowie Augenbrauen und Wimpern auf. Die Hände sind zu beiden Seiten des Körpers angelegt. An der Seite der Mumie befindet sich ein 1,8 cm langer Einschnitt, durch den die Eingeweide entnommen wurden. Das Gehirn wurde mit einem winzigen Instrument entnommen. Dieses Werkzeug war so klein, dass es wohl speziell für die Mumifizierung des Fötus angefertigt wurde. Der damals untersuchende Mediziner, Douglas Derry, warf es weg. Der Fötus wurde 30–36 Wochen alt (je nach Untersuchung unterscheiden sich die Daten) und war voll lebensfähig. Allerdings weist er einige genetisch bedingte Anomalien auf: Sprengel-Missbildung, das spinale Dysphrasie-Syndrom sowie eine leichte Skoliose. Der Fötus ist weiblich.
Aufgrund des schlechten Erhaltungszustands konnten keine einwandfreien DNA-Proben der Föten entnommen werden. Bei Fötus 317a waren sie so schlecht, dass keine beweiskräftigen Resultate erzielt werden konnten, bei 317b handelt es sich hingegen mit 99,9%iger Wahrscheinlichkeit um ein Kind Tutanchamuns. Als Mutter des Kindes konnte im Rahmen des 2010 durchgeführten King Tutankhamen Family Projects die Mumie KV21a festgestellt werden. Diese konnte genetisch bisher nicht einer Tochter König Echnatons und somit eventuell Anchesenamun zugeordnet werden. Ihre Identität ist somit bisher ungeklärt.
Eine kleine vergoldete Totenmaske aus Kartonage, die in KV54 („Balsamierungsdepot“) gefunden wurde, ist vermutlich einem der beiden Föten zuzuordnen. Alle Funde aus Grab KV54 sind, bis auf diese kleine Totenmaske, im Metropolitan Museum of Art in New York, die sich im Ägyptischen Museum von Kairo befindet. In der Schatzkammer befanden sich weitere Miniatur-Särge, die zum Teil einen weiteren kleinen Sarg enthielten. Einer dieser Särge enthielt die hockende Goldfigur eines Königs mit zugehöriger Perlenkette (Fundnummer 302c), die Howard Carter Amenophis III. zuordnete. Reeves zufolge kann es sich aber ebenso um eine Darstellung von Tutanchamun selbst handeln. Ein anderer Sarg beinhaltete eine Haarlocke (Fundnummer 320e), die den Inschriften zufolge zu Königin Teje gehört. Die Haarlocke wurde aufgrund der Inschrift und des bereits frühen Verdachts, dass es sich bei der „Mumie KV35EL“ (EL für Elder Lady) aus dem Grab (KV35) Amenophis II. um Königin Teje handelt, mit dieser abgeglichen. Die Untersuchung ergab bereits vor der 2010 im Rahmen des sogenannten King Tutankhamen Family Projects durchgeführten Untersuchung, dass die „Mumie KV35EL“ die der Königin Teje ist. Diese Haarlocke im Grab Tutanchamuns stammt zweifelsfrei von dessen Großmutter Teje.
Insgesamt wurden in der Schatzkammer über 500 verschiedene Objekte gefunden. Die Untersuchung und Räumung der Kammer wurde im Anschluss an die Grabkammer vorgenommen und begann in der 5. Grabungssaison (22. September 1926 – 3. Mai 1927). Während der Arbeiten in der Grabkammer war diese Seitenkammer mit Holzbrettern verschlossen worden, um Schäden an den sich dort befindlichen Gegenständen zu vermeiden.

Fundstücke in der Schatzkammer
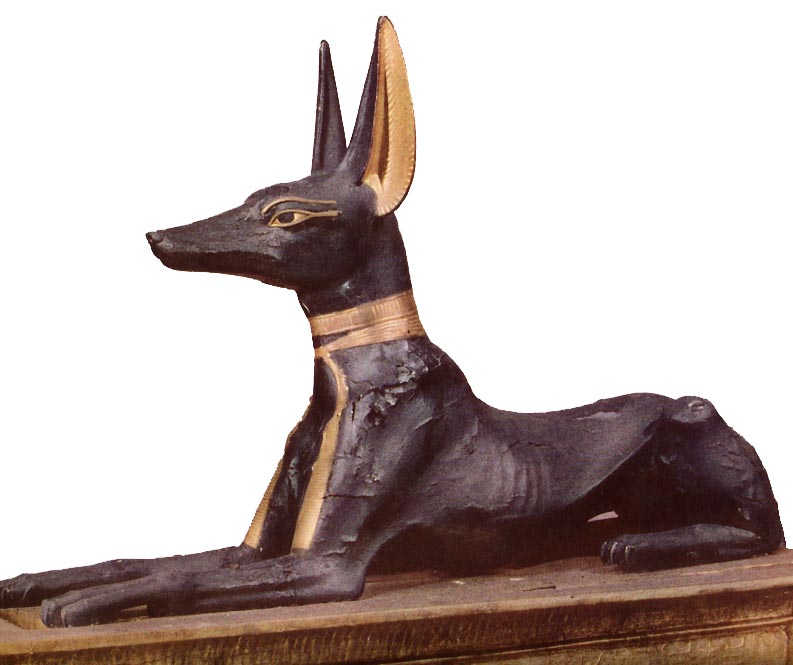
Anubis auf seinem Schrein, Ägyptisches Museum Kairo (JE 61444)
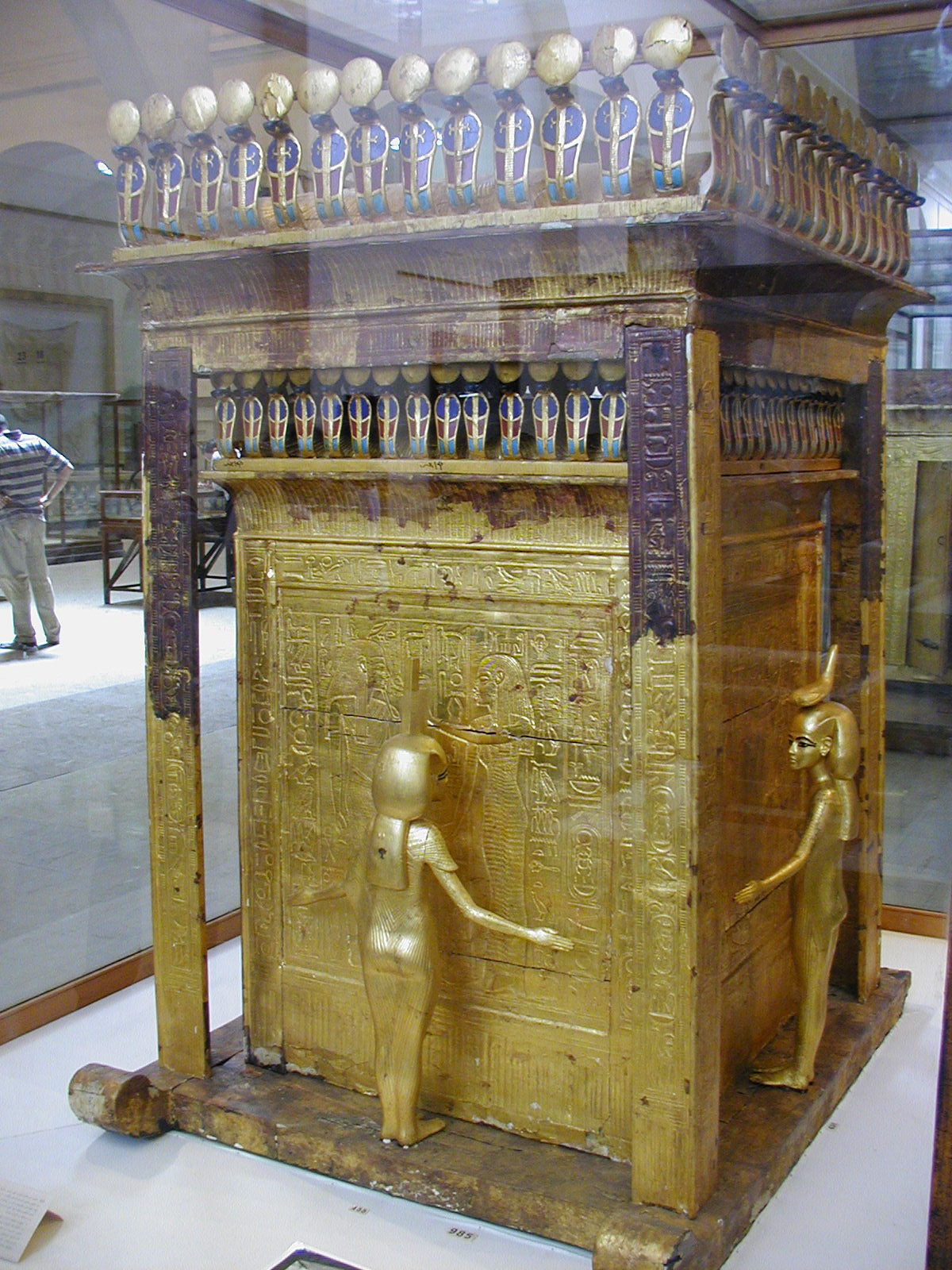
Kanopenschrein aus KV62, Ägyptisches Museum Kairo (JE 60686)
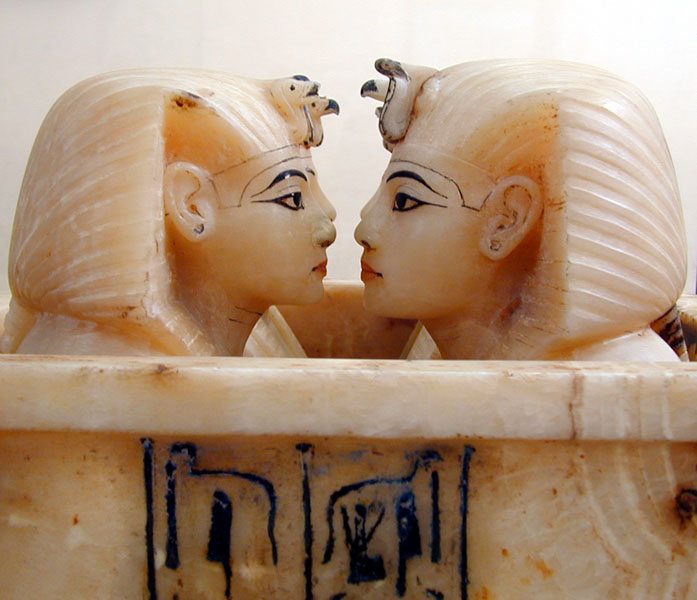
Kanopenkasten, Ägyptisches Museum Kairo (JE 60687)
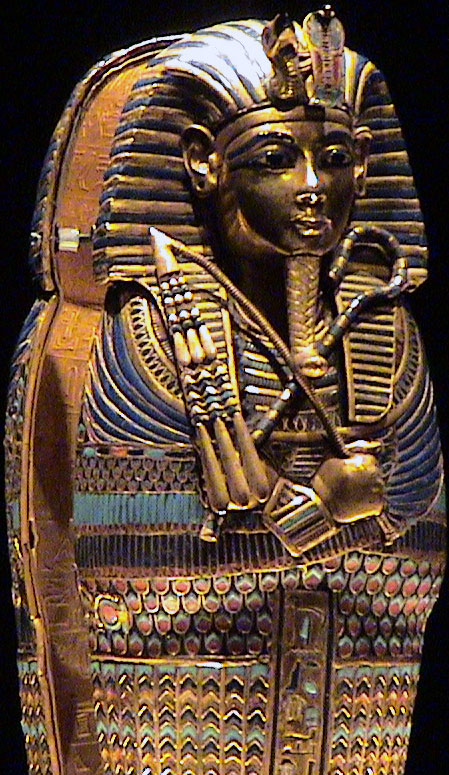
Miniatursarg für Eingeweide mit Spruch der Isis, Schutzgöttin des Horussohnes Amset, Ägyptisches Museum Kairo
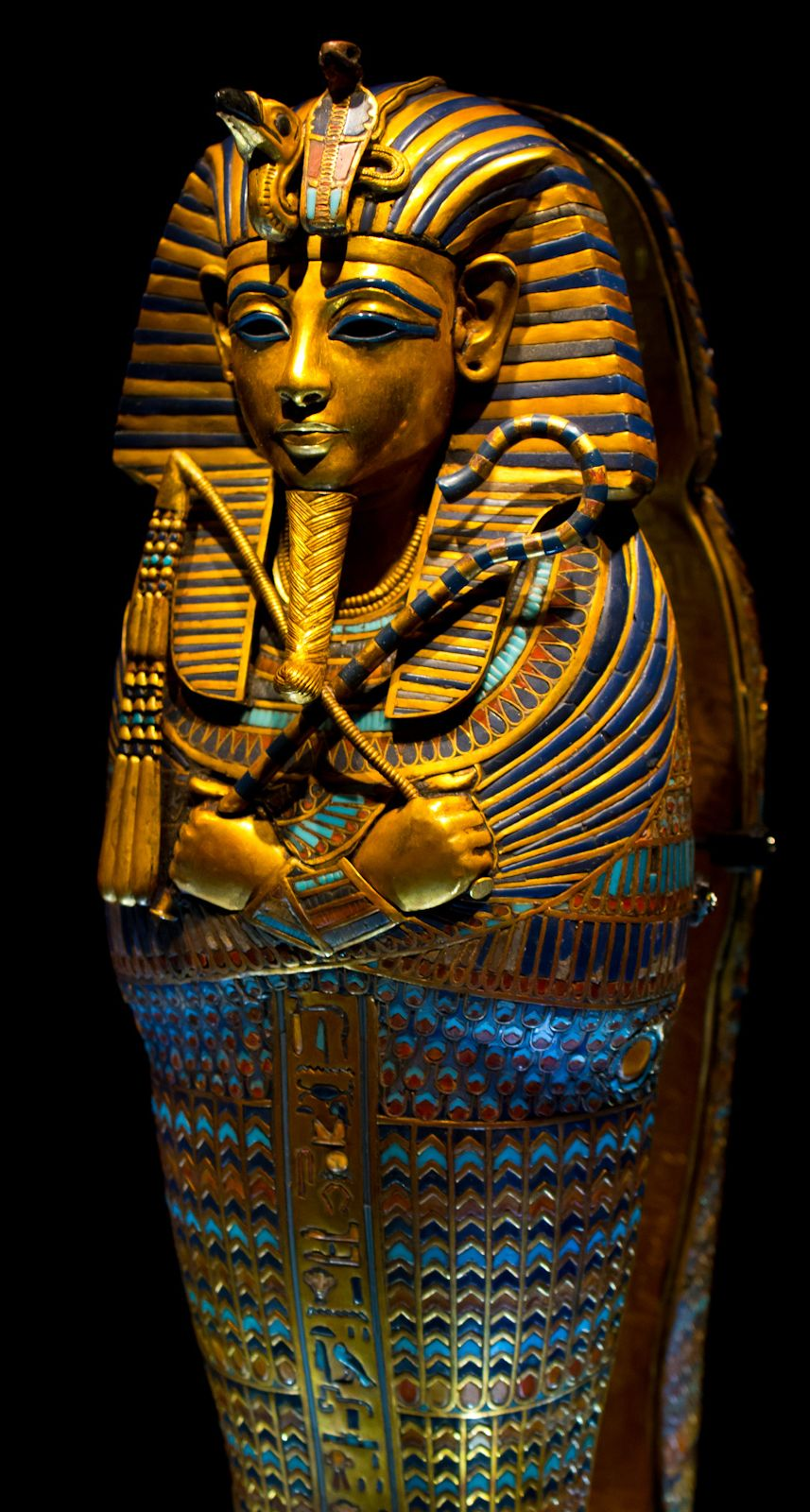
Miniatursarg für Eingeweide mit Spruch der Neith, Schutzgöttin des Horussohnes Duamutef, Ägyptisches Museum Kairo (JE 60689)
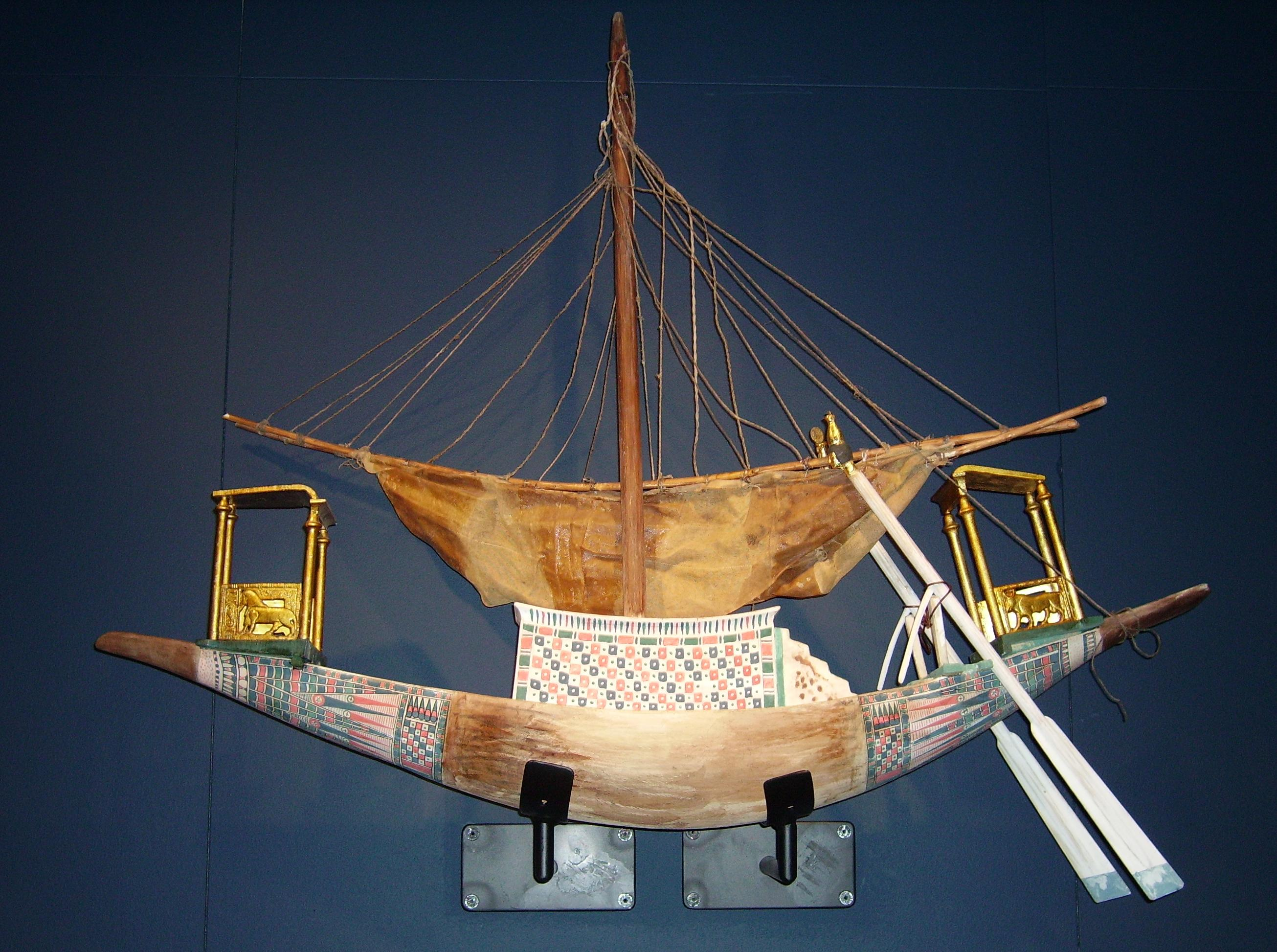
Modellboot/Segelboot (Replikat), Original: Ägyptisches Museum Kairo
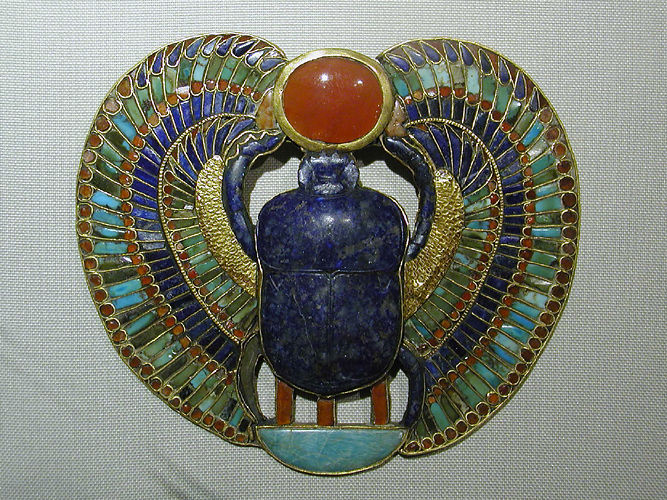
geflügelter Skarabäus mit dem Thronnamen Tutanchamuns (Neb-cheperu-Re), Ägyptisches Museum Kairo (JE 61886)
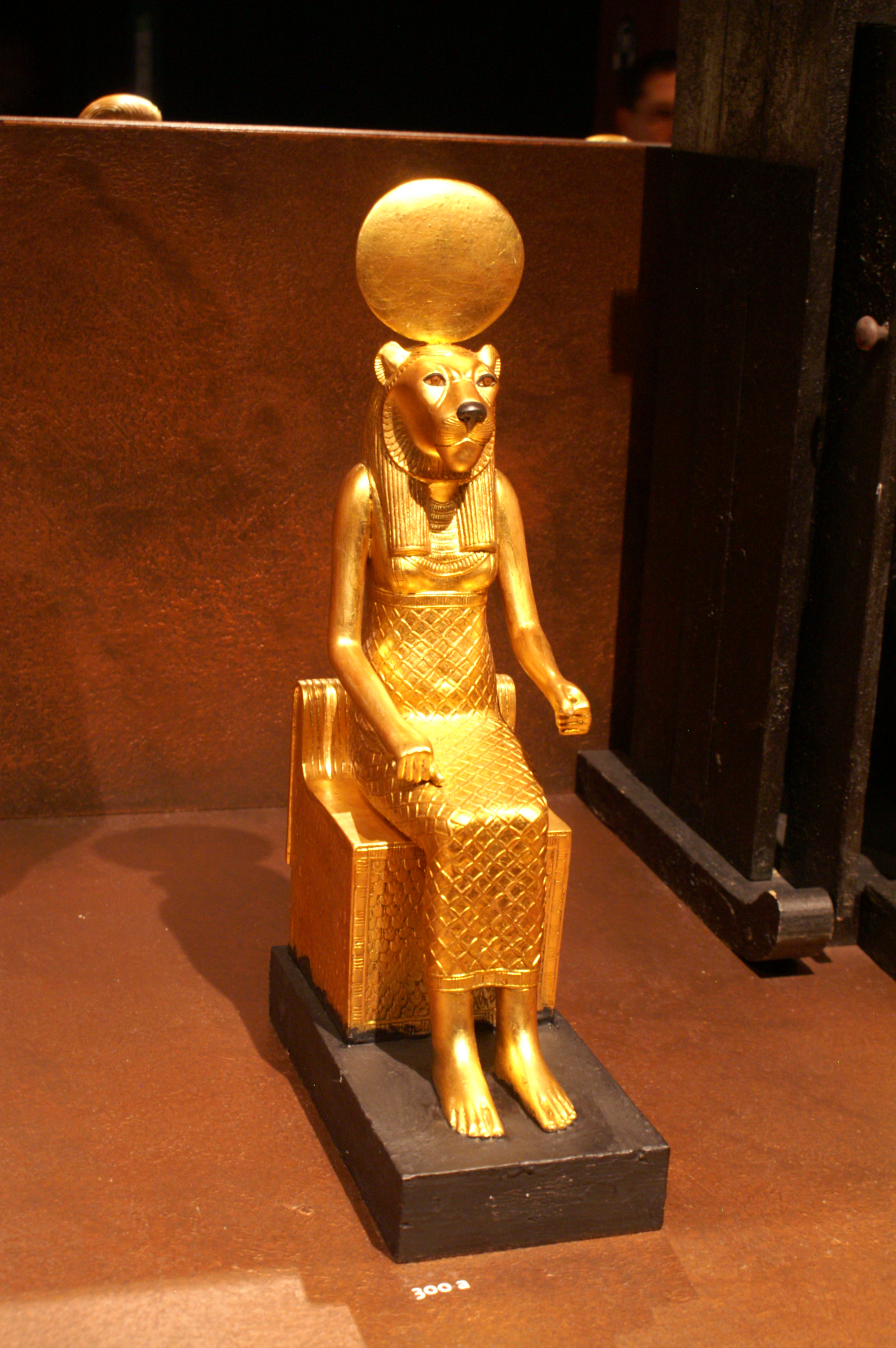
Figur der Sachmet (Replikat), Original: Ägyptisches Museum Kairo (JE 60794)

### Die Seitenkammer(Annexe)

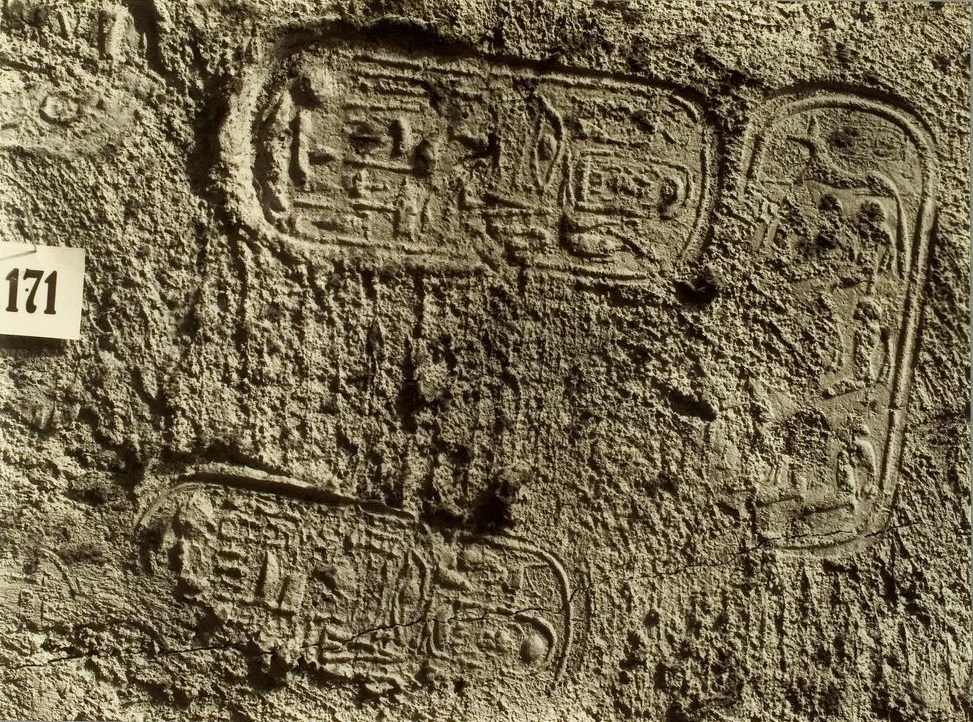
Mauerreste zum Anbau mit Kartuschen mit Angabe der Objektgruppennummer 171

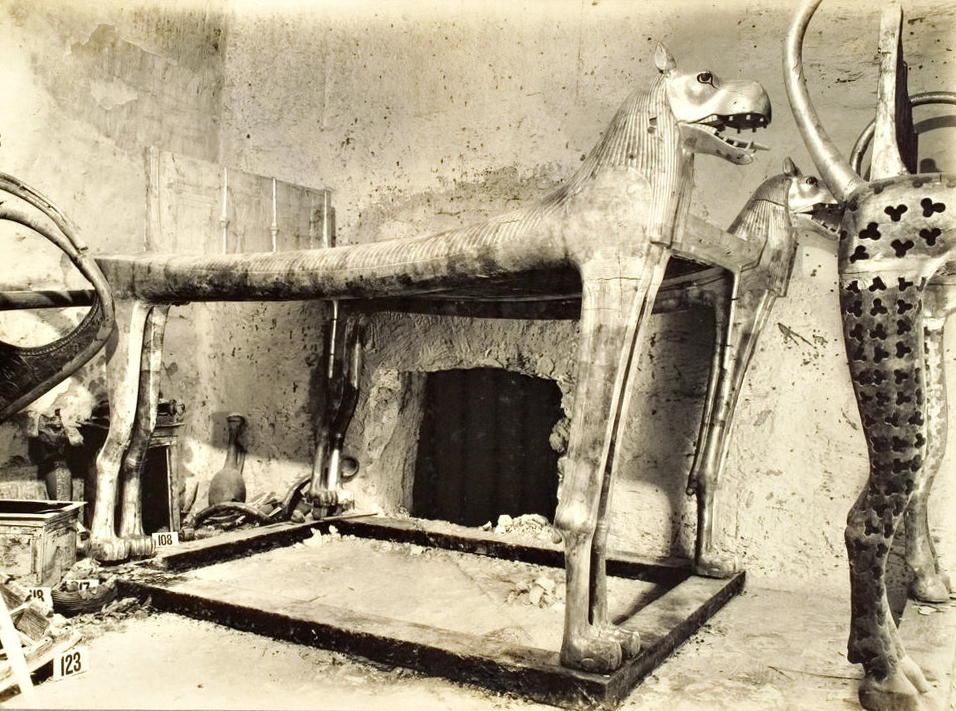
Zugang zum Anbau, davor das Ritualbett der Ammit

Die an die Westseite der Vorkammer (I) anschließende Seitenkammer, auch als Anbau oder Nebenkammer bezeichnet, hat eine Größe von 11,14 m² und war durch eine Türverfüllung von der Vorkammer abgetrennt. Wie die Vorkammer ist die Seitenkammer grob behauen, nicht verputzt und undekoriert. Das Bodenniveau dieser Kammer ist etwa 90 cm tiefer als das der Vorkammer. Nach der Beisetzung des Königs war sie vermutlich die letzte im Grab versiegelte Kammer. Der ursprünglich vermauerte und von Grabräubern zum Teil durchbrochene Durchgang hat eine Höhe von 1,40 m. Wie bei der Vor- oder Schatzkammer hatten durch die Beamten der Totenstadt nach der ersten Beraubung keine Aufräumarbeiten stattgefunden und Howard Carter fand die Grabbeigaben in dieser Kammer in völligem Durcheinander. Im Gegensatz zu den beiden anderen Durchgängen der Zwischenwände, vom Korridor zur Vorkammer und von der Vorkammer in die Grabkammer, war dieser Zugang nach der ersten Beraubung nicht wieder vollständig verschlossen worden. Die Reste der ursprünglichen Vermauerung waren erhalten geblieben und zeigten sowohl die Siegel der Nekropole als auch das Siegel der Nekropole mit dem Thronnamen Tutanchamuns darin. Die Seitenkammer war, abgesehen von einigen in der Vorkammer gelagerten Stücken, die letzte Kammer des Grabes, die geräumt wurde. Die Arbeiten in dieser letzten Kammer begannen am 30. Oktober 1927 und waren im Dezember desselben Jahres abgeschlossen.
Diese eigentlich als Vorratsraum gedachte Kammer enthielt Objekte, die untypisch für einen solchen Raum sind. Normalerweise diente sie der Lagerung von kostbaren Ölen, Wein in Krügen oder Lebensmitteln wie Brot und getrocknetes Fleisch. Es fanden sich unter den Gegenständen jedoch umfangreiches Mobiliar wie Betten, Stühle, Gehstöcke, Truhen und Kisten, Schilde, Bogen und Pfeile sowie zwei weitere Streitwagen und die für diese Kammer vorgesehenen Vorratsbeigaben wie Weinkrüge, Brotlaibe, Körbe und ferner Uschebtis (Dienerfiguren).

Fundstücke in der Seitenkammer
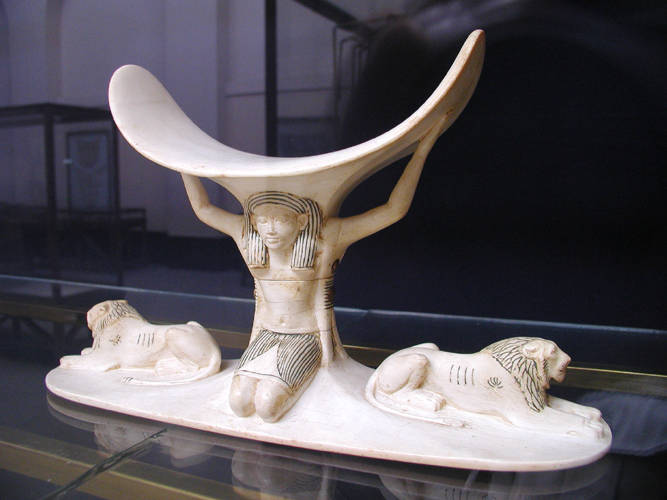
Kopfstütze aus Elfenbein mit dem Gott Schu und dem Doppellöwen Ruti, Ägyptisches Museum Kairo (JE 62020)
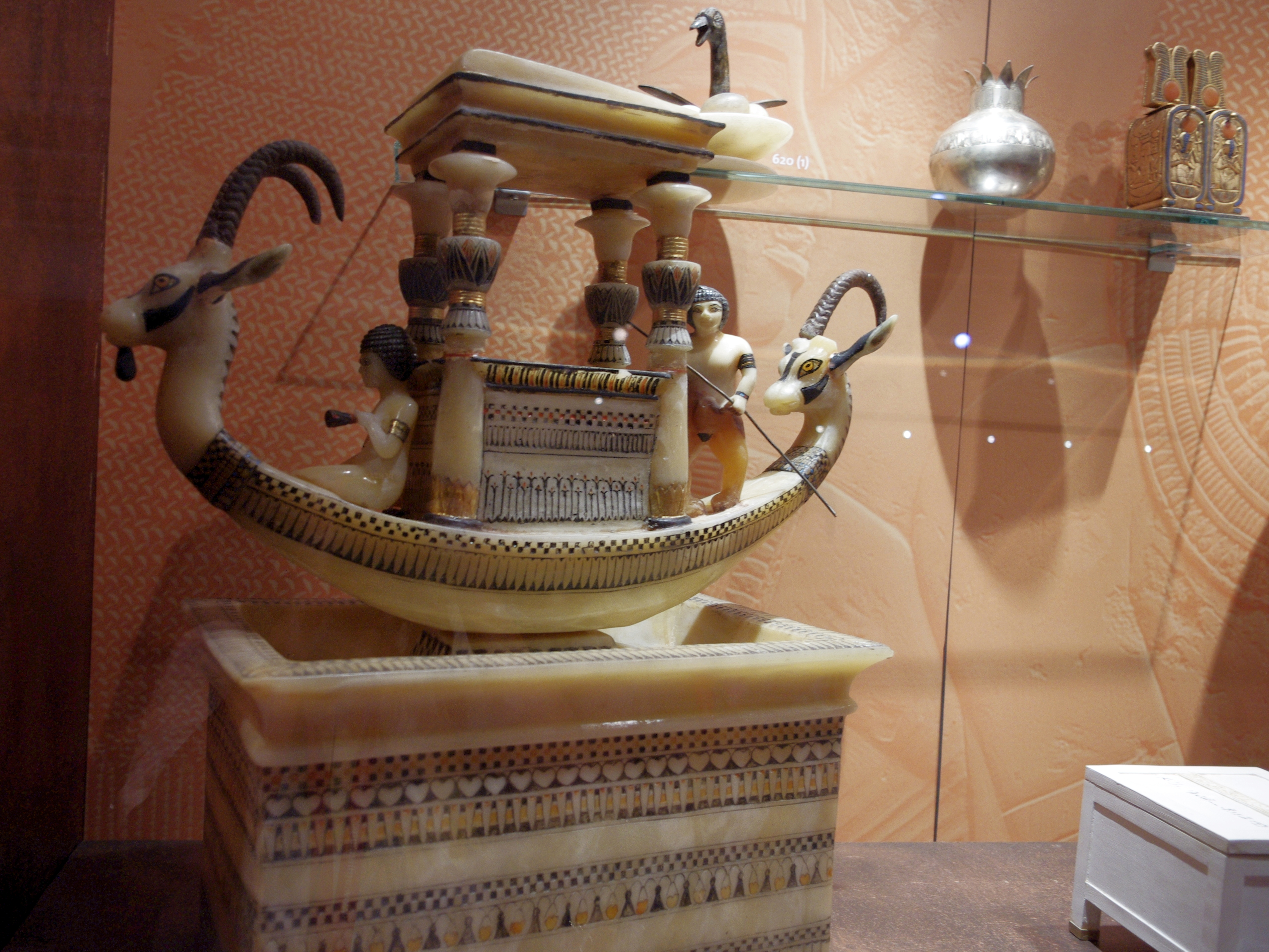
Kalzitboot mit einem Becken (Replikat), Original: Ägyptisches Museum Kairo (JE 62120)
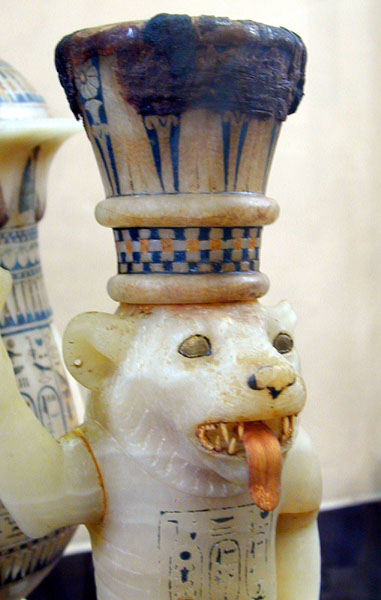
Salbgefäß aus Kalzit, Ägyptisches Museum Kairo (JE 62114)
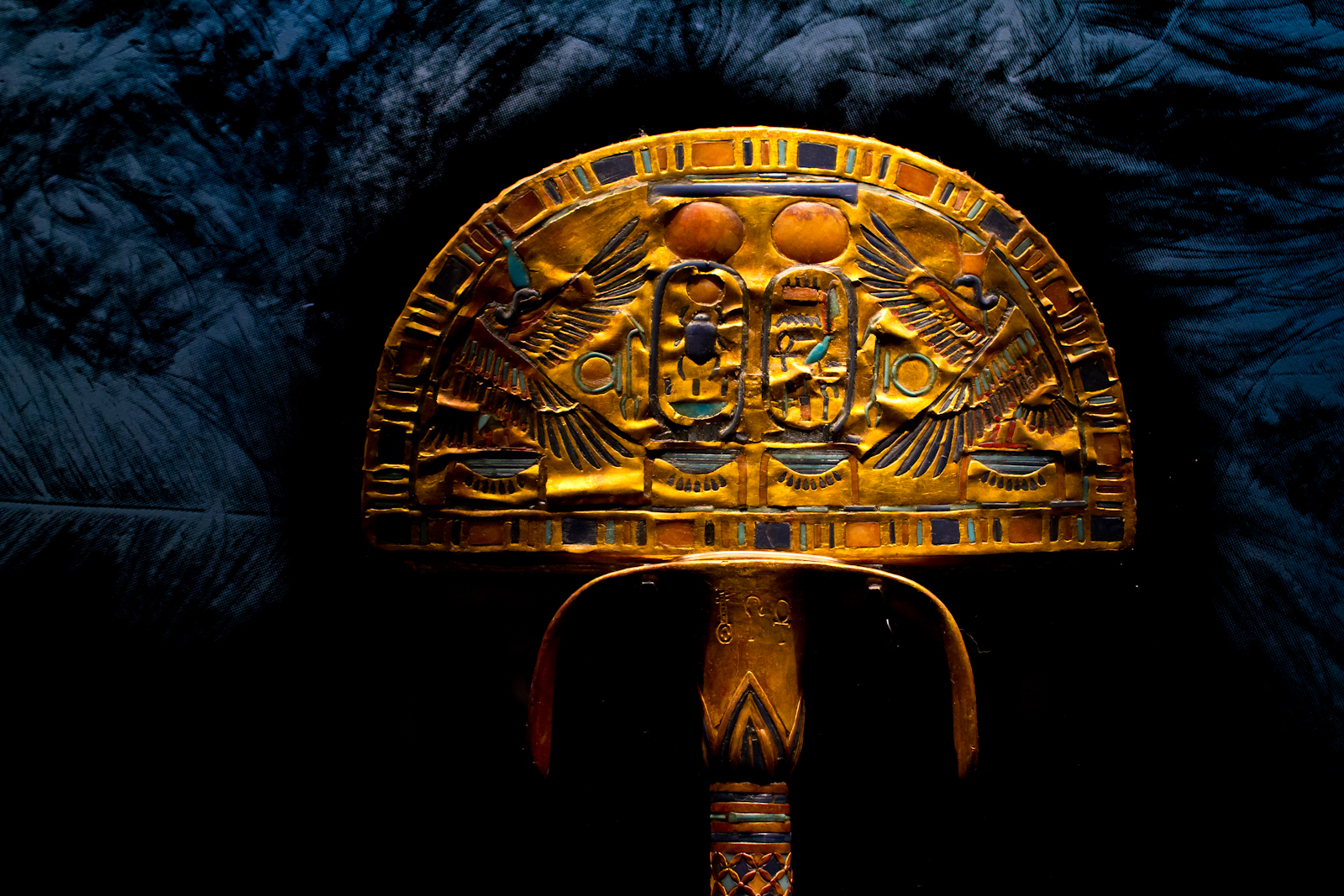
Zeremonien-Fächer, Ägyptisches Museum Kairo (JE 62000)
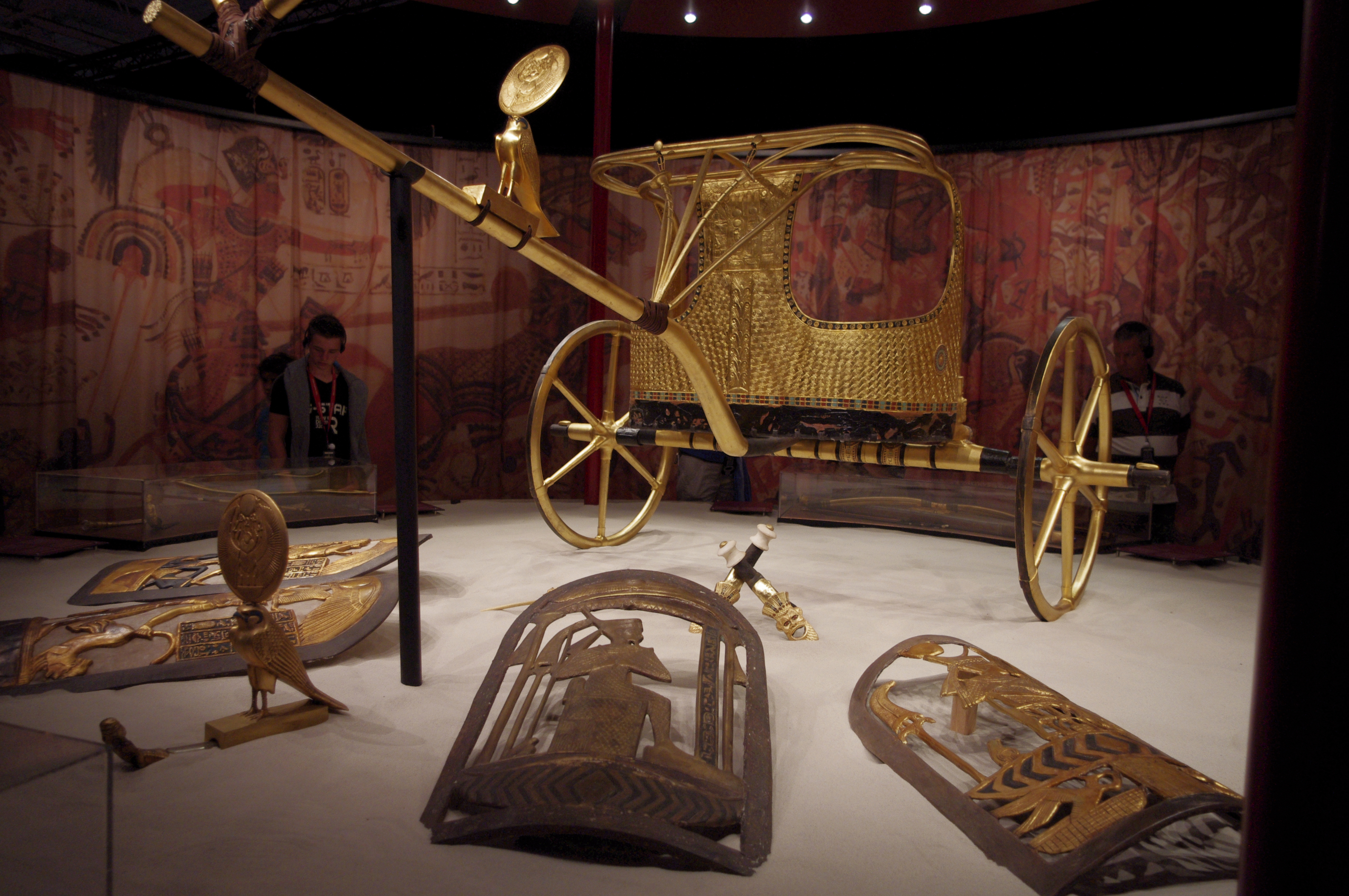
Streitwagen aus der Vorkammer, Schilde aus dem Anbau (Replikate)
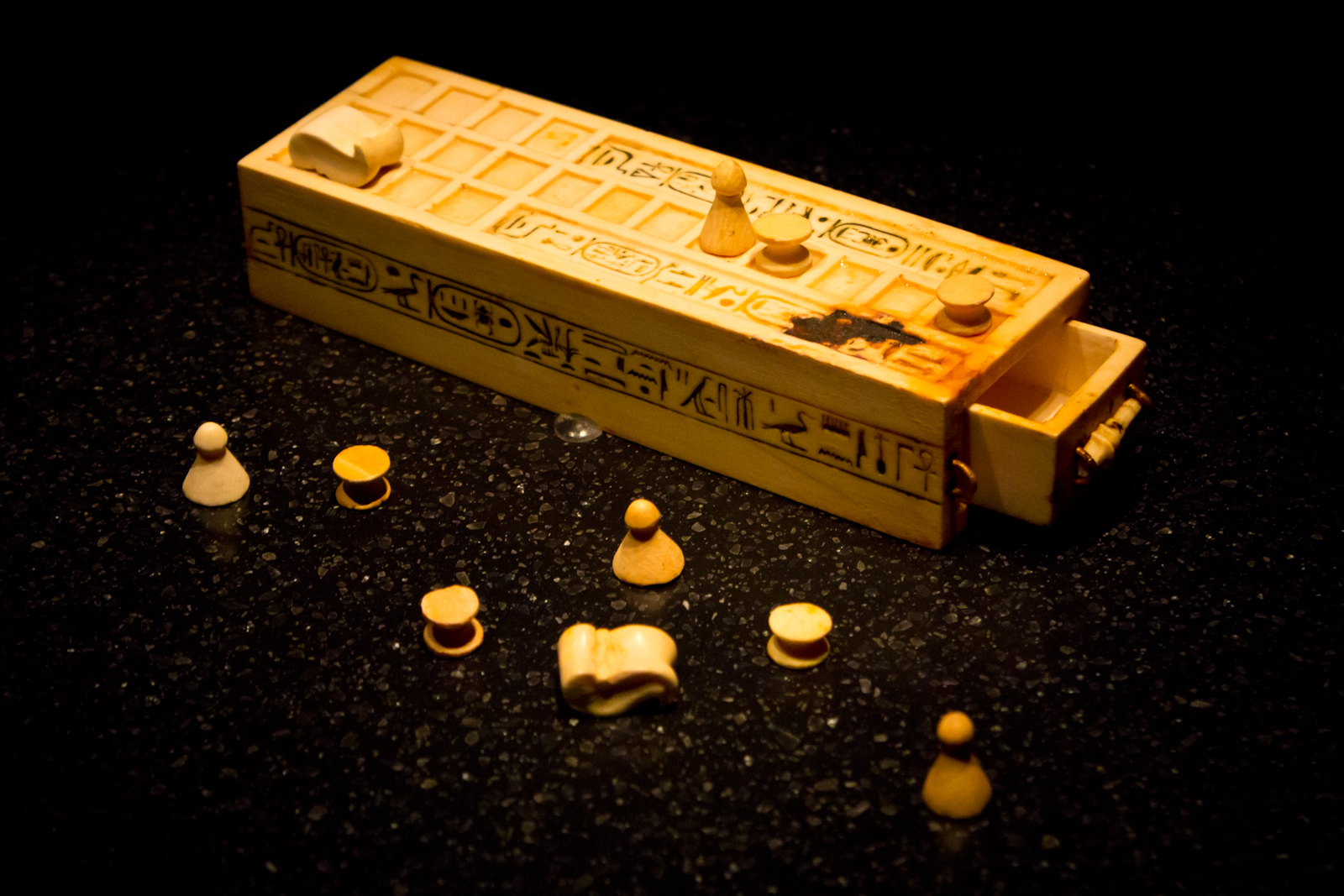
Senet-Spiel, Ägyptisches Museum Kairo
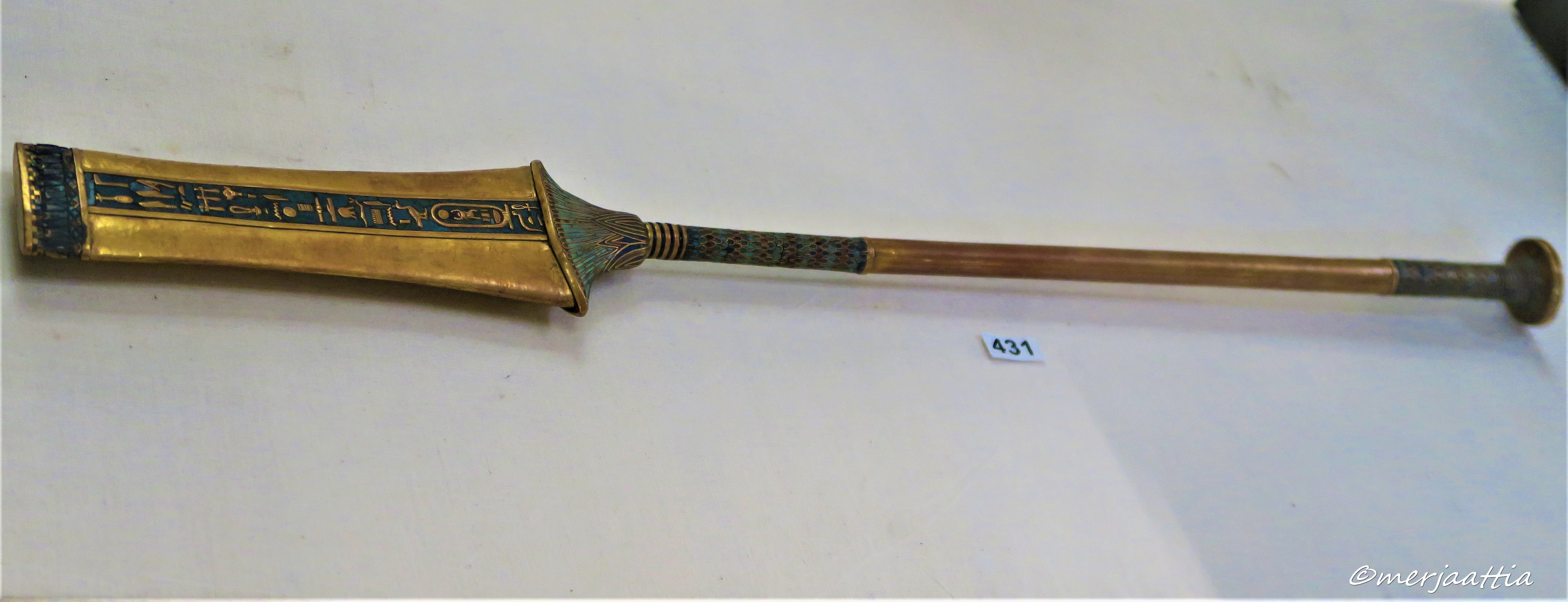
Sechem-Zepter, Ägyptisches Museum Kairo (JE 61759)

## Wanddekorationen

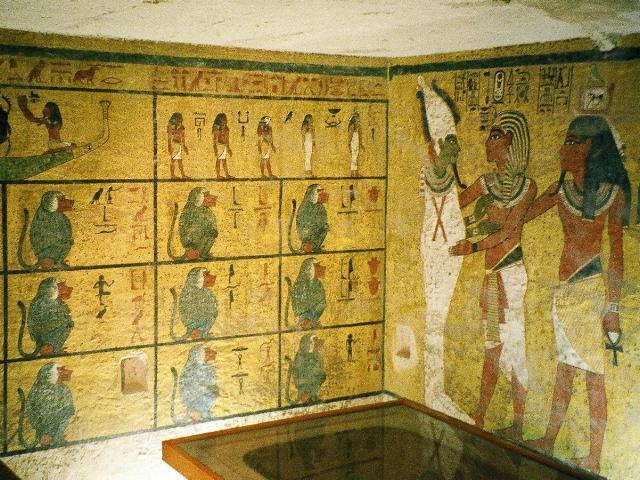
Amduatbuch mit Himmelsbarke (Teilansicht der Westwand), Tutanchamun und dessen Ka mit Osiris (Nordwand)

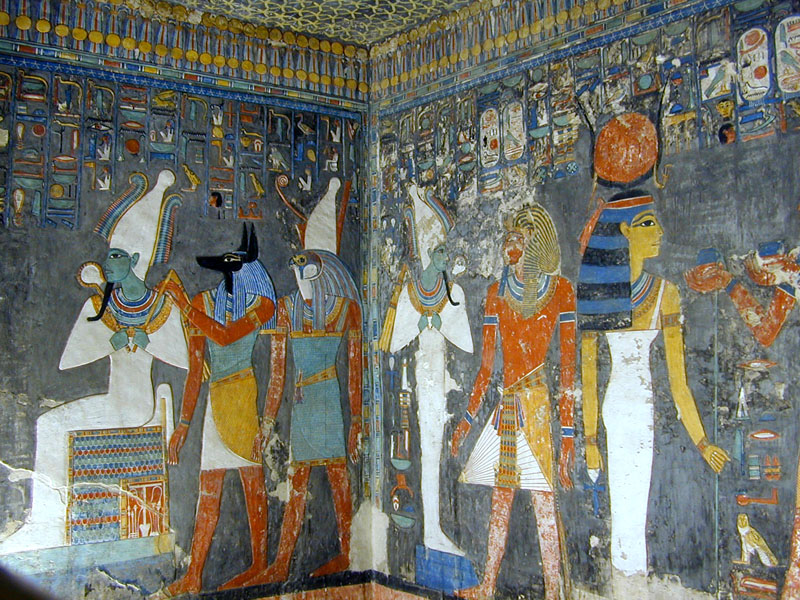
Grabkammer des Haremhab (KV57)

### Allgemeines
Die Grabkammer ist der einzige dekorierte Raum im Grab. Die grobbehauene und unverputzte Decke weist, im Vergleich zu anderen Königsgräbern, keine Malereien auf. Auch die Wände sind nicht vollständig vom Boden bis zur Decke bemalt. Die Wandmalereien enden etwa in Höhe des Sarkophags. Der darunter liegende Bereich ist weiß. Die Grundfarbe aller Wände ist ein Gelbton, der auf den weißen Verputz der glatt behauenen Wände aufgebracht worden war. Gelb symbolisierte Gold, das das Metall der Götter war und zudem als Fleisch der Götter, insbesondere des Sonnengottes Re, angesehen wurde. Die Bezeichnung für eine Grabkammer oder die Werkstätten, in denen Särge hergestellt wurden, war auch „Goldhaus“ (per-nebu). Die in den Wandbemalungen für die Figuren verwendeten Farben sind Rot, Braun, Blau, Grün, Schwarz und Weiß. Die Grundlagen für die Farben waren, außer für Schwarz, mineralischen Ursprungs. Die Farben wirkten, trotz Schimmelpilzflecken und der dadurch zerstörten Bereiche, lebendig.
| N1 |

| N1 |

| N17 |

| N17 |

 Das Getty Conservation Institute stellte bei seinen Arbeiten von 2009 bis 2014 fest, dass sich die künstlerischen Arbeiten an der Nordwand von den anderen drei Wänden unterscheiden. Bei Ost-, West- und Südwand waren die Figuren direkt auf die gelbe Untergrundfarbe aufgebracht worden, wohingegen die dargestellten Figuren auf der Nordwand ursprünglich auf eine rein weiße Fläche gemalt worden waren und die gelbe Bemalung nachträglich um die Figuren herum erfolgte. Zudem weist der Gelbton der Nordwand eine leicht hellere farbliche Abweichung zu den restlichen Wänden der Kammer auf. Nicholas Reeves leitet deshalb unter anderem aus den unterschiedlichen Bearbeitungen der Kammerwände ab, dass die Nordwand vor den anderen Wänden im Grab bemalt vorhanden gewesen sein musste und diese für die Bestattung Tutanchamuns nachbearbeitet worden war. Hierbei seien die ursprünglichen Inschriften übermalt und neue geschrieben worden. Howard Carter zufolge wurde die Grabkammer erst verputzt und mit Wandmalereien versehen, nachdem der König bestattet und alle Schreine aufgebaut worden waren, da die Vermauerung des Durchganges von der Südwand der Grabkammer zur Vorkammer, erst nach dem vollständigen Begräbnis erfolgen konnte. Demnach stand den Handwerkern und Künstlern wenig Platz zur Verfügung, was nach Carter die sehr einfachen und weniger kunstvollen Ausführungen der Malereien zur Folge hatte. Hinzu kamen nach Marianne Eaton-Krauss die unzureichenden Lichtverhältnisse in der Grabkammer. Zum anderen waren die Malereien mit den „brillanten und hellen Farben“ offensichtlich in Eile ausgeführt worden. Howard Carter vermutete in diesen letzten Arbeiten in Grab KV62 die Ursache für die Bildung von Schimmelpilzen, da sowohl die vergipsten Wände als auch die frisch aufgebrachten Farben noch feucht gewesen waren ohne vollständig trocknen zu können, bevor das Grab verschlossen wurde. Die Südwand der Grabkammer war die letzte Wand, die bemalt wurde, nachdem die Grabkammer vollständig ausgestattet worden war. Für die Arbeiten der Künstler war ein Durchgang verblieben, der nach Fertigstellung der Wanddekoration vollständig vermauert wurde.
Die Darstellungen der Figuren in der gesamten Grabkammer wirken zum Teil außergewöhnlich im Vergleich zu Darstellungen in anderen Königsgräbern und erinnern an die Kunst der Amarna-Zeit. Tatsächlich wurden von den Zeichnern für die Figuren unterschiedliche Gestaltungsraster verwendet. Zum einen das ursprüngliche Raster mit 18 Quadraten auf der Südwand als auch das in der Amarna-Kunst verwendete mit 20 Quadraten, so dass die Proportionen der Figuren unterschiedlich sind. Den Gegensatz bilden die Wandmalereien im Grab Haremhabs (KV57), die wieder im Stil der thebanischen Nekropole gehalten sind. Gaston Maspero nahm deshalb beispielsweise an, dass die Dekorationen in diesem Grab von denselben Künstlern gefertigt worden waren, wie jene in Grab KV17 von Sethos I.

### Dekorationsprogramm
Die Motive der Grabkammerwände beginnen mit der Ostwand über Nord-, West- und mit der Südwand endend, entgegen dem Uhrzeigersinn verlaufend und mit Beginn der Grablegung des Königs bis hin zu seinem Eintritt in das Totenreich. Die Richtung der dargestellten Ereignisse erfolgt, außer auf der Ostwand, von rechts nach links. Die Leserichtung der Hieroglyphen ist abhängig von den Darstellungen.

#### Ostwand

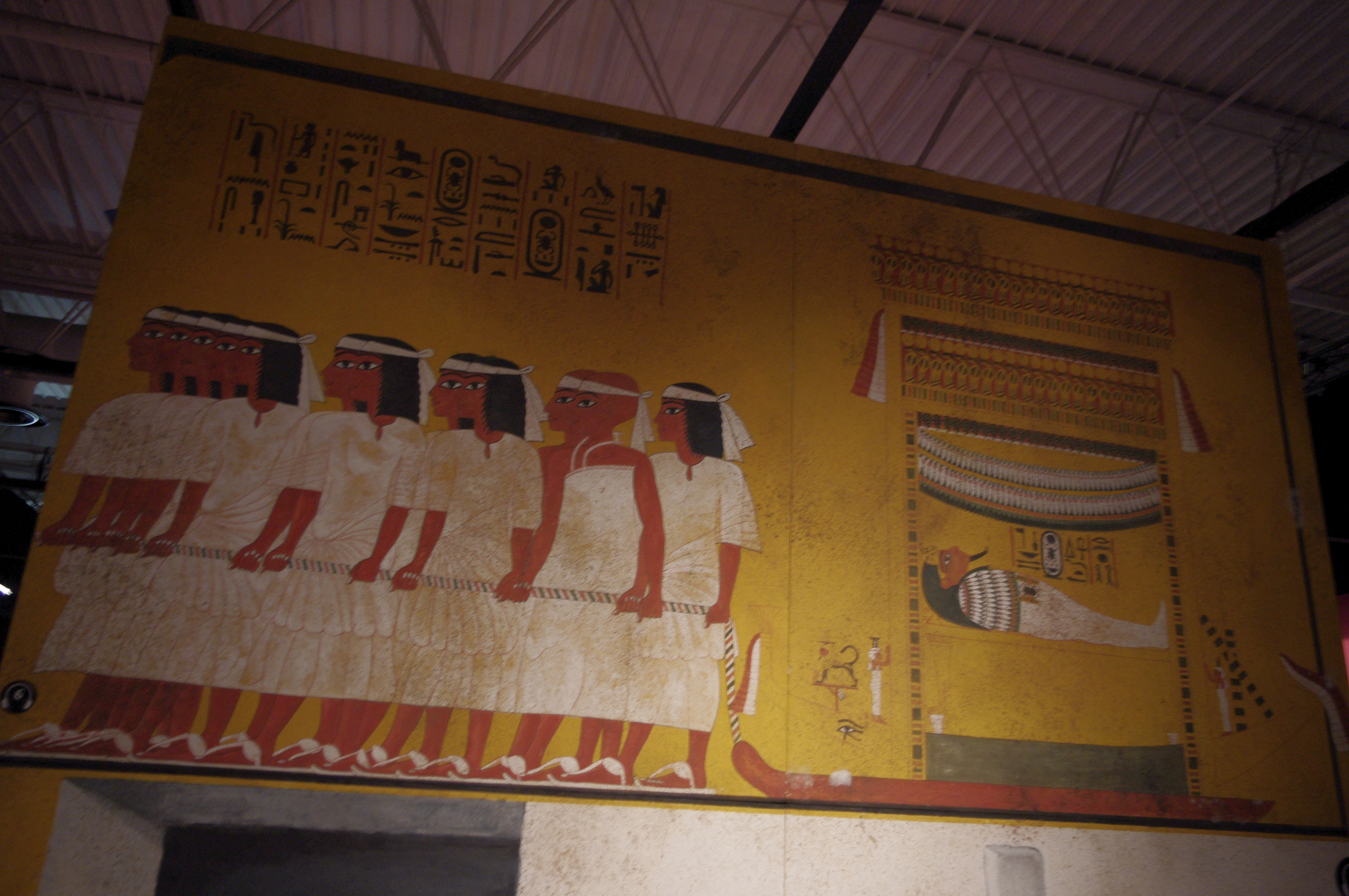
Ostwand (Replikat) – Lesung der Hieroglyphen von links nach rechts

Der verstorbene König liegt mumifiziert auf einer Bahre mit Löwenköpfen und Löwenfüßen, die sich in unter einem mit Uräus-Schlangen verzierten Baldachin auf einer Barke befindet und auf einem Schlitten steht. Die Lesung der Hieroglyphen erfolgt an dieser Wand vollständig von links nach rechts. Über der Mumie des Königs ist zu lesen: „Der vollkommene Gott, Herr der beiden Länder, Neb-cheperu-Re (Thronname Tutanchamuns), er möge leben in Ewigkeit, der Name von Re in unendlicher Dauer.“ Am hinteren Ende der Barke steht Isis, am vorderen Teil ihre Zwillingsschwester Nephthys und vor ihr der König mit Löwenkörper. Der Bug der Barke zeigt ein Horusauge (Udjat), das für Totenbarken als gewöhnliches Symbol gilt. Sowohl Bug und Heck der Barke sind mit einem roten und einem weißen Band, der Darstellung nach typisch für die Amarna-Zeit, versehen. Zwölf Personen in Unterteilung von fünf Gruppen ziehen den Schlitten. Alle tragen ein weißes Kopfband als Zeichen der Trauer. Die vorletzten zwei Personen haben einen rasierten Kopf und tragen, im Gegensatz zu den anderen Grabträgern, schulterfreie Gewänder. Bei ihnen handelt es sich vermutlich um Wesire in ihrer Funktion als Minister für Ober- und Unterägypten. Dem hieroglyphischen Text über ihren Köpfen zufolge sprechen sie mit einer Stimme, „dass Neb-cheperu-Re in Frieden kommt, als Gott gepriesen wird und Beschützer des Landes ist“. Die Szene setzt sich direkt auf der Nordwand fort, da dort der Anfang des Seils, das die Grabträger halten, um den Schlitten zu ziehen, abgebildet ist.
Die Darstellung eines Königs, der zu Grabe getragen wird, ist ungewöhnlich für ein Königsgrab und in Tutanchamuns Begräbnisstätte einmalig belegt. Ebenso wie vergleichsweise die Darstellung der „Vogeljagd in den Sümpfen“ im Grab Ejes (WV23) einzigartig für ein Königsgrab ist, sondern zum Bildprogramm eines bürgerlichen Grabes gehört. Die ersten neun Personen werden in anderen Darstellungen als sogenannte „neun Freunde“ bezeichnet und sind ebenfalls dem traditionellen Bildprogramm der Privatgräber entnommen.

#### Nordwand
Die Dekoration der anschließenden Nordwand besteht aus drei Szenen und beginnt mit der Vorbereitung der Reise des Königs in das Jenseits (Duat).
Der erste Abschnitt zeigt die Mundöffnungszeremonie an dem verstorbenen König durch Eje, der vor seiner Thronbesteigung Wesir und „Wahrer Schreiber des Königs“ unter Tutanchamun war. Er trägt als neuer Herrscher die in der 18. Dynastie häufig getragene Blaue Krone (Chepresch) und ist zudem durch das Pantherfell als Sem-Priester ausgewiesen. Tutanchamun hat Osiris-Gestalt mit typischer Atef-Krone, in jeder Hand ein Flagellum und trägt einen Skarabäus mit geöffneten Flügeln als Schmuck. Ein solcher Skarabäus ist ebenfalls auf der Ostwand an der dargestellten Königsmumie zu sehen und befand sich außerdem als Schmuckstück im Grabschatz. Eine Aufgabe des Sem-Priesters war im Totenkult die eines Ritualpriesters, die Zeremonie der Mundöffnung zu vollziehen. Das Symbol der Mundöffnung ist ein Dechsel, den Eje in beiden Händen hält. Durch diese Mundöffnungszeremonie soll die Mumie des Königs nicht nur die Fähigkeit zurückerhalten, im Jenseits zu essen und zu trinken, sondern der Verstorbene soll wieder Macht über all seine Sinne erhalten. Eje fungiert hier aber in der „mythologischen Rolle des Horus, der seinen Vater Osiris begräbt.“ Marianne Eaton-Krauss weist zu dieser Szene darauf hin, dass „das tatsächliche Alterverhältnis von Eje und Tutanchamun in keiner Weise der kultischen Funktion Ejes entspricht“. Zwischen beiden Personen befindet sich ein Tisch, auf dem ebenfalls ein Dechsel, ein Rinderschenkel, eine von einem „magischen Finger“ gehaltene Straußenfeder und das Symbol der Doppelfeder liegen – die für das Ritual notwendigen Zaubergeräte. Darüber sind fünf Gefäße mit ebenfalls zur Mundöffnung gehörenden Materialien, vermutlich Räucherwerk, Salben oder Natron, abgebildet. Eje trägt nicht nur die Blaue Krone, die ihn als amtierenden König ausweist, sondern auch die Hieroglyphen, die den zwei Kartuschen von Eigen- und Thronname vorausgehen, zeichnen ihn durch die Titel Sa Ra („Sohn des Re“) und Nisut biti („König von Ober und Unterägypten“) als Herrscher aus. Der ehemalige Hofbeamte Echnatons und Tutanchamuns mit dem Titel „Gottesvater“ ist damit als königlicher Nachfolger Tutanchamuns festgehalten, wie er in den späteren Königslisten fehlt. Auch diese Szene, in welcher der nachfolgende König im Grab seines verstorbenen Vorgängers bei der Mundöffnungszeremonie abgebildet ist, ist bisher ohne Vergleich in Königsgräbern. Von allen vier dekorierten Wänden finden sich nur hier Eigen- und Thronname Tutanchamuns zusammen, sonst ausschließlich der Thronname. Carter bezeichnet diese Szene als von besonders historischem Wert. Die Inschriften sind auf der Nordwand jeweils in Blickrichtung der Person zu lesen, über der sie stehen. Für Eje erfolgt die Lesung von links nach rechts, für Tutanchamun von rechts nach links.

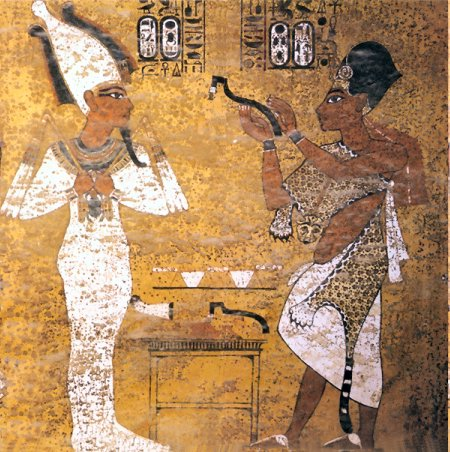
Mundöffnungszeremonie von Eje (rechts) am verstorbenen König (Osiris) Tutanchamun (links)

Die Inschrift in vier Spalten zu Eje lautet auf der rechten Seite der ersten Szene, die Hieroglyphen in der Darstellung von links nach rechts zu lesen:
|  |

|  |

|  |

|  |

|  |

|  |

1) Vollkommener Gott, Herr beider Länder, Herr des Machens der Dinge (auch: Herr der Rituale)

2) König von Ober- und Unterägypten, (Cheper-cheperu-Re) „Verkörperung der Erscheinungen des Re“,

3) Sohn des Re, (It-netjer-Ai) „Gottesvater Eje“,

4) Dem Leben gegeben sei wie Re, ewig und von unendlicher Dauer.
Die Inschrift lautet in drei Spalten zu Tutanchamun auf der linken Seite der ersten Szene, die Hieroglyphen in der Darstellung von links nach rechts zu lesen:
|  |

|  |

|  |

|  |

|  |

|  |

1) Vollkommener Gott, Herr beider Länder, Herr der Erscheinungen (auch: Herr der Kronen)

2) König von Ober- und Unterägypten, (Neb-cheperu-Re) „Herr an Gestalten, ein Re“,

3) Sohn des Re, „Lebendes Abbild des Amun, Herrscher des südlichen Iunu“, dem Leben gegeben sei ewig.

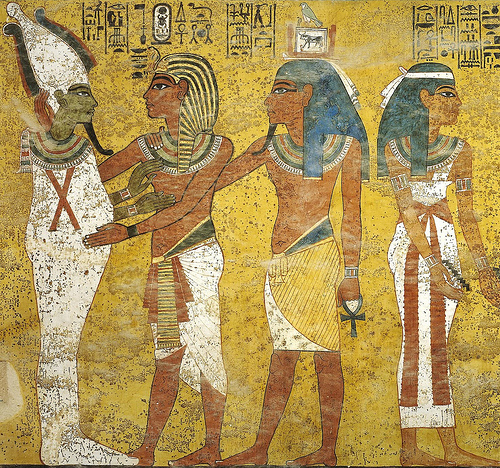
Nordwand von rechts nach links: Nut, Ka des Königs, der König umarmt Osiris; Leserichtung der Hieroglyphen für Tutanchamun und sein Ka von links nach rechts, für Osiris von rechts nach links

In der zweiten, direkt folgenden Szene steht der verstorbene Herrscher der Himmelsgöttin Nut gegenüber, die den König mit der Ni-Ni-Geste als „der, den sie geboren hat“ begrüßt. Der Gruß einer Göttin an den König als ihren Sohn. Tutanchamun trägt eine kurze Perücke und darüber ein Diadem mit Uräusschlange an der Stirn. Ein vergleichbares Diadem fand sich bei der Mumie Tutanchamuns. In der rechten Hand hält der verstorbene König einen Stab und in der linken ein Anch-Zeichen, die Hieroglyphe für Leben, sowie eine königliche Insigne. Der Spruch zu Nut lautet: „Herrin der Himmels, Geliebte der Götter, die seiner Nase und damit seinem Atem Gesundheit und Leben gibt.“ Die Texte sind für Tutanchamun von links nach rechts und für Nut von rechts nach links zu lesen.
Die letzte und abschließende Szene zeigt Tutanchamun mit Nemes-Kopftuch und sein hinter ihm stehendes Ka vor Osiris, dem Gott des Jenseits und der Wiedergeburt, aber auch Fruchtbarkeitsgott, der den König durch eine Umarmung in der Unterwelt willkommen heißt. Die Hieroglyphen über Tutanchamun bezeichnen ihn als „vollkommenen Gott, Herr beider Länder, Herr der Erscheinungen, dem Leben gegeben sei, ewig und von unendlicher Dauer.“

#### Westwand

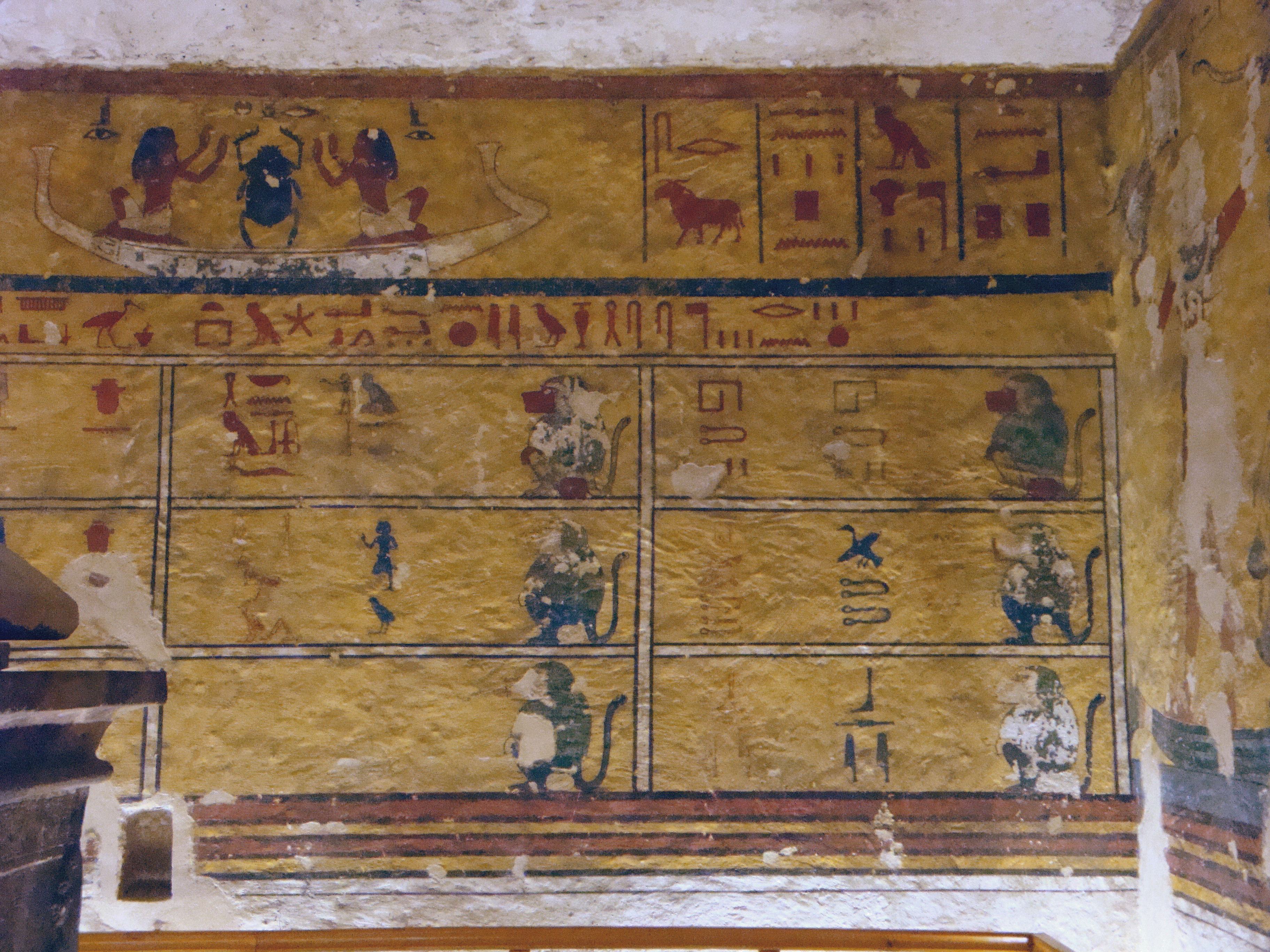
Vergleichbare Nordostwand aus dem Grab des Eje (Lesung von links nach rechts)

Die vom Eingang zur Grabkammer linksseitige Westwand enthält Textauszüge aus dem ersten Kapitel des Amduatbuches, „Das Buch von dem, was sich in der Duat (Jenseits) befindet“. Diese Darstellung ist die Wichtigste in der Grabkammer Tutanchamuns. Die Lesung der Szene erfolgt von rechts nach links. Im ersten, zweiteiligen Register, unter der hieroglyphischen Inschrift gehen der Sonnenbarke fünf Götter aus dem Amduat voraus: Maa, Nebet-uba, Heru, Ka-Shu und Nehes. In der Barke ist der Skarabäus Chepre (auch Chepri), der den Sonnenaufgang und die Morgensonne symbolisiert und für das Leben und die Existenz steht. Darunter befinden sich drei weitere Register, unterteilt in je vier Fächer mit einem heiligen Pavian, der auch ein symbolisches Tier des Gottes Thot ist. Diese hockenden Paviane stehen für die erste der zwölf Nachtstunden, die die Sonne und der König hinter sich bringen müssen, um am Morgen wieder geboren zu werden. Dies geht auf den Mythos zum Sonnengott Re zurück, der auf seiner Reise durch die zwölf Nachtstunden zahlreichen Feinden, Hindernissen und Geistern gegenübertreten musste. Am bekanntesten ist wohl der Kampf gegen die Schlange Apophis, die stets in das Chaos zurückgedrängt wird, damit Re in Verkörperung des Chepre als Sonne wieder auferstehen kann. Zum Abschluss der ersten Stunde im Amduat heißt es:
„120 Meilen sind bis zu diesem Torweg zu gehen. Die Stunde, die (in) diesem Torweg leitet – ihr Name ist Welche die Stirnen des Re zerschmettert. Es ist die erste Nachtstunde.“
Eine vergleichbare Darstellung findet sich, mit leicht veränderter Aufteilung im Vergleich zu der in der Grabkammer Tutanchamuns, an der Nordostwand im Grab (WV23) von dessen Nachfolger Eje.

#### Südwand

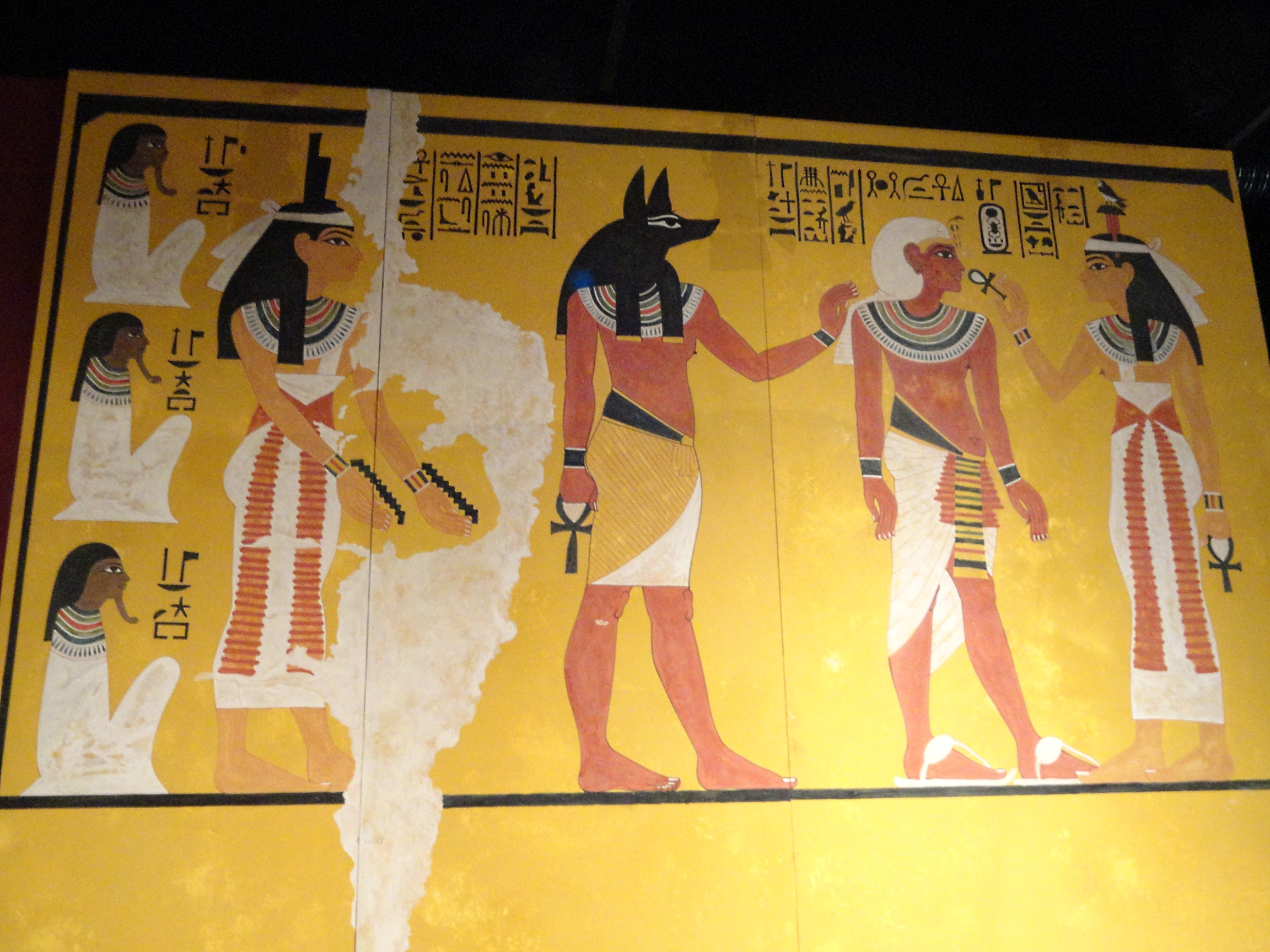
Südwand (Replikat) von rechts nach links (in Leserichtung der ägyptischen Hieroglyphen): Hathor, Göttin des Westens, Tutanchamun, Anubis, Isis und drei identische Unterweltsgottheiten

Die Darstellungen auf der Südwand sind eine Parallele zur Nordwand und stellen den Abschluss der Darstellungen des Königs von seiner Bestattung bis hin zum Eintritt in das Totenreich dar. Tutanchamun trägt ein sogenanntes Chat-Kopftuch mit Uräus und ist Hathor, den Hieroglyphen zufolge Göttin des Westens (Totenreich) und „Herrin des Himmels“ (Nebet-pet), aber allgemein auch Göttin der Liebe, des Friedens, der Schönheit, des Tanzes, der Kunst und der Musik, zugewandt. Sie hält dem Verstorbenen ein lebenspendendes Anch an die Nase, während sie ein weiteres in der Hand hält. Hinter dem König steht Anubis, der Gott der Totenriten, ebenfalls ein Anch haltend, der Tutanchamun eine Hand an die Schulter legt. Um Zugang zur Grabkammer zu erlangen und diese zu untersuchen und schließlich zu räumen, musste Howard Carter einen Teil der Nordwand der Vorkammer und somit zum Teil die Südwand der Grabkammer abtragen. Harry Burton hat jedoch eine Fotografie von den wieder zusammengefügten Teilen der ursprünglichen Wand anfertigen können, so dass die Gesamtansicht nachvollziehbar bleibt. Die hinter Anubis stehende Göttin Isis, ebenfalls Totengöttin und Göttin der Geburt, Wiedergeburt und der Magie, sowie drei hockende, identische Unterweltsgottheiten sind heute nicht mehr erhalten. Die Inschrift zu Isis mit ihrem Namen ist zum Großteil noch lesbar. Isis hält in beiden Händen das Zeichen für „Wasser“, das auf rituelle Reinheit (Ni-Ni-Gruß) hinweist und damit das Pendant zur Göttin Nut auf der Nordwand ist, die dasselbe Zeichen in den Händen hält und dort dem König direkt gegenübersteht. Georg Steindorff vermerkte zur Göttin Isis: „Das Bild war unvollständig; es hat ohne den König, an dem die Göttin die Zeremonie der Wasserspende vollzieht, keinen Sinn.“

#### Die Darstellungen der Götter
Die auf der Nordwand abgebildeten Götter Osiris und Nut blicken Richtung Osten. Auf der Südwand hingegen ist das Gesicht von Hathor dem König mit Blick nach Osten zugewandt und die Ausrichtung von Anubis, Isis und der Unterweltgottheiten erfolgt nach Westen, wobei ihre Blicke direkt auf der einzigen Darstellung des Königs auf dieser Wand ruhen. Im Vergleich zur Nordwand, wo Tutanchamun vor Nut steht, fehlt auf der Südwand eine Figur des Königs vor Isis, da der Platz hierfür, trotz nahezu gleicher Wandlänge zur Nordwand, durch die Darstellung der identischen Unterweltsgottheiten, nicht ausreichte.
Die Göttin Isis wurde bis zum Ende der Amarna-Zeit nicht in königlichen Gräbern dargestellt. Das ist darauf zurückführen, dass die tägliche Auferstehung von Osiris nicht durch seine Schwestergattin Isis, sondern durch den Sonnengott Re erfolgte. Andererseits hatten weder Osiris noch Isis innerhalb der neuen Religion zu Aton von Echnaton eine Funktion. Isis galt nicht nur als Schwester des Osiris, sondern auch als Mutter des Königs. Isis ist so erstmals im Grab des Tutanchamun dargestellt, im später angelegten Grab von König Haremhab (KV57) vier Mal.

## Ausstattung

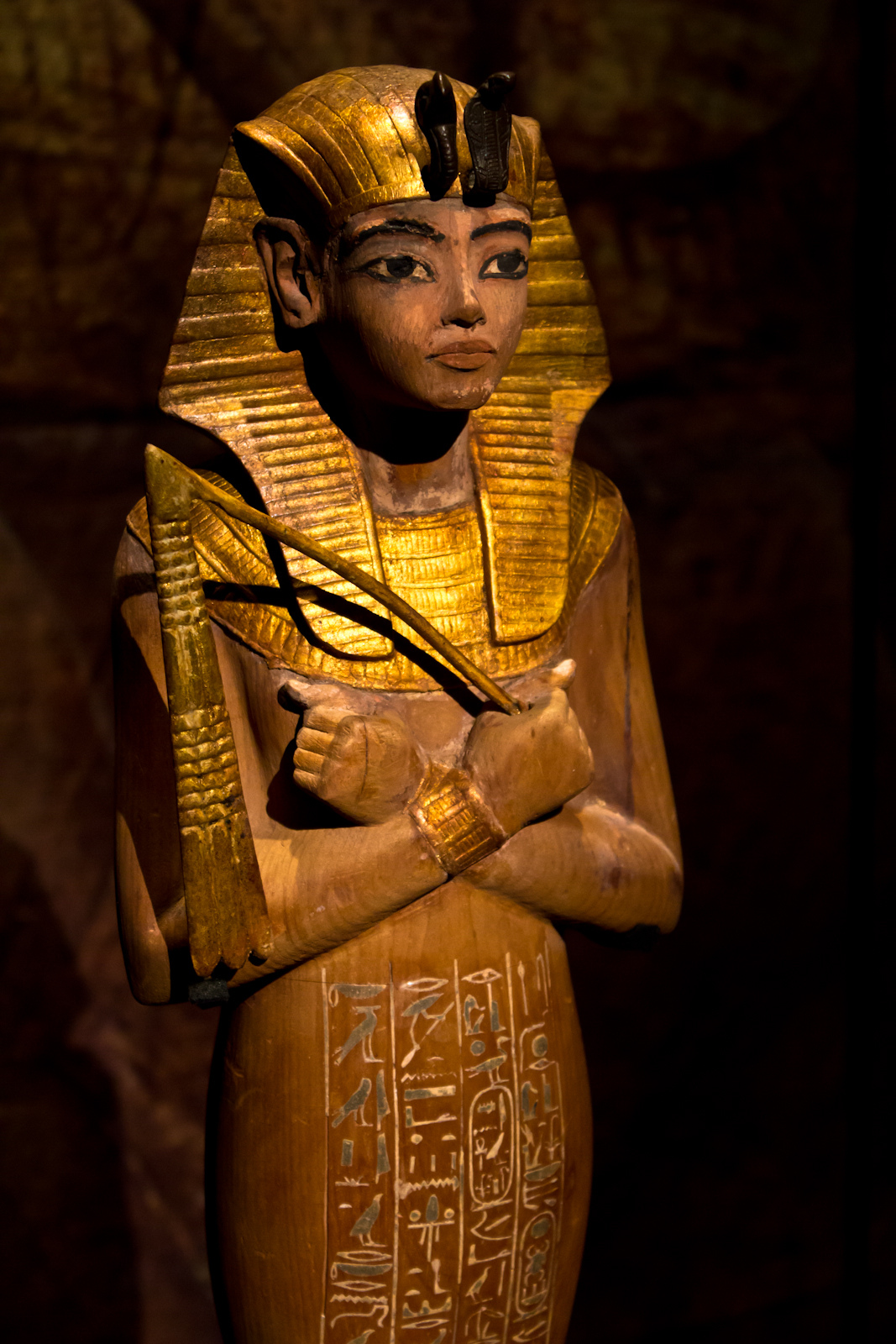
Beispiel für ein Uschebti Tutanchamuns aus Holz mit Goldeinlagen

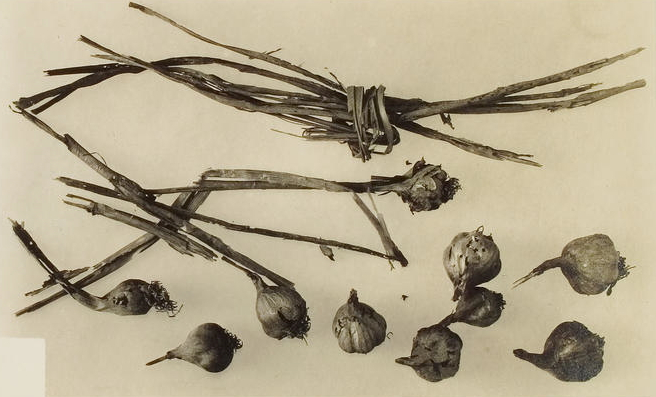
Im Grab gefundene Knoblauchzehen

Eine Grabausstattung umfasste folgende Kategorien an Objekten:
1. Jene, die bereits im täglichen Leben benutzt wurden, wie Schmuck oder Kosmetikgefäße.
2. Speziell für eine Bestattung hergestellte, wie Sarg oder Uschebtis.
3. Objekte, die bei religiösen Ritualen während der Bestattungsfeierlichkeiten benutzt und anschließend mit dem Toten begraben worden sind.

Die Entdeckung von KV62 mit einem weitgehend vollständigen Grabschatz mit Artefakten in unterschiedlichem Erhaltungszustand war die erste ihrer Art und brachte für die ägyptologische Forschung verschiedene Erkenntnisse. Zum einen über die Beigaben bei königlichen Begräbnissen und zum anderen über die Bestattung eines Königs. Das Grab beinhaltete sowohl die auf einem Papyrus zum Grab Ramses IV. erwähnten Schreine als auch ein vollständiges Sargensemble, bestehend aus Sarkophag, drei Särgen und der Mumie des Königs. Des Weiteren konnten Informationen zu Tutanchamun und zur Amarna-Zeit gewonnen werden.
Das Grab enthielt über alle Kammern verteilt folgende Gegenstände: Kleidungsstücke, Stoffe und zahlreiche Skarabäen beziehungsweise Schmuckstücke aus Gold und Edelsteinen, kleine Statuen des Königs und von Göttern, Weihrauch, Gehstöcke, Fächer, Dekorationsstücke, Möbelstücke wie Truhen, Stühle und Liegen, Brettspiele, Nahrungsmittel (Brot), Weinkrüge, Ton- und Goldgefäße, Streitwagen und Jagdwaffen, sowie verschiedene Gefäße für Kosmetika, Salben und Öle als auch Gewürze. An der Mumie selbst fanden sich zahlreiche Amulette und weiterer Schmuck. Einige der Beigaben konnten dem persönlichen Gebrauch des Königs zugeordnet werden, wie beispielsweise Kleidung oder Schmuck, andere waren rein für die Bestattung oder rituellen Gebrauch bestimmt gewesen.
Es gab aber auch für das Begräbnis gestiftete Objekte, wie ein Uschebti aus Holz von dem hohen Beamten und Schatzhausvorsteher Maya, ausgewiesen durch die dem König gewidmete Inschrift mit seinem Namen. Diese Figur zeigt den König Tutanchamun in Mumiengestalt auf einer Totenbahre liegend, flankiert von einem Falken und dem Ba des Königs, die beide mit ihren Flügeln den König schützend umgeben. Ebenso von Nachtmin, unter Tutanchamun mit den Titeln „Mitglied der Elite“, „Schreiber des Königs“, „Großer Truppenvorsteher“ oder „Wedelträger zur Rechten des Königs“ versehen, fanden sich Uschebtis für seinen König in KV62.
Als persönlicher Gegenstand des Königs gilt ein vergoldeter Stab aus Schilfrohr, den Tutanchamun der Inschrift zufolge selbst geschnitten hatte.
Für einen Großteil der Beigaben war bereits zur Zeit der Entdeckung durch Howard Carter nachgewiesen, dass vieles aus der Grabausstattung ursprünglich nicht für Tutanchamun bestimmt oder für ihn angefertigt gewesen war, sondern aus „zweiter Hand“ stammte. Wie in Grab KV55 war es ein „Sammelsurium“ an Gegenständen, die unter anderem folgenden Personen aus Tutanchamuns Familie oder seinen Vorgängern zugeordnet werden konnten:

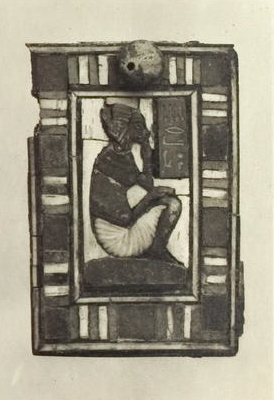
Deckel eines Kästchens mit dem Namen von Neferneferure, Ägyptisches Museum Kairo (JE 61498)

- Amenophis III.: eine Elfenbeinpalette und eine Kalzitvase, letztere zusammen mit dem Namen von Königin Teje
- Teje: Miniatursarg mit Inschrift zu Königin Teje, der eine Haarlocke von ihr enthielt, sowie aus Elfenbein bestehende Klappern mit ihrem Namen
- Echnaton (Amenophis IV.): Fächer, verschiedene Leinentücher mit unterschiedlichen Regierungsjahren, Schmuckstücke, die für Tutanchamun umgearbeitet wurden
- Neferneferuaton / Semenchkare: beispielsweise goldene Mumienbänder,[195] kleine Eingeweidesärge (geändert für Tutanchamun)
- Meritaton: Schreiberpalette
- Neferneferure: Deckel einer Box
- Maketaton: Schreiberpalette aus Elfenbein
- Thutmosis (Kronprinz): Peitschenstock

Einige Stücke, wie der kleine goldene Schrein, Truhen oder der goldene Thron, zeigen Tutanchamun mit seiner Großen königlichen Gemahlin Anchesenamun. Der lehrhafte Name des Gottes Aton, in seiner zweiten Fassung ab dem 9. Regierungsjahr Echnatons, findet sich nicht nur auf dem goldenen Thron, sondern auch auf der „perlenbestickten Kappe“, die sich am Kopf der Mumie Tutanchamuns fand. Ein Sechem-Zepter aus Gold (Fundnummer 577, Ägyptisches Museum Kairo, JE 61759) nennt sowohl Aton als auch Amun. Aton ist hier dem Amun „untergeordnet“
T. G. H. James Eindruck von dem gesamten Grabinventar ist der von einer scheinbar willkürlich aus dem Palast und den Magazinen zusammengestellten Ansammlung an Gegenständen: „Bot etwa ein königliches Begräbnis die Gelegenheit, sich der Gegenstände zu entledigen, die nicht mehr benötigt, aber dennoch nicht weggeworfen werden durften?“ Obwohl es zu den Objekten selbst viele ungeklärte Fragen gibt, geben sie dennoch Aufschluss über die Künstler, die diese „bemerkenswerten“ Gegenstände gefertigt und umfassende Kenntnisse zu den Materialien hatten, die sie bearbeitet und verarbeitet haben. Seine Bewertung der Grabausstattung ist:

„Der Inhalt des Grabes ist ein Füllhorn sakraler und profaner Schätze, die uns immer wieder von neuem bezaubern, überraschen und belehren. Es sind eben wunderbare Dinge […]“

Die Grabbeigaben geben nicht nur einen Eindruck über die hervorragenden künstlerischen Fähigkeiten der Arbeiter in der Nekropole, sondern ebenso zu den Verarbeitungstechniken der jeweils verwendeten Materialien bei Kleidung, Schmuck oder Möbeln. Viele ähnlich gefundene Gegenstände sind in einem wesentlich schlechterem Erhaltungszustand, weshalb sich die Objekte aus KV62 bestens für Analysen und Untersuchungen eignen. Vergleiche von im Grab gefundenen Stoffen wiesen unterschiedliche Qualitäten auf, wie es bereits bei den Binden für die Mumifizierung des Königs festgestellt worden war.

## Beurteilung von Howard Carters Arbeit
Während es sein ehemaliger Mentor Flinders Petrie zum Entdeckungszeitpunkt guthieß, dass diese Ausgrabung in der Verantwortung von Howard Carter und Alfred Lucas lag, blieben Carters Arbeiten an Grab KV62 sowie seine Aufzeichnungen und Schilderungen unter späteren Archäologen nicht unreflektiert und kritikfrei. Die Bewertungen sind unterschiedlich. Beanstandet wurden im Laufe der Jahre verschiedene Aspekte: Arbeitsmethoden, falsche Darstellung von Ereignissen, Zweifel an den Schilderungen von zwei Beraubungen des Grabes im Altertum sowie die unrechtmäßige Entwendung von Gegenständen aus dem Grabschatz. Die Darstellung der Fundgeschichte wurde später von Alfred Lucas, seinerzeit Mitglied im Grabungsteam Carters, und Thomas Hoving, ehemaliger Direktor des Metropolitan Museum of Art in New York, zum Teil korrigiert.

### Arbeitsmethoden
Nach Thomas Hoving hat Howard Carter mit seiner Arbeit am Grab versagt. Zum einen hätte Carter statt einer wissenschaftlichen Abhandlung nur ein dreibändiges Werk, das allgemein als Vorbericht gilt, veröffentlicht, zum anderen würde ihn sein „Mangel an profunder Wissenschaftlichkeit in die Nähe des von ihm so hochgeschätzten Giovanni Battista Belzoni stellen.“ Hoving bezeichnete Carter als einen „der letzten und größten Schatzsucher in Ägypten.“
Kritisiert wurde ferner der zerstörerische Umgang mit der Mumie Tutanchamuns. Zur Feststellung, dass der Königsmumie das Brustbein und Teile der Rippen fehlen, urteilten beispielsweise Zahi Hawass und Ahmed Saleh, Howard Carters Interesse hätte allein der Bergung der Schmuckstücke an der Mumie und nicht ihr selbst gegolten. Zudem würden diese fehlenden Knochen von der Königsmumie weder in Carters Aufzeichnungen noch in dem Bericht von Douglas E. Derry erwähnt.

### Darstellung von Ereignissen

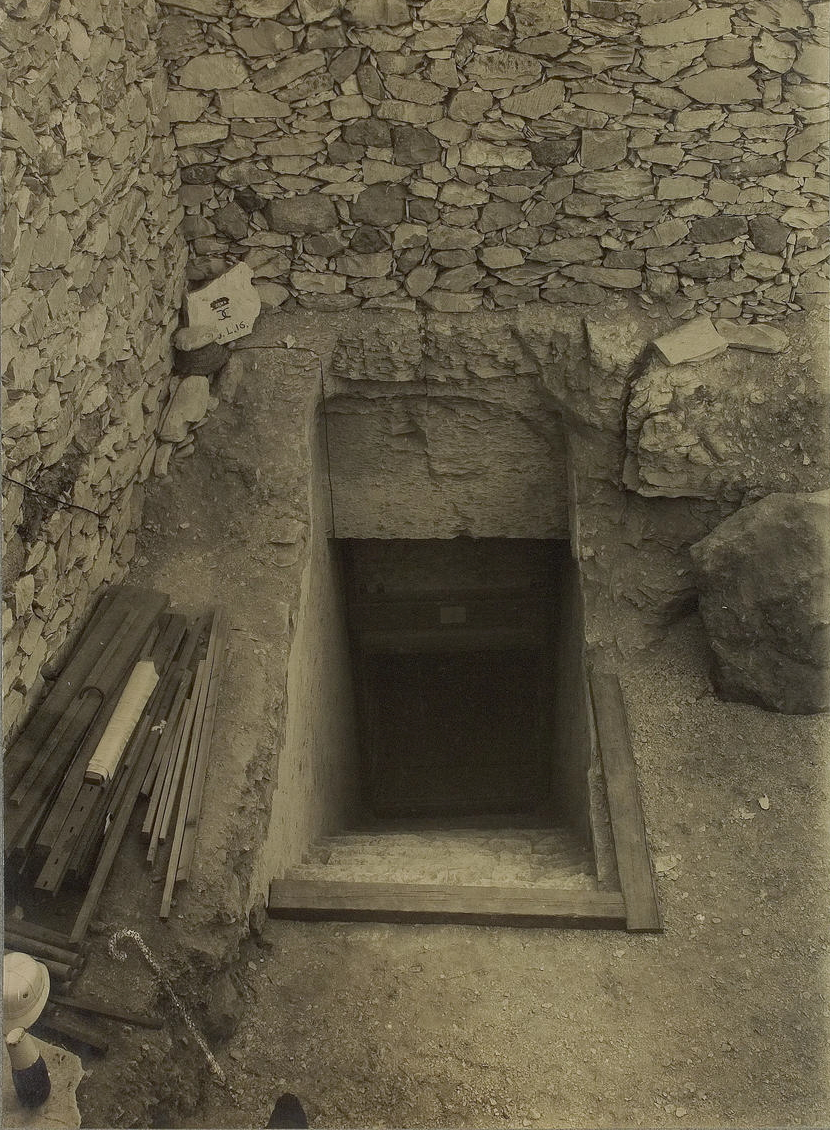
Mauer von KV9 am Eingang von KV62

Christine El Mahdy bezeichnete es als seltsamen Zufall, dass KV62 nur drei Tage nach Beginn der Grabungssaison entdeckt worden war. Carter müsse die Lage des Grabes bereits vor der Entdeckung gekannt haben, da die errichtete Schutzmauer zum Grab Ramses VI. (KV9) vor Auffindung des Grabes von Tutanchamun errichtet worden war und exakt abschließt, ohne den Eingang von KV62 zu behindern.
Howard Carters Schilderungen zu einigen Ereignissen entsprechen zudem nicht immer den Darstellungen Dritter. Entgegen seinen Angaben haben er, Lord Carnarvon und dessen Tochter Evelyn Herbert die Grabkammer und vermutlich die Schatzkammer bereits am 28. November 1922, einen Tag vor der offiziellen Öffnung des Grabes, heimlich betreten, und das auf dieselbe Weise wie seinerzeit die Grabräuber. Das ursprüngliche Loch in der Zwischenwand wurde danach verschlossen und mit Schilfrohr und einem geflochtenen Korbdeckel verdeckt. Dieses vorzeitige Betreten geht zum einen aus einem Brief von Lady Evelyn an Howard Carter hervor, die ihm dafür dankt, das „Heilige vom Heiligsten“ betreten haben zu dürfen. Sie bezeichnet diesen Moment als den „Größten ihres Lebens“. Andererseits erwähnt Lord Carnarvon in einem Brief an Alan Gardiner den Besuch in der Grabkammer ebenfalls. Des Weiteren ist den Fotos von der Nordwand der Vorkammer zu entnehmen, dass die Truhe (Fundnummer 21) zwischen den großen Holzstatuen bewegt worden war, da diese auf den Fotos in unterschiedlichen Positionen zu sehen ist. 1947, acht Jahre nach Howard Carters Tod, veröffentlichte Alfred Lucas einen Bericht in Annales du service des antiquités de l’Égypte, demzufolge Carter das Wiederverschließen des Lochs zugab. Nach Jaromír Málek spricht das frühe Betreten der Grabkammer für Howard Carters spätere Äußerung, dass sich hinter der vermauerten Zwischenwand die Grabkammer befinden müsse.

### Zweifel am Grabraub im Altertum
Rolf Krauss bezweifelt die Darstellung Carters zu einer zweimaligen Beraubung vor der Grabentdeckung und betrachtet diese als vorgetäuscht. Grundlage für seine Annahme bilden die Absätze 9 und 10 zur Fundteilung in der Grabungslizenz. Nur bei einem beraubten Grab sollten die Anteile des Fundes hälftig für den Ausgräber und das Land Ägypten erfolgen. Gemäß Krauss wäre es deshalb besonders in Carnarvons und Carters Interesse gewesen, „die Fundsituation zu ihren Gunsten zu deuten“. Krauss schreibt außerdem die Öffnung der kleinen Schreine und der Truhen Carter selbst zu und führt in seiner Argumentation über eine absichtliche Täuschung durch Howard Carter verschiedene Punkte auf. Neben dem Fundumstand zum „Kopf des Nefertem“ und der späteren Darstellung von Alfred Lucas zur Zwischenwand von der Vorkammer zur Grabkammer, verweist er unter anderem darauf, dass Carter keine zerbrochenen Stücke der Siegel von den Schreintüren oder den Weinkrügen erwähnt. Seiner Auffassung nach müssen die Weinkrüge beispielsweise bei der Grablegung nicht zwingend verschlossen gewesen sein. Howard Carters Schlussfolgerung, dass die Inhalte der Truhen nicht mit ihren Inventarlisten übereinstimmten und dies auf das unachtsame Zurücklegen von Gegenständen in die Behälter durch Beamte der Nekropole vorgenommen wurde, sieht er skeptisch. Rolf Krauss beruft sich hierbei auf Jaroslav Černý, demzufolge die Behälter bereits markiert waren, bevor sie bestückt wurden und manches, das für das Grab vorgesehen war, nicht zum Begräbnis geliefert worden war und deshalb von Anfang an fehlte. Eine weitere Unstimmigkeit ist die Beschreibung über den Fundumstand eines Salbgefäßes in Form einer Doppel-Kartusche (Fundnummer 240 bis, Ägyptisches Museum Kairo, JE 61496). Carter gab an, es in der Sarkophagwanne gefunden zu haben, während Alfred Lucas beschreibt, das Objekt hätte sich innerhalb der Schreine gefunden. Nach Krauss sind die Fotos in situ in der Vorkammer, insbesondere das der Nordwand zur Grabkammer hin mit den zwei Wächterstatuen, arrangierte Fotos. Zudem stellt er die von Carter erwähnten antiken Fußabdrücke im Grab in Frage und bezieht sich dabei unter anderem auf eine Beobachtung von Rosemarie Drenkhahn. Ihr zufolge weisen die auf dem in der Seitenkammer gefundenen Bogenkasten Abdrücke mit Absätzen auf und sind somit moderne Schuhe und nicht die antiker Grabräuber. Krauss hinterfragt außerdem, wie Howard Carter die Fußabdrücke von Grabräubern von jenen derer zu unterscheiden vermochte, die das Grab wieder in Ordnung gebracht und verschlossen hatten.

### Entwendete Objekte

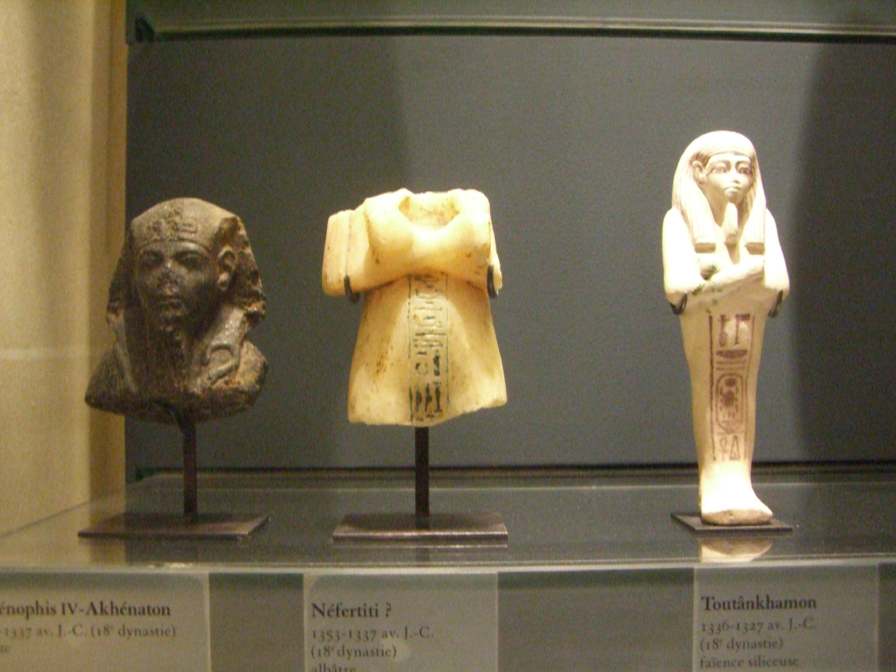
Uschebti des Tutanchamun (rechts), Louvre

Bereits 1924 hatte der „Kopf des Nefertem“ während Howard Carters Abwesenheit in Ägypten für Aufregung gesorgt und der Verdacht bestanden, er hätte das Objekt unterschlagen. Sowohl nach Lord Carnarvons als auch Howard Carters Tod stellte sich heraus, dass sich in beider Nachlass Objekte befanden, die dem Grabschatz aus KV62 entstammen mussten, aber nicht in den Aufzeichnungen erfasst worden waren. Die ägyptische Sammlung Carnarvons war an das Metropolitan Museum of Art verkauft worden. Phyllis Walker, Carters Nichte und Alleinerbin, konnte die Objekte aufgrund des Zweiten Weltkrieges erst 1946 über König Faruq an Ägypten zurückgeben. Diese Stücke sind seitdem Teil der Ausstellung im ägyptischen Museum in Kairo. Wie und wann die Gegenstände in den Besitz beider gelangt sind, ist ungeklärt. Zahi Hawass kommt zu dem Schluss, dass sie die Fundstücke an sich genommen haben müssen, bevor entschieden war, dass es keine Teilung des Grabschatzes geben würde. Seiner Meinung nach war dies Howard Carters größter Fehler gewesen, wenn die Bekanntmachung durch die ägyptische Regierung, das Grab als „unversehrt“ zu betrachten, vor der Entnahme der Gegenstände erfolgt wäre. Danach wäre Howard Carter ein Dieb gewesen.
Ein weiteres, strittiges Objekt stellt für Christian E. Loeben, Kurator und Leiter der ägyptischen und islamischen Sammlung im Museum August Kestner in Hannover, ein Uschebti Tutanchamuns im Louvre dar, das den Thronnamen des Königs trägt. Nach Loeben kann es „nur aus dem Grab stammen“.

### Andere Bewertungen
Veronica Seton-Williams und Joyce Tyldesley beurteilen Howard Carters Vorgehensweise zum Umgang mit dem Grabschatz aus einem anderen Blickwinkel.

„Und was denken wir über Carter und Carnavon? Es ist Mode geworden, Leute, die sich auf irgendeinem Feld einen Namen gemacht haben, zu verunglimpfen. Seit der Entdeckung des Tutanchamun-Grabes sind nun mehr als 50 Jahre vergangen, und damals waren die Vorstellungen davon, was im archäologischen Bereich korrekt oder unkorrekt war, noch völlig andere. Wenn etwas tadelnswert ist, so ist dies nicht die relativ unvollkommene Feldarbeit, die unter sehr schwierigen Bedingungen geleistet werden musste, sondern es sind die gewissenlosen Versuche finanzstarker Museen, ein Stück, das attraktiv erscheint, um jeden Preis anzukaufen, ohne seine Herkunft zu erforschen.“

„Doch ehe wir Carter dafür verurteilen, dass er wie ein Mann seiner Zeit dachte und handelte, sollten wir vielleicht darüber nachdenken, was geschehen wäre, hätte der eine oder andere seiner Zeitgenossen Tutanchamuns Grab entdeckt.“

Jaromír Málek hielt eine vorzeitige Entdeckung des Grabes nicht nur für unlogisch, sondern sieht die Akribie, mit der Carter über den vollständigen Grabungszeitraum hinweg arbeitete, als Gegensatz zu den vorgebrachten Vorwürfen. Als „Dieb“ würde er Howard Carter nicht bezeichnen, da er nie versucht hätte, Gegenstände aus dem Grab zu verkaufen.

## Howard Carter nach Tutanchamun
Die Arbeiten an Grab KV62 waren für Howard Carter seit der Entdeckung nicht nur anstrengend, sondern über den Grabungszeitraum hinweg auch frustrierend gewesen. Vier Jahre nach Räumung des Anbaus, der Bergung und Konservierung der letzten Objekte im Grab und im Laboratorium sowie der Verschiffung nach Kairo, waren die Arbeiten am Grab Tutanchamuns 1932, zehn Jahre nach der Entdeckung, vollständig abgeschlossen gewesen. 1933 beendete Carter den dritten und letzten Band von The tomb of Tut-Ankh-Amen. Nachfolgend war eine sechsbändige Veröffentlichung unter dem Titel A Report upon the Tomb of Tut-Ankh-Amen geplant. Dazu existieren lediglich seine Notizen zur Vorbereitung für eine solche Publikation, die ebenfalls auf der Website des Griffith Institute abrufbar sind. Nach zehn Ausgrabungsjahren war Carter, inzwischen 58 Jahre alt, geistig und körperlich erschöpft. Die Arbeiten an den Gegenständen und deren Analyse war für ihn zunehmend zu einer Belastung geworden. Seine Notizen vermitteln den Eindruck, dass die „Lebensaufgabe Grab des Tutanchamun zu viel für ihn gewesen ist“. Er war danach nie wieder an einer Ausgrabung in Ägypten beteiligt gewesen, führte aber gelegentlich noch Würdenträger oder Persönlichkeiten durch das Tal der Könige, zuletzt 1936. Unter Ägyptologen hatte Carter wenige Freunde und trotz des Ruhmes über diese Entdeckung wurde ihm eine öffentliche Anerkennung für seine Arbeiten seinerzeit versagt. Howard Carters Gesundheitszustand verschlechterte sich seit 1933 zunehmend und er lebte bis zu seinem Tod am 2. März 1939 in London abwechselnd in England und Ägypten.

## Deutung und Bedeutung der Grabanlage
„Der archäologische Wert der Grabausstattung ist unermesslich. Es wurden Gegenstände gefunden, die man, außer auf Darstellungen in anderen Gräbern und Tempeln noch nie zuvor gesehen hatte […]“

### Allgemein

KV55 im Vergleich zu KV62
A – Treppen
B – Korridor
J – Grabkammer
Ja – kleine Seitenkammer

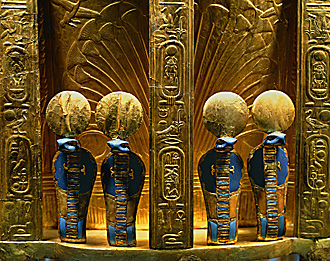
Rückseite der Rückenlehne des goldenen Throns; in der Mitte Tutanchamuns Thronname (Neb-cheperu-Re), darunter, ebenfalls in einer Kartusche, der von Anchesenpaaton

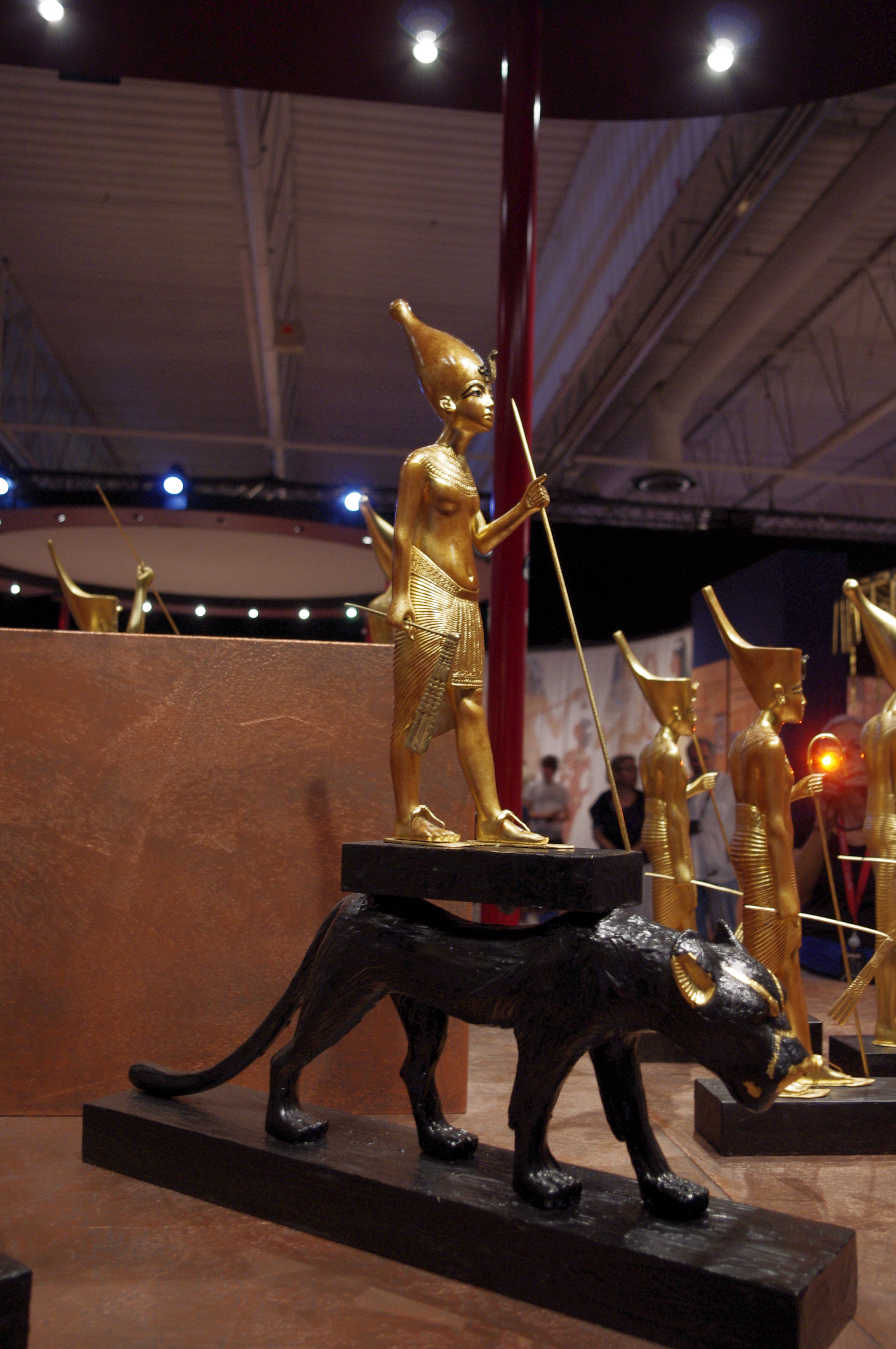
„Der König auf dem Panther“ (Replikat); Original Ägyptisches Museum Kairo (JE 60714)

Die allgemeine Annahme ist, dass Grab KV62 aufgrund seiner recht kleinen Größe ursprünglich für einen hohen Beamten oder ein Mitglied der königlichen Familie in der späten Hälfte der 18. Dynastie angelegt worden war. Nach Erik Hornung ist das Grab vom Grundriss her kein Königsgrab. Für Tutanchamun war womöglich ursprünglich entweder WV23, das spätere Grab Ejes, oder WV25, das eventuell von Amenophis IV. (später Echnaton) begonnen worden war, im westlichen Tal vorgesehen. Auch das Grab Haremhabs, KV57, wurde für Tutanchamun in Betracht gezogen. Es gibt allerdings keine Hinweise darauf, welches dieser Gräber für ihn bestimmt gewesen ist. Tutanchamuns Nachfolger Eje wurde schließlich in Grab WV23 bestattet. Dort ist die Grabkammer ebenfalls der einzig dekorierte Raum und die Wandmalereien weisen auffallende Parallelen zu jenen in der Grabkammer von KV62 auf, wie beispielsweise der gelbe, nahezu ockerfarbene Hintergrund und die Wand mit dem Textauszug aus dem Amduat.
Für das Begräbnis Tutanchamuns wurden nach der These eines Grabtausches zufolge in KV62 eine Grabkammer und eine Nebenkammer hinzugefügt, um es einem Königsgrab anzugleichen. Sogenannte „Beamtengräber“ oder Privatgräber bestehen, wie das Grab KV46 von Tuja und Juja, das ebenfalls im Tal der Könige liegt, aus nur einer Kammer. Untersuchungen von Ägyptologen an verschiedenen Objekten aus dem Grab haben im Laufe der Jahre ergeben, dass die Grabbeigaben in KV62 nur aus wenigen persönlichen Objekten für oder von Tutanchamun bestehen und zudem viele Gegenstände für ihn umgearbeitet worden waren, das heißt mit seinem Namen neu versehen und die ursprünglichen getilgt wurden. Auch die Wanddekorationen sind im Vergleich zu anderen Königsgräbern nicht allzu sorgfältig ausgeführt. Aufgrund dessen und der Umarbeitung eines Korridorgrabes in ein kleines Königsgrab, wird die Bestattung Tutanchamuns als hastig und improvisiert gedeutet. Christiane Desroches-Noblecourt vermerkte dazu, dass trotz hastiger Beisetzung, diese nach den vorgeschriebenen Riten erfolgt war: „Man könne höchstens einwenden, dass diese Räumlichkeiten wohl nicht für den Herrscher vorgesehen waren, immerhin waren sie so zur Verfügung gestellt worden, dass sie keine Fundamentalgesetze der königlichen Grabbauweise jener Epoche verletzten.“ Howard Carter notierte 1922, dass sich das Grab Tutanchamuns und KV55, das seinerzeit als „Cachette“ von Echnaton galt und in der Nähe von Grab KV62 liegt, sowohl in Plan und Stil als auch in den Ausmaßen glichen. Nach Daniel Polz, zweiter Direktor des Deutschen Archäologischen Instituts (DAI) der Abteilung Kairo, „[…] gibt es über den Grundriss des Grabes Diskussionen, seit es entdeckt wurde. Es passt nicht in die bekannten Muster von Königsgräbern.“
Nicholas Reeves beschrieb 1997 in der Vorlesung The Tombs of Tutankhamun and his Predecessor, dass von zehn Hauptgegenständen aus dem Grab die Hälfte der Objekte für das Begräbnis adaptiert und für Tutanchamun geändert worden war. Zahlreiche Leinentücher, die um Götterstatuen gelegt waren, trugen den Namen Echnatons aus dessen frühen Regierungsjahren (beispielsweise Jahr 3), sowie sein Name auf einigen Kästen belegt ist. Weitere Objekte wiesen ursprünglich den Namen von Echnatons Mitregent (Semenchkare beziehungsweise Neferneferuaton) auf und andere Darstellungen eines Königs aus KV62, die Tutanchamun zugeschrieben wurden, haben eindeutig weibliche Attribute. So „der König auf dem Panther“ (Fundnummer 289 b). Reeves legte dar: „Diese Darstellungen bieten einen weiteren bemerkenswerten Beweis für die Existenz eines weiblichen Pharao zu dieser Zeit der Geschichte, Nofretete-Semenchkare (Nefertiti-Smenkhkare).“
Die aus dem Fund direkt nach der Grabentdeckung insgesamt gewonnenen Informationen vom Grab und der Grabausstattung zur Zeitgeschichte Tutanchamuns waren gering. Zu den zeitgenössischen, wenigen Bewertungen, die zu weiteren Erkenntnissen über Tutanchamun beitrugen, gehörte beispielsweise die Untersuchung des Inhaltes einer in der Vorkammer gefundenen Truhe (Fundnummer 21). Carter’s Anmerkung dazu lautete: „Mit sehr geringen Ausnahmen … waren die Kleider in dieser Truhe die eines Kindes“, was vermuten ließ, dass Tutanchamun noch ein Knabe war, als er die Thronfolge antrat. Aufgrund eines im Grab gefundenen Weinkruges konnte außerdem die Regierungsdauer Tutanchamuns von sechs auf neun Jahre korrigiert werden. Durch den „goldenen Thron“ (Fundnummer 91) aus der Vorkammer ist nachgewiesen, dass Tutanchamuns Große königliche Gemahlin, Anchesenamun, eine Tochter Echnatons war, da der Thron auf der Rückseite noch den Namen Anchesenpaaton aufweist, wie er beispielsweise auch auf den Grenzstelen in Echnatons neu gegründeter Hauptstadt Achet-Aton (Amarna) genannt wird.

### Deutung von Nicholas Reeves 2015

#### Grundzüge der Deutung
Zu einer völlig anderen Deutung in Bezug auf ein ursprüngliches Grab kam Nicholas Reeves. Er veröffentlichte im August 2015 mit The Burial of Nefertiti? die These, dass es in Grab KV62 noch zwei weitere Kammern (an West- und Nordwand der Grabkammer angrenzend) geben könnte und das Grab ursprünglich das von Tutanchamuns Vorgänger, Neferneferuaton (Nofretete), ist.

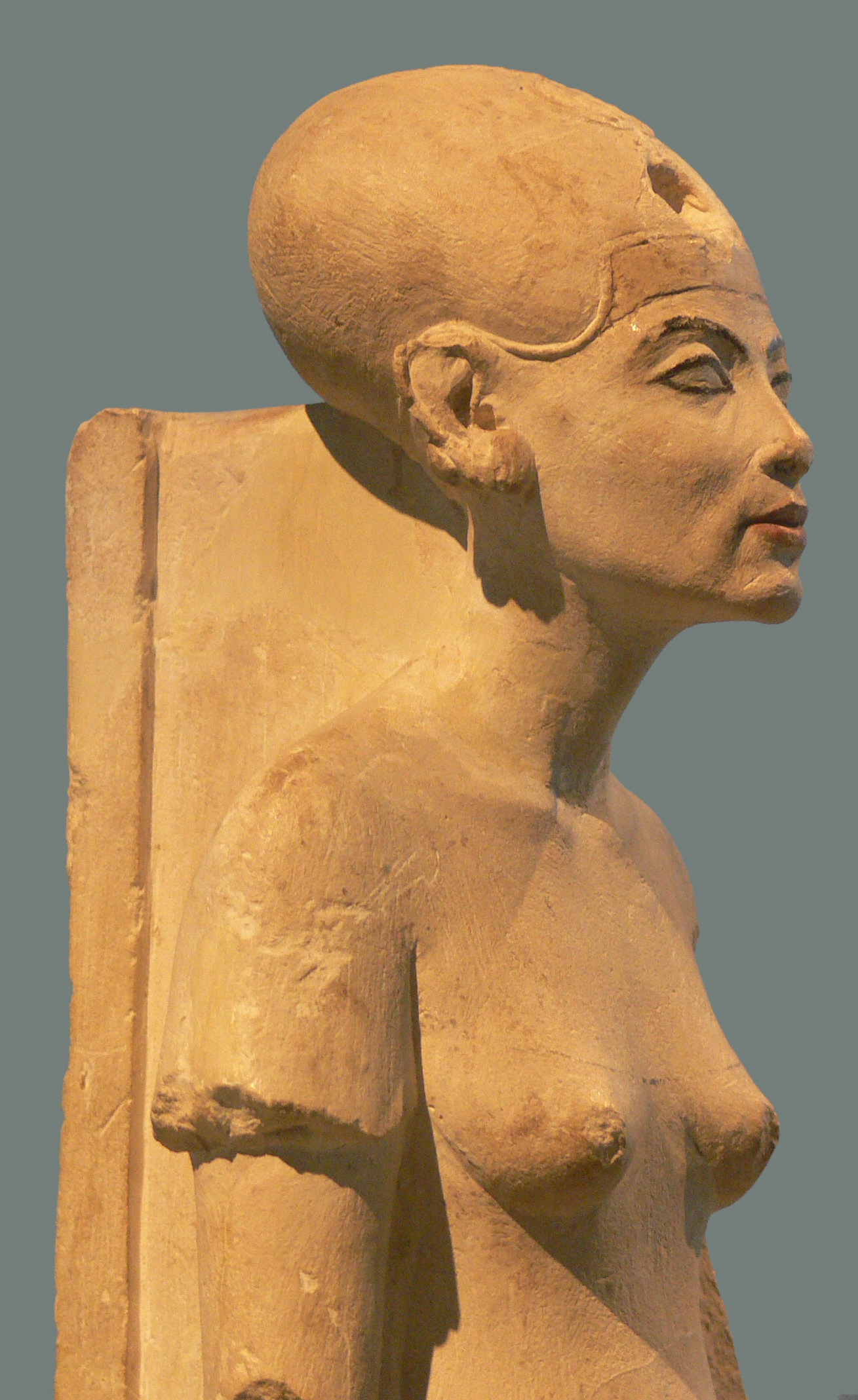
Standfigur der Nofretete (Ägyptisches Museum Berlin, Berlin 21263)

Seine Annahme zu weiteren Kammern und Nofretete als eigentliche Grabinhaberin basiert auf verschiedenen Anhaltspunkten:
- Nicholas Reeves sieht seit langem in Nofretete, Echnatons Großer königlicher Gemahlin, auch dessen Mitregentin anstelle eines männlichen Königs namens Semenchkare, von dem außer seinem Namen und einer gemeinsamen Nennung mit der Königstochter Meritaton als seiner Großen königlichen Gemahlin im Grab von Merire II. in Amarna (Grab)[232], nichts bekannt ist. Reeves betrachtet Semenchkare deshalb als weiblich und setzt die Identität mit Echnatons Nachfolger Anchcheperure Neferneferuaton gleich. Als Regentin habe Nofretete den Eigennamen Semenchkare-djesercheperu (Thronname: Anch-cheperu-Re) getragen. Demnach hat Nofretete, die inzwischen bis in das 16. Regierungsjahr Echnatons inschriftlich belegt ist,[233] ihren Gatten, der in seinem 17. Regierungsjahr starb, vermutlich überlebt und anschließend, wie Hatschepsut, als weiblicher Pharao alleine über Ägypten geherrscht. An vielen Objekten der Grabausstattung für den jungen Tutanchamun lässt sich nachweisen, dass Kartuschen, die ursprünglich die Namen von Echnaton als auch Anchcheperure Neferneferuaton (= Nofretete) trugen, für Tutanchamun umgearbeitet wurden. Reeves geht davon aus, dass rund 80 %[234] des Grabschatzes für Tutanchamun neu verwendet wurde. Er vermutet aufgrund der zahlreichen Umarbeitungen des Thronnamens Anchcheperure und somit Nofretete als ursprüngliche Grabbesitzerin von KV62.

- 2009 hatte die Firma Factum Arte hochauflösende Bilder von 3D-Laserscans der Grabkammerwände[235] angefertigt. Hierbei wurde außerdem die reine Oberflächenstruktur ohne Farbinformation sichtbar gemacht. Nachdem die Abbildungen online gestellt worden waren, studierte Nicholas Reeves diese und entdeckte auf der Nord- und der Westwand neben natürlichen Rissen im Verputz jeweils vertikale und horizontale Linien in den Wänden. Diese deutete er als einen vermauerten Durchgang zu weiteren Kammern, wie er sich beispielsweise von der Vor- zur Grabkammer in KV62 fand.[236][237] Als Vergleich führt er Haremhabs Grab (KV57) an, in dem es ebenfalls einen vermauerten Durchgang gab, der vergipst und anschließend dekoriert worden war. Dort hatte die vollständige Wandbemalung die Grabräuber nicht täuschen können und diese waren weiter in das Innere des Grabes vorgedrungen.[238] Die linke, auf dem Oberflächenscan sichtbare senkrechte Furche auf der Nordwand befände sich laut Reeves genau in einer Flucht mit der Westwand der Vorkammer. Dies stütze seine Vermutung, dass die Vorkammer ursprünglich als Teil eines langen durchgängigen Korridors angelegt war, der sich hinter der Nordwand fortsetzen könnte. Ein weiterer Hinweis für seine These ist ein erkennbarer Riss über dem Kopf des Königs in der zweiten Szene des Königs mit der Himmelsgöttin Nut, die nach unten fortläuft. Reeves deutet dies als Setzungsriss. Ein solcher entsteht typischerweise bei Zwischenwänden, wenn sich das Mauerwerk mit der Zeit leicht absenkt und dann im Putz sichtbar wird. Demzufolge sei es wahrscheinlich, dass auch die Nordwand zum Teil aus künstlichem Mauerwerk bestünde.[239] Der mögliche Durchgang in einen weiterführenden Korridor oder eine weitere Kammer befindet sich Reeves zufolge auf der Nordwand in der ersten Szene, direkt unter der Figur des als Osiris ausgewiesenen, also verstorbenen, Königs, den Inschriften zufolge König Tutanchamun.[240]

- Ein zusätzliches Indiz ist für Reeves die unterschiedlichen Positionen der Nischen für die Magischen Ziegel und die dazugehörigen magischen Figuren. Im Vergleich zu Ejes (WV23) oder Haremhabs Grab (KV57) sind diese nicht mittig oder etwa auf gleicher Höhe in der jeweiligen Kammerwand eingelassen, sondern stark versetzt angelegt. Bei dieser Betrachtung bildet die Grabkammer Haremhabs allerdings ebenfalls eine Besonderheit, denn dort sind diese Nischen relativ hoch angebracht und jeweils doppelt in einer Wand und nicht in den einzelnen Wänden nach den Himmelsrichtungen angelegt. Dort befinden sich die Nischen ausschließlich auf der Ost- und Westwand. Reeves leitet von diesen ansonsten exakten Platzierungen in Bezug auf Grab KV62, und aufgrund der von ihm festgestellten Risse in der Wand, ab, dass die Nischen in Tutanchamuns Grab bewusst in den festen Felsen gesetzt wurden, um eine Vermauerung zu umgehen und diese damit zu verbergen.

- Die Decken in KV62 waren bisher nie eingehend untersucht worden. In Howard Carters Berichten ist sowohl der Hinweis auf Rußspuren und Markierungen der Steinmetze zu finden, als auch die Anmerkung zu Verlaufslinien in Verbindung von Vor- und Grabkammer. Diese Bearbeitungen der Steinmetze an den Decken bei Vor- und Grabkammer legen Reeves zufolge nahe, dass es ursprünglich einen langen, nach rechts abgehenden Korridor gegeben hatte. In der Grabkammer finden sich dieselben Verlaufslinien, die außerdem hinter der Nord- und Westwand weiter verlaufen zu scheinen, was nach Reeves für weitere Kammern spricht. Aufgrund des nach rechts angelegten Korridors nimmt Reeves an, dass das Grab ein Königinnengrab ist, und macht dies unter anderem am Beispiel vom Grab Hatschepsuts fest.[241][236] Reeves vermutet für KV62 außerdem mehrere Bauphasen. In der ersten Phase wurde das Grab für Königin Nofretete angelegt, in der zweiten für Nofretete als Mitregentin erweitert und in der dritten abermals für Nofretete als Herrscher Neferneferuaton. Die vierte Bauphase ist die Umarbeitung für die Bestattung Tutanchamuns, in der aus dem ursprünglichen Korridor nun die Vorkammer wurde und Anbau und Schatzkammer hinzugefügt und der weiterführende Gang verschlossen wurde.[242]

- Mit Hinblick auf andere Königsgräber und einer Drehung der Grabachse von KV62 um 90° im Uhrzeigersinn fehlen Reeves zufolge Seitenkammern, die bei anderen Königsgräbern als Lagerräume angelegt waren. Die Grabkammer Tutanchamuns war vermutlich ursprünglich als „Brunnenschacht“ gedacht. Ein solcher findet sich beispielsweise in KV17, dem Grab Sethos I. (19. Dynastie), nach dem zweiten Treppenabgang und dem zweiten Korridor. Hier ist der verstorbene König Sethos I. mit verschiedenen Gottheiten abgebildet.[243] Für die Zeit der 18. Dynastie waren die Nebenkammern auf 2, 4, 8 und 10 Uhr gelegen. KV62 hat hingegen nur zwei Seitenkammern und keine Kammer auf der Position „10 Uhr“.[244]

- Die Nordwand war gemäß den Untersuchungsergebnissen des Getty Conservation Institutes bereits vor Tutanchamuns Bestattung vorhanden und mit Wandmalereien versehen gewesen. Von besonderer Bedeutung ist hier für Reeves die erste dargestellte Szene mit der Mundöffnungszeremonie, in der sich der verstorbene König und sein Nachfolger gegenüber stehen. Bei der Figur eines Königs als Osiris, mit den Namen (Thron- und Eigenname) Tutanchamuns in der Inschrift darüber, erkennt Reeves Ähnlichkeiten zur älteren Nofretete wie vergleichsweise zur Standfigur der Nofretete im Ägyptischen Museum in Berlin, mit dem ausgeprägten, nach unten gezogenen Mundwinkel, aber auch der gerade Unterkiefer und das abgerundete Kinn. Das Gegenüber, mit Blauer Krone und den Namen von Eje darüber, deutet er als Tutanchamun. Reeves zieht hier Vergleiche in der Darstellung zum jungen König, wie dem „Kopf des Nefertem“, der beispielsweise mit gleichen, leicht „plumpen“ Gesichtszügen und einem Doppelkinn dargestellt ist. Ein Merkmal das bei den wenigen Porträts, die König Eje zugeordnet werden, nicht zu finden ist. Nicholas Reeves zufolge ist es ursprünglich Tutanchamun als Sem-Priester, der an seinem Vorgänger das Ritual vollzieht.[245]

#### Einschätzung von Reeves Deutung
Die These von Nicholas Reeves wurde seit der Veröffentlichung und nach der ersten Untersuchung im Grab unterschiedlich beurteilt:
- Harco Willems, Research Unit Historical Cultural Sciences Johannes Gutenberg University: „Er ist ein guter Ägyptologe, der zu den größten Kennern des Tals der Könige gehört. Was er auf den Bildern sieht, sehe ich auch. Es scheint mir außer Frage zu stehen, dass da zwei Türen sind.“[246]

- Dietrich Wildung, ehemaliger Direktor des Ägyptischen Museums Berlin: „Reeves begründet seinen Schluss, dass Nofretete es war, für die das Grab konzipiert wurde, mit stichhaltigen Argumenten wie Grabplan und Stilistik der Malereien der Nordwand. Ein definitiver Beweis ist das nicht. Den kann erst die Öffnung der verschlossenen Räume liefern.“[247]

- Mamdouh el-Damaty, ehemaliger ägyptischer Minister für Altertümer, unterstützte die These teilweise: Seiner Auffassung nach gibt es weitere Kammern, jedoch sei dort nicht Nofretete, sondern eher Tutanchamuns Mutter, Kija, zu finden.[248] Als eine andere Möglichkeit betrachtete er eine Bestattung von Meritaton, der ältesten Tochter von Echnaton und Nofretete, die Alain Zivie mit Tutanchamuns Amme Maia gleichsetzt.[249]

- Aidan Dodson, Bristol University: The idea that one (room) might lead to a preexisting burial chamber, let alone that of Nefertiti, is pure speculation. („Die Idee, dass ein Raum zu einer bereits existierenden Grabkammer führt, insbesondere der von Nofretete, ist reine Spekulation.“)[250]

- Frank Müller-Römer bezweifelt in „Kritische Anmerkung zu The Burial of Nefertiti??“ das Vorhandensein weiterer Kammern.[251]

- Zahi Hawass, ehemaliger Generalsekretär des Supreme Council of Antiquities und ehemaliger Minister für Altertümer: Mr Reeves sold the air to us. I confirm that there is nothing at all behind the wall. He succeeded in saying something exciting – the tomb of Nefertiti is inside the tomb of Tutankhamun. But his theory is baseless. („Mr. Reeves verkauft uns Luft. Ich bestätige, dass hinter der Wand rein gar nichts ist. Erfolgreich versprach er etwas Aufregendes – das Grab der Nofretete im Grab von Tutanchamun. Aber seine Theorie hat keine Basis.“)[252]

- Michael E. Habicht, Francesco M. Galassi, Wolfgang Wettengel und Frank J. Rühli bewerten die Ergebnisse in einer Gemeinschaftsarbeit: Da Königin Nofretete als die Younger Lady (KV35YL) angesehen wird und die Kanopen aus KV55 als die der Kija gelten, sind deren Bestattungen in KV62 unwahrscheinlich. So verbleiben als möglich Bestattete eine männliche Person als König Semenchkare oder die der Königin Meritaton.[253]

## Erforschung des Grabes und seines Inhalts

### Nach der Grabentdeckung allgemein

Georg Steindorff

Trotz Howard Carters außergewöhnlicher Entdeckung von KV62 fanden das Grab und seine Schätze aus wissenschaftlicher Sicht anfänglich wenig Beachtung im Vergleich zu den regelmäßigen Berichterstattungen in der Presse. Carter veröffentlichte, zu Beginn in Zusammenarbeit mit Arthur Mace, einen dreibändigen, populären Bericht (1923, 1926 und 1933) zur Ausgrabung, der zeitnah vollständig in Deutsch und Dänisch herausgegeben wurde. Andere Übersetzungen gab es nicht. In Deutschland erfolgte der Druck der deutschsprachigen Ausgaben durch Brockhaus und nach dem Zweiten Weltkrieg erschienen Nachdrucke. Diese Publikationen enthalten neben den Berichten zu den Tätigkeiten im Grab zudem zahlreiche Fotos der Gegenstände nebst Interpretationen, die auf dem damaligen Forschungsstand basieren. Weitere Inhalte des dreibändigen Berichtes beschäftigen sich beispielsweise mit einer Abhandlung über den König (Tutanchamun) und die Königin (Anchesenamun), allgemeinen Konservierungsarbeiten oder altägyptischen Bestattungsriten.
Die Literatur zu KV62 und zur Amarna-Zeit ist umfangreich, jedoch gibt es nur wenige Veröffentlichungen, die sich ausschließlich und direkt mit dem Grab und den Fundobjekten oder einzelnen Fundgruppen auseinandersetzen. Die Mehrheit der Autoren beschäftigte sich im Laufe der Jahre mit einzelnen Objekten aus den späteren Ausstellungen. Eine Vermutung zu fehlenden Auswertungen des Grabschatzes war die „Übersättigung“ durch Presseberichte zum Grab seit der Entdeckung. So veröffentlichte beispielsweise Georg Steindorff erst 1938, 16 Jahre nach der Entdeckung und ein Jahr vor Howard Carters Tod, erstmals mit „Die Grabkammer des Tutanchamun“ in Annales du Service des antiquités de l’Egypte (ASAE) eine Beschreibung und Einschätzung der Wandmalereien in der Grabkammer. Als weiterer Grund für die zurückhaltende Erforschung des Grabes und seiner Gegenstände wird der Zweite Weltkrieg (1939–1945) angesehen.
Phyllis Walker, Howard Carters Nichte, hatte 1946 alle Unterlagen dem Griffith Institute in Oxford zur Verfügung gestellt. Auch wenn während der vollständigen Ausgrabungszeit ein „anglo-amerikanisches Monopol“ bestand, gab es weder in diesem Zeitraum noch später über Jahrzehnte hinweg wenig Interesse an der Erforschung von Objekten aus dem Grab, gleich, welcher Nationalität die Forscher angehörten oder angehören, diese Daten und die Funde auszuwerten. Marianne Eaton-Krauss führt dies darauf zurück, dass aus dem Grab und dem Grabschatz nur sehr wenige, konkrete geschichtliche Aussagen über Tutanchamun und seine Zeit gewonnen werden konnten. Sie weist außerdem darauf hin, dass die Abwesenheit von deutschen Ägyptologen unter den Besuchern des Grabes während der Ausgrabung auffallend ist. Die Gründe für ein solches Desinteresse sind unbekannt. Besonders enttäuschend war für die Philologen zum Zeitpunkt der Grabentdeckung, dass sich im Grab keine Papyri fanden. Eaton-Krauss vermerkt ferner: „Aber viele Fundgruppen warten noch auf einen qualifizierten Spezialisten.“ Sie ist eine von wenigen Ägyptologen, die sich mit verschiedenen Fundobjekten auseinandersetzte und die Ergebnisse der Analysen monografisch publizierte, unter anderem zum Sarkophag Tutanchamuns und zum kleinen goldenen Schrein aus der Schatzkammer. Wenig Literatur beschäftigt sich eingehend mit den pflanzlichen Überresten oder den „menschlichen Überresten“ im Grab (beispielsweise F. Filce Leek, 1972). Alexandre Piankoff beschrieb 1955 die vier Schreine der Grabkammer. Christiane Desroches-Noblecourt war nicht nur für den Ausstellungskatalog in Frankreich 1967 verantwortlich, sondern veröffentlichte parallel dazu ein Buch über Tutanchamun und seine Zeit. Christian E. Loeben behandelte 1986 die Truhen und Kästen aus Tutanchamuns Grab in seiner unveröffentlichten Magisterarbeit Die beschrifteten Truhen und Kästen des Tutanchamun. Nicholas Reeves ist seit vielen Jahren einer der stetigen Forscher zur Amarna-Zeit und zu Tutanchamun und beschrieb 1990 in The complete Tutankhamun. The king, the tomb, the royal treasure. Grab und Grabausstattung umfassend.
Jaromír Málek stellte 1993 fest, dass seit der vollständigen Räumung des Grabes 1932 nur ca. 30 % des Grabschatzes aus KV62 untersucht beziehungsweise ausgewertet worden war. Seit 1995 sind die Unterlagen über das Griffith Institute in Oxford im Internet unter Tutankhamun: Anatomy of an Excavation. Stück für Stück allen Interessierten frei und unentgeltlich verfügbar. Seine Intention war:

“We can’t make Egyptologists work on the material if they are not inclined to do so,” he says. “But we could make sure that all of the excavation records are available to anyone who is interested. Then there will be no excuse.”

„Wir können die Ägyptologen nicht dazu bringen das Material zu bearbeiten, wenn sie dem nicht zugeneigt sind, sagt er. Aber wir können sicherstellen, dass alle Aufzeichnungen zu der Ausgrabung jedem Interessierten zur Verfügung stehen. Dann gibt es keine Entschuldigung mehr.“

Málek sieht verschiedene Gründe, weshalb bisher so wenig Objekte aus dem Grabschatz von König Tutanchamun wissenschaftlich untersucht und beschrieben wurden: Einerseits die große Anzahl der aus dem Grab geborgenen Gegenstände, andererseits der Zugang zu diesen für genaue Untersuchungen, da die meisten Fundstücke aus wertvollen Materialien bestehen und nicht für jedermann zugänglich sind. Er führt zudem aus, dass eine Untersuchung von Objekten allein anhand von Fotos keine wirklichen Ergebnisse liefern kann.
Als einen vermutlich entscheidenden Punkt führte 1950 Alan Gardiner die Kosten für eine Publikation an. Die von Howard Carter geplante Veröffentlichung A Report upon the Tomb of Tut-Ankh-Amen bezifferte dieser 1926 Gardiner gegenüber mit 30.000 Pfund. Nach Gardiner entsprach das 1950 etwas weniger als 100.000 Pfund und er hinterfragte: But who will finance such a publication today? („Aber wer will heute solch eine Publikation finanzieren?“).
Zu den bisher am häufigsten untersuchten und beschriebenen Objekten aus dem Grab des Tutanchamun zählen neben der Mumie des Königs die Schreine aus der Grabkammer, Throne und Stühle sowie die Totenmaske. Die hieroglyphischen und hieratischen Inschriften von allen Objekten sind nur teilweise veröffentlicht.

### Aktuell

#### Grab
Das Getty Conservation Institut hatte während der fünfjährigen Projektphase (2009–2014) die für die Dekorationen der Grabwände verwendeten Farben und Pigmente, sowie deren Verarbeitungstechniken, aber auch die Bindemittel analysiert. Weitere Aspekte der Untersuchungen waren die allgemeinen Umweltbedingungen sowie geotechnische, hydrologische und mikrobiologische Analysen.
Die Wände und Decken der Grabkammer wurden aufgrund von Reeves These erstmals im September 2015 durch Hirokatsu Watanabe untersucht. Der ehemalige ägyptische Minister für Altertümer, Mamdouh el-Damaty, gab das Ergebnis dieser Analyse erst im März 2016 bekannt. Nach Watanabe, der die Untersuchung durchgeführt hatte, befinden sich sowohl hinter Nord- als auch Ostwand metallisches und organisches Material. el-Damaty war sich danach zu 90 % sicher, dass es je eine Kammer hinter beiden Wänden gäbe.
Im Hinblick auf die Ergebnisse von Hirokatsu Watanabe deuteten für Salima Ikram metallische und organische Materialien auf mehr als unfertige Kammern hin. Zu möglichen Funden gab Michael Jones vom American Research Centre in Ägypten zu bedenken, dass es besonders bei organischen Überresten besser ist, diese unberührt zu lassen. Ikram hingegen betrachtet dies von einem anderen Standpunkt. Ihr zufolge stellen solche vermutlichen Funde einen Anreiz für Raub und illegalen Antiquitätenhandel dar, wenn solche archäologischen Funde öffentlich bekannt sind. Sie hält es für unverantwortlich, keinen Versuch für eine Ausgrabung zu unternehmen und die Fundstücke damit auf sichere Art und Weise zu bergen.
Weitere Untersuchungen folgten, darunter eine mit Infrarotkameras im Oktober 2015, die Temperaturveränderungen hinter der Nordwand zeigen könnte und auf Kammern schließen ließe. Das Ergebnis war nicht eindeutig, weshalb einen Monat später neben thermografischen Verfahren bei Messungen an Nord-, West und Südwand auch Radargeräte eingesetzt wurden. Diesen Ergebnissen nach lag die Wahrscheinlichkeit, dass sich sowohl hinter der Nordwand als auch der Westwand eine weitere Kammer befindet, weiterhin bei 90 %. Danach fanden weitere Scans statt, um zum einen die Größe der Kammern zu bestimmen und zum anderen die Dicke der Wände festzustellen. Khaled el-Anany, neuer Minister für Altertümer, hatte angekündigt, dass bis Ende April 2016 auch weitere Scans von außerhalb des Grabes erfolgen sollen. Im Vorfeld erklärte er, „Man folge den wissenschaftlichen Abläufen und würde nicht nach verborgenen Kammern, sondern nach der Realität und Wahrheit suchen“. Auf der Facebook-Seite des Ministeriums hieß es: „Wir müssen 100 Prozent sicher sein, dass etwas hinter diesen Mauern ist.“ Ferner wurden dort die Mitarbeiter des Untersuchungsteams genannt, zu denen unter anderem der amtierende Minister für Altertümer, die ehemaligen Minister für Altertümer, Mamdouh el-Damaty und Zahi Hawass, Nicholas Reeves, Spezialisten für GPR von National Geographic und weitere ägyptische Wissenschaftler, darunter auch vom Geophysical Research Center in Egypt, zählten. Gefördert wurde diese letzte bekannte Untersuchung von der National Geographic Society. Die Ergebnisse wurden Anfang Mai 2016 nach einer „Konferenz zu Tutanchamun“, an der Wissenschaftler aus aller Welt teilnehmen sollten, um Thesen und Ergebnisse zu diskutieren, bei einer Pressekonferenz von Khaled el-Anany, präsentiert.
Auf der Konferenz stand nicht nur Nicholas Reeves These erneut in der Kritik, sondern auch Hirakatsu Watanabes Glaubwürdigkeit zu den Untersuchungen. Watanabe hatte veraltete Gerätschaften benutzt und sie so modifiziert, dass nur er diese Daten hatte auswerten können. Die Untersuchungsergebnisse von National Geographic entsprachen nicht seinen Ergebnissen und schlossen Hohlräume neben der Grabkammer aus, obwohl die Altertümerverwaltung zuvor eine Übereinstimmung beider Ergebnisse bestätigt hatte. Das Resultat nach der Konferenz war, weitere Untersuchungen durchzuführen. Hierzu wurde von wissenschaftlicher Seite angezweifelt, mit welchen weiteren technischen Mitteln diese stattfinden sollen. National Geographic kann außerdem ohne Zustimmung der ägyptischen Altertümerverwaltung keine weiteren Details zu den Auswertungen veröffentlichen.
So bezeichnete Friederike Seyfried nach der Konferenz die Theorie von Reeves als vage Hypothese. Ihrer Meinung nach gibt es keine verborgenen Kammern in Grab KV62. Zur Mundöffnungsszene von Eje an Tutanchamun wies sie darauf hin, dass altägyptische Künstler niemals eine Darstellung eines Pharaos ohne korrekte Inschriften anbringen würden.
Im Mai 2018 wurden auf einer Tutanchamun-Konferenz die Ergebnisse weiterer Radaranalysen bekannt gegeben, die von drei eigenständigen Teams Anfang des Jahres durchgeführt wurden. Es konnten keine Türen oder Hohlräume nachgewiesen werden, demnach lassen sich weitere versteckte Grabkammern mit hoher Sicherheit ausschließen.

#### Grabschatz

##### Goldbleche
Die verzierten Goldbleche (Goldfolien) aus KV62, zum Teil auf Leder aufgebracht und vermutlich zu den Streitwagen, dem Pferdegeschirr und der Waffenausstattung gehörend, wurden beispielsweise erst 2014 von einem ägyptisch-deutschen Team einer wissenschaftlichen Untersuchung unterzogen und mit der Restaurierung begonnen. Davor hatten die fragmentierten Stücke nach der Entdeckung in der Vorkammer unangetastet im Magazin des Ägyptischen Museums in Kairo gelagert. Der Erhaltungszustand wird als „sehr schlecht“ bezeichnet. Die Untersuchungen beinhalten eine Materialanalyse und sollen unter anderem darüber Aufschluss geben, wie das Gold auf die Materialien aufgebracht wurde.
Im Mai 2013 wurde mit dem Projekt „Die Goldbleche des Tutanchamun – Untersuchungen zur kulturellen Kommunikation zwischen Ägypten und Vorderasien“ begonnen und in diesem Jahr die Fundstücke erstmals katalogisiert. Das Projekt wird in Zusammenarbeit mit dem Deutschen Archäologischen Institut, Abteilung Kairo, dem Institut für Kulturen des Alten Orients der Eberhard Karls Universität Tübingen und dem Ägyptischen Museum in Kairo durchgeführt und ist auf insgesamt drei Jahre ausgelegt. Partnerschaftlich beteiligt ist außerdem das Römische-Germanische Zentralmuseum (RGZM) in Mainz sowie zwei extern beschäftigte Mitarbeiter, darunter Salima Ikram.
„Die Objekte sollen im Rahmen des Projektes restauriert/konserviert, sorgfältig in Text, Foto und Zeichnung dokumentiert, naturwissenschaftlich untersucht, kunsthistorisch und archäologisch ausgewertet und umfassend publiziert werden.“ Nach Abschluss der Arbeiten ist geplant, diese Objektgruppe im Grand Egyptian Museum (GEM) auszustellen.

##### Goldener Thron

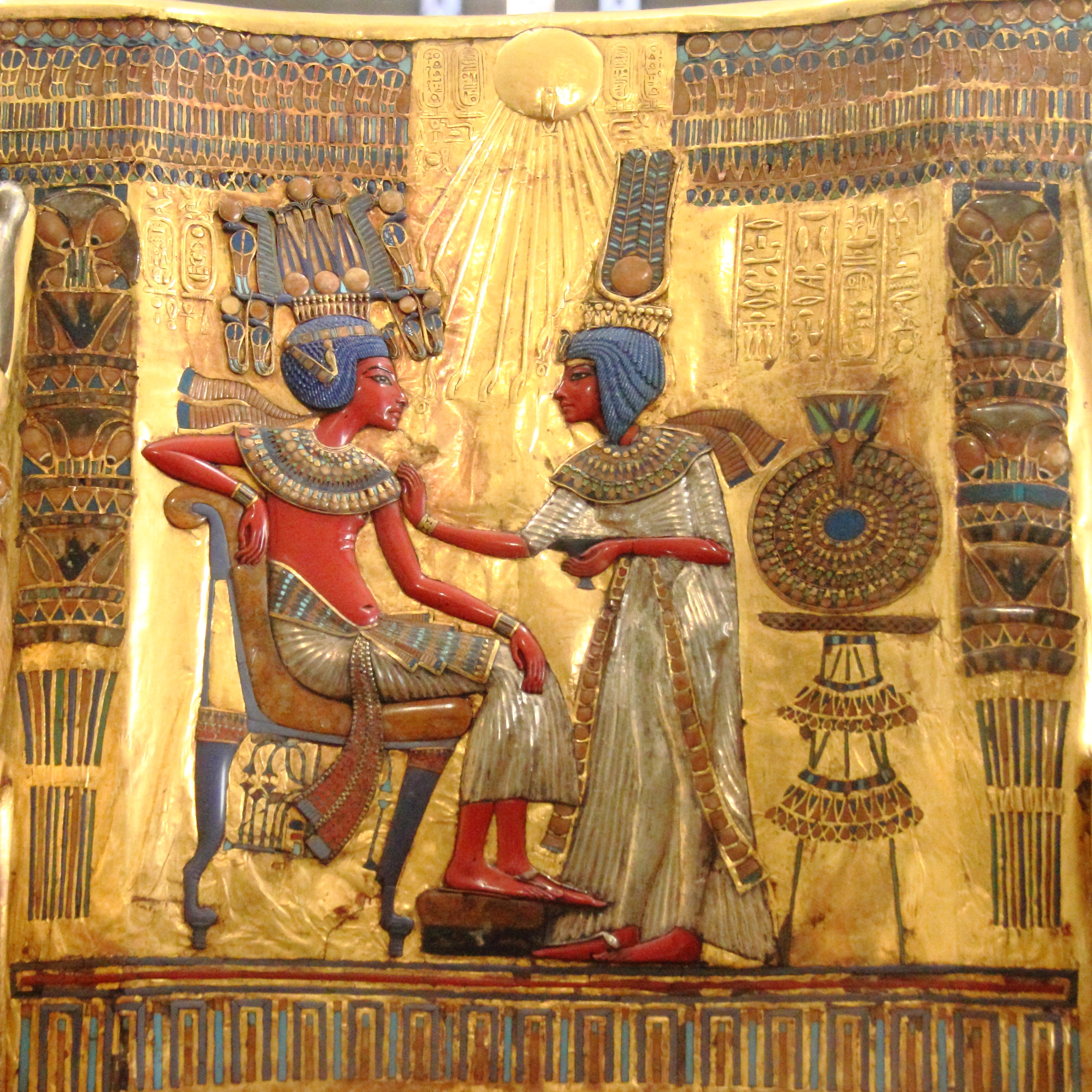
Detail Rückenlehne des goldenen Throns

Nicholas Reeves untersuchte den „goldenen Thron“ (Fundnummer 91) 2014 eingehend ein weiteres Mal. Bereits 1995 hatte er in The Complete Tutankhamun veröffentlicht, dass keine Zweifel daran bestehen, dass der Thron nicht aus der Regierungszeit Tutanchamuns stammt, sondern älter ist. Nicht nur die Umarbeitungen für Tutanchamun sind nachweisbar, sondern auch die ursprünglichen Namen rekonstruierbar. Wie auf den goldenen Mumienbändern und den kleinen Eingeweidesärgen findet sich hier der Eigenname Neferneferuaton und der dazugehörige Thronname Anch-cheperu-Re. Das zeigt, dass dieses Stück ein weiteres ist, das für Tutanchamun umgearbeitet und nicht für ihn persönlich angefertigt wurde. Deutlich wird diese Umarbeitung beispielsweise auf der Vorderseite der Rückenlehne im Bereich der Kronen beider dargestellter Personen. Die Krone des Königs ist unvollständig und auf Seiten der Königin sind die „Strahlenarme“ des Aton zum Teil unterbrochen oder verkürzt sowie die hieroglyphischen Inschriften zu Aton „verschluckt“ und Teile des oberen Frieses zu beiden Seiten des Königspaares „gelöscht“. Reeves Untersuchungen zufolge wurde der Thron während der Herrschaft Echnatons für Tutanchamuns Vorgänger Nefer-neferu-aton (Anch-cheperu-re), Nofretete als regierende Königin und Vorgängerin von Tutanchamun, gefertigt. Der Thron weist zudem Spuren von Reparaturarbeiten auf, was für einen früheren Herstellungszeitpunkt spricht.

##### Goldene Totenmaske
2007 war das für die Maske verwendete Gold von japanischen Forschern eingehend untersucht worden. Die Analyse ergab Unterschiede in der Reinheit des Goldes in der Gesichtspartie und dem Nemes-Kopftuch. Der hintere Teil der Maske weist sowohl im Kern als auch an der Oberfläche einen wesentlich höheren Reinheitsgrad auf als die Vorderseite. Reines Gold hat 24 Karat (kt). Der Feingehalt der Maske liegt im Kern zwischen 23,2 kt (Gesichtspartie) und 23,5 kt (Nemes-Kopftuch), für die Oberflächen bei 18,4 kt und 22,5 kt. Nicholas Reeves kam 2010 zu dem Schluss, dass das Objekt ursprünglich nicht für Tutanchamun, sondern für dessen weiblichen Vorgänger Anchcheperure Neferneferuaton (Nofretete als regierende Königin nach Echnaton) angefertigt worden war. Ausschlaggebend für seine Argumentation sind unter anderem, dass bereits die kleinen Eingeweidesärge für Anchcheperure Neferneferuaton angefertigt worden waren und zu ihrer Begräbnisausstattung gehörten, und viele weitere Objekte im Grab ursprünglich ihren Namen trugen. Ein anderer wichtiger Aspekt ist für Reeves, dass der innere Goldsarg aufgrund seines Dekors eindeutig für eine Frau bestimmt war. Als weiteren Punkt führt er die Ohrlöcher an der Goldmaske an, die beim Auffinden durch Howard Carter mit dünnen Goldplättchen bedeckt gewesen waren, um die Ohrlöcher zu verdecken. Außer im Jugendalter trugen junge ägyptische Männer keine Ohrringe, Frauen hingegen fast immer. Auf diesen Umstand hatte bereits Howard Carter während seiner Arbeiten in KV62 verwiesen. Ende 2015 bestätigte sich die Vermutung einer Zweitverwendung der Maske. Reeves zufolge war die Kartusche mit dem Thronnamen über der linken Schulter von Anchcheperure in Nebcheperure geändert worden. Die ursprünglich größere beziehungsweise längere Kartusche war für Tutanchamun verkleinert worden und der nachfolgende Text wurde durch die eingefügten Worte maa-cheru („gerechtfertigt / wahr an Stimme“), welche einen Verstorbenen bezeichnen, der das Totengericht passiert hat, weitergeführt.
Nachdem der Königsbart der Goldmaske 2014 bei Reinigungsarbeiten der Vitrine abgefallen und durch Mitarbeiter des Museums mit einem falschen Bindemittel notdürftig wieder angeklebt worden war, erhielt Christian Eckmann, Restaurator am Römisch-Germanischen Zentralmuseum in Mainz, den Auftrag, den Schaden zu beheben. Eckmann wurde bereits vor einigen Jahren zu Restaurierungsarbeiten an der Kupfer-Statue Pepi I. konsultiert. Im Zuge der Reparaturarbeiten 2015 an der goldenen Totenmaske sollte diese nicht nur Konservierungsarbeiten unterzogen, sondern auch erneut untersucht und vermessen werden. Diese Arbeiten wurden vom Kulturerhalt-Programm des Auswärtigen Amtes unterstützt. Weitere Hilfe erfuhr diese Bearbeitung durch die Gerda Henkel Stiftung, die ebenfalls Fördermittel zur Verfügung stellte und einen speziellen Hightech-Klebstoff zur Anbringung des Bartes entwickelte. Die Untersuchungen ergaben unter anderem, dass der Bart an der Maske ursprünglich mit einer aus Gold gefertigten Röhre und Honigwachs an der Maske befestigt worden war. Das Team umfasste während der Arbeitszeit rund 20 Personen. Nach Entfernen des Klebstoffes wurde der Zeremonialbart mit einer neuen Röhre aus Fiberglas mittels Epoxidharz an der Maske befestigt und danach der Bart selbst mit Honigwachs angebracht, wie er auch ursprünglich angebracht gewesen war. Ein weiteres Ergebnis war, dass der Bart nicht, wie ursprünglich angenommen 2,5 kg wog, sondern lediglich 168 g. Der Schwerpunkt der Restauratoren lag auf „herstellungs-technischen Untersuchungen“ wie beispielsweise die Anzahl der verarbeiteten Goldbleche oder die verschiedenen Intarsien. Auch die von Nicholas Reeves als überschrieben bezeichnete und von Marc Gabolde zeichnerisch dokumentierte Kartusche wurde untersucht. Laut Eckmann konnte eine Änderung nicht bestätigt werden: „Die Maske wurde für Tutanchamun gemacht, und das von Anfang an.“

## Konservierungsmaßnahmen und Erhaltungszustand

### Grab

#### Zustand nach der Entdeckung
Von den Funden im Grab leitete Howard Carter ab, dass KV62 weder durch massiv eindringende Wassermassen durch Risse im Felsgestein noch durch Fluten durch den Grabeingang, da dieser versiegelt gewesen war, beschädigt worden war. Allerdings wirkte sich die durch Risse im Gestein eingedrungene Feuchtigkeit auf die Gegenstände und Wandmalereien im Grab aus. Zahlreiche Gräber im Tal der Könige waren über die Jahre hinweg von solchen Sturzfluten mit Gerölleinschwemmungen betroffen gewesen, auch wenn diese nicht regelmäßig und häufig vorkommen. Besonders betroffen waren Gräber, die bereits seit der Antike offen zugänglich gewesen waren. Beispiele hierfür sind KV8 (Grab des Merenptah) und KV59. Carters Aufzeichnungen geben zu Restaurierungsmaßnahmen an den Wandmalereien durch ihn und sein Team keinen Hinweis. Er vermerkte jedoch die „dunklen Punkte“ als Schimmelpilz in der Wandbemalung der Grabkammer, deren Bildung durch eingedrungene Feuchtigkeit und die von organischen Objekten im Grab, sowie vermutlich durch die Vergipsung und Farbe der Wände begünstigt worden war.
Schäden durch die Ausgräber entstanden unter anderem an der Nordwand der Vorkammer, um Zugang zur Grabkammer zu erhalten. Der Durchgang wurde später für die Bergung der Schreine und Särge aus der Grabkammer erweitert. Dabei wurden Teile der Wanddekoration auf der Südwand in der Grabkammer zerstört, so dass dort die Götterszenen mit Darstellung der Göttin Isis und drei identischen Unterweltgottheiten nicht mehr erhalten ist. Die Wand und der abgeschlagene Teil waren zuvor von Harry Burton fotografisch dokumentiert worden. Um die in der Vorkammer zwischen gelagerten großen Dächer der Schreine, die zum Teil in schlechtem Erhaltungszustand waren, aus dem Grab entfernen zu können, musste im Oktober 1930 nicht nur das Stahltor wieder entfernt werden, sondern auch einige der unteren Stufen, wie es Carter bereits für das Altertum vermerkt hatte. Nachdem alles zum Transport verpackt war, mussten außerdem die Durchgänge und die Eingangspassagen Richtung Süden erweitert werden.
Die bemalten Bruchstücke mit der Göttin Isis und den drei Unterweltsgottheiten von der eingerissenen Südwand wurden in den 1980er Jahren im Grab von Königin Tausret und König Sethnacht (KV14) gefunden, wo sie seinerzeit während der Ausgrabungsarbeiten deponiert worden waren. Jedoch wurden die Mauerreste kurze Zeit nach der Entdeckung durch in das Grab eindringendes Regenwasser vollends zerstört. Der derzeitige Aufbewahrungsort dieser Bruchstücke von der Wand aus der Grabkammer von KV62 ist unbekannt und es werde danach gesucht.

#### Zustand in heutiger Zeit

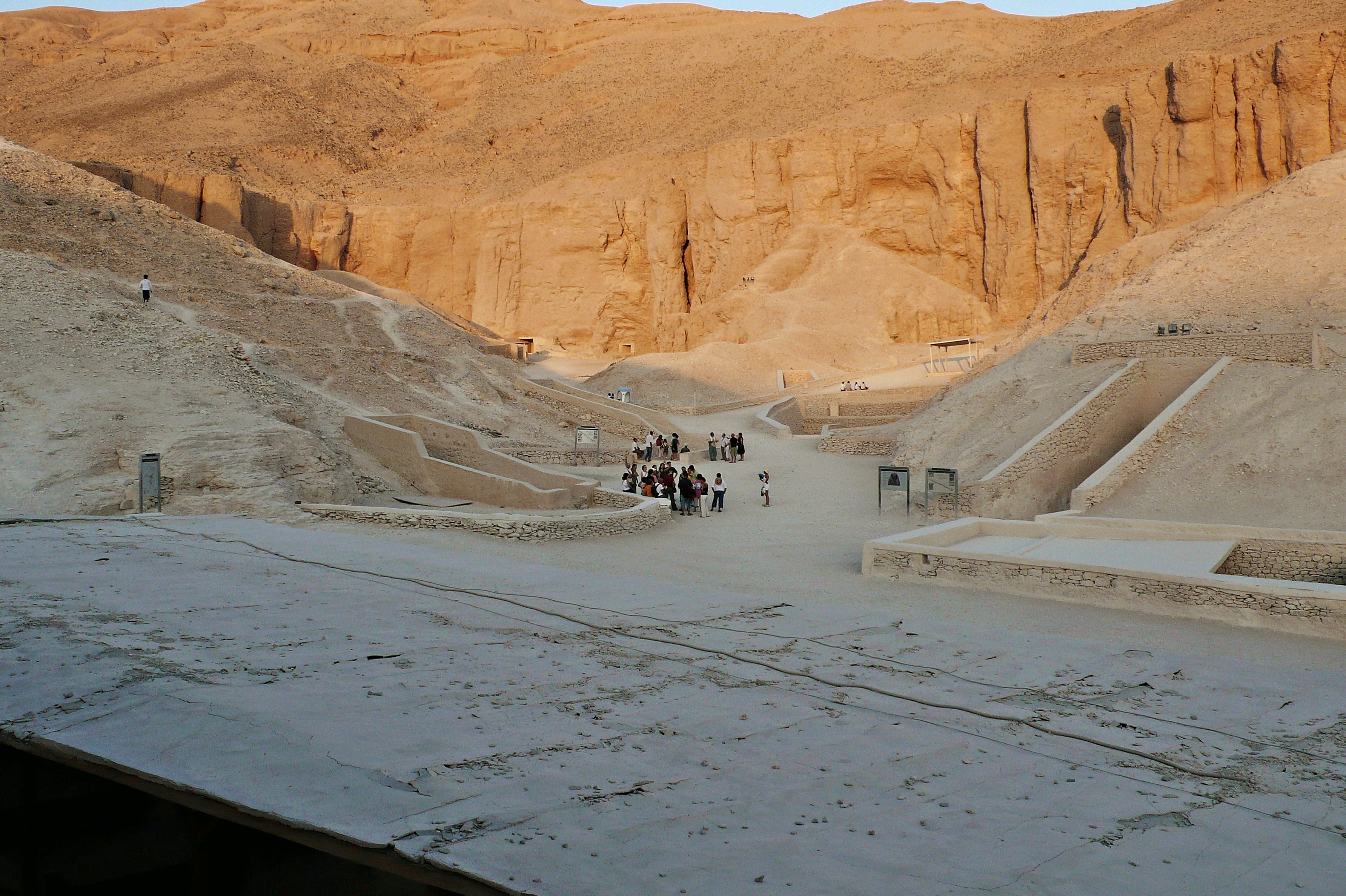
Vordergrund rechts: Eingang zum Grab Tutanchamuns, dahinter rechts der Eingang zu Grab KV9 (Ramses V. und Ramses VI.), linksseitig und KV62 gegenüber gelegen: KV10 (Amenmesse)

Als Reaktion auf die Flutschäden von 1994 im Tal der Könige wurden Schutzmaßnahmen gegen solche Wettereinflüsse ergriffen. Diese umfassten neben einer Überdachung des Grabeingangs, einer Umwallung auch die Installation je einer metallenen Schutztür am oberen und unteren Ende des Korridors B und eine Zugangstreppe aus Metall.
Im Grab ist für Besucher nur die Vorkammer zugänglich, von der aus diese in der Grabkammer die Ost-, Nord- und Westwand sowie den Sarkophag betrachten können. Die Zugänge zum Anbau und zur Schatzkammer sind mit Stahlgittern verschlossen.
Das Getty Conservation Institute und das Supreme Council of Antiquities hatten in Kooperation ein fünfjähriges Projekt (2009–2014) für das Grab Tutanchamuns vereinbart, das Konservierungsarbeiten und Management des Grabes vorsah. Das Projekt war in drei Phasen unterteilt. Die erste Phase (2009–2011) umfasste eine genaue Bestandsaufnahme über den Zustand des Grabes und der Wanddekorationen, wissenschaftliche Analysen von Material und Verarbeitungstechniken der Farben sowie Umwelteinflüsse auf das Grab und Erforschung der Ursachen für den sich verschlechternden Zustand der Wandmalereien. Phase zwei und drei fanden zeitgleich statt (2012–2014). In Phase zwei wurden aufgrund von Phase eins angemessene Möglichkeiten zur Durchführung von Verbesserungen für den Erhaltungszustand des Grabes und der Wandmalereien erarbeitet. Zudem wurden Infrastruktur, beispielsweise Gehwege, Beleuchtung und Belüftung im Grab verbessert. Die letzte Phase galt der Auswertung der Arbeiten im Grab, und diese durch verschiedene Medien der Öffentlichkeit zugänglich zu machen. Während der Untersuchungen der Grabkammer war die Mumie Tutanchamuns in einem Glaskasten in der Vorkammer ausgestellt.
Ein Ergebnis der Untersuchungen im Grab war, dass Besucher das Raumklima nicht nur durch Schweiß und Atemluft verändern, sondern auch zusätzlich Staub mit ins Grab bringen, der sich auf den Wandmalereien ablagert. Diese Ablagerungen sind sowohl auf Fotos der Getty Conservation als auch auf denen der Firma Factum Arte als leichter Grauschleier sichtbar. Die bereits zur Zeit der Graböffnung in der Grabkammer vorhandenen „braunen“ Punkte auf den Wandmalereien wurden ebenfalls untersucht und es wurde festgestellt, dass diese mikrobiologischen Ursprungs, aber nicht mehr lebensfähig und nicht mehr aktiv sind. Eine Feststellung, die bereits Alfred Lucas gemacht hatte, der für die chemischen Untersuchungen im Grab und die Konservierung der Objekte zuständig war. In seiner Analyse zur Chemie im Grab vermerkte er, „dass keinerlei bakterielle Lebensform nachweisbar sei“.

### Grabschatz

#### Zustand nach der Entdeckung und Bearbeitung der Objekte
Die im Grab gefundenen Objekte waren aufgrund verschiedener Materialien in unterschiedlich erhaltenem Zustand. In seinem Bericht The Chemistry of the Tomb, im Anhang von Howard Carters zweitem Band von The Tomb of Tutankhamun, geht Alfred Lucas näher auf die einzelnen im Grab vorgefundenen Materialien ein. Er beschreibt, dass, bevor die Gegenstände in irgendeiner Weise bearbeitet werden konnten, zuerst eine eingehende Materialanalyse erforderlich war. Ihm zufolge konnte „die Chemie“ eine Hilfe für die Archäologie sein und er hielt fest, „dass der Chemiker letztlich ein notwendiges Mitglied eines Teams, sowohl in Museen als auch bei archäologischen Expeditionen ist, wie es beim Grab Tutanchamuns das erste Mal der Fall ist“.
Nach Carters Einschätzung hatte der hohe Anteil an Feuchtigkeit im Grab zu Schäden an den Gegenständen geführt. Einige waren völlig oder nahezu zerstört. Deshalb wurden sie entweder an Ort und Stelle für den Transport aus dem Grab konserviert oder zur vollständigen Erhaltung, und vor dem Weitertransport nach Kairo im Konservierungslabor, dem Grab Sethos II. (KV15), bearbeitet. Als ein Beispiel nennt er Sandalen, in die Perlen eingearbeitet waren. Diese wirkten auf den ersten Blick völlig intakt, jedoch zerfielen die kleinen Perlen bei Berührung. Die häufig aus Glas bestehenden Perlen wurden beispielsweise mit flüssigem Wachs behandelt und konnten nach dem Härtungsprozess intakt transportiert werden. Die Grabsträuße wurden mit flüssigem Zelluloid besprüht, um sie haltbar zu machen. Gegenstände aus organischen Materialien wie Holz, Pflanzen, Leder, Leinen oder Lebensmittel waren besonders fragil. Howard Carter bezeichnet dies als „Erste Hilfe-Maßnahmen“, ohne die nicht „einmal ein Zehntel“ der zahlreichen Grabbeigaben das Ägyptische Museum in Kairo erreicht hätte. Er beschreibt die Bearbeitung und Handhabung von den unterschiedlichsten im Grab gefundenen Materialien, sowie die damit verbundenen Schwierigkeiten der Konservierung in seinem ersten Band zum Grab des Tutanchamun. Jedes Material bedurfte unterschiedlicher Behandlung und zeitweilig musste improvisiert werden. Problematisch waren Gegenstände, die aus verschiedenen Materialien bestanden, denn es waren für jedes Objekt andere Behandlungsmöglichkeiten zur Konservierung notwendig, die zusätzlich von Material und Erhaltungszustand abhängig waren. In manchen Fällen halfen nur Experimente, um die bestmögliche Konservierungsmaßnahme zu finden, da es bisher keine vergleichbaren Erfahrungen mit solch komplexen Fundstücken einer Ausgrabung gab. Der Umgang und die Behandlung von Holz bereitete verschiedene Schwierigkeiten. Eine war bereits der schlechte Erhaltungszustand des jahrtausendealten Materials, der bei Berührung zerfallen konnte, eine andere, dass das Holz durch die durch die Graböffnung bedingten Luftveränderungen im Grab selbst zu schrumpfen begonnen hatte und die Intarsien, wie Einlagen aus Glas, Edelsteinen und Elfenbein oder der Überzüge aus Gips oder Goldfolien, daraufhin abfielen. Hierfür wurde für die Erhaltung in der Regel Paraffin verwendet.
Häufig stand vor den Konservierungsarbeiten der Reinigungsprozess von Objekten, der unter anderem mit warmem Wasser, Wasserdampf oder Ammonium erfolgte. Bei manchen Gegenständen bedurfte es lediglich einer Säuberung.

Fundstücke aus der Vorkammer
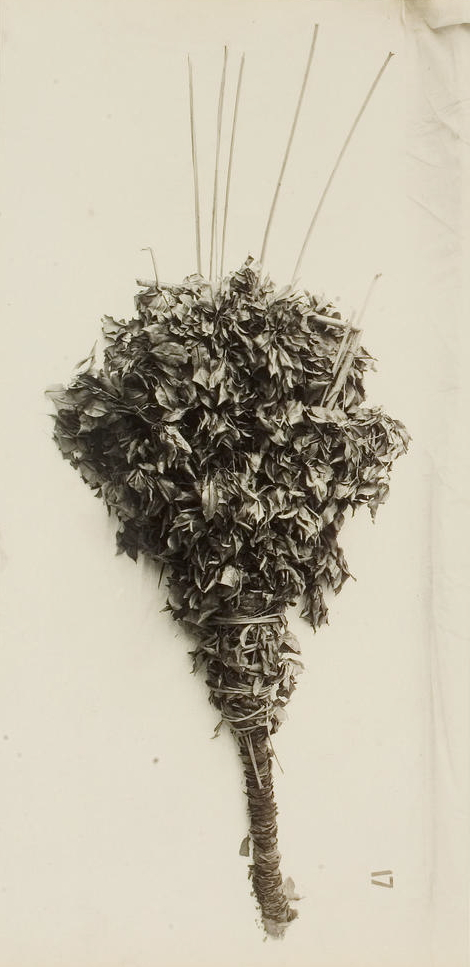
Blumenstrauß
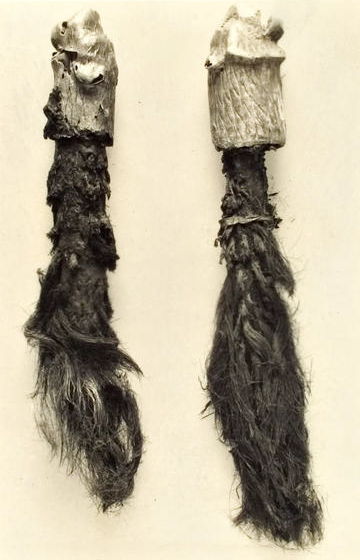
ein Paar Fliegenwedel
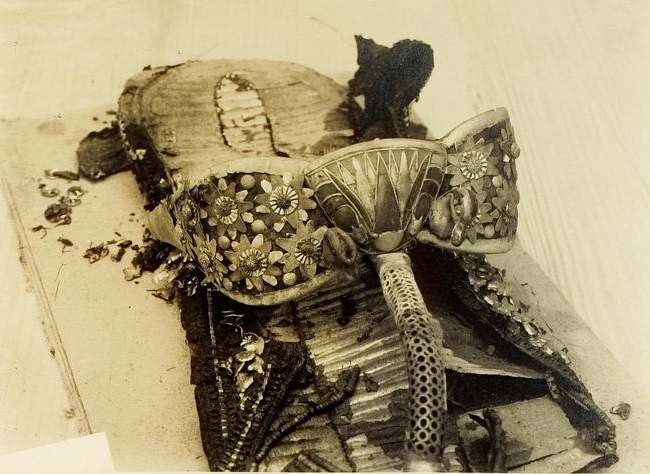
Sandale mit dem Hauptmotiv einer Lotosblüte
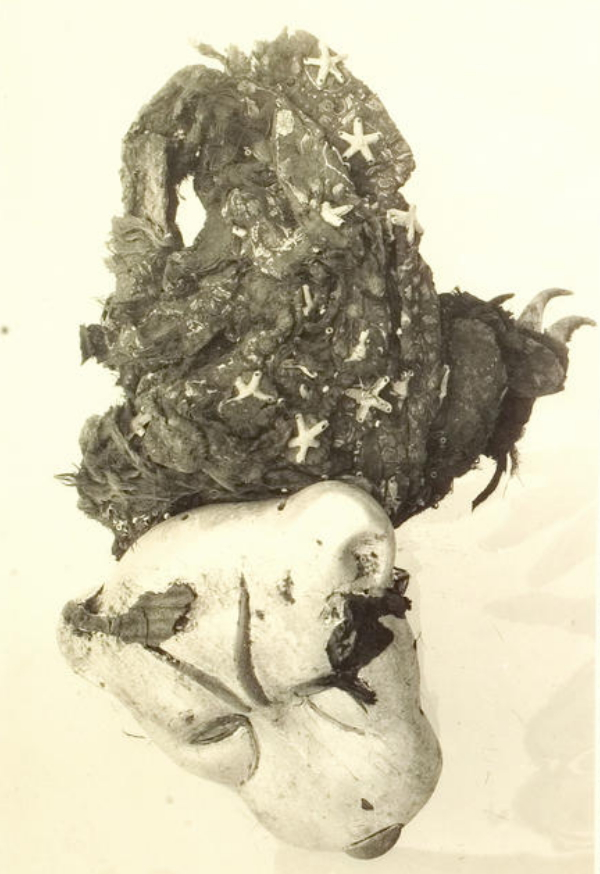
Reste eines künstlichen Pantherfells mit Verschluss
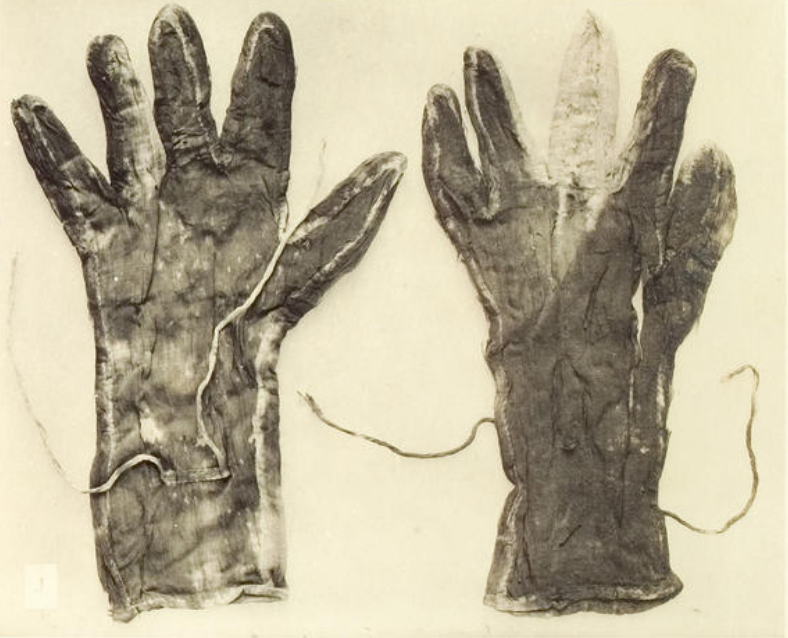
Handschuhe
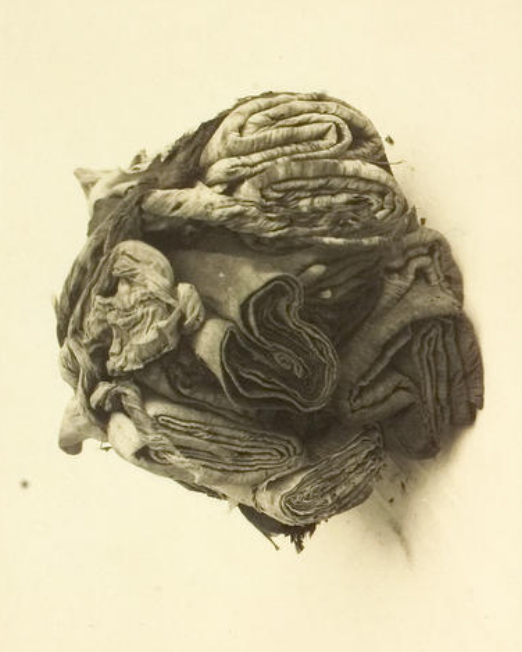
Bündel mit Leinenrollen
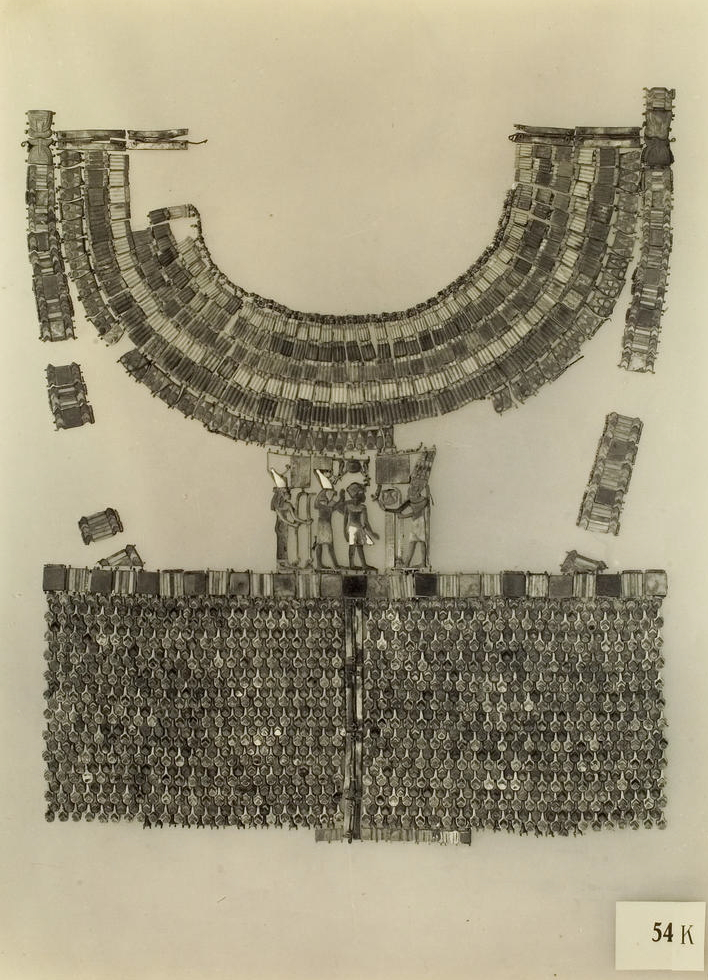
Halskragen
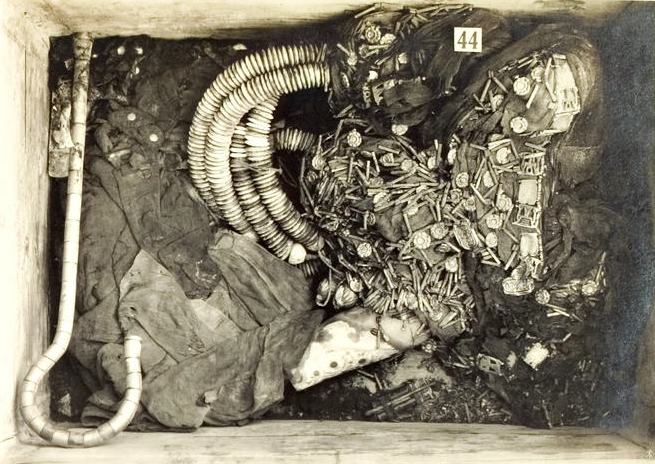
Schmuck, Leinen und Krummstab in einer Truhe

Howard Carter besuchte 1925 mit Alfred Lucas die Ausstellung zu den dort bereits kurz nach der Ausgrabung gezeigten Gegenständen im Ägyptischen Museum von Kairo. Hintergrund war, die Objekte unter dem Aspekt der Konservierung zu betrachten. Carter notierte hierzu, dass die Konservierung mit Paraffin sehr effektiv gewesen war. Dennoch war schon drei Jahre nach der Entdeckung erkennbar, dass der goldene Thronsessel Tutanchamuns in der Farbe wesentlich dunkler war als im Vergleich zum Entdeckungszeitpunkt und der direkt danach erfolgten Ausstellung im Museum. Howard Carter stellte bei der Besichtigung zudem „mit Schrecken fest“, dass der silberne Stock mit einer Figur des Königs (Fundnummer 235 b, Ägyptisches Museum Kairo JE 61666), von dem es im Grab ein „Gegenstück“ aus Gold (Fundnummer 235 a, Ägyptisches Museum Kairo JE 61665) gegeben hatte, nun zerbrochen war. Der Schaden war entstanden als das Stück dem belgischen Archäologen Jean Capart gezeigt worden war. Carters Eintrag im Grabungsjournal zum 3. Oktober 1925 dazu lautet: „Es scheint eine Schande nach all dem ganzen Aufwand, den wir damit hatten, diese wertvollen Objekte zu erhalten und sicher zum Museum zu transportieren, dass erlaubt wird, diese Personen auszuhändigen, die nicht wissen, wie man mit antiken Gegenständen umgeht.“

#### Zustand in heutiger Zeit
Veronica Seton-Williams schildert 1978 den Zustand der Objekte aus dem Grab im Ägyptischen Museum in Kairo, die zu diesem Zeitpunkt einer Reinigung und Restaurierung bedurften. Sie führte aus, dass sich einerseits die Luftzusammensetzung in Kairo stark auf die Ausstellungsstücke auswirkte, andererseits die Temperaturschwankungen in Kairo größer sind als in Luxor. So waren Veränderungen durch Anlaufen bei Objekten aus Gold und Verzug bei jenen aus Holz 66 Jahre nach der Grabentdeckung, insbesondere mit Gipsüberzug oder Verkleidung mit Blattgold erkennbar. Die Gegenstände des Grabschatzes befanden sich ihrer Aussage weiterhin in der Anordnung wie sie seinerzeit aus dem Grab geborgen worden waren. Die meisten Gegenstände waren in den Vitrinen zu sehen, in der sie zum ersten Mal nach der Grabentdeckung ausgestellt worden waren. Thomas Hoving schrieb im selben Jahr: „Die aberhundert vergoldeten Kunstwerke, die Statuetten, Werkzeuge, Gebrauchsgegenstände, Schilde, Truhen, Möbelstücke – sogar der majestätische Kanopenschrein mit seinen vier Schutzgöttinnen – zerfallen allmählich, zerbrechen in Teile, lösen sich auf. Für Restaurierungsarbeiten fehlt das Geld, hieß es seinerzeit. Der Zustand der Tut-ench-Amun-Schätze ist für das Museum wie für die Menschen eine Schande […]“ Er äußerte, wie Seton-Williams, die Hoffnung, dass die weltweiten Ausstellungen einiger Originalstücke (1961–1981) aus dem Grabschatz des Tutanchamun Gelder für die Erhaltung der Originalstücke bringen würden. Allerdings gab es bis zu diesem Zeitpunkt keinen Plan für Restaurierungsarbeiten.
Zahi Hawass schrieb 2013 in Discovering Tutankhamun. From Howard Carter to DNA zu den vergoldeten Holzschreinen aus der Grabkammer, dass sich diese weiterhin im Originalzustand der Erstrestaurierung durch Alfred Lucas in den 1920er Jahren befinden. Er weist ebenfalls auf die klimatischen Veränderungen und die Luftverschmutzung hin, betont aber auch, dass die direkte Einstrahlung des Sonnenlichtes solch fragilen Objekten schadet. Er hoffte, wie Jahre zuvor Seton-Williams und Hoving, dass es ein großes Konservierungsprojekt geben würde, wenn der Umzug des vollständigen Grabschatzes Tutanchamuns in das neue Grand Museum erfolgen sollte. Zum damaligen Zeitpunkt war hierfür 2015 anvisiert. Eine vergleichbare Beschreibung über den Zustand von Ausstellungsstücken gab im selben Jahr die ehemalige Direktorin des Ägyptischen Museums in Kairo (2004–2010), Wafaa el-Saddik, zum Sarg des Juja, dem Vater von Königin Teje. Auch hier waren tiefe Risse im mit Blattgold versehenen Holz des Sarges, der sich nach seiner Entdeckung 1905 noch immer in derselben alten Vitrine befindet und ebenfalls Hitze, Kälte und Schwankungen in der Luftfeuchtigkeit im Museum ausgesetzt ist.

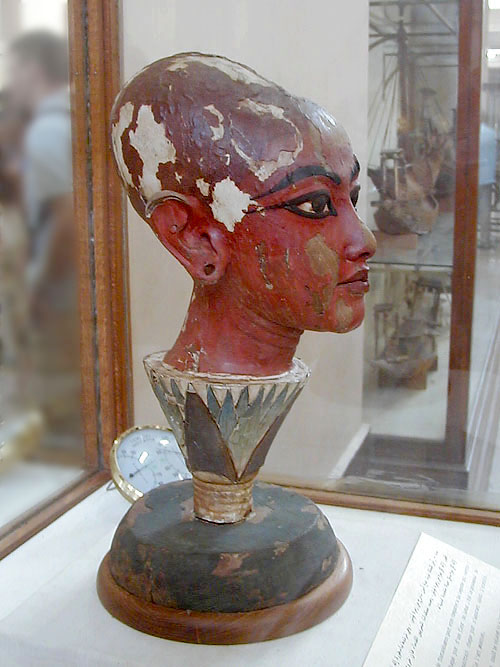
Kopf des Nefertem: Tutanchamun als Nefertem auf einer blauen Lotosblüte, Ägyptisches Museum Kairo, JE 60723

Als gutes Beispiel für die Arbeit der Konservatoren im Ägyptischen Museum in Kairo führte Zahi Hawass den Kopf des Nefertem an. Diese Büste war als eines der Original-Objekte auf internationalen Wanderausstellungen zu sehen. Nach Hawass bestehe häufig Sorge darüber, dass gerade solche Ausstellungen zu Beschädigungen an den Leihgaben führen könnten. Er betonte jedoch, dass den Ausstellungsstücken für Wanderausstellungen in der Erhaltung eine besondere Bedeutung beigemessen werde. Bereits Howard Carter beschrieb zu diesem Fund die achtsame Handhabung von abgefallenen Teilen der kleinen Büste, die er und Arthur Callender „mühevoll eingesammelt“ hatten. Seine Besorgnis hatte seinerzeit den einzelnen Farbfragmenten auf Gips und der Restaurierung des Objektes nach dem Eintreffen im Museum gegolten.
Wilfried Seipel äußerte sich vor der von Oktober 2015 bis Februar 2016 in Dresden gezeigten Ausstellung „Tutanchamun – sein Grab und die Schätze“, in der ausschließlich Replikate zu sehen waren, auch zum Zustand der Originalstücke in Kairo:

„[…] Aber dort gehen die Objekte wegen der unzureichenden Klimatisierung vor die Hunde.“

Des Weiteren bemängelte der Ägyptologe die unzureichende Beleuchtung und Beschriftung der Exponate im Museum und beschrieb die meisten der originalen Gegenstände aus Tutanchamuns Grabschatz als nicht mehr „reisefähig“. Zur Beschriftung der Objekte hatte sich Thomas Hoving bereits 1978 in gleicher Weise geäußert: die Etiketten seien braun vom Alter, zerknittert und zum Großteil unleserlich.
Während der Revolution in Ägypten 2011 kam es zu Plünderungen im Ägyptischen Museum, wovon auch einige Fundstücke aus dem Grabschatz des Tutanchamun betroffen waren. Eine kleine vergoldete Statuette (JE 60710.1) und das Oberteil einer weiteren werden vermisst. Einige andere Statuen wurden zerbrochen, konnten aber wieder restauriert werden.

## Ausstellungen von Originalstücken und Lagerung des Grabschatzes

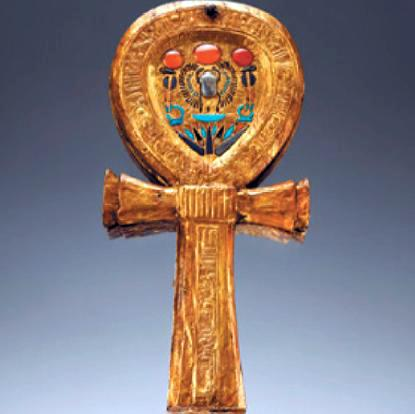
Eines der Ausstellungsstücke 2004: Spiegelkasten des Tutanchamun in Form eines Anch (JE 62349)

Der vollständige Grabschatz des Tutanchamun ist Besitz des Landes Ägypten. Howard Carters Fund dieses enormen Grabschatzes erforderte seinerzeit eine vollständige Umorganisation der bisherigen Ausstellungsfläche im Obergeschoss des Museums, um die große Anzahl an Objekten ausstellen zu können. Von den Fundstücken sind derzeit etwa 1700 im Ägyptischen Museum in Kairo, wenige Weitere im Luxor-Museum zu sehen. Die Objekte im Ägyptischen Museum in Kairo tragen zur Identifikation Nummern, die mit JE (Journal d’Entrée du Musée) beginnen. Ein Teil der in KV62 gefundenen pflanzlichen Materialien befindet sich in der Ausstellung im Agricultural Museum in Kairo. Nicht ausgestellte Stücke lagern in den Magazinen des Museums in Kairo, in Luxor sowie in Lagerräumen des Grand Egyptian Museum (GEM). Zum Jahresende 2016 sollten alle Fundstücke aus KV62 für eine ständige Ausstellung in das neue Grand Egyptian Museum, in der Nähe der Pyramiden von Gizeh, überführt werden. Einige der Objekte werden im Vorfeld restauriert, weitere später in den Laboratorien des GEM. Mit dem Transport einiger Stücke wurde im August 2016 begonnen.
Die „besten Gegenstände“ aus Tutanchamuns Grab wurden zum Teil direkt nach der Ankunft im Museum in Kairo ausgestellt. Von 1961 bis 1981 waren weltweit ausschließlich Originalfundstücke aus dem Grab, darunter auch die goldene Totenmaske Tutanchamuns, in unterschiedlicher Anzahl und Zusammenstellung zu sehen. Die Wanderausstellung begann in den USA, danach Kanada, Japan, Frankreich, England, Russland und West-Deutschland (1980–1981). In West-Deutschland umfasste die Ausstellung in West-Berlin, Köln, München, Hannover und Hamburg insgesamt 55 Objekte. Zur Erstellung des deutschen Kataloges zur Ausstellung schrieb Jürgen Settgast:

„Der vorliegende Katalog wurde geschrieben, ohne daß die Autoren Gelegenheit hatten, die Ausstellung im Original eingehend zu studieren – ein Manko, das sich nicht vermeiden läßt, wenn die Entscheidung über Teilnahme oder Nichtteilnahme an einer Ausstellungstournee erst zu einem Zeitpunkt getroffen werden kann, an dem sich die Ausstellung längst auf einer internationalen Umlaufbahn befindet.“

Die Einnahmen aus den Wanderausstellungen von Teilen des Grabschatzes weltweit waren beträchtlich. Zahi Hawass zufolge beliefen sich diese in den USA (1961–1964, 1976–1979) beispielsweise in Chicago auf 30 Millionen US-Dollar, in Seattle auf 60 Millionen und in New Orleans auf 85 Millionen. Wafaa el-Saddik gibt an, dass allein die Totenmaske von Tutanchamun im Zeitraum 1972 bis 1982 etwa 11 Millionen US-Dollar einbrachte. Die Besucherzahlen waren insgesamt sehr hoch. In New York (1964 und 1978) hatten die Ausstellung mehr als 1,2 Millionen Besucher gesehen und in Köln (1980) über eine halbe Million Menschen.
Nachdem 1980 bei den Ausstellungen in Deutschland die Figur der Göttin Selket, eine der vier Schutzgöttinnen des Kanopenschreins, der sich in der Schatzkammer gefunden hatte, beschädigt worden war, gab es nach Beendigung der „Tournee“ ein Ausfuhrverbot für Objekte aus KV62. Dieses wurde 2004 von Farouk Hosny, dem Altertümerminister zu diesem Zeitpunkt, aufgehoben. So waren 2004 deshalb in der Ausstellung „Tutanchamun. Das goldene Jenseits. Grabschätze aus dem Tal der Könige.“ viele Originale zu sehen. In dieser Ausstellung wurden zum Beispiel unter anderem die Originale von Uschebtis des Königs, verschiedene Götterstatuen, einer der vier Kanopenverschlüsse, einer der vier Eingeweidesärge, Hocker, der in der Schatzkammer gefundene Herzskarabäus im Pektoral, Prunkschilde, Fächer, das an der Mumie Tutanchamuns gefundene Diadem, ein in der Grabkammer gefundenes Salbgefäß sowie viele Fundstücke mehr aus KV62 gezeigt. Wafaa el-Saddik führt dazu an, dass, wann immer die Regierung Ägyptens Geld benötigte, altägyptische Kunstschätze in internationale Ausstellungen gegeben wurden. Der Anteil an den Einnahmen von den Ausstellungen ging jedoch nicht an das Museum, sondern an den ägyptischen Staat, ebenso wie die Eintrittseinnahmen des Ägyptischen Museums in Kairo. Das Museum wurde, laut el-Saddiks Vorgänger und ehemaligem Minister für Altertümer, Mamdouh el-Damaty, pro Jahr durch die ägyptische Altertümerverwaltung (Supreme Council of Antiquities, SCA) ausschließlich mit 2000 ägyptischen Pfund gefördert. 2016 entspricht das in etwa 230 Euro.
Objekte aus dem Grabschatz Tutanchamuns werden aufgrund ihrer Fragilität nur noch sehr selten oder gar nicht mehr in weltweite Wanderausstellungen gegeben. Die Tendenz ist, die Originalstücke am Standort Kairo zu schonen und durch Replikate zu ersetzen. Die goldene Totenmaske des jungen Königs wird beispielsweise nur noch in Ägypten zu sehen sein. Auf Anfragen, weshalb die unbezahlbare Totenmaske nicht mehr an andere Ausstellungen außerhalb von Ägypten verliehen werde, antwortete der damalige Generalsekretär des Supreme Council of Antiquities, Zahi Hawass:

I reply that it is too fragile to travel, and that taking it away from Egypt would disappoint the thousands of tourists who come to the Cairo Museum just to see this unique object.

„Ich antworte, dass sie zu zerbrechlich ist, um auf Reisen zu gehen und sie aus Ägypten fortzunehmen, würde die Tausenden von Touristen, die in das Museum nach Kairo kommen, um dieses einzigartige Objekt zu sehen, enttäuschen.“

## Replikate

### Grab
Die spanische Firma Factum Arte hat durch ihre Scans der Grabkammer in KV62 ermöglicht, eine detailgetreue Kopie davon anzufertigen, wozu neben den Wanddekorationen auch der Sarkophag gehört. Die vollständige Grabkopie befindet sich in der Nähe von Howard Carters ehemaligem Haus, am Eingang zum Tal der Könige und wurde am 30. April 2014 eröffnet. Begleitet wird diese Kopie des Grabes KV62 durch eine Ausstellung mit Bildern und Texten von Jaromír Málek und Nicholas Reeves, sowie dem Inhaber von Factum Arte, Adam Lowe. Die £ 420,000 teure Grabkopie zählt zu den Besten, die jemals angefertigt wurden. Mit Unterstützung des Griffith Institutes in Oxford konnte mittels eines Schwarz-weiß-Fotos, das Harry Burton von dem Teil der zerstörten Südwand gemacht hatte, auch dieser Teil der Wand farbig umgesetzt werden. Die in der Kopie verwendeten Farben basieren auf den anderen Aufnahmen von Factum Arte in der Grabkammer. Das Grab von Königin Nefertari (QV66), der Großen königlichen Gemahlin Ramses II., und das von Sethos I. (KV17) sind ebenfalls als Kopie in Planung.

### Gegenstände aus dem Grabschatz

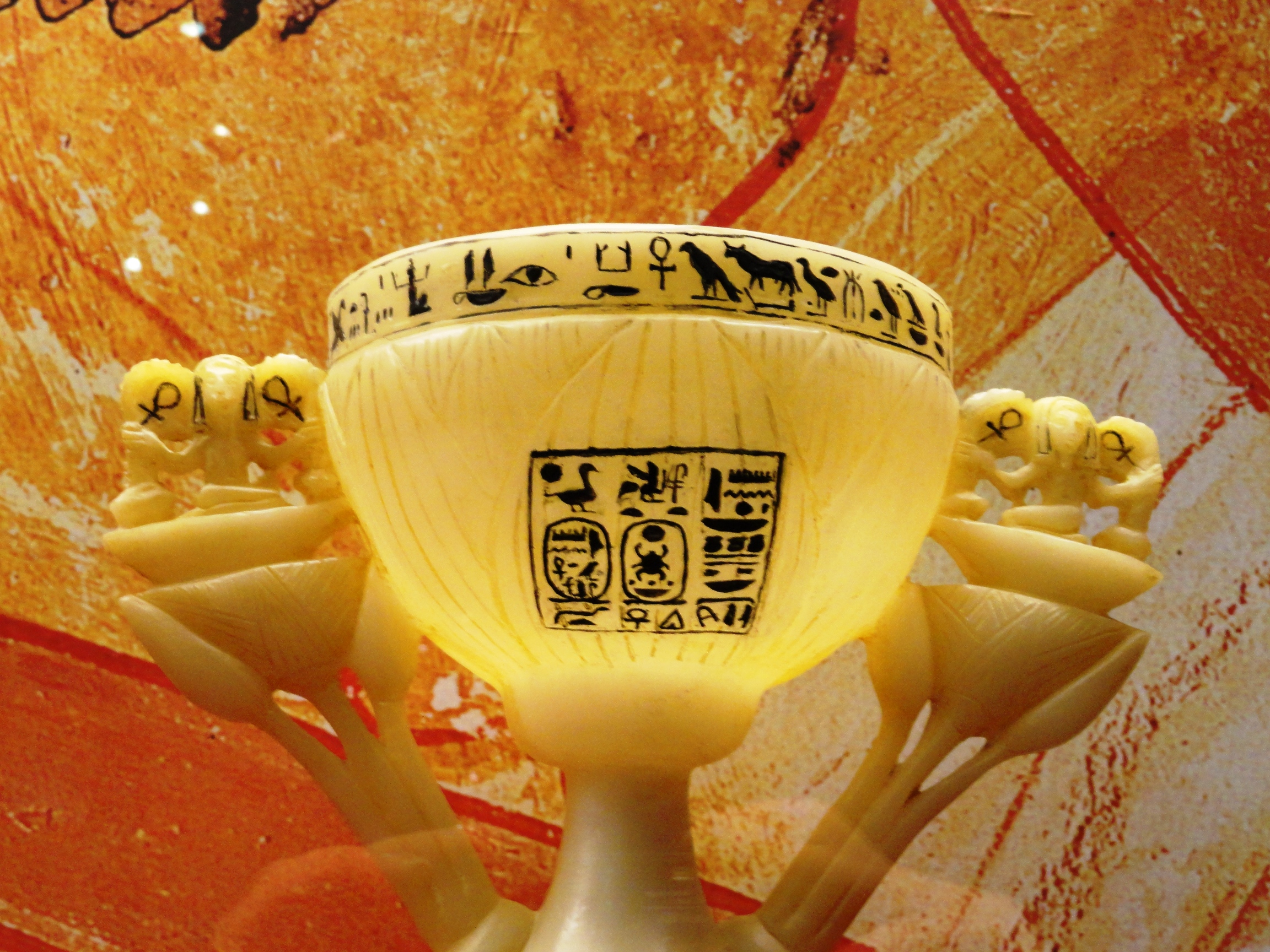
Replikat des Lotoskelches; Original: Ägyptisches Museum Kairo (JE 67465)

Replikate von Tutanchamuns Grabschatz wurden erstmals 1924 auf der British Empire Exhibition in London (Wembley) gezeigt und waren die Hauptattraktion dieser Ausstellung. Für die Nachstellung des Grabes und der Ausstattung hatte Arthur Weigall, ehemaliger Inspektor der Altertümerverwaltung und Korrespondent der Daily Mail, die Aufsicht.
Die Ausstellung „Tutanchamun – sein Grab und die Schätze“ zeigt seit vielen Jahren über 1.000 Kopien von Objekten aus dem Grab und ermöglicht es Besuchern der Ausstellung nicht nur die Stücke zu bewundern, sondern auch die Fundsituation wie Howard Carter und sein Grabungsteam sie nach der Entdeckung vorgefunden haben, nachzuempfinden. Die Ausstellungsstücke sind als Kopie sehr sorgfältig und detailgetreu gearbeitet. Zu sehen sind in der Ausstellung unter anderem Kopien von vielen Götterfiguren, Ritualbetten, Streitwagen, die den Sarkophag umgebenden vier Schreine, der Kanopenschrein, der Kanopenkasten, der Anubisschrein sowie die Särge und die Totenmaske Tutanchamuns. Die gesamte Wanddekoration aus der Grabkammer ist ebenfalls dargestellt, so auch die anhand von Schwarz-weiß-Fotos von Harry Burton mit den drei Unterwelts-Gottheiten und Isis rekonstruierte Südwand.

### Grab und Ausgrabungsgeschichte
- Aude Gros de Beler: Tutanchamun. Komet, Frechen 2001, ISBN 3-89836-202-7.
- Howard Carter: The Tomb of Tutankhamun. Band 1: Search, Discovery and Clearing of the Antechamber. Bloomsbury, London 2014, ISBN 978-1-4725-7686-6.
- Howard Carter: The Tomb of Tutankhamun. Band 2: The Burial Chamber. Bloomsbury, London 2014, ISBN 978-1-4725-7763-4.
- Howard Carter: The Tomb of Tutankhamun. Band 3: The Annexe and Treasury. Bloomsbury, London 2014, ISBN 978-1-4725-7777-1.
- I. E. S. Edwards: Tutanchamun. Das Grab und seine Schätze. Lübbe, Bergisch Gladbach 1997, ISBN 3-7857-0876-9.
- Zahi Hawass, Sandro Vannini: Tutanchamun. Das legendäre Grab des Pharao. Frederking & Thaler, München 2008, ISBN 978-3-89405-711-4.
- Zahi Hawass: Discovering Tutankhamun. From Howard Carter to DNA. The American University Press, Cairo 2013, ISBN 978-977-416-637-2.
- Erik Hornung: Das Tal der Könige. Beck, München 2002, ISBN 3-406-47995-2, S. 27–29.
- Thomas Hoving: Der goldene Pharao – Tut-ench-Amun. Die 1. authentische Darstellung der grössten archäologischen Entdeckung aller Zeiten. Gondrom, Bayreuth 1984, ISBN 3-8112-0398-3.
- T. G. H. James: Tutanchamun. Der ewige Glanz des jungen Pharaos. Müller, Köln 2000, ISBN 88-8095-545-4.
- Jaromír Málek: The Treasures of Tutankhamun. Deutsch, London 2006, ISBN 0-233-00197-2.
- Nicholas Reeves: The Complete Tutankhamun: The King, the Tomb, the Royal Treasure. Thames & Hudson, London 1995, ISBN 0-500-27810-5.
- Nicholas Reeves, Richard H. Wilkinson: Das Tal der Könige. Geheimnisvolles Totenreich der Pharaonen. Bechtermünz, Augsburg 2002, ISBN 3-8289-0739-3, S. 122–128.
- Nicholas Reeves: Faszination Ägypten. Die großen archäologischen Entdeckungen von den Anfängen bis heute. Frederking & Thaler, München 2001, ISBN 3-89405-430-1, S. 160–166.
- M. V. Seton-Williams: Tutanchamun. Der Pharao. Das Grab. Der Goldschatz. Ebeling, Luxembourg 1980, ISBN 3-8105-1706-2.
- Alberto Siliotti: Tal der Könige. Müller, Köln 2001, ISBN 88-8095-602-7, S. 34–43.
- Joyce Tyldesley: Mythos Ägypten. Die Geschichte einer Wiederentdeckung. Reclam, Stuttgart 2006, ISBN 3-15-010598-6, S. 217–248.
- Kent R. Weeks, Araldo de Luca: Im Tal der Könige – Von Grabkunst und Totenkult der ägyptischen Herrscher. Weltbild, Augsburg 2001, ISBN 3-8289-0586-2, S. 146–171.
- Wolfgang Wettengel (Hrsg.): Mythos Tutanchamun. Wettengel, Nördlingen 2000, ISBN 3-00-006214-9.

### Zu Objekten aus dem Grabschatz
- Alessia Amenta, Maria Sole Croce und Alessandro Bongioanni: Ägyptisches Museum Kairo. National Geographic Art Guide, mit Vorwort von Zahi Hawass, 2. Auflage, National Geographic Deutschland, Hamburg 2006, ISBN 3-934385-81-8, S. 257–335.
- Katja Broschat, Florian Ströbele, Christian Koeberl, Christian Eckmann, Eid Mertah: Himmlisch! Die Eisenobjekte aus dem Grab des Tutanchamun (= Mosaiksteine. Forschungen am Römisch-Germanischen Zentralmuseum, Band 15). Römisch-Germanisches Zentralmuseum, Mainz 2018, ISBN 978-3-88467-304-1.
- Katja Broschat, Christian Eckmann: Tutanchamuns Mumienmaske – Chronographie einer Ikone (= Monographien des Römisch-Germanischen Zentralmuseums. Band 162) Römisch-Germanisches Zentralmuseum RGZM Verlag, Mainz 2022, ISBN 978-3-88467-356-0.
- Patrick Farsen: Der Grabschatz des Tutanchamun Daten, Fakten und Literatur zu den wichtigsten Objekten aus dem Königsgrab. AVM, München 2010, ISBN 978-3-86306-640-6.
- Die Hauptwerke im Ägyptischen Museum in Kairo. Offizieller Katalog. Herausgegeben vom Antikendienst der arabischen Republik Ägypten. von Zabern, Mainz 1986, ISBN 3-8053-0640-7; ISBN 3-8053-0904-X (Museumsausgabe), Nr. 174–193.
- Ausstellungskatalog Tutanchamun in Köln. von Zabern, Mainz 1980, ISBN 3-8053-0438-2.
- Francesco Tiradritti, Araldo De Luca: Die Schatzkammer Ägyptens – Die berühmte Sammlung des Ägyptischen Museums in Kairo. Frederking & Thaler, München 2000, ISBN 3-89405-418-2, S. 194–243.
- André Wiese, Andreas Brodbeck: Tutanchamun. Das goldene Jenseits. Grabschätze aus dem Tal der Könige. Hirmer, München 2004, ISBN 3-7774-2065-4, S. 238–363.